# Xadrez
Xadrez (em árabe: شطرنج; romaniz.: xaṭrandj; do sânscrito: चतुरङ्ग; romaniz.: chaturanga; lit.  "os quatro membros"), também chamado de xadrez ocidental ou xadrez internacional, é um esporte de dois jogadores, que pode ser classificado como um jogo de tabuleiro estratégico, tanto recreativo quanto competitivo. O tipo ocidental é diferente dos seus antecessores antigos (persa e indiano) e de outras variantes atuais. A forma atual do jogo surgiu no sudoeste da Europa na segunda metade do século XV, durante o Renascimento, após ser desenvolvido de suas antigas origens. O xadrez pertence a uma família dos jogos e atualmente segundo historiadores do enxadrismo, todos eles se originaram do jogo Chaturanga, que se praticava na Índia no século VI.
Existem muitos tipos de xadrez: o xadrez ocidental, xatranje, xiangqi, janggi, shogi, chaturaji, makruk, senterej, entre outros. Há muitas semelhanças entre tais jogos, com todos possivelmente compartilhando uma origem comum. São encontradas características da arte e de ciência nas composições enxadrísticas e em sua teoria (que abrange aberturas, meio-jogo e finais — fases em que classificam o andamento do jogo).
Este por ser um de estratégia e tática, não envolve o elemento sorte. A única exceção é o sorteio das cores no início do jogo, já que as brancas sempre fazem o primeiro movimento, tendo assim uma pequena vantagem por isso. Este fenômeno é demonstrado por um grande número de estatísticas e comentado por alguns enxadristas.
A partida de xadrez é disputada em um tabuleiro de casas claras e escuras intercaladas, sendo que, no início, cada enxadrista controla dezesseis peças com diferentes formatos e características. O objetivo da partida é derrubar o rei adversário, a jogada final chamada de "xeque-mate" (também chamado simplesmente de mate). Teóricos do enxadrismo desenvolveram várias estratégias para se atingir este objetivo, embora não seja um fato muito comum em jogos oficiais, pois os jogadores em grande desvantagem ou percepção de iminência da derrota têm a opção de abandonar (desistir) a partida, antes de receberem o mate. As competições enxadrísticas oficiais tiveram início ainda no século XIX, sendo Wilhelm Steinitz considerado o primeiro campeão mundial de xadrez. Existe também o campeonato internacional por equipes realizado a cada dois anos, a Olimpíada de Xadrez. Desde o início do século XX, duas organizações de caráter mundial, a Federação Internacional de Xadrez e a Federação Internacional de Xadrez por Correspondência vêm organizando eventos que congregam os melhores enxadristas do mundo. O atual campeão do mundo é o chinês Ding Liren e a campeã (2020) é a chinesa Ju Wenjun. O enxadrismo foi reconhecido como esporte pelo Comitê Olímpico Internacional em 2001, tendo sua olimpíada e campeonatos mundiais em todas as suas categorias.
O Dia Internacional do Enxadrismo é comemorado todos os anos no dia 19 de novembro, data de nascimento de José Raúl Capablanca, um dos maiores enxadristas de todos os tempos e o único hispano-americano a se sagrar campeão mundial. No Brasil o Congresso Brasileiro de Cultura e Xadrez instituiu o dia 17 de agosto como o Dia Nacional do Livro de Xadrez. O xadrez é um dos jogos mais populares do mundo, sendo praticado por milhões de pessoas em torneios (amadores e profissionais), em clubes, nas escolas, pela internet ou ainda por correspondência.

## Regras do xadrez
|   | a | b | c | d | e | f | g | h |   |
| 8 | a8 preto torre · b8 preto cavalo · c8 preto bispo · d8 preto rainha · e8 preto rei · f8 preto bispo · g8 preto cavalo · h8 preto torre · a7 preto peão · b7 preto peão · c7 preto peão · d7 preto peão · e7 preto peão · f7 preto peão · g7 preto peão · h7 preto peão · a2 branco peão · b2 branco peão · c2 branco peão · d2 branco peão · e2 branco peão · f2 branco peão · g2 branco peão · h2 branco peão · a1 branco torre · b1 branco cavalo · c1 branco bispo · d1 branco rainha · e1 branco rei · f1 branco bispo · g1 branco cavalo · h1 branco torre | a8 preto torre · b8 preto cavalo · c8 preto bispo · d8 preto rainha · e8 preto rei · f8 preto bispo · g8 preto cavalo · h8 preto torre · a7 preto peão · b7 preto peão · c7 preto peão · d7 preto peão · e7 preto peão · f7 preto peão · g7 preto peão · h7 preto peão · a2 branco peão · b2 branco peão · c2 branco peão · d2 branco peão · e2 branco peão · f2 branco peão · g2 branco peão · h2 branco peão · a1 branco torre · b1 branco cavalo · c1 branco bispo · d1 branco rainha · e1 branco rei · f1 branco bispo · g1 branco cavalo · h1 branco torre | a8 preto torre · b8 preto cavalo · c8 preto bispo · d8 preto rainha · e8 preto rei · f8 preto bispo · g8 preto cavalo · h8 preto torre · a7 preto peão · b7 preto peão · c7 preto peão · d7 preto peão · e7 preto peão · f7 preto peão · g7 preto peão · h7 preto peão · a2 branco peão · b2 branco peão · c2 branco peão · d2 branco peão · e2 branco peão · f2 branco peão · g2 branco peão · h2 branco peão · a1 branco torre · b1 branco cavalo · c1 branco bispo · d1 branco rainha · e1 branco rei · f1 branco bispo · g1 branco cavalo · h1 branco torre | a8 preto torre · b8 preto cavalo · c8 preto bispo · d8 preto rainha · e8 preto rei · f8 preto bispo · g8 preto cavalo · h8 preto torre · a7 preto peão · b7 preto peão · c7 preto peão · d7 preto peão · e7 preto peão · f7 preto peão · g7 preto peão · h7 preto peão · a2 branco peão · b2 branco peão · c2 branco peão · d2 branco peão · e2 branco peão · f2 branco peão · g2 branco peão · h2 branco peão · a1 branco torre · b1 branco cavalo · c1 branco bispo · d1 branco rainha · e1 branco rei · f1 branco bispo · g1 branco cavalo · h1 branco torre | a8 preto torre · b8 preto cavalo · c8 preto bispo · d8 preto rainha · e8 preto rei · f8 preto bispo · g8 preto cavalo · h8 preto torre · a7 preto peão · b7 preto peão · c7 preto peão · d7 preto peão · e7 preto peão · f7 preto peão · g7 preto peão · h7 preto peão · a2 branco peão · b2 branco peão · c2 branco peão · d2 branco peão · e2 branco peão · f2 branco peão · g2 branco peão · h2 branco peão · a1 branco torre · b1 branco cavalo · c1 branco bispo · d1 branco rainha · e1 branco rei · f1 branco bispo · g1 branco cavalo · h1 branco torre | a8 preto torre · b8 preto cavalo · c8 preto bispo · d8 preto rainha · e8 preto rei · f8 preto bispo · g8 preto cavalo · h8 preto torre · a7 preto peão · b7 preto peão · c7 preto peão · d7 preto peão · e7 preto peão · f7 preto peão · g7 preto peão · h7 preto peão · a2 branco peão · b2 branco peão · c2 branco peão · d2 branco peão · e2 branco peão · f2 branco peão · g2 branco peão · h2 branco peão · a1 branco torre · b1 branco cavalo · c1 branco bispo · d1 branco rainha · e1 branco rei · f1 branco bispo · g1 branco cavalo · h1 branco torre | a8 preto torre · b8 preto cavalo · c8 preto bispo · d8 preto rainha · e8 preto rei · f8 preto bispo · g8 preto cavalo · h8 preto torre · a7 preto peão · b7 preto peão · c7 preto peão · d7 preto peão · e7 preto peão · f7 preto peão · g7 preto peão · h7 preto peão · a2 branco peão · b2 branco peão · c2 branco peão · d2 branco peão · e2 branco peão · f2 branco peão · g2 branco peão · h2 branco peão · a1 branco torre · b1 branco cavalo · c1 branco bispo · d1 branco rainha · e1 branco rei · f1 branco bispo · g1 branco cavalo · h1 branco torre | a8 preto torre · b8 preto cavalo · c8 preto bispo · d8 preto rainha · e8 preto rei · f8 preto bispo · g8 preto cavalo · h8 preto torre · a7 preto peão · b7 preto peão · c7 preto peão · d7 preto peão · e7 preto peão · f7 preto peão · g7 preto peão · h7 preto peão · a2 branco peão · b2 branco peão · c2 branco peão · d2 branco peão · e2 branco peão · f2 branco peão · g2 branco peão · h2 branco peão · a1 branco torre · b1 branco cavalo · c1 branco bispo · d1 branco rainha · e1 branco rei · f1 branco bispo · g1 branco cavalo · h1 branco torre | 8 |
| 7 | a8 preto torre · b8 preto cavalo · c8 preto bispo · d8 preto rainha · e8 preto rei · f8 preto bispo · g8 preto cavalo · h8 preto torre · a7 preto peão · b7 preto peão · c7 preto peão · d7 preto peão · e7 preto peão · f7 preto peão · g7 preto peão · h7 preto peão · a2 branco peão · b2 branco peão · c2 branco peão · d2 branco peão · e2 branco peão · f2 branco peão · g2 branco peão · h2 branco peão · a1 branco torre · b1 branco cavalo · c1 branco bispo · d1 branco rainha · e1 branco rei · f1 branco bispo · g1 branco cavalo · h1 branco torre | a8 preto torre · b8 preto cavalo · c8 preto bispo · d8 preto rainha · e8 preto rei · f8 preto bispo · g8 preto cavalo · h8 preto torre · a7 preto peão · b7 preto peão · c7 preto peão · d7 preto peão · e7 preto peão · f7 preto peão · g7 preto peão · h7 preto peão · a2 branco peão · b2 branco peão · c2 branco peão · d2 branco peão · e2 branco peão · f2 branco peão · g2 branco peão · h2 branco peão · a1 branco torre · b1 branco cavalo · c1 branco bispo · d1 branco rainha · e1 branco rei · f1 branco bispo · g1 branco cavalo · h1 branco torre | a8 preto torre · b8 preto cavalo · c8 preto bispo · d8 preto rainha · e8 preto rei · f8 preto bispo · g8 preto cavalo · h8 preto torre · a7 preto peão · b7 preto peão · c7 preto peão · d7 preto peão · e7 preto peão · f7 preto peão · g7 preto peão · h7 preto peão · a2 branco peão · b2 branco peão · c2 branco peão · d2 branco peão · e2 branco peão · f2 branco peão · g2 branco peão · h2 branco peão · a1 branco torre · b1 branco cavalo · c1 branco bispo · d1 branco rainha · e1 branco rei · f1 branco bispo · g1 branco cavalo · h1 branco torre | a8 preto torre · b8 preto cavalo · c8 preto bispo · d8 preto rainha · e8 preto rei · f8 preto bispo · g8 preto cavalo · h8 preto torre · a7 preto peão · b7 preto peão · c7 preto peão · d7 preto peão · e7 preto peão · f7 preto peão · g7 preto peão · h7 preto peão · a2 branco peão · b2 branco peão · c2 branco peão · d2 branco peão · e2 branco peão · f2 branco peão · g2 branco peão · h2 branco peão · a1 branco torre · b1 branco cavalo · c1 branco bispo · d1 branco rainha · e1 branco rei · f1 branco bispo · g1 branco cavalo · h1 branco torre | a8 preto torre · b8 preto cavalo · c8 preto bispo · d8 preto rainha · e8 preto rei · f8 preto bispo · g8 preto cavalo · h8 preto torre · a7 preto peão · b7 preto peão · c7 preto peão · d7 preto peão · e7 preto peão · f7 preto peão · g7 preto peão · h7 preto peão · a2 branco peão · b2 branco peão · c2 branco peão · d2 branco peão · e2 branco peão · f2 branco peão · g2 branco peão · h2 branco peão · a1 branco torre · b1 branco cavalo · c1 branco bispo · d1 branco rainha · e1 branco rei · f1 branco bispo · g1 branco cavalo · h1 branco torre | a8 preto torre · b8 preto cavalo · c8 preto bispo · d8 preto rainha · e8 preto rei · f8 preto bispo · g8 preto cavalo · h8 preto torre · a7 preto peão · b7 preto peão · c7 preto peão · d7 preto peão · e7 preto peão · f7 preto peão · g7 preto peão · h7 preto peão · a2 branco peão · b2 branco peão · c2 branco peão · d2 branco peão · e2 branco peão · f2 branco peão · g2 branco peão · h2 branco peão · a1 branco torre · b1 branco cavalo · c1 branco bispo · d1 branco rainha · e1 branco rei · f1 branco bispo · g1 branco cavalo · h1 branco torre | a8 preto torre · b8 preto cavalo · c8 preto bispo · d8 preto rainha · e8 preto rei · f8 preto bispo · g8 preto cavalo · h8 preto torre · a7 preto peão · b7 preto peão · c7 preto peão · d7 preto peão · e7 preto peão · f7 preto peão · g7 preto peão · h7 preto peão · a2 branco peão · b2 branco peão · c2 branco peão · d2 branco peão · e2 branco peão · f2 branco peão · g2 branco peão · h2 branco peão · a1 branco torre · b1 branco cavalo · c1 branco bispo · d1 branco rainha · e1 branco rei · f1 branco bispo · g1 branco cavalo · h1 branco torre | a8 preto torre · b8 preto cavalo · c8 preto bispo · d8 preto rainha · e8 preto rei · f8 preto bispo · g8 preto cavalo · h8 preto torre · a7 preto peão · b7 preto peão · c7 preto peão · d7 preto peão · e7 preto peão · f7 preto peão · g7 preto peão · h7 preto peão · a2 branco peão · b2 branco peão · c2 branco peão · d2 branco peão · e2 branco peão · f2 branco peão · g2 branco peão · h2 branco peão · a1 branco torre · b1 branco cavalo · c1 branco bispo · d1 branco rainha · e1 branco rei · f1 branco bispo · g1 branco cavalo · h1 branco torre | 7 |
| 6 | a8 preto torre · b8 preto cavalo · c8 preto bispo · d8 preto rainha · e8 preto rei · f8 preto bispo · g8 preto cavalo · h8 preto torre · a7 preto peão · b7 preto peão · c7 preto peão · d7 preto peão · e7 preto peão · f7 preto peão · g7 preto peão · h7 preto peão · a2 branco peão · b2 branco peão · c2 branco peão · d2 branco peão · e2 branco peão · f2 branco peão · g2 branco peão · h2 branco peão · a1 branco torre · b1 branco cavalo · c1 branco bispo · d1 branco rainha · e1 branco rei · f1 branco bispo · g1 branco cavalo · h1 branco torre | a8 preto torre · b8 preto cavalo · c8 preto bispo · d8 preto rainha · e8 preto rei · f8 preto bispo · g8 preto cavalo · h8 preto torre · a7 preto peão · b7 preto peão · c7 preto peão · d7 preto peão · e7 preto peão · f7 preto peão · g7 preto peão · h7 preto peão · a2 branco peão · b2 branco peão · c2 branco peão · d2 branco peão · e2 branco peão · f2 branco peão · g2 branco peão · h2 branco peão · a1 branco torre · b1 branco cavalo · c1 branco bispo · d1 branco rainha · e1 branco rei · f1 branco bispo · g1 branco cavalo · h1 branco torre | a8 preto torre · b8 preto cavalo · c8 preto bispo · d8 preto rainha · e8 preto rei · f8 preto bispo · g8 preto cavalo · h8 preto torre · a7 preto peão · b7 preto peão · c7 preto peão · d7 preto peão · e7 preto peão · f7 preto peão · g7 preto peão · h7 preto peão · a2 branco peão · b2 branco peão · c2 branco peão · d2 branco peão · e2 branco peão · f2 branco peão · g2 branco peão · h2 branco peão · a1 branco torre · b1 branco cavalo · c1 branco bispo · d1 branco rainha · e1 branco rei · f1 branco bispo · g1 branco cavalo · h1 branco torre | a8 preto torre · b8 preto cavalo · c8 preto bispo · d8 preto rainha · e8 preto rei · f8 preto bispo · g8 preto cavalo · h8 preto torre · a7 preto peão · b7 preto peão · c7 preto peão · d7 preto peão · e7 preto peão · f7 preto peão · g7 preto peão · h7 preto peão · a2 branco peão · b2 branco peão · c2 branco peão · d2 branco peão · e2 branco peão · f2 branco peão · g2 branco peão · h2 branco peão · a1 branco torre · b1 branco cavalo · c1 branco bispo · d1 branco rainha · e1 branco rei · f1 branco bispo · g1 branco cavalo · h1 branco torre | a8 preto torre · b8 preto cavalo · c8 preto bispo · d8 preto rainha · e8 preto rei · f8 preto bispo · g8 preto cavalo · h8 preto torre · a7 preto peão · b7 preto peão · c7 preto peão · d7 preto peão · e7 preto peão · f7 preto peão · g7 preto peão · h7 preto peão · a2 branco peão · b2 branco peão · c2 branco peão · d2 branco peão · e2 branco peão · f2 branco peão · g2 branco peão · h2 branco peão · a1 branco torre · b1 branco cavalo · c1 branco bispo · d1 branco rainha · e1 branco rei · f1 branco bispo · g1 branco cavalo · h1 branco torre | a8 preto torre · b8 preto cavalo · c8 preto bispo · d8 preto rainha · e8 preto rei · f8 preto bispo · g8 preto cavalo · h8 preto torre · a7 preto peão · b7 preto peão · c7 preto peão · d7 preto peão · e7 preto peão · f7 preto peão · g7 preto peão · h7 preto peão · a2 branco peão · b2 branco peão · c2 branco peão · d2 branco peão · e2 branco peão · f2 branco peão · g2 branco peão · h2 branco peão · a1 branco torre · b1 branco cavalo · c1 branco bispo · d1 branco rainha · e1 branco rei · f1 branco bispo · g1 branco cavalo · h1 branco torre | a8 preto torre · b8 preto cavalo · c8 preto bispo · d8 preto rainha · e8 preto rei · f8 preto bispo · g8 preto cavalo · h8 preto torre · a7 preto peão · b7 preto peão · c7 preto peão · d7 preto peão · e7 preto peão · f7 preto peão · g7 preto peão · h7 preto peão · a2 branco peão · b2 branco peão · c2 branco peão · d2 branco peão · e2 branco peão · f2 branco peão · g2 branco peão · h2 branco peão · a1 branco torre · b1 branco cavalo · c1 branco bispo · d1 branco rainha · e1 branco rei · f1 branco bispo · g1 branco cavalo · h1 branco torre | a8 preto torre · b8 preto cavalo · c8 preto bispo · d8 preto rainha · e8 preto rei · f8 preto bispo · g8 preto cavalo · h8 preto torre · a7 preto peão · b7 preto peão · c7 preto peão · d7 preto peão · e7 preto peão · f7 preto peão · g7 preto peão · h7 preto peão · a2 branco peão · b2 branco peão · c2 branco peão · d2 branco peão · e2 branco peão · f2 branco peão · g2 branco peão · h2 branco peão · a1 branco torre · b1 branco cavalo · c1 branco bispo · d1 branco rainha · e1 branco rei · f1 branco bispo · g1 branco cavalo · h1 branco torre | 6 |
| 5 | a8 preto torre · b8 preto cavalo · c8 preto bispo · d8 preto rainha · e8 preto rei · f8 preto bispo · g8 preto cavalo · h8 preto torre · a7 preto peão · b7 preto peão · c7 preto peão · d7 preto peão · e7 preto peão · f7 preto peão · g7 preto peão · h7 preto peão · a2 branco peão · b2 branco peão · c2 branco peão · d2 branco peão · e2 branco peão · f2 branco peão · g2 branco peão · h2 branco peão · a1 branco torre · b1 branco cavalo · c1 branco bispo · d1 branco rainha · e1 branco rei · f1 branco bispo · g1 branco cavalo · h1 branco torre | a8 preto torre · b8 preto cavalo · c8 preto bispo · d8 preto rainha · e8 preto rei · f8 preto bispo · g8 preto cavalo · h8 preto torre · a7 preto peão · b7 preto peão · c7 preto peão · d7 preto peão · e7 preto peão · f7 preto peão · g7 preto peão · h7 preto peão · a2 branco peão · b2 branco peão · c2 branco peão · d2 branco peão · e2 branco peão · f2 branco peão · g2 branco peão · h2 branco peão · a1 branco torre · b1 branco cavalo · c1 branco bispo · d1 branco rainha · e1 branco rei · f1 branco bispo · g1 branco cavalo · h1 branco torre | a8 preto torre · b8 preto cavalo · c8 preto bispo · d8 preto rainha · e8 preto rei · f8 preto bispo · g8 preto cavalo · h8 preto torre · a7 preto peão · b7 preto peão · c7 preto peão · d7 preto peão · e7 preto peão · f7 preto peão · g7 preto peão · h7 preto peão · a2 branco peão · b2 branco peão · c2 branco peão · d2 branco peão · e2 branco peão · f2 branco peão · g2 branco peão · h2 branco peão · a1 branco torre · b1 branco cavalo · c1 branco bispo · d1 branco rainha · e1 branco rei · f1 branco bispo · g1 branco cavalo · h1 branco torre | a8 preto torre · b8 preto cavalo · c8 preto bispo · d8 preto rainha · e8 preto rei · f8 preto bispo · g8 preto cavalo · h8 preto torre · a7 preto peão · b7 preto peão · c7 preto peão · d7 preto peão · e7 preto peão · f7 preto peão · g7 preto peão · h7 preto peão · a2 branco peão · b2 branco peão · c2 branco peão · d2 branco peão · e2 branco peão · f2 branco peão · g2 branco peão · h2 branco peão · a1 branco torre · b1 branco cavalo · c1 branco bispo · d1 branco rainha · e1 branco rei · f1 branco bispo · g1 branco cavalo · h1 branco torre | a8 preto torre · b8 preto cavalo · c8 preto bispo · d8 preto rainha · e8 preto rei · f8 preto bispo · g8 preto cavalo · h8 preto torre · a7 preto peão · b7 preto peão · c7 preto peão · d7 preto peão · e7 preto peão · f7 preto peão · g7 preto peão · h7 preto peão · a2 branco peão · b2 branco peão · c2 branco peão · d2 branco peão · e2 branco peão · f2 branco peão · g2 branco peão · h2 branco peão · a1 branco torre · b1 branco cavalo · c1 branco bispo · d1 branco rainha · e1 branco rei · f1 branco bispo · g1 branco cavalo · h1 branco torre | a8 preto torre · b8 preto cavalo · c8 preto bispo · d8 preto rainha · e8 preto rei · f8 preto bispo · g8 preto cavalo · h8 preto torre · a7 preto peão · b7 preto peão · c7 preto peão · d7 preto peão · e7 preto peão · f7 preto peão · g7 preto peão · h7 preto peão · a2 branco peão · b2 branco peão · c2 branco peão · d2 branco peão · e2 branco peão · f2 branco peão · g2 branco peão · h2 branco peão · a1 branco torre · b1 branco cavalo · c1 branco bispo · d1 branco rainha · e1 branco rei · f1 branco bispo · g1 branco cavalo · h1 branco torre | a8 preto torre · b8 preto cavalo · c8 preto bispo · d8 preto rainha · e8 preto rei · f8 preto bispo · g8 preto cavalo · h8 preto torre · a7 preto peão · b7 preto peão · c7 preto peão · d7 preto peão · e7 preto peão · f7 preto peão · g7 preto peão · h7 preto peão · a2 branco peão · b2 branco peão · c2 branco peão · d2 branco peão · e2 branco peão · f2 branco peão · g2 branco peão · h2 branco peão · a1 branco torre · b1 branco cavalo · c1 branco bispo · d1 branco rainha · e1 branco rei · f1 branco bispo · g1 branco cavalo · h1 branco torre | a8 preto torre · b8 preto cavalo · c8 preto bispo · d8 preto rainha · e8 preto rei · f8 preto bispo · g8 preto cavalo · h8 preto torre · a7 preto peão · b7 preto peão · c7 preto peão · d7 preto peão · e7 preto peão · f7 preto peão · g7 preto peão · h7 preto peão · a2 branco peão · b2 branco peão · c2 branco peão · d2 branco peão · e2 branco peão · f2 branco peão · g2 branco peão · h2 branco peão · a1 branco torre · b1 branco cavalo · c1 branco bispo · d1 branco rainha · e1 branco rei · f1 branco bispo · g1 branco cavalo · h1 branco torre | 5 |
| 4 | a8 preto torre · b8 preto cavalo · c8 preto bispo · d8 preto rainha · e8 preto rei · f8 preto bispo · g8 preto cavalo · h8 preto torre · a7 preto peão · b7 preto peão · c7 preto peão · d7 preto peão · e7 preto peão · f7 preto peão · g7 preto peão · h7 preto peão · a2 branco peão · b2 branco peão · c2 branco peão · d2 branco peão · e2 branco peão · f2 branco peão · g2 branco peão · h2 branco peão · a1 branco torre · b1 branco cavalo · c1 branco bispo · d1 branco rainha · e1 branco rei · f1 branco bispo · g1 branco cavalo · h1 branco torre | a8 preto torre · b8 preto cavalo · c8 preto bispo · d8 preto rainha · e8 preto rei · f8 preto bispo · g8 preto cavalo · h8 preto torre · a7 preto peão · b7 preto peão · c7 preto peão · d7 preto peão · e7 preto peão · f7 preto peão · g7 preto peão · h7 preto peão · a2 branco peão · b2 branco peão · c2 branco peão · d2 branco peão · e2 branco peão · f2 branco peão · g2 branco peão · h2 branco peão · a1 branco torre · b1 branco cavalo · c1 branco bispo · d1 branco rainha · e1 branco rei · f1 branco bispo · g1 branco cavalo · h1 branco torre | a8 preto torre · b8 preto cavalo · c8 preto bispo · d8 preto rainha · e8 preto rei · f8 preto bispo · g8 preto cavalo · h8 preto torre · a7 preto peão · b7 preto peão · c7 preto peão · d7 preto peão · e7 preto peão · f7 preto peão · g7 preto peão · h7 preto peão · a2 branco peão · b2 branco peão · c2 branco peão · d2 branco peão · e2 branco peão · f2 branco peão · g2 branco peão · h2 branco peão · a1 branco torre · b1 branco cavalo · c1 branco bispo · d1 branco rainha · e1 branco rei · f1 branco bispo · g1 branco cavalo · h1 branco torre | a8 preto torre · b8 preto cavalo · c8 preto bispo · d8 preto rainha · e8 preto rei · f8 preto bispo · g8 preto cavalo · h8 preto torre · a7 preto peão · b7 preto peão · c7 preto peão · d7 preto peão · e7 preto peão · f7 preto peão · g7 preto peão · h7 preto peão · a2 branco peão · b2 branco peão · c2 branco peão · d2 branco peão · e2 branco peão · f2 branco peão · g2 branco peão · h2 branco peão · a1 branco torre · b1 branco cavalo · c1 branco bispo · d1 branco rainha · e1 branco rei · f1 branco bispo · g1 branco cavalo · h1 branco torre | a8 preto torre · b8 preto cavalo · c8 preto bispo · d8 preto rainha · e8 preto rei · f8 preto bispo · g8 preto cavalo · h8 preto torre · a7 preto peão · b7 preto peão · c7 preto peão · d7 preto peão · e7 preto peão · f7 preto peão · g7 preto peão · h7 preto peão · a2 branco peão · b2 branco peão · c2 branco peão · d2 branco peão · e2 branco peão · f2 branco peão · g2 branco peão · h2 branco peão · a1 branco torre · b1 branco cavalo · c1 branco bispo · d1 branco rainha · e1 branco rei · f1 branco bispo · g1 branco cavalo · h1 branco torre | a8 preto torre · b8 preto cavalo · c8 preto bispo · d8 preto rainha · e8 preto rei · f8 preto bispo · g8 preto cavalo · h8 preto torre · a7 preto peão · b7 preto peão · c7 preto peão · d7 preto peão · e7 preto peão · f7 preto peão · g7 preto peão · h7 preto peão · a2 branco peão · b2 branco peão · c2 branco peão · d2 branco peão · e2 branco peão · f2 branco peão · g2 branco peão · h2 branco peão · a1 branco torre · b1 branco cavalo · c1 branco bispo · d1 branco rainha · e1 branco rei · f1 branco bispo · g1 branco cavalo · h1 branco torre | a8 preto torre · b8 preto cavalo · c8 preto bispo · d8 preto rainha · e8 preto rei · f8 preto bispo · g8 preto cavalo · h8 preto torre · a7 preto peão · b7 preto peão · c7 preto peão · d7 preto peão · e7 preto peão · f7 preto peão · g7 preto peão · h7 preto peão · a2 branco peão · b2 branco peão · c2 branco peão · d2 branco peão · e2 branco peão · f2 branco peão · g2 branco peão · h2 branco peão · a1 branco torre · b1 branco cavalo · c1 branco bispo · d1 branco rainha · e1 branco rei · f1 branco bispo · g1 branco cavalo · h1 branco torre | a8 preto torre · b8 preto cavalo · c8 preto bispo · d8 preto rainha · e8 preto rei · f8 preto bispo · g8 preto cavalo · h8 preto torre · a7 preto peão · b7 preto peão · c7 preto peão · d7 preto peão · e7 preto peão · f7 preto peão · g7 preto peão · h7 preto peão · a2 branco peão · b2 branco peão · c2 branco peão · d2 branco peão · e2 branco peão · f2 branco peão · g2 branco peão · h2 branco peão · a1 branco torre · b1 branco cavalo · c1 branco bispo · d1 branco rainha · e1 branco rei · f1 branco bispo · g1 branco cavalo · h1 branco torre | 4 |
| 3 | a8 preto torre · b8 preto cavalo · c8 preto bispo · d8 preto rainha · e8 preto rei · f8 preto bispo · g8 preto cavalo · h8 preto torre · a7 preto peão · b7 preto peão · c7 preto peão · d7 preto peão · e7 preto peão · f7 preto peão · g7 preto peão · h7 preto peão · a2 branco peão · b2 branco peão · c2 branco peão · d2 branco peão · e2 branco peão · f2 branco peão · g2 branco peão · h2 branco peão · a1 branco torre · b1 branco cavalo · c1 branco bispo · d1 branco rainha · e1 branco rei · f1 branco bispo · g1 branco cavalo · h1 branco torre | a8 preto torre · b8 preto cavalo · c8 preto bispo · d8 preto rainha · e8 preto rei · f8 preto bispo · g8 preto cavalo · h8 preto torre · a7 preto peão · b7 preto peão · c7 preto peão · d7 preto peão · e7 preto peão · f7 preto peão · g7 preto peão · h7 preto peão · a2 branco peão · b2 branco peão · c2 branco peão · d2 branco peão · e2 branco peão · f2 branco peão · g2 branco peão · h2 branco peão · a1 branco torre · b1 branco cavalo · c1 branco bispo · d1 branco rainha · e1 branco rei · f1 branco bispo · g1 branco cavalo · h1 branco torre | a8 preto torre · b8 preto cavalo · c8 preto bispo · d8 preto rainha · e8 preto rei · f8 preto bispo · g8 preto cavalo · h8 preto torre · a7 preto peão · b7 preto peão · c7 preto peão · d7 preto peão · e7 preto peão · f7 preto peão · g7 preto peão · h7 preto peão · a2 branco peão · b2 branco peão · c2 branco peão · d2 branco peão · e2 branco peão · f2 branco peão · g2 branco peão · h2 branco peão · a1 branco torre · b1 branco cavalo · c1 branco bispo · d1 branco rainha · e1 branco rei · f1 branco bispo · g1 branco cavalo · h1 branco torre | a8 preto torre · b8 preto cavalo · c8 preto bispo · d8 preto rainha · e8 preto rei · f8 preto bispo · g8 preto cavalo · h8 preto torre · a7 preto peão · b7 preto peão · c7 preto peão · d7 preto peão · e7 preto peão · f7 preto peão · g7 preto peão · h7 preto peão · a2 branco peão · b2 branco peão · c2 branco peão · d2 branco peão · e2 branco peão · f2 branco peão · g2 branco peão · h2 branco peão · a1 branco torre · b1 branco cavalo · c1 branco bispo · d1 branco rainha · e1 branco rei · f1 branco bispo · g1 branco cavalo · h1 branco torre | a8 preto torre · b8 preto cavalo · c8 preto bispo · d8 preto rainha · e8 preto rei · f8 preto bispo · g8 preto cavalo · h8 preto torre · a7 preto peão · b7 preto peão · c7 preto peão · d7 preto peão · e7 preto peão · f7 preto peão · g7 preto peão · h7 preto peão · a2 branco peão · b2 branco peão · c2 branco peão · d2 branco peão · e2 branco peão · f2 branco peão · g2 branco peão · h2 branco peão · a1 branco torre · b1 branco cavalo · c1 branco bispo · d1 branco rainha · e1 branco rei · f1 branco bispo · g1 branco cavalo · h1 branco torre | a8 preto torre · b8 preto cavalo · c8 preto bispo · d8 preto rainha · e8 preto rei · f8 preto bispo · g8 preto cavalo · h8 preto torre · a7 preto peão · b7 preto peão · c7 preto peão · d7 preto peão · e7 preto peão · f7 preto peão · g7 preto peão · h7 preto peão · a2 branco peão · b2 branco peão · c2 branco peão · d2 branco peão · e2 branco peão · f2 branco peão · g2 branco peão · h2 branco peão · a1 branco torre · b1 branco cavalo · c1 branco bispo · d1 branco rainha · e1 branco rei · f1 branco bispo · g1 branco cavalo · h1 branco torre | a8 preto torre · b8 preto cavalo · c8 preto bispo · d8 preto rainha · e8 preto rei · f8 preto bispo · g8 preto cavalo · h8 preto torre · a7 preto peão · b7 preto peão · c7 preto peão · d7 preto peão · e7 preto peão · f7 preto peão · g7 preto peão · h7 preto peão · a2 branco peão · b2 branco peão · c2 branco peão · d2 branco peão · e2 branco peão · f2 branco peão · g2 branco peão · h2 branco peão · a1 branco torre · b1 branco cavalo · c1 branco bispo · d1 branco rainha · e1 branco rei · f1 branco bispo · g1 branco cavalo · h1 branco torre | a8 preto torre · b8 preto cavalo · c8 preto bispo · d8 preto rainha · e8 preto rei · f8 preto bispo · g8 preto cavalo · h8 preto torre · a7 preto peão · b7 preto peão · c7 preto peão · d7 preto peão · e7 preto peão · f7 preto peão · g7 preto peão · h7 preto peão · a2 branco peão · b2 branco peão · c2 branco peão · d2 branco peão · e2 branco peão · f2 branco peão · g2 branco peão · h2 branco peão · a1 branco torre · b1 branco cavalo · c1 branco bispo · d1 branco rainha · e1 branco rei · f1 branco bispo · g1 branco cavalo · h1 branco torre | 3 |
| 2 | a8 preto torre · b8 preto cavalo · c8 preto bispo · d8 preto rainha · e8 preto rei · f8 preto bispo · g8 preto cavalo · h8 preto torre · a7 preto peão · b7 preto peão · c7 preto peão · d7 preto peão · e7 preto peão · f7 preto peão · g7 preto peão · h7 preto peão · a2 branco peão · b2 branco peão · c2 branco peão · d2 branco peão · e2 branco peão · f2 branco peão · g2 branco peão · h2 branco peão · a1 branco torre · b1 branco cavalo · c1 branco bispo · d1 branco rainha · e1 branco rei · f1 branco bispo · g1 branco cavalo · h1 branco torre | a8 preto torre · b8 preto cavalo · c8 preto bispo · d8 preto rainha · e8 preto rei · f8 preto bispo · g8 preto cavalo · h8 preto torre · a7 preto peão · b7 preto peão · c7 preto peão · d7 preto peão · e7 preto peão · f7 preto peão · g7 preto peão · h7 preto peão · a2 branco peão · b2 branco peão · c2 branco peão · d2 branco peão · e2 branco peão · f2 branco peão · g2 branco peão · h2 branco peão · a1 branco torre · b1 branco cavalo · c1 branco bispo · d1 branco rainha · e1 branco rei · f1 branco bispo · g1 branco cavalo · h1 branco torre | a8 preto torre · b8 preto cavalo · c8 preto bispo · d8 preto rainha · e8 preto rei · f8 preto bispo · g8 preto cavalo · h8 preto torre · a7 preto peão · b7 preto peão · c7 preto peão · d7 preto peão · e7 preto peão · f7 preto peão · g7 preto peão · h7 preto peão · a2 branco peão · b2 branco peão · c2 branco peão · d2 branco peão · e2 branco peão · f2 branco peão · g2 branco peão · h2 branco peão · a1 branco torre · b1 branco cavalo · c1 branco bispo · d1 branco rainha · e1 branco rei · f1 branco bispo · g1 branco cavalo · h1 branco torre | a8 preto torre · b8 preto cavalo · c8 preto bispo · d8 preto rainha · e8 preto rei · f8 preto bispo · g8 preto cavalo · h8 preto torre · a7 preto peão · b7 preto peão · c7 preto peão · d7 preto peão · e7 preto peão · f7 preto peão · g7 preto peão · h7 preto peão · a2 branco peão · b2 branco peão · c2 branco peão · d2 branco peão · e2 branco peão · f2 branco peão · g2 branco peão · h2 branco peão · a1 branco torre · b1 branco cavalo · c1 branco bispo · d1 branco rainha · e1 branco rei · f1 branco bispo · g1 branco cavalo · h1 branco torre | a8 preto torre · b8 preto cavalo · c8 preto bispo · d8 preto rainha · e8 preto rei · f8 preto bispo · g8 preto cavalo · h8 preto torre · a7 preto peão · b7 preto peão · c7 preto peão · d7 preto peão · e7 preto peão · f7 preto peão · g7 preto peão · h7 preto peão · a2 branco peão · b2 branco peão · c2 branco peão · d2 branco peão · e2 branco peão · f2 branco peão · g2 branco peão · h2 branco peão · a1 branco torre · b1 branco cavalo · c1 branco bispo · d1 branco rainha · e1 branco rei · f1 branco bispo · g1 branco cavalo · h1 branco torre | a8 preto torre · b8 preto cavalo · c8 preto bispo · d8 preto rainha · e8 preto rei · f8 preto bispo · g8 preto cavalo · h8 preto torre · a7 preto peão · b7 preto peão · c7 preto peão · d7 preto peão · e7 preto peão · f7 preto peão · g7 preto peão · h7 preto peão · a2 branco peão · b2 branco peão · c2 branco peão · d2 branco peão · e2 branco peão · f2 branco peão · g2 branco peão · h2 branco peão · a1 branco torre · b1 branco cavalo · c1 branco bispo · d1 branco rainha · e1 branco rei · f1 branco bispo · g1 branco cavalo · h1 branco torre | a8 preto torre · b8 preto cavalo · c8 preto bispo · d8 preto rainha · e8 preto rei · f8 preto bispo · g8 preto cavalo · h8 preto torre · a7 preto peão · b7 preto peão · c7 preto peão · d7 preto peão · e7 preto peão · f7 preto peão · g7 preto peão · h7 preto peão · a2 branco peão · b2 branco peão · c2 branco peão · d2 branco peão · e2 branco peão · f2 branco peão · g2 branco peão · h2 branco peão · a1 branco torre · b1 branco cavalo · c1 branco bispo · d1 branco rainha · e1 branco rei · f1 branco bispo · g1 branco cavalo · h1 branco torre | a8 preto torre · b8 preto cavalo · c8 preto bispo · d8 preto rainha · e8 preto rei · f8 preto bispo · g8 preto cavalo · h8 preto torre · a7 preto peão · b7 preto peão · c7 preto peão · d7 preto peão · e7 preto peão · f7 preto peão · g7 preto peão · h7 preto peão · a2 branco peão · b2 branco peão · c2 branco peão · d2 branco peão · e2 branco peão · f2 branco peão · g2 branco peão · h2 branco peão · a1 branco torre · b1 branco cavalo · c1 branco bispo · d1 branco rainha · e1 branco rei · f1 branco bispo · g1 branco cavalo · h1 branco torre | 2 |
| 1 | a8 preto torre · b8 preto cavalo · c8 preto bispo · d8 preto rainha · e8 preto rei · f8 preto bispo · g8 preto cavalo · h8 preto torre · a7 preto peão · b7 preto peão · c7 preto peão · d7 preto peão · e7 preto peão · f7 preto peão · g7 preto peão · h7 preto peão · a2 branco peão · b2 branco peão · c2 branco peão · d2 branco peão · e2 branco peão · f2 branco peão · g2 branco peão · h2 branco peão · a1 branco torre · b1 branco cavalo · c1 branco bispo · d1 branco rainha · e1 branco rei · f1 branco bispo · g1 branco cavalo · h1 branco torre | a8 preto torre · b8 preto cavalo · c8 preto bispo · d8 preto rainha · e8 preto rei · f8 preto bispo · g8 preto cavalo · h8 preto torre · a7 preto peão · b7 preto peão · c7 preto peão · d7 preto peão · e7 preto peão · f7 preto peão · g7 preto peão · h7 preto peão · a2 branco peão · b2 branco peão · c2 branco peão · d2 branco peão · e2 branco peão · f2 branco peão · g2 branco peão · h2 branco peão · a1 branco torre · b1 branco cavalo · c1 branco bispo · d1 branco rainha · e1 branco rei · f1 branco bispo · g1 branco cavalo · h1 branco torre | a8 preto torre · b8 preto cavalo · c8 preto bispo · d8 preto rainha · e8 preto rei · f8 preto bispo · g8 preto cavalo · h8 preto torre · a7 preto peão · b7 preto peão · c7 preto peão · d7 preto peão · e7 preto peão · f7 preto peão · g7 preto peão · h7 preto peão · a2 branco peão · b2 branco peão · c2 branco peão · d2 branco peão · e2 branco peão · f2 branco peão · g2 branco peão · h2 branco peão · a1 branco torre · b1 branco cavalo · c1 branco bispo · d1 branco rainha · e1 branco rei · f1 branco bispo · g1 branco cavalo · h1 branco torre | a8 preto torre · b8 preto cavalo · c8 preto bispo · d8 preto rainha · e8 preto rei · f8 preto bispo · g8 preto cavalo · h8 preto torre · a7 preto peão · b7 preto peão · c7 preto peão · d7 preto peão · e7 preto peão · f7 preto peão · g7 preto peão · h7 preto peão · a2 branco peão · b2 branco peão · c2 branco peão · d2 branco peão · e2 branco peão · f2 branco peão · g2 branco peão · h2 branco peão · a1 branco torre · b1 branco cavalo · c1 branco bispo · d1 branco rainha · e1 branco rei · f1 branco bispo · g1 branco cavalo · h1 branco torre | a8 preto torre · b8 preto cavalo · c8 preto bispo · d8 preto rainha · e8 preto rei · f8 preto bispo · g8 preto cavalo · h8 preto torre · a7 preto peão · b7 preto peão · c7 preto peão · d7 preto peão · e7 preto peão · f7 preto peão · g7 preto peão · h7 preto peão · a2 branco peão · b2 branco peão · c2 branco peão · d2 branco peão · e2 branco peão · f2 branco peão · g2 branco peão · h2 branco peão · a1 branco torre · b1 branco cavalo · c1 branco bispo · d1 branco rainha · e1 branco rei · f1 branco bispo · g1 branco cavalo · h1 branco torre | a8 preto torre · b8 preto cavalo · c8 preto bispo · d8 preto rainha · e8 preto rei · f8 preto bispo · g8 preto cavalo · h8 preto torre · a7 preto peão · b7 preto peão · c7 preto peão · d7 preto peão · e7 preto peão · f7 preto peão · g7 preto peão · h7 preto peão · a2 branco peão · b2 branco peão · c2 branco peão · d2 branco peão · e2 branco peão · f2 branco peão · g2 branco peão · h2 branco peão · a1 branco torre · b1 branco cavalo · c1 branco bispo · d1 branco rainha · e1 branco rei · f1 branco bispo · g1 branco cavalo · h1 branco torre | a8 preto torre · b8 preto cavalo · c8 preto bispo · d8 preto rainha · e8 preto rei · f8 preto bispo · g8 preto cavalo · h8 preto torre · a7 preto peão · b7 preto peão · c7 preto peão · d7 preto peão · e7 preto peão · f7 preto peão · g7 preto peão · h7 preto peão · a2 branco peão · b2 branco peão · c2 branco peão · d2 branco peão · e2 branco peão · f2 branco peão · g2 branco peão · h2 branco peão · a1 branco torre · b1 branco cavalo · c1 branco bispo · d1 branco rainha · e1 branco rei · f1 branco bispo · g1 branco cavalo · h1 branco torre | a8 preto torre · b8 preto cavalo · c8 preto bispo · d8 preto rainha · e8 preto rei · f8 preto bispo · g8 preto cavalo · h8 preto torre · a7 preto peão · b7 preto peão · c7 preto peão · d7 preto peão · e7 preto peão · f7 preto peão · g7 preto peão · h7 preto peão · a2 branco peão · b2 branco peão · c2 branco peão · d2 branco peão · e2 branco peão · f2 branco peão · g2 branco peão · h2 branco peão · a1 branco torre · b1 branco cavalo · c1 branco bispo · d1 branco rainha · e1 branco rei · f1 branco bispo · g1 branco cavalo · h1 branco torre | 1 |
|   | a | b | c | d | e | f | g | h |   |

Durante uma partida de xadrez, cada enxadrista controla dezesseis peças que podem ser de cor clara ou escura (normalmente brancas e pretas), sendo que as brancas devem sempre fazer o primeiro lance. São necessários um tabuleiro com oito fileiras e oito colunas composto por sessenta e quatro casas (sendo metade claras e metade escuras, alternadamente) e um relógio de xadrez que é opcional para disputas não oficiais. Para que o tabuleiro fique corretamente posicionado antes de cada partida, cada enxadrista deve ter um quadrado claro à sua direita inferior.
No transcorrer da partida, quando o rei de um enxadrista é diretamente atacado por uma peça inimiga, é dito que o rei está em xeque. Nesta posição, o enxadrista tem que mover o rei para fora de perigo, capturar a peça adversária que está efetuando o xeque ou bloquear o ataque com uma de suas próprias peças, sendo que esta última opção não é possível se a peça atacante for um cavalo, pois tal peça pode saltar sobre as peças adversárias. O objetivo do jogo é dar xeque-mate ao adversário, o que ocorre quando o rei oponente se encontra em xeque e nenhum lance de fuga, defesa ou ataque pode ser realizado para anular o xeque. Neste caso, ou a peça é capturada (ou tomada) pelo adversário ou o concorrente perdedor tomba o rei, como sinal de desistência. Não existe a obrigatoriedade de o concorrente dizer, em caso de xeque, Xeque, e em caso de xeque-mate, Xeque-mate, ou simplesmente Mate, conforme verificado no artigo "Regras do Xadrez".
O enxadrista ainda dispõe de três lances especiais: o roque que encastela o rei, protegendo-o de ataques inimigos; a captura en passant, quando um peão avançado toma um outro peão oponente que apenas passou pelo primeiro com o seu lance inicial de duas casas; e a promoção, obrigatória ao peão que, ao alcançar a oitava fileira, deve ser promovido a cavalo, bispo, torre ou dama, de mesma cor.

### Peças de xadrez

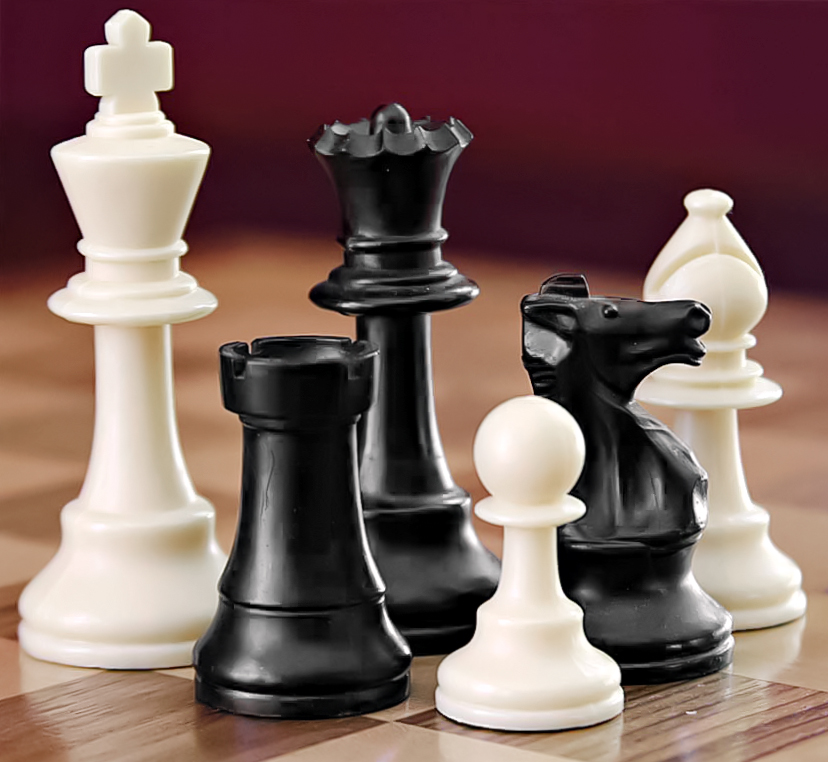
Parte de um conjunto de xadrez Staunton: da esquerda para a direita, rei branco, torre preta, dama preta, peão branco, cavalo preto e bispo branco

Cada um dos enxadristas dispõe de dezesseis peças: oito peões, dois cavalos, dois bispos, duas torres, um rei e uma dama, sendo que cada tipo de peça possui um movimento característico:
Quando uma peça pode ser movida para uma casa em que está localizada uma peça adversária, esta última pode ser capturada. Assim, a peça a ser jogada move-se para a casa da peça oponente, que é então retirada do tabuleiro. O rei é a única peça que nunca pode ser capturada, uma vez que a partida termina quando ocorre o xeque-mate, ou seja, a iminência da captura do rei.
Às peças deste jogo, chamavam-se por vezes "trebelhos".

#### Movimentos das peças
Cada tipo de peça tem um movimento diferente. Os movimentos de cada peça são:
- O rei move-se uma casa em qualquer direção. Existe também uma jogada especial chamada roque que envolve a deslocação do rei e de uma torre. O rei é a peça mais valiosa - os ataques ao rei devem ser imediatamente contrariados e, se tal for impossível, o jogo perde-se imediatamente (ver Xeque e xeque-mate abaixo).
- Uma torre pode mover-se qualquer número de casas ao longo de uma fileira ou fila, mas não pode saltar sobre outras peças. Juntamente com o rei, a torre está envolvida na jogada de roque do rei.
- Um bispo pode mover-se qualquer número de casas na diagonal, mas não pode saltar sobre outras peças.
- Uma rainha combina o poder de uma torre e de um bispo e pode mover-se qualquer número de casas ao longo de uma fileira, fila ou diagonal, mas não pode saltar sobre outras peças.
- Um cavalo move-se para qualquer uma das casas mais próximas que não estejam na mesma linha, fila ou diagonal. (Assim, o movimento forma um “L”: duas casas na vertical e uma casa na horizontal, ou duas casas na horizontal e uma casa na vertical). O cavalo é a única peça que pode saltar sobre outras peças.
- Um peão pode avançar para a casa desocupada imediatamente à sua frente na mesma linha, ou na sua primeira jogada pode avançar duas casas na mesma linha, desde que ambas as casas estejam desocupadas (pontos pretos no diagrama). Um peão pode capturar uma peça do adversário numa casa diagonalmente à sua frente movendo-se para essa casa (cruzes pretas). Não pode capturar uma peça enquanto avança na mesma lima, nem pode mover-se para qualquer casa na diagonal à sua frente sem capturar. Um peão tem dois movimentos especiais: a captura en passant e a promoção.

|   | a | b | c | d | e | f | g | h |   |
| 8 | d8 black circle · e8 preto rei · f8 black circle · d7 black circle · e7 black circle · f7 black circle · b4 black circle · c4 black circle · d4 black circle · b3 black circle · c3 branco rei · d3 black circle · b2 black circle · c2 black circle · d2 black circle | d8 black circle · e8 preto rei · f8 black circle · d7 black circle · e7 black circle · f7 black circle · b4 black circle · c4 black circle · d4 black circle · b3 black circle · c3 branco rei · d3 black circle · b2 black circle · c2 black circle · d2 black circle | d8 black circle · e8 preto rei · f8 black circle · d7 black circle · e7 black circle · f7 black circle · b4 black circle · c4 black circle · d4 black circle · b3 black circle · c3 branco rei · d3 black circle · b2 black circle · c2 black circle · d2 black circle | d8 black circle · e8 preto rei · f8 black circle · d7 black circle · e7 black circle · f7 black circle · b4 black circle · c4 black circle · d4 black circle · b3 black circle · c3 branco rei · d3 black circle · b2 black circle · c2 black circle · d2 black circle | d8 black circle · e8 preto rei · f8 black circle · d7 black circle · e7 black circle · f7 black circle · b4 black circle · c4 black circle · d4 black circle · b3 black circle · c3 branco rei · d3 black circle · b2 black circle · c2 black circle · d2 black circle | d8 black circle · e8 preto rei · f8 black circle · d7 black circle · e7 black circle · f7 black circle · b4 black circle · c4 black circle · d4 black circle · b3 black circle · c3 branco rei · d3 black circle · b2 black circle · c2 black circle · d2 black circle | d8 black circle · e8 preto rei · f8 black circle · d7 black circle · e7 black circle · f7 black circle · b4 black circle · c4 black circle · d4 black circle · b3 black circle · c3 branco rei · d3 black circle · b2 black circle · c2 black circle · d2 black circle | d8 black circle · e8 preto rei · f8 black circle · d7 black circle · e7 black circle · f7 black circle · b4 black circle · c4 black circle · d4 black circle · b3 black circle · c3 branco rei · d3 black circle · b2 black circle · c2 black circle · d2 black circle | 8 |
| 7 | d8 black circle · e8 preto rei · f8 black circle · d7 black circle · e7 black circle · f7 black circle · b4 black circle · c4 black circle · d4 black circle · b3 black circle · c3 branco rei · d3 black circle · b2 black circle · c2 black circle · d2 black circle | d8 black circle · e8 preto rei · f8 black circle · d7 black circle · e7 black circle · f7 black circle · b4 black circle · c4 black circle · d4 black circle · b3 black circle · c3 branco rei · d3 black circle · b2 black circle · c2 black circle · d2 black circle | d8 black circle · e8 preto rei · f8 black circle · d7 black circle · e7 black circle · f7 black circle · b4 black circle · c4 black circle · d4 black circle · b3 black circle · c3 branco rei · d3 black circle · b2 black circle · c2 black circle · d2 black circle | d8 black circle · e8 preto rei · f8 black circle · d7 black circle · e7 black circle · f7 black circle · b4 black circle · c4 black circle · d4 black circle · b3 black circle · c3 branco rei · d3 black circle · b2 black circle · c2 black circle · d2 black circle | d8 black circle · e8 preto rei · f8 black circle · d7 black circle · e7 black circle · f7 black circle · b4 black circle · c4 black circle · d4 black circle · b3 black circle · c3 branco rei · d3 black circle · b2 black circle · c2 black circle · d2 black circle | d8 black circle · e8 preto rei · f8 black circle · d7 black circle · e7 black circle · f7 black circle · b4 black circle · c4 black circle · d4 black circle · b3 black circle · c3 branco rei · d3 black circle · b2 black circle · c2 black circle · d2 black circle | d8 black circle · e8 preto rei · f8 black circle · d7 black circle · e7 black circle · f7 black circle · b4 black circle · c4 black circle · d4 black circle · b3 black circle · c3 branco rei · d3 black circle · b2 black circle · c2 black circle · d2 black circle | d8 black circle · e8 preto rei · f8 black circle · d7 black circle · e7 black circle · f7 black circle · b4 black circle · c4 black circle · d4 black circle · b3 black circle · c3 branco rei · d3 black circle · b2 black circle · c2 black circle · d2 black circle | 7 |
| 6 | d8 black circle · e8 preto rei · f8 black circle · d7 black circle · e7 black circle · f7 black circle · b4 black circle · c4 black circle · d4 black circle · b3 black circle · c3 branco rei · d3 black circle · b2 black circle · c2 black circle · d2 black circle | d8 black circle · e8 preto rei · f8 black circle · d7 black circle · e7 black circle · f7 black circle · b4 black circle · c4 black circle · d4 black circle · b3 black circle · c3 branco rei · d3 black circle · b2 black circle · c2 black circle · d2 black circle | d8 black circle · e8 preto rei · f8 black circle · d7 black circle · e7 black circle · f7 black circle · b4 black circle · c4 black circle · d4 black circle · b3 black circle · c3 branco rei · d3 black circle · b2 black circle · c2 black circle · d2 black circle | d8 black circle · e8 preto rei · f8 black circle · d7 black circle · e7 black circle · f7 black circle · b4 black circle · c4 black circle · d4 black circle · b3 black circle · c3 branco rei · d3 black circle · b2 black circle · c2 black circle · d2 black circle | d8 black circle · e8 preto rei · f8 black circle · d7 black circle · e7 black circle · f7 black circle · b4 black circle · c4 black circle · d4 black circle · b3 black circle · c3 branco rei · d3 black circle · b2 black circle · c2 black circle · d2 black circle | d8 black circle · e8 preto rei · f8 black circle · d7 black circle · e7 black circle · f7 black circle · b4 black circle · c4 black circle · d4 black circle · b3 black circle · c3 branco rei · d3 black circle · b2 black circle · c2 black circle · d2 black circle | d8 black circle · e8 preto rei · f8 black circle · d7 black circle · e7 black circle · f7 black circle · b4 black circle · c4 black circle · d4 black circle · b3 black circle · c3 branco rei · d3 black circle · b2 black circle · c2 black circle · d2 black circle | d8 black circle · e8 preto rei · f8 black circle · d7 black circle · e7 black circle · f7 black circle · b4 black circle · c4 black circle · d4 black circle · b3 black circle · c3 branco rei · d3 black circle · b2 black circle · c2 black circle · d2 black circle | 6 |
| 5 | d8 black circle · e8 preto rei · f8 black circle · d7 black circle · e7 black circle · f7 black circle · b4 black circle · c4 black circle · d4 black circle · b3 black circle · c3 branco rei · d3 black circle · b2 black circle · c2 black circle · d2 black circle | d8 black circle · e8 preto rei · f8 black circle · d7 black circle · e7 black circle · f7 black circle · b4 black circle · c4 black circle · d4 black circle · b3 black circle · c3 branco rei · d3 black circle · b2 black circle · c2 black circle · d2 black circle | d8 black circle · e8 preto rei · f8 black circle · d7 black circle · e7 black circle · f7 black circle · b4 black circle · c4 black circle · d4 black circle · b3 black circle · c3 branco rei · d3 black circle · b2 black circle · c2 black circle · d2 black circle | d8 black circle · e8 preto rei · f8 black circle · d7 black circle · e7 black circle · f7 black circle · b4 black circle · c4 black circle · d4 black circle · b3 black circle · c3 branco rei · d3 black circle · b2 black circle · c2 black circle · d2 black circle | d8 black circle · e8 preto rei · f8 black circle · d7 black circle · e7 black circle · f7 black circle · b4 black circle · c4 black circle · d4 black circle · b3 black circle · c3 branco rei · d3 black circle · b2 black circle · c2 black circle · d2 black circle | d8 black circle · e8 preto rei · f8 black circle · d7 black circle · e7 black circle · f7 black circle · b4 black circle · c4 black circle · d4 black circle · b3 black circle · c3 branco rei · d3 black circle · b2 black circle · c2 black circle · d2 black circle | d8 black circle · e8 preto rei · f8 black circle · d7 black circle · e7 black circle · f7 black circle · b4 black circle · c4 black circle · d4 black circle · b3 black circle · c3 branco rei · d3 black circle · b2 black circle · c2 black circle · d2 black circle | d8 black circle · e8 preto rei · f8 black circle · d7 black circle · e7 black circle · f7 black circle · b4 black circle · c4 black circle · d4 black circle · b3 black circle · c3 branco rei · d3 black circle · b2 black circle · c2 black circle · d2 black circle | 5 |
| 4 | d8 black circle · e8 preto rei · f8 black circle · d7 black circle · e7 black circle · f7 black circle · b4 black circle · c4 black circle · d4 black circle · b3 black circle · c3 branco rei · d3 black circle · b2 black circle · c2 black circle · d2 black circle | d8 black circle · e8 preto rei · f8 black circle · d7 black circle · e7 black circle · f7 black circle · b4 black circle · c4 black circle · d4 black circle · b3 black circle · c3 branco rei · d3 black circle · b2 black circle · c2 black circle · d2 black circle | d8 black circle · e8 preto rei · f8 black circle · d7 black circle · e7 black circle · f7 black circle · b4 black circle · c4 black circle · d4 black circle · b3 black circle · c3 branco rei · d3 black circle · b2 black circle · c2 black circle · d2 black circle | d8 black circle · e8 preto rei · f8 black circle · d7 black circle · e7 black circle · f7 black circle · b4 black circle · c4 black circle · d4 black circle · b3 black circle · c3 branco rei · d3 black circle · b2 black circle · c2 black circle · d2 black circle | d8 black circle · e8 preto rei · f8 black circle · d7 black circle · e7 black circle · f7 black circle · b4 black circle · c4 black circle · d4 black circle · b3 black circle · c3 branco rei · d3 black circle · b2 black circle · c2 black circle · d2 black circle | d8 black circle · e8 preto rei · f8 black circle · d7 black circle · e7 black circle · f7 black circle · b4 black circle · c4 black circle · d4 black circle · b3 black circle · c3 branco rei · d3 black circle · b2 black circle · c2 black circle · d2 black circle | d8 black circle · e8 preto rei · f8 black circle · d7 black circle · e7 black circle · f7 black circle · b4 black circle · c4 black circle · d4 black circle · b3 black circle · c3 branco rei · d3 black circle · b2 black circle · c2 black circle · d2 black circle | d8 black circle · e8 preto rei · f8 black circle · d7 black circle · e7 black circle · f7 black circle · b4 black circle · c4 black circle · d4 black circle · b3 black circle · c3 branco rei · d3 black circle · b2 black circle · c2 black circle · d2 black circle | 4 |
| 3 | d8 black circle · e8 preto rei · f8 black circle · d7 black circle · e7 black circle · f7 black circle · b4 black circle · c4 black circle · d4 black circle · b3 black circle · c3 branco rei · d3 black circle · b2 black circle · c2 black circle · d2 black circle | d8 black circle · e8 preto rei · f8 black circle · d7 black circle · e7 black circle · f7 black circle · b4 black circle · c4 black circle · d4 black circle · b3 black circle · c3 branco rei · d3 black circle · b2 black circle · c2 black circle · d2 black circle | d8 black circle · e8 preto rei · f8 black circle · d7 black circle · e7 black circle · f7 black circle · b4 black circle · c4 black circle · d4 black circle · b3 black circle · c3 branco rei · d3 black circle · b2 black circle · c2 black circle · d2 black circle | d8 black circle · e8 preto rei · f8 black circle · d7 black circle · e7 black circle · f7 black circle · b4 black circle · c4 black circle · d4 black circle · b3 black circle · c3 branco rei · d3 black circle · b2 black circle · c2 black circle · d2 black circle | d8 black circle · e8 preto rei · f8 black circle · d7 black circle · e7 black circle · f7 black circle · b4 black circle · c4 black circle · d4 black circle · b3 black circle · c3 branco rei · d3 black circle · b2 black circle · c2 black circle · d2 black circle | d8 black circle · e8 preto rei · f8 black circle · d7 black circle · e7 black circle · f7 black circle · b4 black circle · c4 black circle · d4 black circle · b3 black circle · c3 branco rei · d3 black circle · b2 black circle · c2 black circle · d2 black circle | d8 black circle · e8 preto rei · f8 black circle · d7 black circle · e7 black circle · f7 black circle · b4 black circle · c4 black circle · d4 black circle · b3 black circle · c3 branco rei · d3 black circle · b2 black circle · c2 black circle · d2 black circle | d8 black circle · e8 preto rei · f8 black circle · d7 black circle · e7 black circle · f7 black circle · b4 black circle · c4 black circle · d4 black circle · b3 black circle · c3 branco rei · d3 black circle · b2 black circle · c2 black circle · d2 black circle | 3 |
| 2 | d8 black circle · e8 preto rei · f8 black circle · d7 black circle · e7 black circle · f7 black circle · b4 black circle · c4 black circle · d4 black circle · b3 black circle · c3 branco rei · d3 black circle · b2 black circle · c2 black circle · d2 black circle | d8 black circle · e8 preto rei · f8 black circle · d7 black circle · e7 black circle · f7 black circle · b4 black circle · c4 black circle · d4 black circle · b3 black circle · c3 branco rei · d3 black circle · b2 black circle · c2 black circle · d2 black circle | d8 black circle · e8 preto rei · f8 black circle · d7 black circle · e7 black circle · f7 black circle · b4 black circle · c4 black circle · d4 black circle · b3 black circle · c3 branco rei · d3 black circle · b2 black circle · c2 black circle · d2 black circle | d8 black circle · e8 preto rei · f8 black circle · d7 black circle · e7 black circle · f7 black circle · b4 black circle · c4 black circle · d4 black circle · b3 black circle · c3 branco rei · d3 black circle · b2 black circle · c2 black circle · d2 black circle | d8 black circle · e8 preto rei · f8 black circle · d7 black circle · e7 black circle · f7 black circle · b4 black circle · c4 black circle · d4 black circle · b3 black circle · c3 branco rei · d3 black circle · b2 black circle · c2 black circle · d2 black circle | d8 black circle · e8 preto rei · f8 black circle · d7 black circle · e7 black circle · f7 black circle · b4 black circle · c4 black circle · d4 black circle · b3 black circle · c3 branco rei · d3 black circle · b2 black circle · c2 black circle · d2 black circle | d8 black circle · e8 preto rei · f8 black circle · d7 black circle · e7 black circle · f7 black circle · b4 black circle · c4 black circle · d4 black circle · b3 black circle · c3 branco rei · d3 black circle · b2 black circle · c2 black circle · d2 black circle | d8 black circle · e8 preto rei · f8 black circle · d7 black circle · e7 black circle · f7 black circle · b4 black circle · c4 black circle · d4 black circle · b3 black circle · c3 branco rei · d3 black circle · b2 black circle · c2 black circle · d2 black circle | 2 |
| 1 | d8 black circle · e8 preto rei · f8 black circle · d7 black circle · e7 black circle · f7 black circle · b4 black circle · c4 black circle · d4 black circle · b3 black circle · c3 branco rei · d3 black circle · b2 black circle · c2 black circle · d2 black circle | d8 black circle · e8 preto rei · f8 black circle · d7 black circle · e7 black circle · f7 black circle · b4 black circle · c4 black circle · d4 black circle · b3 black circle · c3 branco rei · d3 black circle · b2 black circle · c2 black circle · d2 black circle | d8 black circle · e8 preto rei · f8 black circle · d7 black circle · e7 black circle · f7 black circle · b4 black circle · c4 black circle · d4 black circle · b3 black circle · c3 branco rei · d3 black circle · b2 black circle · c2 black circle · d2 black circle | d8 black circle · e8 preto rei · f8 black circle · d7 black circle · e7 black circle · f7 black circle · b4 black circle · c4 black circle · d4 black circle · b3 black circle · c3 branco rei · d3 black circle · b2 black circle · c2 black circle · d2 black circle | d8 black circle · e8 preto rei · f8 black circle · d7 black circle · e7 black circle · f7 black circle · b4 black circle · c4 black circle · d4 black circle · b3 black circle · c3 branco rei · d3 black circle · b2 black circle · c2 black circle · d2 black circle | d8 black circle · e8 preto rei · f8 black circle · d7 black circle · e7 black circle · f7 black circle · b4 black circle · c4 black circle · d4 black circle · b3 black circle · c3 branco rei · d3 black circle · b2 black circle · c2 black circle · d2 black circle | d8 black circle · e8 preto rei · f8 black circle · d7 black circle · e7 black circle · f7 black circle · b4 black circle · c4 black circle · d4 black circle · b3 black circle · c3 branco rei · d3 black circle · b2 black circle · c2 black circle · d2 black circle | d8 black circle · e8 preto rei · f8 black circle · d7 black circle · e7 black circle · f7 black circle · b4 black circle · c4 black circle · d4 black circle · b3 black circle · c3 branco rei · d3 black circle · b2 black circle · c2 black circle · d2 black circle | 1 |
|   | a | b | c | d | e | f | g | h |   |

|   | a | b | c | d | e | f | g | h |   |
| 8 | d8 black circle · d7 black circle · d6 black circle · d5 black circle · d4 black circle · a3 black circle · b3 black circle · c3 black circle · d3 preto torre · e3 black circle · f3 black circle · g3 black circle · h3 black circle · d2 black circle · d1 black circle | d8 black circle · d7 black circle · d6 black circle · d5 black circle · d4 black circle · a3 black circle · b3 black circle · c3 black circle · d3 preto torre · e3 black circle · f3 black circle · g3 black circle · h3 black circle · d2 black circle · d1 black circle | d8 black circle · d7 black circle · d6 black circle · d5 black circle · d4 black circle · a3 black circle · b3 black circle · c3 black circle · d3 preto torre · e3 black circle · f3 black circle · g3 black circle · h3 black circle · d2 black circle · d1 black circle | d8 black circle · d7 black circle · d6 black circle · d5 black circle · d4 black circle · a3 black circle · b3 black circle · c3 black circle · d3 preto torre · e3 black circle · f3 black circle · g3 black circle · h3 black circle · d2 black circle · d1 black circle | d8 black circle · d7 black circle · d6 black circle · d5 black circle · d4 black circle · a3 black circle · b3 black circle · c3 black circle · d3 preto torre · e3 black circle · f3 black circle · g3 black circle · h3 black circle · d2 black circle · d1 black circle | d8 black circle · d7 black circle · d6 black circle · d5 black circle · d4 black circle · a3 black circle · b3 black circle · c3 black circle · d3 preto torre · e3 black circle · f3 black circle · g3 black circle · h3 black circle · d2 black circle · d1 black circle | d8 black circle · d7 black circle · d6 black circle · d5 black circle · d4 black circle · a3 black circle · b3 black circle · c3 black circle · d3 preto torre · e3 black circle · f3 black circle · g3 black circle · h3 black circle · d2 black circle · d1 black circle | d8 black circle · d7 black circle · d6 black circle · d5 black circle · d4 black circle · a3 black circle · b3 black circle · c3 black circle · d3 preto torre · e3 black circle · f3 black circle · g3 black circle · h3 black circle · d2 black circle · d1 black circle | 8 |
| 7 | d8 black circle · d7 black circle · d6 black circle · d5 black circle · d4 black circle · a3 black circle · b3 black circle · c3 black circle · d3 preto torre · e3 black circle · f3 black circle · g3 black circle · h3 black circle · d2 black circle · d1 black circle | d8 black circle · d7 black circle · d6 black circle · d5 black circle · d4 black circle · a3 black circle · b3 black circle · c3 black circle · d3 preto torre · e3 black circle · f3 black circle · g3 black circle · h3 black circle · d2 black circle · d1 black circle | d8 black circle · d7 black circle · d6 black circle · d5 black circle · d4 black circle · a3 black circle · b3 black circle · c3 black circle · d3 preto torre · e3 black circle · f3 black circle · g3 black circle · h3 black circle · d2 black circle · d1 black circle | d8 black circle · d7 black circle · d6 black circle · d5 black circle · d4 black circle · a3 black circle · b3 black circle · c3 black circle · d3 preto torre · e3 black circle · f3 black circle · g3 black circle · h3 black circle · d2 black circle · d1 black circle | d8 black circle · d7 black circle · d6 black circle · d5 black circle · d4 black circle · a3 black circle · b3 black circle · c3 black circle · d3 preto torre · e3 black circle · f3 black circle · g3 black circle · h3 black circle · d2 black circle · d1 black circle | d8 black circle · d7 black circle · d6 black circle · d5 black circle · d4 black circle · a3 black circle · b3 black circle · c3 black circle · d3 preto torre · e3 black circle · f3 black circle · g3 black circle · h3 black circle · d2 black circle · d1 black circle | d8 black circle · d7 black circle · d6 black circle · d5 black circle · d4 black circle · a3 black circle · b3 black circle · c3 black circle · d3 preto torre · e3 black circle · f3 black circle · g3 black circle · h3 black circle · d2 black circle · d1 black circle | d8 black circle · d7 black circle · d6 black circle · d5 black circle · d4 black circle · a3 black circle · b3 black circle · c3 black circle · d3 preto torre · e3 black circle · f3 black circle · g3 black circle · h3 black circle · d2 black circle · d1 black circle | 7 |
| 6 | d8 black circle · d7 black circle · d6 black circle · d5 black circle · d4 black circle · a3 black circle · b3 black circle · c3 black circle · d3 preto torre · e3 black circle · f3 black circle · g3 black circle · h3 black circle · d2 black circle · d1 black circle | d8 black circle · d7 black circle · d6 black circle · d5 black circle · d4 black circle · a3 black circle · b3 black circle · c3 black circle · d3 preto torre · e3 black circle · f3 black circle · g3 black circle · h3 black circle · d2 black circle · d1 black circle | d8 black circle · d7 black circle · d6 black circle · d5 black circle · d4 black circle · a3 black circle · b3 black circle · c3 black circle · d3 preto torre · e3 black circle · f3 black circle · g3 black circle · h3 black circle · d2 black circle · d1 black circle | d8 black circle · d7 black circle · d6 black circle · d5 black circle · d4 black circle · a3 black circle · b3 black circle · c3 black circle · d3 preto torre · e3 black circle · f3 black circle · g3 black circle · h3 black circle · d2 black circle · d1 black circle | d8 black circle · d7 black circle · d6 black circle · d5 black circle · d4 black circle · a3 black circle · b3 black circle · c3 black circle · d3 preto torre · e3 black circle · f3 black circle · g3 black circle · h3 black circle · d2 black circle · d1 black circle | d8 black circle · d7 black circle · d6 black circle · d5 black circle · d4 black circle · a3 black circle · b3 black circle · c3 black circle · d3 preto torre · e3 black circle · f3 black circle · g3 black circle · h3 black circle · d2 black circle · d1 black circle | d8 black circle · d7 black circle · d6 black circle · d5 black circle · d4 black circle · a3 black circle · b3 black circle · c3 black circle · d3 preto torre · e3 black circle · f3 black circle · g3 black circle · h3 black circle · d2 black circle · d1 black circle | d8 black circle · d7 black circle · d6 black circle · d5 black circle · d4 black circle · a3 black circle · b3 black circle · c3 black circle · d3 preto torre · e3 black circle · f3 black circle · g3 black circle · h3 black circle · d2 black circle · d1 black circle | 6 |
| 5 | d8 black circle · d7 black circle · d6 black circle · d5 black circle · d4 black circle · a3 black circle · b3 black circle · c3 black circle · d3 preto torre · e3 black circle · f3 black circle · g3 black circle · h3 black circle · d2 black circle · d1 black circle | d8 black circle · d7 black circle · d6 black circle · d5 black circle · d4 black circle · a3 black circle · b3 black circle · c3 black circle · d3 preto torre · e3 black circle · f3 black circle · g3 black circle · h3 black circle · d2 black circle · d1 black circle | d8 black circle · d7 black circle · d6 black circle · d5 black circle · d4 black circle · a3 black circle · b3 black circle · c3 black circle · d3 preto torre · e3 black circle · f3 black circle · g3 black circle · h3 black circle · d2 black circle · d1 black circle | d8 black circle · d7 black circle · d6 black circle · d5 black circle · d4 black circle · a3 black circle · b3 black circle · c3 black circle · d3 preto torre · e3 black circle · f3 black circle · g3 black circle · h3 black circle · d2 black circle · d1 black circle | d8 black circle · d7 black circle · d6 black circle · d5 black circle · d4 black circle · a3 black circle · b3 black circle · c3 black circle · d3 preto torre · e3 black circle · f3 black circle · g3 black circle · h3 black circle · d2 black circle · d1 black circle | d8 black circle · d7 black circle · d6 black circle · d5 black circle · d4 black circle · a3 black circle · b3 black circle · c3 black circle · d3 preto torre · e3 black circle · f3 black circle · g3 black circle · h3 black circle · d2 black circle · d1 black circle | d8 black circle · d7 black circle · d6 black circle · d5 black circle · d4 black circle · a3 black circle · b3 black circle · c3 black circle · d3 preto torre · e3 black circle · f3 black circle · g3 black circle · h3 black circle · d2 black circle · d1 black circle | d8 black circle · d7 black circle · d6 black circle · d5 black circle · d4 black circle · a3 black circle · b3 black circle · c3 black circle · d3 preto torre · e3 black circle · f3 black circle · g3 black circle · h3 black circle · d2 black circle · d1 black circle | 5 |
| 4 | d8 black circle · d7 black circle · d6 black circle · d5 black circle · d4 black circle · a3 black circle · b3 black circle · c3 black circle · d3 preto torre · e3 black circle · f3 black circle · g3 black circle · h3 black circle · d2 black circle · d1 black circle | d8 black circle · d7 black circle · d6 black circle · d5 black circle · d4 black circle · a3 black circle · b3 black circle · c3 black circle · d3 preto torre · e3 black circle · f3 black circle · g3 black circle · h3 black circle · d2 black circle · d1 black circle | d8 black circle · d7 black circle · d6 black circle · d5 black circle · d4 black circle · a3 black circle · b3 black circle · c3 black circle · d3 preto torre · e3 black circle · f3 black circle · g3 black circle · h3 black circle · d2 black circle · d1 black circle | d8 black circle · d7 black circle · d6 black circle · d5 black circle · d4 black circle · a3 black circle · b3 black circle · c3 black circle · d3 preto torre · e3 black circle · f3 black circle · g3 black circle · h3 black circle · d2 black circle · d1 black circle | d8 black circle · d7 black circle · d6 black circle · d5 black circle · d4 black circle · a3 black circle · b3 black circle · c3 black circle · d3 preto torre · e3 black circle · f3 black circle · g3 black circle · h3 black circle · d2 black circle · d1 black circle | d8 black circle · d7 black circle · d6 black circle · d5 black circle · d4 black circle · a3 black circle · b3 black circle · c3 black circle · d3 preto torre · e3 black circle · f3 black circle · g3 black circle · h3 black circle · d2 black circle · d1 black circle | d8 black circle · d7 black circle · d6 black circle · d5 black circle · d4 black circle · a3 black circle · b3 black circle · c3 black circle · d3 preto torre · e3 black circle · f3 black circle · g3 black circle · h3 black circle · d2 black circle · d1 black circle | d8 black circle · d7 black circle · d6 black circle · d5 black circle · d4 black circle · a3 black circle · b3 black circle · c3 black circle · d3 preto torre · e3 black circle · f3 black circle · g3 black circle · h3 black circle · d2 black circle · d1 black circle | 4 |
| 3 | d8 black circle · d7 black circle · d6 black circle · d5 black circle · d4 black circle · a3 black circle · b3 black circle · c3 black circle · d3 preto torre · e3 black circle · f3 black circle · g3 black circle · h3 black circle · d2 black circle · d1 black circle | d8 black circle · d7 black circle · d6 black circle · d5 black circle · d4 black circle · a3 black circle · b3 black circle · c3 black circle · d3 preto torre · e3 black circle · f3 black circle · g3 black circle · h3 black circle · d2 black circle · d1 black circle | d8 black circle · d7 black circle · d6 black circle · d5 black circle · d4 black circle · a3 black circle · b3 black circle · c3 black circle · d3 preto torre · e3 black circle · f3 black circle · g3 black circle · h3 black circle · d2 black circle · d1 black circle | d8 black circle · d7 black circle · d6 black circle · d5 black circle · d4 black circle · a3 black circle · b3 black circle · c3 black circle · d3 preto torre · e3 black circle · f3 black circle · g3 black circle · h3 black circle · d2 black circle · d1 black circle | d8 black circle · d7 black circle · d6 black circle · d5 black circle · d4 black circle · a3 black circle · b3 black circle · c3 black circle · d3 preto torre · e3 black circle · f3 black circle · g3 black circle · h3 black circle · d2 black circle · d1 black circle | d8 black circle · d7 black circle · d6 black circle · d5 black circle · d4 black circle · a3 black circle · b3 black circle · c3 black circle · d3 preto torre · e3 black circle · f3 black circle · g3 black circle · h3 black circle · d2 black circle · d1 black circle | d8 black circle · d7 black circle · d6 black circle · d5 black circle · d4 black circle · a3 black circle · b3 black circle · c3 black circle · d3 preto torre · e3 black circle · f3 black circle · g3 black circle · h3 black circle · d2 black circle · d1 black circle | d8 black circle · d7 black circle · d6 black circle · d5 black circle · d4 black circle · a3 black circle · b3 black circle · c3 black circle · d3 preto torre · e3 black circle · f3 black circle · g3 black circle · h3 black circle · d2 black circle · d1 black circle | 3 |
| 2 | d8 black circle · d7 black circle · d6 black circle · d5 black circle · d4 black circle · a3 black circle · b3 black circle · c3 black circle · d3 preto torre · e3 black circle · f3 black circle · g3 black circle · h3 black circle · d2 black circle · d1 black circle | d8 black circle · d7 black circle · d6 black circle · d5 black circle · d4 black circle · a3 black circle · b3 black circle · c3 black circle · d3 preto torre · e3 black circle · f3 black circle · g3 black circle · h3 black circle · d2 black circle · d1 black circle | d8 black circle · d7 black circle · d6 black circle · d5 black circle · d4 black circle · a3 black circle · b3 black circle · c3 black circle · d3 preto torre · e3 black circle · f3 black circle · g3 black circle · h3 black circle · d2 black circle · d1 black circle | d8 black circle · d7 black circle · d6 black circle · d5 black circle · d4 black circle · a3 black circle · b3 black circle · c3 black circle · d3 preto torre · e3 black circle · f3 black circle · g3 black circle · h3 black circle · d2 black circle · d1 black circle | d8 black circle · d7 black circle · d6 black circle · d5 black circle · d4 black circle · a3 black circle · b3 black circle · c3 black circle · d3 preto torre · e3 black circle · f3 black circle · g3 black circle · h3 black circle · d2 black circle · d1 black circle | d8 black circle · d7 black circle · d6 black circle · d5 black circle · d4 black circle · a3 black circle · b3 black circle · c3 black circle · d3 preto torre · e3 black circle · f3 black circle · g3 black circle · h3 black circle · d2 black circle · d1 black circle | d8 black circle · d7 black circle · d6 black circle · d5 black circle · d4 black circle · a3 black circle · b3 black circle · c3 black circle · d3 preto torre · e3 black circle · f3 black circle · g3 black circle · h3 black circle · d2 black circle · d1 black circle | d8 black circle · d7 black circle · d6 black circle · d5 black circle · d4 black circle · a3 black circle · b3 black circle · c3 black circle · d3 preto torre · e3 black circle · f3 black circle · g3 black circle · h3 black circle · d2 black circle · d1 black circle | 2 |
| 1 | d8 black circle · d7 black circle · d6 black circle · d5 black circle · d4 black circle · a3 black circle · b3 black circle · c3 black circle · d3 preto torre · e3 black circle · f3 black circle · g3 black circle · h3 black circle · d2 black circle · d1 black circle | d8 black circle · d7 black circle · d6 black circle · d5 black circle · d4 black circle · a3 black circle · b3 black circle · c3 black circle · d3 preto torre · e3 black circle · f3 black circle · g3 black circle · h3 black circle · d2 black circle · d1 black circle | d8 black circle · d7 black circle · d6 black circle · d5 black circle · d4 black circle · a3 black circle · b3 black circle · c3 black circle · d3 preto torre · e3 black circle · f3 black circle · g3 black circle · h3 black circle · d2 black circle · d1 black circle | d8 black circle · d7 black circle · d6 black circle · d5 black circle · d4 black circle · a3 black circle · b3 black circle · c3 black circle · d3 preto torre · e3 black circle · f3 black circle · g3 black circle · h3 black circle · d2 black circle · d1 black circle | d8 black circle · d7 black circle · d6 black circle · d5 black circle · d4 black circle · a3 black circle · b3 black circle · c3 black circle · d3 preto torre · e3 black circle · f3 black circle · g3 black circle · h3 black circle · d2 black circle · d1 black circle | d8 black circle · d7 black circle · d6 black circle · d5 black circle · d4 black circle · a3 black circle · b3 black circle · c3 black circle · d3 preto torre · e3 black circle · f3 black circle · g3 black circle · h3 black circle · d2 black circle · d1 black circle | d8 black circle · d7 black circle · d6 black circle · d5 black circle · d4 black circle · a3 black circle · b3 black circle · c3 black circle · d3 preto torre · e3 black circle · f3 black circle · g3 black circle · h3 black circle · d2 black circle · d1 black circle | d8 black circle · d7 black circle · d6 black circle · d5 black circle · d4 black circle · a3 black circle · b3 black circle · c3 black circle · d3 preto torre · e3 black circle · f3 black circle · g3 black circle · h3 black circle · d2 black circle · d1 black circle | 1 |
|   | a | b | c | d | e | f | g | h |   |

|   | a | b | c | d | e | f | g | h |   |
| 8 | a8 black circle · b7 black circle · h7 black circle · c6 black circle · g6 black circle · d5 black circle · f5 black circle · e4 preto bispo · d3 black circle · f3 black circle · c2 black circle · g2 black circle · b1 black circle · h1 black circle | a8 black circle · b7 black circle · h7 black circle · c6 black circle · g6 black circle · d5 black circle · f5 black circle · e4 preto bispo · d3 black circle · f3 black circle · c2 black circle · g2 black circle · b1 black circle · h1 black circle | a8 black circle · b7 black circle · h7 black circle · c6 black circle · g6 black circle · d5 black circle · f5 black circle · e4 preto bispo · d3 black circle · f3 black circle · c2 black circle · g2 black circle · b1 black circle · h1 black circle | a8 black circle · b7 black circle · h7 black circle · c6 black circle · g6 black circle · d5 black circle · f5 black circle · e4 preto bispo · d3 black circle · f3 black circle · c2 black circle · g2 black circle · b1 black circle · h1 black circle | a8 black circle · b7 black circle · h7 black circle · c6 black circle · g6 black circle · d5 black circle · f5 black circle · e4 preto bispo · d3 black circle · f3 black circle · c2 black circle · g2 black circle · b1 black circle · h1 black circle | a8 black circle · b7 black circle · h7 black circle · c6 black circle · g6 black circle · d5 black circle · f5 black circle · e4 preto bispo · d3 black circle · f3 black circle · c2 black circle · g2 black circle · b1 black circle · h1 black circle | a8 black circle · b7 black circle · h7 black circle · c6 black circle · g6 black circle · d5 black circle · f5 black circle · e4 preto bispo · d3 black circle · f3 black circle · c2 black circle · g2 black circle · b1 black circle · h1 black circle | a8 black circle · b7 black circle · h7 black circle · c6 black circle · g6 black circle · d5 black circle · f5 black circle · e4 preto bispo · d3 black circle · f3 black circle · c2 black circle · g2 black circle · b1 black circle · h1 black circle | 8 |
| 7 | a8 black circle · b7 black circle · h7 black circle · c6 black circle · g6 black circle · d5 black circle · f5 black circle · e4 preto bispo · d3 black circle · f3 black circle · c2 black circle · g2 black circle · b1 black circle · h1 black circle | a8 black circle · b7 black circle · h7 black circle · c6 black circle · g6 black circle · d5 black circle · f5 black circle · e4 preto bispo · d3 black circle · f3 black circle · c2 black circle · g2 black circle · b1 black circle · h1 black circle | a8 black circle · b7 black circle · h7 black circle · c6 black circle · g6 black circle · d5 black circle · f5 black circle · e4 preto bispo · d3 black circle · f3 black circle · c2 black circle · g2 black circle · b1 black circle · h1 black circle | a8 black circle · b7 black circle · h7 black circle · c6 black circle · g6 black circle · d5 black circle · f5 black circle · e4 preto bispo · d3 black circle · f3 black circle · c2 black circle · g2 black circle · b1 black circle · h1 black circle | a8 black circle · b7 black circle · h7 black circle · c6 black circle · g6 black circle · d5 black circle · f5 black circle · e4 preto bispo · d3 black circle · f3 black circle · c2 black circle · g2 black circle · b1 black circle · h1 black circle | a8 black circle · b7 black circle · h7 black circle · c6 black circle · g6 black circle · d5 black circle · f5 black circle · e4 preto bispo · d3 black circle · f3 black circle · c2 black circle · g2 black circle · b1 black circle · h1 black circle | a8 black circle · b7 black circle · h7 black circle · c6 black circle · g6 black circle · d5 black circle · f5 black circle · e4 preto bispo · d3 black circle · f3 black circle · c2 black circle · g2 black circle · b1 black circle · h1 black circle | a8 black circle · b7 black circle · h7 black circle · c6 black circle · g6 black circle · d5 black circle · f5 black circle · e4 preto bispo · d3 black circle · f3 black circle · c2 black circle · g2 black circle · b1 black circle · h1 black circle | 7 |
| 6 | a8 black circle · b7 black circle · h7 black circle · c6 black circle · g6 black circle · d5 black circle · f5 black circle · e4 preto bispo · d3 black circle · f3 black circle · c2 black circle · g2 black circle · b1 black circle · h1 black circle | a8 black circle · b7 black circle · h7 black circle · c6 black circle · g6 black circle · d5 black circle · f5 black circle · e4 preto bispo · d3 black circle · f3 black circle · c2 black circle · g2 black circle · b1 black circle · h1 black circle | a8 black circle · b7 black circle · h7 black circle · c6 black circle · g6 black circle · d5 black circle · f5 black circle · e4 preto bispo · d3 black circle · f3 black circle · c2 black circle · g2 black circle · b1 black circle · h1 black circle | a8 black circle · b7 black circle · h7 black circle · c6 black circle · g6 black circle · d5 black circle · f5 black circle · e4 preto bispo · d3 black circle · f3 black circle · c2 black circle · g2 black circle · b1 black circle · h1 black circle | a8 black circle · b7 black circle · h7 black circle · c6 black circle · g6 black circle · d5 black circle · f5 black circle · e4 preto bispo · d3 black circle · f3 black circle · c2 black circle · g2 black circle · b1 black circle · h1 black circle | a8 black circle · b7 black circle · h7 black circle · c6 black circle · g6 black circle · d5 black circle · f5 black circle · e4 preto bispo · d3 black circle · f3 black circle · c2 black circle · g2 black circle · b1 black circle · h1 black circle | a8 black circle · b7 black circle · h7 black circle · c6 black circle · g6 black circle · d5 black circle · f5 black circle · e4 preto bispo · d3 black circle · f3 black circle · c2 black circle · g2 black circle · b1 black circle · h1 black circle | a8 black circle · b7 black circle · h7 black circle · c6 black circle · g6 black circle · d5 black circle · f5 black circle · e4 preto bispo · d3 black circle · f3 black circle · c2 black circle · g2 black circle · b1 black circle · h1 black circle | 6 |
| 5 | a8 black circle · b7 black circle · h7 black circle · c6 black circle · g6 black circle · d5 black circle · f5 black circle · e4 preto bispo · d3 black circle · f3 black circle · c2 black circle · g2 black circle · b1 black circle · h1 black circle | a8 black circle · b7 black circle · h7 black circle · c6 black circle · g6 black circle · d5 black circle · f5 black circle · e4 preto bispo · d3 black circle · f3 black circle · c2 black circle · g2 black circle · b1 black circle · h1 black circle | a8 black circle · b7 black circle · h7 black circle · c6 black circle · g6 black circle · d5 black circle · f5 black circle · e4 preto bispo · d3 black circle · f3 black circle · c2 black circle · g2 black circle · b1 black circle · h1 black circle | a8 black circle · b7 black circle · h7 black circle · c6 black circle · g6 black circle · d5 black circle · f5 black circle · e4 preto bispo · d3 black circle · f3 black circle · c2 black circle · g2 black circle · b1 black circle · h1 black circle | a8 black circle · b7 black circle · h7 black circle · c6 black circle · g6 black circle · d5 black circle · f5 black circle · e4 preto bispo · d3 black circle · f3 black circle · c2 black circle · g2 black circle · b1 black circle · h1 black circle | a8 black circle · b7 black circle · h7 black circle · c6 black circle · g6 black circle · d5 black circle · f5 black circle · e4 preto bispo · d3 black circle · f3 black circle · c2 black circle · g2 black circle · b1 black circle · h1 black circle | a8 black circle · b7 black circle · h7 black circle · c6 black circle · g6 black circle · d5 black circle · f5 black circle · e4 preto bispo · d3 black circle · f3 black circle · c2 black circle · g2 black circle · b1 black circle · h1 black circle | a8 black circle · b7 black circle · h7 black circle · c6 black circle · g6 black circle · d5 black circle · f5 black circle · e4 preto bispo · d3 black circle · f3 black circle · c2 black circle · g2 black circle · b1 black circle · h1 black circle | 5 |
| 4 | a8 black circle · b7 black circle · h7 black circle · c6 black circle · g6 black circle · d5 black circle · f5 black circle · e4 preto bispo · d3 black circle · f3 black circle · c2 black circle · g2 black circle · b1 black circle · h1 black circle | a8 black circle · b7 black circle · h7 black circle · c6 black circle · g6 black circle · d5 black circle · f5 black circle · e4 preto bispo · d3 black circle · f3 black circle · c2 black circle · g2 black circle · b1 black circle · h1 black circle | a8 black circle · b7 black circle · h7 black circle · c6 black circle · g6 black circle · d5 black circle · f5 black circle · e4 preto bispo · d3 black circle · f3 black circle · c2 black circle · g2 black circle · b1 black circle · h1 black circle | a8 black circle · b7 black circle · h7 black circle · c6 black circle · g6 black circle · d5 black circle · f5 black circle · e4 preto bispo · d3 black circle · f3 black circle · c2 black circle · g2 black circle · b1 black circle · h1 black circle | a8 black circle · b7 black circle · h7 black circle · c6 black circle · g6 black circle · d5 black circle · f5 black circle · e4 preto bispo · d3 black circle · f3 black circle · c2 black circle · g2 black circle · b1 black circle · h1 black circle | a8 black circle · b7 black circle · h7 black circle · c6 black circle · g6 black circle · d5 black circle · f5 black circle · e4 preto bispo · d3 black circle · f3 black circle · c2 black circle · g2 black circle · b1 black circle · h1 black circle | a8 black circle · b7 black circle · h7 black circle · c6 black circle · g6 black circle · d5 black circle · f5 black circle · e4 preto bispo · d3 black circle · f3 black circle · c2 black circle · g2 black circle · b1 black circle · h1 black circle | a8 black circle · b7 black circle · h7 black circle · c6 black circle · g6 black circle · d5 black circle · f5 black circle · e4 preto bispo · d3 black circle · f3 black circle · c2 black circle · g2 black circle · b1 black circle · h1 black circle | 4 |
| 3 | a8 black circle · b7 black circle · h7 black circle · c6 black circle · g6 black circle · d5 black circle · f5 black circle · e4 preto bispo · d3 black circle · f3 black circle · c2 black circle · g2 black circle · b1 black circle · h1 black circle | a8 black circle · b7 black circle · h7 black circle · c6 black circle · g6 black circle · d5 black circle · f5 black circle · e4 preto bispo · d3 black circle · f3 black circle · c2 black circle · g2 black circle · b1 black circle · h1 black circle | a8 black circle · b7 black circle · h7 black circle · c6 black circle · g6 black circle · d5 black circle · f5 black circle · e4 preto bispo · d3 black circle · f3 black circle · c2 black circle · g2 black circle · b1 black circle · h1 black circle | a8 black circle · b7 black circle · h7 black circle · c6 black circle · g6 black circle · d5 black circle · f5 black circle · e4 preto bispo · d3 black circle · f3 black circle · c2 black circle · g2 black circle · b1 black circle · h1 black circle | a8 black circle · b7 black circle · h7 black circle · c6 black circle · g6 black circle · d5 black circle · f5 black circle · e4 preto bispo · d3 black circle · f3 black circle · c2 black circle · g2 black circle · b1 black circle · h1 black circle | a8 black circle · b7 black circle · h7 black circle · c6 black circle · g6 black circle · d5 black circle · f5 black circle · e4 preto bispo · d3 black circle · f3 black circle · c2 black circle · g2 black circle · b1 black circle · h1 black circle | a8 black circle · b7 black circle · h7 black circle · c6 black circle · g6 black circle · d5 black circle · f5 black circle · e4 preto bispo · d3 black circle · f3 black circle · c2 black circle · g2 black circle · b1 black circle · h1 black circle | a8 black circle · b7 black circle · h7 black circle · c6 black circle · g6 black circle · d5 black circle · f5 black circle · e4 preto bispo · d3 black circle · f3 black circle · c2 black circle · g2 black circle · b1 black circle · h1 black circle | 3 |
| 2 | a8 black circle · b7 black circle · h7 black circle · c6 black circle · g6 black circle · d5 black circle · f5 black circle · e4 preto bispo · d3 black circle · f3 black circle · c2 black circle · g2 black circle · b1 black circle · h1 black circle | a8 black circle · b7 black circle · h7 black circle · c6 black circle · g6 black circle · d5 black circle · f5 black circle · e4 preto bispo · d3 black circle · f3 black circle · c2 black circle · g2 black circle · b1 black circle · h1 black circle | a8 black circle · b7 black circle · h7 black circle · c6 black circle · g6 black circle · d5 black circle · f5 black circle · e4 preto bispo · d3 black circle · f3 black circle · c2 black circle · g2 black circle · b1 black circle · h1 black circle | a8 black circle · b7 black circle · h7 black circle · c6 black circle · g6 black circle · d5 black circle · f5 black circle · e4 preto bispo · d3 black circle · f3 black circle · c2 black circle · g2 black circle · b1 black circle · h1 black circle | a8 black circle · b7 black circle · h7 black circle · c6 black circle · g6 black circle · d5 black circle · f5 black circle · e4 preto bispo · d3 black circle · f3 black circle · c2 black circle · g2 black circle · b1 black circle · h1 black circle | a8 black circle · b7 black circle · h7 black circle · c6 black circle · g6 black circle · d5 black circle · f5 black circle · e4 preto bispo · d3 black circle · f3 black circle · c2 black circle · g2 black circle · b1 black circle · h1 black circle | a8 black circle · b7 black circle · h7 black circle · c6 black circle · g6 black circle · d5 black circle · f5 black circle · e4 preto bispo · d3 black circle · f3 black circle · c2 black circle · g2 black circle · b1 black circle · h1 black circle | a8 black circle · b7 black circle · h7 black circle · c6 black circle · g6 black circle · d5 black circle · f5 black circle · e4 preto bispo · d3 black circle · f3 black circle · c2 black circle · g2 black circle · b1 black circle · h1 black circle | 2 |
| 1 | a8 black circle · b7 black circle · h7 black circle · c6 black circle · g6 black circle · d5 black circle · f5 black circle · e4 preto bispo · d3 black circle · f3 black circle · c2 black circle · g2 black circle · b1 black circle · h1 black circle | a8 black circle · b7 black circle · h7 black circle · c6 black circle · g6 black circle · d5 black circle · f5 black circle · e4 preto bispo · d3 black circle · f3 black circle · c2 black circle · g2 black circle · b1 black circle · h1 black circle | a8 black circle · b7 black circle · h7 black circle · c6 black circle · g6 black circle · d5 black circle · f5 black circle · e4 preto bispo · d3 black circle · f3 black circle · c2 black circle · g2 black circle · b1 black circle · h1 black circle | a8 black circle · b7 black circle · h7 black circle · c6 black circle · g6 black circle · d5 black circle · f5 black circle · e4 preto bispo · d3 black circle · f3 black circle · c2 black circle · g2 black circle · b1 black circle · h1 black circle | a8 black circle · b7 black circle · h7 black circle · c6 black circle · g6 black circle · d5 black circle · f5 black circle · e4 preto bispo · d3 black circle · f3 black circle · c2 black circle · g2 black circle · b1 black circle · h1 black circle | a8 black circle · b7 black circle · h7 black circle · c6 black circle · g6 black circle · d5 black circle · f5 black circle · e4 preto bispo · d3 black circle · f3 black circle · c2 black circle · g2 black circle · b1 black circle · h1 black circle | a8 black circle · b7 black circle · h7 black circle · c6 black circle · g6 black circle · d5 black circle · f5 black circle · e4 preto bispo · d3 black circle · f3 black circle · c2 black circle · g2 black circle · b1 black circle · h1 black circle | a8 black circle · b7 black circle · h7 black circle · c6 black circle · g6 black circle · d5 black circle · f5 black circle · e4 preto bispo · d3 black circle · f3 black circle · c2 black circle · g2 black circle · b1 black circle · h1 black circle | 1 |
|   | a | b | c | d | e | f | g | h |   |

|   | a | b | c | d | e | f | g | h |   |
| 8 | a8 black circle · e8 black circle · b7 black circle · e7 black circle · h7 black circle · c6 black circle · e6 black circle · g6 black circle · d5 black circle · e5 black circle · f5 black circle · a4 black circle · b4 black circle · c4 black circle · d4 black circle · e4 preto rainha · f4 black circle · g4 black circle · h4 black circle · d3 black circle · e3 black circle · f3 black circle · c2 black circle · e2 black circle · g2 black circle · b1 black circle · e1 black circle · h1 black circle | a8 black circle · e8 black circle · b7 black circle · e7 black circle · h7 black circle · c6 black circle · e6 black circle · g6 black circle · d5 black circle · e5 black circle · f5 black circle · a4 black circle · b4 black circle · c4 black circle · d4 black circle · e4 preto rainha · f4 black circle · g4 black circle · h4 black circle · d3 black circle · e3 black circle · f3 black circle · c2 black circle · e2 black circle · g2 black circle · b1 black circle · e1 black circle · h1 black circle | a8 black circle · e8 black circle · b7 black circle · e7 black circle · h7 black circle · c6 black circle · e6 black circle · g6 black circle · d5 black circle · e5 black circle · f5 black circle · a4 black circle · b4 black circle · c4 black circle · d4 black circle · e4 preto rainha · f4 black circle · g4 black circle · h4 black circle · d3 black circle · e3 black circle · f3 black circle · c2 black circle · e2 black circle · g2 black circle · b1 black circle · e1 black circle · h1 black circle | a8 black circle · e8 black circle · b7 black circle · e7 black circle · h7 black circle · c6 black circle · e6 black circle · g6 black circle · d5 black circle · e5 black circle · f5 black circle · a4 black circle · b4 black circle · c4 black circle · d4 black circle · e4 preto rainha · f4 black circle · g4 black circle · h4 black circle · d3 black circle · e3 black circle · f3 black circle · c2 black circle · e2 black circle · g2 black circle · b1 black circle · e1 black circle · h1 black circle | a8 black circle · e8 black circle · b7 black circle · e7 black circle · h7 black circle · c6 black circle · e6 black circle · g6 black circle · d5 black circle · e5 black circle · f5 black circle · a4 black circle · b4 black circle · c4 black circle · d4 black circle · e4 preto rainha · f4 black circle · g4 black circle · h4 black circle · d3 black circle · e3 black circle · f3 black circle · c2 black circle · e2 black circle · g2 black circle · b1 black circle · e1 black circle · h1 black circle | a8 black circle · e8 black circle · b7 black circle · e7 black circle · h7 black circle · c6 black circle · e6 black circle · g6 black circle · d5 black circle · e5 black circle · f5 black circle · a4 black circle · b4 black circle · c4 black circle · d4 black circle · e4 preto rainha · f4 black circle · g4 black circle · h4 black circle · d3 black circle · e3 black circle · f3 black circle · c2 black circle · e2 black circle · g2 black circle · b1 black circle · e1 black circle · h1 black circle | a8 black circle · e8 black circle · b7 black circle · e7 black circle · h7 black circle · c6 black circle · e6 black circle · g6 black circle · d5 black circle · e5 black circle · f5 black circle · a4 black circle · b4 black circle · c4 black circle · d4 black circle · e4 preto rainha · f4 black circle · g4 black circle · h4 black circle · d3 black circle · e3 black circle · f3 black circle · c2 black circle · e2 black circle · g2 black circle · b1 black circle · e1 black circle · h1 black circle | a8 black circle · e8 black circle · b7 black circle · e7 black circle · h7 black circle · c6 black circle · e6 black circle · g6 black circle · d5 black circle · e5 black circle · f5 black circle · a4 black circle · b4 black circle · c4 black circle · d4 black circle · e4 preto rainha · f4 black circle · g4 black circle · h4 black circle · d3 black circle · e3 black circle · f3 black circle · c2 black circle · e2 black circle · g2 black circle · b1 black circle · e1 black circle · h1 black circle | 8 |
| 7 | a8 black circle · e8 black circle · b7 black circle · e7 black circle · h7 black circle · c6 black circle · e6 black circle · g6 black circle · d5 black circle · e5 black circle · f5 black circle · a4 black circle · b4 black circle · c4 black circle · d4 black circle · e4 preto rainha · f4 black circle · g4 black circle · h4 black circle · d3 black circle · e3 black circle · f3 black circle · c2 black circle · e2 black circle · g2 black circle · b1 black circle · e1 black circle · h1 black circle | a8 black circle · e8 black circle · b7 black circle · e7 black circle · h7 black circle · c6 black circle · e6 black circle · g6 black circle · d5 black circle · e5 black circle · f5 black circle · a4 black circle · b4 black circle · c4 black circle · d4 black circle · e4 preto rainha · f4 black circle · g4 black circle · h4 black circle · d3 black circle · e3 black circle · f3 black circle · c2 black circle · e2 black circle · g2 black circle · b1 black circle · e1 black circle · h1 black circle | a8 black circle · e8 black circle · b7 black circle · e7 black circle · h7 black circle · c6 black circle · e6 black circle · g6 black circle · d5 black circle · e5 black circle · f5 black circle · a4 black circle · b4 black circle · c4 black circle · d4 black circle · e4 preto rainha · f4 black circle · g4 black circle · h4 black circle · d3 black circle · e3 black circle · f3 black circle · c2 black circle · e2 black circle · g2 black circle · b1 black circle · e1 black circle · h1 black circle | a8 black circle · e8 black circle · b7 black circle · e7 black circle · h7 black circle · c6 black circle · e6 black circle · g6 black circle · d5 black circle · e5 black circle · f5 black circle · a4 black circle · b4 black circle · c4 black circle · d4 black circle · e4 preto rainha · f4 black circle · g4 black circle · h4 black circle · d3 black circle · e3 black circle · f3 black circle · c2 black circle · e2 black circle · g2 black circle · b1 black circle · e1 black circle · h1 black circle | a8 black circle · e8 black circle · b7 black circle · e7 black circle · h7 black circle · c6 black circle · e6 black circle · g6 black circle · d5 black circle · e5 black circle · f5 black circle · a4 black circle · b4 black circle · c4 black circle · d4 black circle · e4 preto rainha · f4 black circle · g4 black circle · h4 black circle · d3 black circle · e3 black circle · f3 black circle · c2 black circle · e2 black circle · g2 black circle · b1 black circle · e1 black circle · h1 black circle | a8 black circle · e8 black circle · b7 black circle · e7 black circle · h7 black circle · c6 black circle · e6 black circle · g6 black circle · d5 black circle · e5 black circle · f5 black circle · a4 black circle · b4 black circle · c4 black circle · d4 black circle · e4 preto rainha · f4 black circle · g4 black circle · h4 black circle · d3 black circle · e3 black circle · f3 black circle · c2 black circle · e2 black circle · g2 black circle · b1 black circle · e1 black circle · h1 black circle | a8 black circle · e8 black circle · b7 black circle · e7 black circle · h7 black circle · c6 black circle · e6 black circle · g6 black circle · d5 black circle · e5 black circle · f5 black circle · a4 black circle · b4 black circle · c4 black circle · d4 black circle · e4 preto rainha · f4 black circle · g4 black circle · h4 black circle · d3 black circle · e3 black circle · f3 black circle · c2 black circle · e2 black circle · g2 black circle · b1 black circle · e1 black circle · h1 black circle | a8 black circle · e8 black circle · b7 black circle · e7 black circle · h7 black circle · c6 black circle · e6 black circle · g6 black circle · d5 black circle · e5 black circle · f5 black circle · a4 black circle · b4 black circle · c4 black circle · d4 black circle · e4 preto rainha · f4 black circle · g4 black circle · h4 black circle · d3 black circle · e3 black circle · f3 black circle · c2 black circle · e2 black circle · g2 black circle · b1 black circle · e1 black circle · h1 black circle | 7 |
| 6 | a8 black circle · e8 black circle · b7 black circle · e7 black circle · h7 black circle · c6 black circle · e6 black circle · g6 black circle · d5 black circle · e5 black circle · f5 black circle · a4 black circle · b4 black circle · c4 black circle · d4 black circle · e4 preto rainha · f4 black circle · g4 black circle · h4 black circle · d3 black circle · e3 black circle · f3 black circle · c2 black circle · e2 black circle · g2 black circle · b1 black circle · e1 black circle · h1 black circle | a8 black circle · e8 black circle · b7 black circle · e7 black circle · h7 black circle · c6 black circle · e6 black circle · g6 black circle · d5 black circle · e5 black circle · f5 black circle · a4 black circle · b4 black circle · c4 black circle · d4 black circle · e4 preto rainha · f4 black circle · g4 black circle · h4 black circle · d3 black circle · e3 black circle · f3 black circle · c2 black circle · e2 black circle · g2 black circle · b1 black circle · e1 black circle · h1 black circle | a8 black circle · e8 black circle · b7 black circle · e7 black circle · h7 black circle · c6 black circle · e6 black circle · g6 black circle · d5 black circle · e5 black circle · f5 black circle · a4 black circle · b4 black circle · c4 black circle · d4 black circle · e4 preto rainha · f4 black circle · g4 black circle · h4 black circle · d3 black circle · e3 black circle · f3 black circle · c2 black circle · e2 black circle · g2 black circle · b1 black circle · e1 black circle · h1 black circle | a8 black circle · e8 black circle · b7 black circle · e7 black circle · h7 black circle · c6 black circle · e6 black circle · g6 black circle · d5 black circle · e5 black circle · f5 black circle · a4 black circle · b4 black circle · c4 black circle · d4 black circle · e4 preto rainha · f4 black circle · g4 black circle · h4 black circle · d3 black circle · e3 black circle · f3 black circle · c2 black circle · e2 black circle · g2 black circle · b1 black circle · e1 black circle · h1 black circle | a8 black circle · e8 black circle · b7 black circle · e7 black circle · h7 black circle · c6 black circle · e6 black circle · g6 black circle · d5 black circle · e5 black circle · f5 black circle · a4 black circle · b4 black circle · c4 black circle · d4 black circle · e4 preto rainha · f4 black circle · g4 black circle · h4 black circle · d3 black circle · e3 black circle · f3 black circle · c2 black circle · e2 black circle · g2 black circle · b1 black circle · e1 black circle · h1 black circle | a8 black circle · e8 black circle · b7 black circle · e7 black circle · h7 black circle · c6 black circle · e6 black circle · g6 black circle · d5 black circle · e5 black circle · f5 black circle · a4 black circle · b4 black circle · c4 black circle · d4 black circle · e4 preto rainha · f4 black circle · g4 black circle · h4 black circle · d3 black circle · e3 black circle · f3 black circle · c2 black circle · e2 black circle · g2 black circle · b1 black circle · e1 black circle · h1 black circle | a8 black circle · e8 black circle · b7 black circle · e7 black circle · h7 black circle · c6 black circle · e6 black circle · g6 black circle · d5 black circle · e5 black circle · f5 black circle · a4 black circle · b4 black circle · c4 black circle · d4 black circle · e4 preto rainha · f4 black circle · g4 black circle · h4 black circle · d3 black circle · e3 black circle · f3 black circle · c2 black circle · e2 black circle · g2 black circle · b1 black circle · e1 black circle · h1 black circle | a8 black circle · e8 black circle · b7 black circle · e7 black circle · h7 black circle · c6 black circle · e6 black circle · g6 black circle · d5 black circle · e5 black circle · f5 black circle · a4 black circle · b4 black circle · c4 black circle · d4 black circle · e4 preto rainha · f4 black circle · g4 black circle · h4 black circle · d3 black circle · e3 black circle · f3 black circle · c2 black circle · e2 black circle · g2 black circle · b1 black circle · e1 black circle · h1 black circle | 6 |
| 5 | a8 black circle · e8 black circle · b7 black circle · e7 black circle · h7 black circle · c6 black circle · e6 black circle · g6 black circle · d5 black circle · e5 black circle · f5 black circle · a4 black circle · b4 black circle · c4 black circle · d4 black circle · e4 preto rainha · f4 black circle · g4 black circle · h4 black circle · d3 black circle · e3 black circle · f3 black circle · c2 black circle · e2 black circle · g2 black circle · b1 black circle · e1 black circle · h1 black circle | a8 black circle · e8 black circle · b7 black circle · e7 black circle · h7 black circle · c6 black circle · e6 black circle · g6 black circle · d5 black circle · e5 black circle · f5 black circle · a4 black circle · b4 black circle · c4 black circle · d4 black circle · e4 preto rainha · f4 black circle · g4 black circle · h4 black circle · d3 black circle · e3 black circle · f3 black circle · c2 black circle · e2 black circle · g2 black circle · b1 black circle · e1 black circle · h1 black circle | a8 black circle · e8 black circle · b7 black circle · e7 black circle · h7 black circle · c6 black circle · e6 black circle · g6 black circle · d5 black circle · e5 black circle · f5 black circle · a4 black circle · b4 black circle · c4 black circle · d4 black circle · e4 preto rainha · f4 black circle · g4 black circle · h4 black circle · d3 black circle · e3 black circle · f3 black circle · c2 black circle · e2 black circle · g2 black circle · b1 black circle · e1 black circle · h1 black circle | a8 black circle · e8 black circle · b7 black circle · e7 black circle · h7 black circle · c6 black circle · e6 black circle · g6 black circle · d5 black circle · e5 black circle · f5 black circle · a4 black circle · b4 black circle · c4 black circle · d4 black circle · e4 preto rainha · f4 black circle · g4 black circle · h4 black circle · d3 black circle · e3 black circle · f3 black circle · c2 black circle · e2 black circle · g2 black circle · b1 black circle · e1 black circle · h1 black circle | a8 black circle · e8 black circle · b7 black circle · e7 black circle · h7 black circle · c6 black circle · e6 black circle · g6 black circle · d5 black circle · e5 black circle · f5 black circle · a4 black circle · b4 black circle · c4 black circle · d4 black circle · e4 preto rainha · f4 black circle · g4 black circle · h4 black circle · d3 black circle · e3 black circle · f3 black circle · c2 black circle · e2 black circle · g2 black circle · b1 black circle · e1 black circle · h1 black circle | a8 black circle · e8 black circle · b7 black circle · e7 black circle · h7 black circle · c6 black circle · e6 black circle · g6 black circle · d5 black circle · e5 black circle · f5 black circle · a4 black circle · b4 black circle · c4 black circle · d4 black circle · e4 preto rainha · f4 black circle · g4 black circle · h4 black circle · d3 black circle · e3 black circle · f3 black circle · c2 black circle · e2 black circle · g2 black circle · b1 black circle · e1 black circle · h1 black circle | a8 black circle · e8 black circle · b7 black circle · e7 black circle · h7 black circle · c6 black circle · e6 black circle · g6 black circle · d5 black circle · e5 black circle · f5 black circle · a4 black circle · b4 black circle · c4 black circle · d4 black circle · e4 preto rainha · f4 black circle · g4 black circle · h4 black circle · d3 black circle · e3 black circle · f3 black circle · c2 black circle · e2 black circle · g2 black circle · b1 black circle · e1 black circle · h1 black circle | a8 black circle · e8 black circle · b7 black circle · e7 black circle · h7 black circle · c6 black circle · e6 black circle · g6 black circle · d5 black circle · e5 black circle · f5 black circle · a4 black circle · b4 black circle · c4 black circle · d4 black circle · e4 preto rainha · f4 black circle · g4 black circle · h4 black circle · d3 black circle · e3 black circle · f3 black circle · c2 black circle · e2 black circle · g2 black circle · b1 black circle · e1 black circle · h1 black circle | 5 |
| 4 | a8 black circle · e8 black circle · b7 black circle · e7 black circle · h7 black circle · c6 black circle · e6 black circle · g6 black circle · d5 black circle · e5 black circle · f5 black circle · a4 black circle · b4 black circle · c4 black circle · d4 black circle · e4 preto rainha · f4 black circle · g4 black circle · h4 black circle · d3 black circle · e3 black circle · f3 black circle · c2 black circle · e2 black circle · g2 black circle · b1 black circle · e1 black circle · h1 black circle | a8 black circle · e8 black circle · b7 black circle · e7 black circle · h7 black circle · c6 black circle · e6 black circle · g6 black circle · d5 black circle · e5 black circle · f5 black circle · a4 black circle · b4 black circle · c4 black circle · d4 black circle · e4 preto rainha · f4 black circle · g4 black circle · h4 black circle · d3 black circle · e3 black circle · f3 black circle · c2 black circle · e2 black circle · g2 black circle · b1 black circle · e1 black circle · h1 black circle | a8 black circle · e8 black circle · b7 black circle · e7 black circle · h7 black circle · c6 black circle · e6 black circle · g6 black circle · d5 black circle · e5 black circle · f5 black circle · a4 black circle · b4 black circle · c4 black circle · d4 black circle · e4 preto rainha · f4 black circle · g4 black circle · h4 black circle · d3 black circle · e3 black circle · f3 black circle · c2 black circle · e2 black circle · g2 black circle · b1 black circle · e1 black circle · h1 black circle | a8 black circle · e8 black circle · b7 black circle · e7 black circle · h7 black circle · c6 black circle · e6 black circle · g6 black circle · d5 black circle · e5 black circle · f5 black circle · a4 black circle · b4 black circle · c4 black circle · d4 black circle · e4 preto rainha · f4 black circle · g4 black circle · h4 black circle · d3 black circle · e3 black circle · f3 black circle · c2 black circle · e2 black circle · g2 black circle · b1 black circle · e1 black circle · h1 black circle | a8 black circle · e8 black circle · b7 black circle · e7 black circle · h7 black circle · c6 black circle · e6 black circle · g6 black circle · d5 black circle · e5 black circle · f5 black circle · a4 black circle · b4 black circle · c4 black circle · d4 black circle · e4 preto rainha · f4 black circle · g4 black circle · h4 black circle · d3 black circle · e3 black circle · f3 black circle · c2 black circle · e2 black circle · g2 black circle · b1 black circle · e1 black circle · h1 black circle | a8 black circle · e8 black circle · b7 black circle · e7 black circle · h7 black circle · c6 black circle · e6 black circle · g6 black circle · d5 black circle · e5 black circle · f5 black circle · a4 black circle · b4 black circle · c4 black circle · d4 black circle · e4 preto rainha · f4 black circle · g4 black circle · h4 black circle · d3 black circle · e3 black circle · f3 black circle · c2 black circle · e2 black circle · g2 black circle · b1 black circle · e1 black circle · h1 black circle | a8 black circle · e8 black circle · b7 black circle · e7 black circle · h7 black circle · c6 black circle · e6 black circle · g6 black circle · d5 black circle · e5 black circle · f5 black circle · a4 black circle · b4 black circle · c4 black circle · d4 black circle · e4 preto rainha · f4 black circle · g4 black circle · h4 black circle · d3 black circle · e3 black circle · f3 black circle · c2 black circle · e2 black circle · g2 black circle · b1 black circle · e1 black circle · h1 black circle | a8 black circle · e8 black circle · b7 black circle · e7 black circle · h7 black circle · c6 black circle · e6 black circle · g6 black circle · d5 black circle · e5 black circle · f5 black circle · a4 black circle · b4 black circle · c4 black circle · d4 black circle · e4 preto rainha · f4 black circle · g4 black circle · h4 black circle · d3 black circle · e3 black circle · f3 black circle · c2 black circle · e2 black circle · g2 black circle · b1 black circle · e1 black circle · h1 black circle | 4 |
| 3 | a8 black circle · e8 black circle · b7 black circle · e7 black circle · h7 black circle · c6 black circle · e6 black circle · g6 black circle · d5 black circle · e5 black circle · f5 black circle · a4 black circle · b4 black circle · c4 black circle · d4 black circle · e4 preto rainha · f4 black circle · g4 black circle · h4 black circle · d3 black circle · e3 black circle · f3 black circle · c2 black circle · e2 black circle · g2 black circle · b1 black circle · e1 black circle · h1 black circle | a8 black circle · e8 black circle · b7 black circle · e7 black circle · h7 black circle · c6 black circle · e6 black circle · g6 black circle · d5 black circle · e5 black circle · f5 black circle · a4 black circle · b4 black circle · c4 black circle · d4 black circle · e4 preto rainha · f4 black circle · g4 black circle · h4 black circle · d3 black circle · e3 black circle · f3 black circle · c2 black circle · e2 black circle · g2 black circle · b1 black circle · e1 black circle · h1 black circle | a8 black circle · e8 black circle · b7 black circle · e7 black circle · h7 black circle · c6 black circle · e6 black circle · g6 black circle · d5 black circle · e5 black circle · f5 black circle · a4 black circle · b4 black circle · c4 black circle · d4 black circle · e4 preto rainha · f4 black circle · g4 black circle · h4 black circle · d3 black circle · e3 black circle · f3 black circle · c2 black circle · e2 black circle · g2 black circle · b1 black circle · e1 black circle · h1 black circle | a8 black circle · e8 black circle · b7 black circle · e7 black circle · h7 black circle · c6 black circle · e6 black circle · g6 black circle · d5 black circle · e5 black circle · f5 black circle · a4 black circle · b4 black circle · c4 black circle · d4 black circle · e4 preto rainha · f4 black circle · g4 black circle · h4 black circle · d3 black circle · e3 black circle · f3 black circle · c2 black circle · e2 black circle · g2 black circle · b1 black circle · e1 black circle · h1 black circle | a8 black circle · e8 black circle · b7 black circle · e7 black circle · h7 black circle · c6 black circle · e6 black circle · g6 black circle · d5 black circle · e5 black circle · f5 black circle · a4 black circle · b4 black circle · c4 black circle · d4 black circle · e4 preto rainha · f4 black circle · g4 black circle · h4 black circle · d3 black circle · e3 black circle · f3 black circle · c2 black circle · e2 black circle · g2 black circle · b1 black circle · e1 black circle · h1 black circle | a8 black circle · e8 black circle · b7 black circle · e7 black circle · h7 black circle · c6 black circle · e6 black circle · g6 black circle · d5 black circle · e5 black circle · f5 black circle · a4 black circle · b4 black circle · c4 black circle · d4 black circle · e4 preto rainha · f4 black circle · g4 black circle · h4 black circle · d3 black circle · e3 black circle · f3 black circle · c2 black circle · e2 black circle · g2 black circle · b1 black circle · e1 black circle · h1 black circle | a8 black circle · e8 black circle · b7 black circle · e7 black circle · h7 black circle · c6 black circle · e6 black circle · g6 black circle · d5 black circle · e5 black circle · f5 black circle · a4 black circle · b4 black circle · c4 black circle · d4 black circle · e4 preto rainha · f4 black circle · g4 black circle · h4 black circle · d3 black circle · e3 black circle · f3 black circle · c2 black circle · e2 black circle · g2 black circle · b1 black circle · e1 black circle · h1 black circle | a8 black circle · e8 black circle · b7 black circle · e7 black circle · h7 black circle · c6 black circle · e6 black circle · g6 black circle · d5 black circle · e5 black circle · f5 black circle · a4 black circle · b4 black circle · c4 black circle · d4 black circle · e4 preto rainha · f4 black circle · g4 black circle · h4 black circle · d3 black circle · e3 black circle · f3 black circle · c2 black circle · e2 black circle · g2 black circle · b1 black circle · e1 black circle · h1 black circle | 3 |
| 2 | a8 black circle · e8 black circle · b7 black circle · e7 black circle · h7 black circle · c6 black circle · e6 black circle · g6 black circle · d5 black circle · e5 black circle · f5 black circle · a4 black circle · b4 black circle · c4 black circle · d4 black circle · e4 preto rainha · f4 black circle · g4 black circle · h4 black circle · d3 black circle · e3 black circle · f3 black circle · c2 black circle · e2 black circle · g2 black circle · b1 black circle · e1 black circle · h1 black circle | a8 black circle · e8 black circle · b7 black circle · e7 black circle · h7 black circle · c6 black circle · e6 black circle · g6 black circle · d5 black circle · e5 black circle · f5 black circle · a4 black circle · b4 black circle · c4 black circle · d4 black circle · e4 preto rainha · f4 black circle · g4 black circle · h4 black circle · d3 black circle · e3 black circle · f3 black circle · c2 black circle · e2 black circle · g2 black circle · b1 black circle · e1 black circle · h1 black circle | a8 black circle · e8 black circle · b7 black circle · e7 black circle · h7 black circle · c6 black circle · e6 black circle · g6 black circle · d5 black circle · e5 black circle · f5 black circle · a4 black circle · b4 black circle · c4 black circle · d4 black circle · e4 preto rainha · f4 black circle · g4 black circle · h4 black circle · d3 black circle · e3 black circle · f3 black circle · c2 black circle · e2 black circle · g2 black circle · b1 black circle · e1 black circle · h1 black circle | a8 black circle · e8 black circle · b7 black circle · e7 black circle · h7 black circle · c6 black circle · e6 black circle · g6 black circle · d5 black circle · e5 black circle · f5 black circle · a4 black circle · b4 black circle · c4 black circle · d4 black circle · e4 preto rainha · f4 black circle · g4 black circle · h4 black circle · d3 black circle · e3 black circle · f3 black circle · c2 black circle · e2 black circle · g2 black circle · b1 black circle · e1 black circle · h1 black circle | a8 black circle · e8 black circle · b7 black circle · e7 black circle · h7 black circle · c6 black circle · e6 black circle · g6 black circle · d5 black circle · e5 black circle · f5 black circle · a4 black circle · b4 black circle · c4 black circle · d4 black circle · e4 preto rainha · f4 black circle · g4 black circle · h4 black circle · d3 black circle · e3 black circle · f3 black circle · c2 black circle · e2 black circle · g2 black circle · b1 black circle · e1 black circle · h1 black circle | a8 black circle · e8 black circle · b7 black circle · e7 black circle · h7 black circle · c6 black circle · e6 black circle · g6 black circle · d5 black circle · e5 black circle · f5 black circle · a4 black circle · b4 black circle · c4 black circle · d4 black circle · e4 preto rainha · f4 black circle · g4 black circle · h4 black circle · d3 black circle · e3 black circle · f3 black circle · c2 black circle · e2 black circle · g2 black circle · b1 black circle · e1 black circle · h1 black circle | a8 black circle · e8 black circle · b7 black circle · e7 black circle · h7 black circle · c6 black circle · e6 black circle · g6 black circle · d5 black circle · e5 black circle · f5 black circle · a4 black circle · b4 black circle · c4 black circle · d4 black circle · e4 preto rainha · f4 black circle · g4 black circle · h4 black circle · d3 black circle · e3 black circle · f3 black circle · c2 black circle · e2 black circle · g2 black circle · b1 black circle · e1 black circle · h1 black circle | a8 black circle · e8 black circle · b7 black circle · e7 black circle · h7 black circle · c6 black circle · e6 black circle · g6 black circle · d5 black circle · e5 black circle · f5 black circle · a4 black circle · b4 black circle · c4 black circle · d4 black circle · e4 preto rainha · f4 black circle · g4 black circle · h4 black circle · d3 black circle · e3 black circle · f3 black circle · c2 black circle · e2 black circle · g2 black circle · b1 black circle · e1 black circle · h1 black circle | 2 |
| 1 | a8 black circle · e8 black circle · b7 black circle · e7 black circle · h7 black circle · c6 black circle · e6 black circle · g6 black circle · d5 black circle · e5 black circle · f5 black circle · a4 black circle · b4 black circle · c4 black circle · d4 black circle · e4 preto rainha · f4 black circle · g4 black circle · h4 black circle · d3 black circle · e3 black circle · f3 black circle · c2 black circle · e2 black circle · g2 black circle · b1 black circle · e1 black circle · h1 black circle | a8 black circle · e8 black circle · b7 black circle · e7 black circle · h7 black circle · c6 black circle · e6 black circle · g6 black circle · d5 black circle · e5 black circle · f5 black circle · a4 black circle · b4 black circle · c4 black circle · d4 black circle · e4 preto rainha · f4 black circle · g4 black circle · h4 black circle · d3 black circle · e3 black circle · f3 black circle · c2 black circle · e2 black circle · g2 black circle · b1 black circle · e1 black circle · h1 black circle | a8 black circle · e8 black circle · b7 black circle · e7 black circle · h7 black circle · c6 black circle · e6 black circle · g6 black circle · d5 black circle · e5 black circle · f5 black circle · a4 black circle · b4 black circle · c4 black circle · d4 black circle · e4 preto rainha · f4 black circle · g4 black circle · h4 black circle · d3 black circle · e3 black circle · f3 black circle · c2 black circle · e2 black circle · g2 black circle · b1 black circle · e1 black circle · h1 black circle | a8 black circle · e8 black circle · b7 black circle · e7 black circle · h7 black circle · c6 black circle · e6 black circle · g6 black circle · d5 black circle · e5 black circle · f5 black circle · a4 black circle · b4 black circle · c4 black circle · d4 black circle · e4 preto rainha · f4 black circle · g4 black circle · h4 black circle · d3 black circle · e3 black circle · f3 black circle · c2 black circle · e2 black circle · g2 black circle · b1 black circle · e1 black circle · h1 black circle | a8 black circle · e8 black circle · b7 black circle · e7 black circle · h7 black circle · c6 black circle · e6 black circle · g6 black circle · d5 black circle · e5 black circle · f5 black circle · a4 black circle · b4 black circle · c4 black circle · d4 black circle · e4 preto rainha · f4 black circle · g4 black circle · h4 black circle · d3 black circle · e3 black circle · f3 black circle · c2 black circle · e2 black circle · g2 black circle · b1 black circle · e1 black circle · h1 black circle | a8 black circle · e8 black circle · b7 black circle · e7 black circle · h7 black circle · c6 black circle · e6 black circle · g6 black circle · d5 black circle · e5 black circle · f5 black circle · a4 black circle · b4 black circle · c4 black circle · d4 black circle · e4 preto rainha · f4 black circle · g4 black circle · h4 black circle · d3 black circle · e3 black circle · f3 black circle · c2 black circle · e2 black circle · g2 black circle · b1 black circle · e1 black circle · h1 black circle | a8 black circle · e8 black circle · b7 black circle · e7 black circle · h7 black circle · c6 black circle · e6 black circle · g6 black circle · d5 black circle · e5 black circle · f5 black circle · a4 black circle · b4 black circle · c4 black circle · d4 black circle · e4 preto rainha · f4 black circle · g4 black circle · h4 black circle · d3 black circle · e3 black circle · f3 black circle · c2 black circle · e2 black circle · g2 black circle · b1 black circle · e1 black circle · h1 black circle | a8 black circle · e8 black circle · b7 black circle · e7 black circle · h7 black circle · c6 black circle · e6 black circle · g6 black circle · d5 black circle · e5 black circle · f5 black circle · a4 black circle · b4 black circle · c4 black circle · d4 black circle · e4 preto rainha · f4 black circle · g4 black circle · h4 black circle · d3 black circle · e3 black circle · f3 black circle · c2 black circle · e2 black circle · g2 black circle · b1 black circle · e1 black circle · h1 black circle | 1 |
|   | a | b | c | d | e | f | g | h |   |

|   | a | b | c | d | e | f | g | h |   |
| 8 | f8 preto bispo · g8 preto cavalo · h8 preto torre · e7 black circle · f7 preto peão · g7 preto peão · h7 preto peão · f6 black circle · h6 black circle · b5 black circle · d5 black circle · a4 black circle · e4 black circle · c3 branco cavalo · a2 black circle · e2 black circle · b1 black circle · d1 black circle | f8 preto bispo · g8 preto cavalo · h8 preto torre · e7 black circle · f7 preto peão · g7 preto peão · h7 preto peão · f6 black circle · h6 black circle · b5 black circle · d5 black circle · a4 black circle · e4 black circle · c3 branco cavalo · a2 black circle · e2 black circle · b1 black circle · d1 black circle | f8 preto bispo · g8 preto cavalo · h8 preto torre · e7 black circle · f7 preto peão · g7 preto peão · h7 preto peão · f6 black circle · h6 black circle · b5 black circle · d5 black circle · a4 black circle · e4 black circle · c3 branco cavalo · a2 black circle · e2 black circle · b1 black circle · d1 black circle | f8 preto bispo · g8 preto cavalo · h8 preto torre · e7 black circle · f7 preto peão · g7 preto peão · h7 preto peão · f6 black circle · h6 black circle · b5 black circle · d5 black circle · a4 black circle · e4 black circle · c3 branco cavalo · a2 black circle · e2 black circle · b1 black circle · d1 black circle | f8 preto bispo · g8 preto cavalo · h8 preto torre · e7 black circle · f7 preto peão · g7 preto peão · h7 preto peão · f6 black circle · h6 black circle · b5 black circle · d5 black circle · a4 black circle · e4 black circle · c3 branco cavalo · a2 black circle · e2 black circle · b1 black circle · d1 black circle | f8 preto bispo · g8 preto cavalo · h8 preto torre · e7 black circle · f7 preto peão · g7 preto peão · h7 preto peão · f6 black circle · h6 black circle · b5 black circle · d5 black circle · a4 black circle · e4 black circle · c3 branco cavalo · a2 black circle · e2 black circle · b1 black circle · d1 black circle | f8 preto bispo · g8 preto cavalo · h8 preto torre · e7 black circle · f7 preto peão · g7 preto peão · h7 preto peão · f6 black circle · h6 black circle · b5 black circle · d5 black circle · a4 black circle · e4 black circle · c3 branco cavalo · a2 black circle · e2 black circle · b1 black circle · d1 black circle | f8 preto bispo · g8 preto cavalo · h8 preto torre · e7 black circle · f7 preto peão · g7 preto peão · h7 preto peão · f6 black circle · h6 black circle · b5 black circle · d5 black circle · a4 black circle · e4 black circle · c3 branco cavalo · a2 black circle · e2 black circle · b1 black circle · d1 black circle | 8 |
| 7 | f8 preto bispo · g8 preto cavalo · h8 preto torre · e7 black circle · f7 preto peão · g7 preto peão · h7 preto peão · f6 black circle · h6 black circle · b5 black circle · d5 black circle · a4 black circle · e4 black circle · c3 branco cavalo · a2 black circle · e2 black circle · b1 black circle · d1 black circle | f8 preto bispo · g8 preto cavalo · h8 preto torre · e7 black circle · f7 preto peão · g7 preto peão · h7 preto peão · f6 black circle · h6 black circle · b5 black circle · d5 black circle · a4 black circle · e4 black circle · c3 branco cavalo · a2 black circle · e2 black circle · b1 black circle · d1 black circle | f8 preto bispo · g8 preto cavalo · h8 preto torre · e7 black circle · f7 preto peão · g7 preto peão · h7 preto peão · f6 black circle · h6 black circle · b5 black circle · d5 black circle · a4 black circle · e4 black circle · c3 branco cavalo · a2 black circle · e2 black circle · b1 black circle · d1 black circle | f8 preto bispo · g8 preto cavalo · h8 preto torre · e7 black circle · f7 preto peão · g7 preto peão · h7 preto peão · f6 black circle · h6 black circle · b5 black circle · d5 black circle · a4 black circle · e4 black circle · c3 branco cavalo · a2 black circle · e2 black circle · b1 black circle · d1 black circle | f8 preto bispo · g8 preto cavalo · h8 preto torre · e7 black circle · f7 preto peão · g7 preto peão · h7 preto peão · f6 black circle · h6 black circle · b5 black circle · d5 black circle · a4 black circle · e4 black circle · c3 branco cavalo · a2 black circle · e2 black circle · b1 black circle · d1 black circle | f8 preto bispo · g8 preto cavalo · h8 preto torre · e7 black circle · f7 preto peão · g7 preto peão · h7 preto peão · f6 black circle · h6 black circle · b5 black circle · d5 black circle · a4 black circle · e4 black circle · c3 branco cavalo · a2 black circle · e2 black circle · b1 black circle · d1 black circle | f8 preto bispo · g8 preto cavalo · h8 preto torre · e7 black circle · f7 preto peão · g7 preto peão · h7 preto peão · f6 black circle · h6 black circle · b5 black circle · d5 black circle · a4 black circle · e4 black circle · c3 branco cavalo · a2 black circle · e2 black circle · b1 black circle · d1 black circle | f8 preto bispo · g8 preto cavalo · h8 preto torre · e7 black circle · f7 preto peão · g7 preto peão · h7 preto peão · f6 black circle · h6 black circle · b5 black circle · d5 black circle · a4 black circle · e4 black circle · c3 branco cavalo · a2 black circle · e2 black circle · b1 black circle · d1 black circle | 7 |
| 6 | f8 preto bispo · g8 preto cavalo · h8 preto torre · e7 black circle · f7 preto peão · g7 preto peão · h7 preto peão · f6 black circle · h6 black circle · b5 black circle · d5 black circle · a4 black circle · e4 black circle · c3 branco cavalo · a2 black circle · e2 black circle · b1 black circle · d1 black circle | f8 preto bispo · g8 preto cavalo · h8 preto torre · e7 black circle · f7 preto peão · g7 preto peão · h7 preto peão · f6 black circle · h6 black circle · b5 black circle · d5 black circle · a4 black circle · e4 black circle · c3 branco cavalo · a2 black circle · e2 black circle · b1 black circle · d1 black circle | f8 preto bispo · g8 preto cavalo · h8 preto torre · e7 black circle · f7 preto peão · g7 preto peão · h7 preto peão · f6 black circle · h6 black circle · b5 black circle · d5 black circle · a4 black circle · e4 black circle · c3 branco cavalo · a2 black circle · e2 black circle · b1 black circle · d1 black circle | f8 preto bispo · g8 preto cavalo · h8 preto torre · e7 black circle · f7 preto peão · g7 preto peão · h7 preto peão · f6 black circle · h6 black circle · b5 black circle · d5 black circle · a4 black circle · e4 black circle · c3 branco cavalo · a2 black circle · e2 black circle · b1 black circle · d1 black circle | f8 preto bispo · g8 preto cavalo · h8 preto torre · e7 black circle · f7 preto peão · g7 preto peão · h7 preto peão · f6 black circle · h6 black circle · b5 black circle · d5 black circle · a4 black circle · e4 black circle · c3 branco cavalo · a2 black circle · e2 black circle · b1 black circle · d1 black circle | f8 preto bispo · g8 preto cavalo · h8 preto torre · e7 black circle · f7 preto peão · g7 preto peão · h7 preto peão · f6 black circle · h6 black circle · b5 black circle · d5 black circle · a4 black circle · e4 black circle · c3 branco cavalo · a2 black circle · e2 black circle · b1 black circle · d1 black circle | f8 preto bispo · g8 preto cavalo · h8 preto torre · e7 black circle · f7 preto peão · g7 preto peão · h7 preto peão · f6 black circle · h6 black circle · b5 black circle · d5 black circle · a4 black circle · e4 black circle · c3 branco cavalo · a2 black circle · e2 black circle · b1 black circle · d1 black circle | f8 preto bispo · g8 preto cavalo · h8 preto torre · e7 black circle · f7 preto peão · g7 preto peão · h7 preto peão · f6 black circle · h6 black circle · b5 black circle · d5 black circle · a4 black circle · e4 black circle · c3 branco cavalo · a2 black circle · e2 black circle · b1 black circle · d1 black circle | 6 |
| 5 | f8 preto bispo · g8 preto cavalo · h8 preto torre · e7 black circle · f7 preto peão · g7 preto peão · h7 preto peão · f6 black circle · h6 black circle · b5 black circle · d5 black circle · a4 black circle · e4 black circle · c3 branco cavalo · a2 black circle · e2 black circle · b1 black circle · d1 black circle | f8 preto bispo · g8 preto cavalo · h8 preto torre · e7 black circle · f7 preto peão · g7 preto peão · h7 preto peão · f6 black circle · h6 black circle · b5 black circle · d5 black circle · a4 black circle · e4 black circle · c3 branco cavalo · a2 black circle · e2 black circle · b1 black circle · d1 black circle | f8 preto bispo · g8 preto cavalo · h8 preto torre · e7 black circle · f7 preto peão · g7 preto peão · h7 preto peão · f6 black circle · h6 black circle · b5 black circle · d5 black circle · a4 black circle · e4 black circle · c3 branco cavalo · a2 black circle · e2 black circle · b1 black circle · d1 black circle | f8 preto bispo · g8 preto cavalo · h8 preto torre · e7 black circle · f7 preto peão · g7 preto peão · h7 preto peão · f6 black circle · h6 black circle · b5 black circle · d5 black circle · a4 black circle · e4 black circle · c3 branco cavalo · a2 black circle · e2 black circle · b1 black circle · d1 black circle | f8 preto bispo · g8 preto cavalo · h8 preto torre · e7 black circle · f7 preto peão · g7 preto peão · h7 preto peão · f6 black circle · h6 black circle · b5 black circle · d5 black circle · a4 black circle · e4 black circle · c3 branco cavalo · a2 black circle · e2 black circle · b1 black circle · d1 black circle | f8 preto bispo · g8 preto cavalo · h8 preto torre · e7 black circle · f7 preto peão · g7 preto peão · h7 preto peão · f6 black circle · h6 black circle · b5 black circle · d5 black circle · a4 black circle · e4 black circle · c3 branco cavalo · a2 black circle · e2 black circle · b1 black circle · d1 black circle | f8 preto bispo · g8 preto cavalo · h8 preto torre · e7 black circle · f7 preto peão · g7 preto peão · h7 preto peão · f6 black circle · h6 black circle · b5 black circle · d5 black circle · a4 black circle · e4 black circle · c3 branco cavalo · a2 black circle · e2 black circle · b1 black circle · d1 black circle | f8 preto bispo · g8 preto cavalo · h8 preto torre · e7 black circle · f7 preto peão · g7 preto peão · h7 preto peão · f6 black circle · h6 black circle · b5 black circle · d5 black circle · a4 black circle · e4 black circle · c3 branco cavalo · a2 black circle · e2 black circle · b1 black circle · d1 black circle | 5 |
| 4 | f8 preto bispo · g8 preto cavalo · h8 preto torre · e7 black circle · f7 preto peão · g7 preto peão · h7 preto peão · f6 black circle · h6 black circle · b5 black circle · d5 black circle · a4 black circle · e4 black circle · c3 branco cavalo · a2 black circle · e2 black circle · b1 black circle · d1 black circle | f8 preto bispo · g8 preto cavalo · h8 preto torre · e7 black circle · f7 preto peão · g7 preto peão · h7 preto peão · f6 black circle · h6 black circle · b5 black circle · d5 black circle · a4 black circle · e4 black circle · c3 branco cavalo · a2 black circle · e2 black circle · b1 black circle · d1 black circle | f8 preto bispo · g8 preto cavalo · h8 preto torre · e7 black circle · f7 preto peão · g7 preto peão · h7 preto peão · f6 black circle · h6 black circle · b5 black circle · d5 black circle · a4 black circle · e4 black circle · c3 branco cavalo · a2 black circle · e2 black circle · b1 black circle · d1 black circle | f8 preto bispo · g8 preto cavalo · h8 preto torre · e7 black circle · f7 preto peão · g7 preto peão · h7 preto peão · f6 black circle · h6 black circle · b5 black circle · d5 black circle · a4 black circle · e4 black circle · c3 branco cavalo · a2 black circle · e2 black circle · b1 black circle · d1 black circle | f8 preto bispo · g8 preto cavalo · h8 preto torre · e7 black circle · f7 preto peão · g7 preto peão · h7 preto peão · f6 black circle · h6 black circle · b5 black circle · d5 black circle · a4 black circle · e4 black circle · c3 branco cavalo · a2 black circle · e2 black circle · b1 black circle · d1 black circle | f8 preto bispo · g8 preto cavalo · h8 preto torre · e7 black circle · f7 preto peão · g7 preto peão · h7 preto peão · f6 black circle · h6 black circle · b5 black circle · d5 black circle · a4 black circle · e4 black circle · c3 branco cavalo · a2 black circle · e2 black circle · b1 black circle · d1 black circle | f8 preto bispo · g8 preto cavalo · h8 preto torre · e7 black circle · f7 preto peão · g7 preto peão · h7 preto peão · f6 black circle · h6 black circle · b5 black circle · d5 black circle · a4 black circle · e4 black circle · c3 branco cavalo · a2 black circle · e2 black circle · b1 black circle · d1 black circle | f8 preto bispo · g8 preto cavalo · h8 preto torre · e7 black circle · f7 preto peão · g7 preto peão · h7 preto peão · f6 black circle · h6 black circle · b5 black circle · d5 black circle · a4 black circle · e4 black circle · c3 branco cavalo · a2 black circle · e2 black circle · b1 black circle · d1 black circle | 4 |
| 3 | f8 preto bispo · g8 preto cavalo · h8 preto torre · e7 black circle · f7 preto peão · g7 preto peão · h7 preto peão · f6 black circle · h6 black circle · b5 black circle · d5 black circle · a4 black circle · e4 black circle · c3 branco cavalo · a2 black circle · e2 black circle · b1 black circle · d1 black circle | f8 preto bispo · g8 preto cavalo · h8 preto torre · e7 black circle · f7 preto peão · g7 preto peão · h7 preto peão · f6 black circle · h6 black circle · b5 black circle · d5 black circle · a4 black circle · e4 black circle · c3 branco cavalo · a2 black circle · e2 black circle · b1 black circle · d1 black circle | f8 preto bispo · g8 preto cavalo · h8 preto torre · e7 black circle · f7 preto peão · g7 preto peão · h7 preto peão · f6 black circle · h6 black circle · b5 black circle · d5 black circle · a4 black circle · e4 black circle · c3 branco cavalo · a2 black circle · e2 black circle · b1 black circle · d1 black circle | f8 preto bispo · g8 preto cavalo · h8 preto torre · e7 black circle · f7 preto peão · g7 preto peão · h7 preto peão · f6 black circle · h6 black circle · b5 black circle · d5 black circle · a4 black circle · e4 black circle · c3 branco cavalo · a2 black circle · e2 black circle · b1 black circle · d1 black circle | f8 preto bispo · g8 preto cavalo · h8 preto torre · e7 black circle · f7 preto peão · g7 preto peão · h7 preto peão · f6 black circle · h6 black circle · b5 black circle · d5 black circle · a4 black circle · e4 black circle · c3 branco cavalo · a2 black circle · e2 black circle · b1 black circle · d1 black circle | f8 preto bispo · g8 preto cavalo · h8 preto torre · e7 black circle · f7 preto peão · g7 preto peão · h7 preto peão · f6 black circle · h6 black circle · b5 black circle · d5 black circle · a4 black circle · e4 black circle · c3 branco cavalo · a2 black circle · e2 black circle · b1 black circle · d1 black circle | f8 preto bispo · g8 preto cavalo · h8 preto torre · e7 black circle · f7 preto peão · g7 preto peão · h7 preto peão · f6 black circle · h6 black circle · b5 black circle · d5 black circle · a4 black circle · e4 black circle · c3 branco cavalo · a2 black circle · e2 black circle · b1 black circle · d1 black circle | f8 preto bispo · g8 preto cavalo · h8 preto torre · e7 black circle · f7 preto peão · g7 preto peão · h7 preto peão · f6 black circle · h6 black circle · b5 black circle · d5 black circle · a4 black circle · e4 black circle · c3 branco cavalo · a2 black circle · e2 black circle · b1 black circle · d1 black circle | 3 |
| 2 | f8 preto bispo · g8 preto cavalo · h8 preto torre · e7 black circle · f7 preto peão · g7 preto peão · h7 preto peão · f6 black circle · h6 black circle · b5 black circle · d5 black circle · a4 black circle · e4 black circle · c3 branco cavalo · a2 black circle · e2 black circle · b1 black circle · d1 black circle | f8 preto bispo · g8 preto cavalo · h8 preto torre · e7 black circle · f7 preto peão · g7 preto peão · h7 preto peão · f6 black circle · h6 black circle · b5 black circle · d5 black circle · a4 black circle · e4 black circle · c3 branco cavalo · a2 black circle · e2 black circle · b1 black circle · d1 black circle | f8 preto bispo · g8 preto cavalo · h8 preto torre · e7 black circle · f7 preto peão · g7 preto peão · h7 preto peão · f6 black circle · h6 black circle · b5 black circle · d5 black circle · a4 black circle · e4 black circle · c3 branco cavalo · a2 black circle · e2 black circle · b1 black circle · d1 black circle | f8 preto bispo · g8 preto cavalo · h8 preto torre · e7 black circle · f7 preto peão · g7 preto peão · h7 preto peão · f6 black circle · h6 black circle · b5 black circle · d5 black circle · a4 black circle · e4 black circle · c3 branco cavalo · a2 black circle · e2 black circle · b1 black circle · d1 black circle | f8 preto bispo · g8 preto cavalo · h8 preto torre · e7 black circle · f7 preto peão · g7 preto peão · h7 preto peão · f6 black circle · h6 black circle · b5 black circle · d5 black circle · a4 black circle · e4 black circle · c3 branco cavalo · a2 black circle · e2 black circle · b1 black circle · d1 black circle | f8 preto bispo · g8 preto cavalo · h8 preto torre · e7 black circle · f7 preto peão · g7 preto peão · h7 preto peão · f6 black circle · h6 black circle · b5 black circle · d5 black circle · a4 black circle · e4 black circle · c3 branco cavalo · a2 black circle · e2 black circle · b1 black circle · d1 black circle | f8 preto bispo · g8 preto cavalo · h8 preto torre · e7 black circle · f7 preto peão · g7 preto peão · h7 preto peão · f6 black circle · h6 black circle · b5 black circle · d5 black circle · a4 black circle · e4 black circle · c3 branco cavalo · a2 black circle · e2 black circle · b1 black circle · d1 black circle | f8 preto bispo · g8 preto cavalo · h8 preto torre · e7 black circle · f7 preto peão · g7 preto peão · h7 preto peão · f6 black circle · h6 black circle · b5 black circle · d5 black circle · a4 black circle · e4 black circle · c3 branco cavalo · a2 black circle · e2 black circle · b1 black circle · d1 black circle | 2 |
| 1 | f8 preto bispo · g8 preto cavalo · h8 preto torre · e7 black circle · f7 preto peão · g7 preto peão · h7 preto peão · f6 black circle · h6 black circle · b5 black circle · d5 black circle · a4 black circle · e4 black circle · c3 branco cavalo · a2 black circle · e2 black circle · b1 black circle · d1 black circle | f8 preto bispo · g8 preto cavalo · h8 preto torre · e7 black circle · f7 preto peão · g7 preto peão · h7 preto peão · f6 black circle · h6 black circle · b5 black circle · d5 black circle · a4 black circle · e4 black circle · c3 branco cavalo · a2 black circle · e2 black circle · b1 black circle · d1 black circle | f8 preto bispo · g8 preto cavalo · h8 preto torre · e7 black circle · f7 preto peão · g7 preto peão · h7 preto peão · f6 black circle · h6 black circle · b5 black circle · d5 black circle · a4 black circle · e4 black circle · c3 branco cavalo · a2 black circle · e2 black circle · b1 black circle · d1 black circle | f8 preto bispo · g8 preto cavalo · h8 preto torre · e7 black circle · f7 preto peão · g7 preto peão · h7 preto peão · f6 black circle · h6 black circle · b5 black circle · d5 black circle · a4 black circle · e4 black circle · c3 branco cavalo · a2 black circle · e2 black circle · b1 black circle · d1 black circle | f8 preto bispo · g8 preto cavalo · h8 preto torre · e7 black circle · f7 preto peão · g7 preto peão · h7 preto peão · f6 black circle · h6 black circle · b5 black circle · d5 black circle · a4 black circle · e4 black circle · c3 branco cavalo · a2 black circle · e2 black circle · b1 black circle · d1 black circle | f8 preto bispo · g8 preto cavalo · h8 preto torre · e7 black circle · f7 preto peão · g7 preto peão · h7 preto peão · f6 black circle · h6 black circle · b5 black circle · d5 black circle · a4 black circle · e4 black circle · c3 branco cavalo · a2 black circle · e2 black circle · b1 black circle · d1 black circle | f8 preto bispo · g8 preto cavalo · h8 preto torre · e7 black circle · f7 preto peão · g7 preto peão · h7 preto peão · f6 black circle · h6 black circle · b5 black circle · d5 black circle · a4 black circle · e4 black circle · c3 branco cavalo · a2 black circle · e2 black circle · b1 black circle · d1 black circle | f8 preto bispo · g8 preto cavalo · h8 preto torre · e7 black circle · f7 preto peão · g7 preto peão · h7 preto peão · f6 black circle · h6 black circle · b5 black circle · d5 black circle · a4 black circle · e4 black circle · c3 branco cavalo · a2 black circle · e2 black circle · b1 black circle · d1 black circle | 1 |
|   | a | b | c | d | e | f | g | h |   |

|   | a | b | c | d | e | f | g | h |   |
| 8 | b7 preto torre · c7 black circle · d7 preto torre · c6 branco peão · e4 black circle · e3 black circle · e2 branco peão | b7 preto torre · c7 black circle · d7 preto torre · c6 branco peão · e4 black circle · e3 black circle · e2 branco peão | b7 preto torre · c7 black circle · d7 preto torre · c6 branco peão · e4 black circle · e3 black circle · e2 branco peão | b7 preto torre · c7 black circle · d7 preto torre · c6 branco peão · e4 black circle · e3 black circle · e2 branco peão | b7 preto torre · c7 black circle · d7 preto torre · c6 branco peão · e4 black circle · e3 black circle · e2 branco peão | b7 preto torre · c7 black circle · d7 preto torre · c6 branco peão · e4 black circle · e3 black circle · e2 branco peão | b7 preto torre · c7 black circle · d7 preto torre · c6 branco peão · e4 black circle · e3 black circle · e2 branco peão | b7 preto torre · c7 black circle · d7 preto torre · c6 branco peão · e4 black circle · e3 black circle · e2 branco peão | 8 |
| 7 | b7 preto torre · c7 black circle · d7 preto torre · c6 branco peão · e4 black circle · e3 black circle · e2 branco peão | b7 preto torre · c7 black circle · d7 preto torre · c6 branco peão · e4 black circle · e3 black circle · e2 branco peão | b7 preto torre · c7 black circle · d7 preto torre · c6 branco peão · e4 black circle · e3 black circle · e2 branco peão | b7 preto torre · c7 black circle · d7 preto torre · c6 branco peão · e4 black circle · e3 black circle · e2 branco peão | b7 preto torre · c7 black circle · d7 preto torre · c6 branco peão · e4 black circle · e3 black circle · e2 branco peão | b7 preto torre · c7 black circle · d7 preto torre · c6 branco peão · e4 black circle · e3 black circle · e2 branco peão | b7 preto torre · c7 black circle · d7 preto torre · c6 branco peão · e4 black circle · e3 black circle · e2 branco peão | b7 preto torre · c7 black circle · d7 preto torre · c6 branco peão · e4 black circle · e3 black circle · e2 branco peão | 7 |
| 6 | b7 preto torre · c7 black circle · d7 preto torre · c6 branco peão · e4 black circle · e3 black circle · e2 branco peão | b7 preto torre · c7 black circle · d7 preto torre · c6 branco peão · e4 black circle · e3 black circle · e2 branco peão | b7 preto torre · c7 black circle · d7 preto torre · c6 branco peão · e4 black circle · e3 black circle · e2 branco peão | b7 preto torre · c7 black circle · d7 preto torre · c6 branco peão · e4 black circle · e3 black circle · e2 branco peão | b7 preto torre · c7 black circle · d7 preto torre · c6 branco peão · e4 black circle · e3 black circle · e2 branco peão | b7 preto torre · c7 black circle · d7 preto torre · c6 branco peão · e4 black circle · e3 black circle · e2 branco peão | b7 preto torre · c7 black circle · d7 preto torre · c6 branco peão · e4 black circle · e3 black circle · e2 branco peão | b7 preto torre · c7 black circle · d7 preto torre · c6 branco peão · e4 black circle · e3 black circle · e2 branco peão | 6 |
| 5 | b7 preto torre · c7 black circle · d7 preto torre · c6 branco peão · e4 black circle · e3 black circle · e2 branco peão | b7 preto torre · c7 black circle · d7 preto torre · c6 branco peão · e4 black circle · e3 black circle · e2 branco peão | b7 preto torre · c7 black circle · d7 preto torre · c6 branco peão · e4 black circle · e3 black circle · e2 branco peão | b7 preto torre · c7 black circle · d7 preto torre · c6 branco peão · e4 black circle · e3 black circle · e2 branco peão | b7 preto torre · c7 black circle · d7 preto torre · c6 branco peão · e4 black circle · e3 black circle · e2 branco peão | b7 preto torre · c7 black circle · d7 preto torre · c6 branco peão · e4 black circle · e3 black circle · e2 branco peão | b7 preto torre · c7 black circle · d7 preto torre · c6 branco peão · e4 black circle · e3 black circle · e2 branco peão | b7 preto torre · c7 black circle · d7 preto torre · c6 branco peão · e4 black circle · e3 black circle · e2 branco peão | 5 |
| 4 | b7 preto torre · c7 black circle · d7 preto torre · c6 branco peão · e4 black circle · e3 black circle · e2 branco peão | b7 preto torre · c7 black circle · d7 preto torre · c6 branco peão · e4 black circle · e3 black circle · e2 branco peão | b7 preto torre · c7 black circle · d7 preto torre · c6 branco peão · e4 black circle · e3 black circle · e2 branco peão | b7 preto torre · c7 black circle · d7 preto torre · c6 branco peão · e4 black circle · e3 black circle · e2 branco peão | b7 preto torre · c7 black circle · d7 preto torre · c6 branco peão · e4 black circle · e3 black circle · e2 branco peão | b7 preto torre · c7 black circle · d7 preto torre · c6 branco peão · e4 black circle · e3 black circle · e2 branco peão | b7 preto torre · c7 black circle · d7 preto torre · c6 branco peão · e4 black circle · e3 black circle · e2 branco peão | b7 preto torre · c7 black circle · d7 preto torre · c6 branco peão · e4 black circle · e3 black circle · e2 branco peão | 4 |
| 3 | b7 preto torre · c7 black circle · d7 preto torre · c6 branco peão · e4 black circle · e3 black circle · e2 branco peão | b7 preto torre · c7 black circle · d7 preto torre · c6 branco peão · e4 black circle · e3 black circle · e2 branco peão | b7 preto torre · c7 black circle · d7 preto torre · c6 branco peão · e4 black circle · e3 black circle · e2 branco peão | b7 preto torre · c7 black circle · d7 preto torre · c6 branco peão · e4 black circle · e3 black circle · e2 branco peão | b7 preto torre · c7 black circle · d7 preto torre · c6 branco peão · e4 black circle · e3 black circle · e2 branco peão | b7 preto torre · c7 black circle · d7 preto torre · c6 branco peão · e4 black circle · e3 black circle · e2 branco peão | b7 preto torre · c7 black circle · d7 preto torre · c6 branco peão · e4 black circle · e3 black circle · e2 branco peão | b7 preto torre · c7 black circle · d7 preto torre · c6 branco peão · e4 black circle · e3 black circle · e2 branco peão | 3 |
| 2 | b7 preto torre · c7 black circle · d7 preto torre · c6 branco peão · e4 black circle · e3 black circle · e2 branco peão | b7 preto torre · c7 black circle · d7 preto torre · c6 branco peão · e4 black circle · e3 black circle · e2 branco peão | b7 preto torre · c7 black circle · d7 preto torre · c6 branco peão · e4 black circle · e3 black circle · e2 branco peão | b7 preto torre · c7 black circle · d7 preto torre · c6 branco peão · e4 black circle · e3 black circle · e2 branco peão | b7 preto torre · c7 black circle · d7 preto torre · c6 branco peão · e4 black circle · e3 black circle · e2 branco peão | b7 preto torre · c7 black circle · d7 preto torre · c6 branco peão · e4 black circle · e3 black circle · e2 branco peão | b7 preto torre · c7 black circle · d7 preto torre · c6 branco peão · e4 black circle · e3 black circle · e2 branco peão | b7 preto torre · c7 black circle · d7 preto torre · c6 branco peão · e4 black circle · e3 black circle · e2 branco peão | 2 |
| 1 | b7 preto torre · c7 black circle · d7 preto torre · c6 branco peão · e4 black circle · e3 black circle · e2 branco peão | b7 preto torre · c7 black circle · d7 preto torre · c6 branco peão · e4 black circle · e3 black circle · e2 branco peão | b7 preto torre · c7 black circle · d7 preto torre · c6 branco peão · e4 black circle · e3 black circle · e2 branco peão | b7 preto torre · c7 black circle · d7 preto torre · c6 branco peão · e4 black circle · e3 black circle · e2 branco peão | b7 preto torre · c7 black circle · d7 preto torre · c6 branco peão · e4 black circle · e3 black circle · e2 branco peão | b7 preto torre · c7 black circle · d7 preto torre · c6 branco peão · e4 black circle · e3 black circle · e2 branco peão | b7 preto torre · c7 black circle · d7 preto torre · c6 branco peão · e4 black circle · e3 black circle · e2 branco peão | b7 preto torre · c7 black circle · d7 preto torre · c6 branco peão · e4 black circle · e3 black circle · e2 branco peão | 1 |
|   | a | b | c | d | e | f | g | h |   |

#### Roque

Exemplos de roque (ver animação)

Uma vez por partida, cada rei pode fazer um movimento conhecido como roque. O roque consiste em mover o rei duas casas em direção a uma torre da mesma cor na mesma fileira, e então colocar a torre na casa que o rei atravessou.

O roque é permitido se nem o rei e nem a torre se moveram anteriormente durante a partida; Não há peças entre o rei e a torre; O rei não está em xeque e não atravessa ou termina em uma casa atacada por uma peça inimiga.; O roque ainda é permitido se a torre estiver sob ataque, ou se a torre atravessar uma casa atacada.

#### En passant

Exemplos de movimentos de peão:
(esquerda) promoção; (direita) en passant

Quando um peão avança duas casas a partir de sua posição inicial e há um peão adversário em uma casa ao lado da casa de destino, em uma coluna adjacente, o peão adversário pode capturá-lo en passant ("de passagem"), movendo-se para a casa que o peão passou. Isso só pode ser feito imediatamente após o avanço de duas casas do peão inimigo; caso contrário, o direito de fazê-lo é perdido. Por exemplo, no diagrama animado, o peão preto avança duas casas de g7 para g5, e o peão branco em f5 pode capturá-lo en passant em g6 (mas apenas imediatamente após o avanço do peão preto).

#### Promoção
Quando um peão avança para sua oitava fileira, como parte do movimento, ele é promovido e deve ser trocado pela escolha do jogador entre uma rainha, torre, bispo ou cavalo da mesma cor. Normalmente, o peão é promovido a rainha, mas em alguns casos, outra peça é escolhida; isso é chamado de subpromoção. No diagrama animado, o peão em c7 pode ser avançado para a oitava fileira e ser promovido. Não há restrição quanto à peça para a qual o peão pode ser promovido, então é possível ter mais peças do mesmo tipo do que no início do jogo (por exemplo, duas ou mais rainhas). Se a peça necessária não estiver disponível (por exemplo, uma segunda rainha), uma torre invertida é às vezes usada como substituta, mas isso não é reconhecido em jogos sancionados pela FIDE.

### Valor relativo das peças
O seguinte são os valores relativos mais comuns dados às peças do xadrez.
| Peça   | Símbolo | Valor   |
| ------ | ------- | ------- |
| Peão   |         | 1 peão  |
| Cavalo |         | 3 peões |
| Bispo  |         | 3 peões |
| Torre  |         | 5 peões |
| Dama   |         | 9 peões |

### Modalidades
- Presencial: forma tradicional, na qual os enxadristas presentes fisicamente, face a face;
- Virtual: os enxadristas disputam as partidas por meio de computadores conectados pela Internet ou uma rede local;
- Rápido e blitz: variações simples da forma tradicional, onde o tempo para jogar é reduzido;
- Simultânea: um enxadrista enfrenta ao mesmo tempo vários adversários;
- Às cegas: um jogador não tem visão do tabuleiro (ou utiliza uma venda nos olhos, ou fica de costas para o tabuleiro, ou fica em sala separada); necessita guardar as posições de memória;
- Postal: aqui os lances são enviados por correspondência (normalmente por cartão postal); o enxadrista recebe o lance do seu adversário, reproduz no tabuleiro, faz o seu lance e o envia pelos correios; o adversário faz a mesma coisa e envia a carta, até a partida ser concluída; essa modalidade está caindo em desuso, sendo substituída por e-mail; para o xadrez por correspondência existem federações nacionais e internacionais que organizam essa modalidade, reconhecidas pela FIDE.
- Problemas: um problema de xadrez é normalmente na forma de uma posição de tabuleiro a partir da qual o enxadrista deve buscar a vitória (xeque-mate) ou uma posição claramente vencedora; problemas de xadrez são comuns em colunas especializadas de jornais; o tipo de problema mais comum é o mate em 2, onde as brancas devem dar mate em dois lances, normalmente usando uma combinação com apelo estético.

## Notação enxadrística
O sistema de notação de partidas oficial adotado pela FIDE é o sistema de notação algébrica abreviada. Anteriormente também era utilizado o sistema de notação descritiva que caiu em desuso. No sistema descritivo os lances simétricos têm a mesma notação, o que frequentemente causava erros de notação durante os torneios enxadrísticos. A FIDE recomenda ainda que em livros e revistas sobre enxadrismo seja adotado o sistema de notação algébrica figurativa, no qual cada peça é representada por um ícone, o que possibilita o entendimento universal do transcorrer das partidas.

### Sistema Algébrico

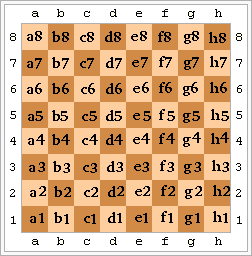
Sistema Algébrico é o método utilizado para identificar as casas no tabuleiro e registrar partidas

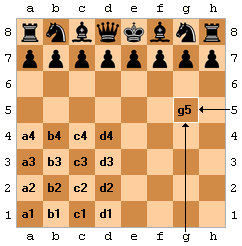
A casa g5 identificada no tabuleiro de xadrez por meio do sistema algébrico

Como é visto nos diagramas ao lado, divide-se o tabuleiro em oito linhas horizontais numeradas de 1 a 8, a começar do lado em que estiver o jogador que conduz as peças brancas, e em 8 colunas verticais identificadas pelas letras a a h (sempre minúsculas), a começar da esquerda e indo para a direita do jogador de Brancas. Cada uma das peças é indicada pela inicial maiúscula (para não confundir com as letras indicativas de colunas) de seu próprio nome, deste modo: c (cavalo), b (bispo), t (torre), d (dama) e r (rei). Os peões não precisam ser indicados. Indica-se a jogada da seguinte maneira: primeiramente escreve-se a letra que representa a peça jogada, depois a coordenada da casa na qual ela foi colocada, coluna e linha, nesta ordem.

### Sistema Descritivo
A notação descritiva dá a cada casa um nome e as peças recebem o nome de suas iniciais, incluindo o peão. É importante dizer que nessa notação o tabuleiro é dividido em duas partes ou "alas": uma do rei e outra da dama. As fileiras são numeradas a partir de cada jogador. Difere da notação algébrica porque nesta existia uma única ordem numérica (a partir das brancas). O nome da coluna e o número da fila indicam a casa para a qual a peça se moveu, sendo o lance das brancas designado numericamente do lado das brancas e o das pretas, da mesma forma, como já foi explicado anteriormente.
A grande diferença entre a notação algébrica e a descritiva é que algébrica, cada casa tem seu nome, e isso nunca muda, entretanto, na descritiva, para as brancas a casa tem um nome e para as negras ela tem outro. Outra diferença é que na notação descritiva só se escreve com letra maiúscula, ao contrário da notação algébrica.

### Símbolos especiais
Os principais sinais especiais utilizados para a notação das partidas são os seguintes, conforme tabela abaixo:
| Símbolo | Significado                                                |
| ------- | ---------------------------------------------------------- |
| # ou ++ | Xeque-mate                                                 |
| +       | Xeque                                                      |
| x       | Captura                                                    |
| 0-0     | Roque curto                                                |
| 0-0-0   | Roque grande                                               |
| =       | Promoção (quando o peão chega à oitava fileira horizontal) |

Há também uma outra classe de símbolos utilizados para comentar as partidas, conforme tabela abaixo:

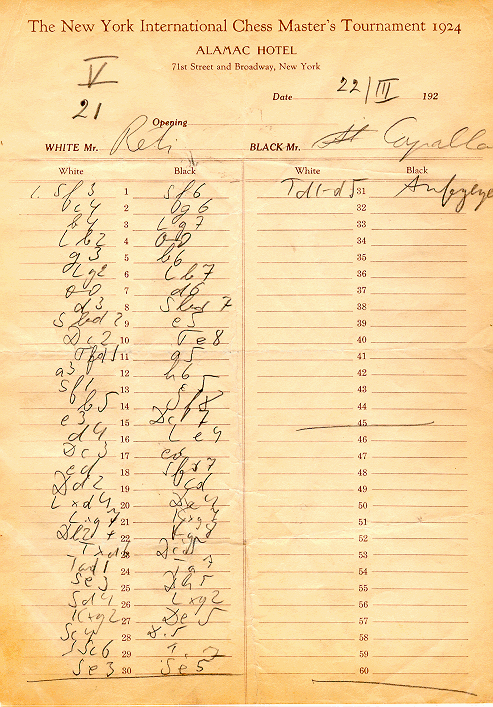
Planilha de Anotação, onde se encontra anotada uma partida entre Réti e Capablanca, por meio do sistema algébrico (Nova Iorque, 1924)

| Símbolo | Significado               |
| ------- | ------------------------- |
| !       | Bom lance.                |
| !!      | Lance brilhante.          |
| ?       | Mau lance.                |
| ??      | Lance péssimo.            |
| !?      | Lance interessante.       |
| ?!      | Lance duvidoso.           |
| ±       | Vantagem branca.          |
| +/=     | Ligeira vantagem branca.  |
| +–      | Vantagem decisiva branca. |
| ∓       | Vantagem negra.           |
| =/+     | Ligeira vantagem negra.   |
| –+      | Vantagem decisiva negra.  |
| ∞       | Posição incerta.          |

## Fases da partida
Em razão dos diferentes padrões de estratégia e tática, uma partida de xadrez é normalmente dividida em três fases distintas: a abertura, usualmente os vinte e cinco primeiros lances, quando os enxadristas desenvolvem os seus exércitos e definem o início dos combates; o meio-jogo, a fase de maior desenvolvimento das peças; o final, onde a maioria das peças, de ambos os lados, já foram capturadas e os reis iniciam uma participação ativa no jogo.

### Abertura
|   | a | b | c | d | e | f | g | h |   |
| 8 | a8 preto torre · b8 preto cavalo · c8 preto bispo · d8 preto rainha · e8 preto rei · f8 preto bispo · g8 preto cavalo · h8 preto torre · a7 preto peão · b7 preto peão · c7 preto peão · e7 preto peão · f7 preto peão · g7 preto peão · h7 preto peão · d5 preto peão · c4 branco peão · f3 branco cavalo · a2 branco peão · b2 branco peão · d2 branco peão · e2 branco peão · f2 branco peão · g2 branco peão · h2 branco peão · a1 branco torre · b1 branco cavalo · c1 branco bispo · d1 branco rainha · e1 branco rei · f1 branco bispo · h1 branco torre | a8 preto torre · b8 preto cavalo · c8 preto bispo · d8 preto rainha · e8 preto rei · f8 preto bispo · g8 preto cavalo · h8 preto torre · a7 preto peão · b7 preto peão · c7 preto peão · e7 preto peão · f7 preto peão · g7 preto peão · h7 preto peão · d5 preto peão · c4 branco peão · f3 branco cavalo · a2 branco peão · b2 branco peão · d2 branco peão · e2 branco peão · f2 branco peão · g2 branco peão · h2 branco peão · a1 branco torre · b1 branco cavalo · c1 branco bispo · d1 branco rainha · e1 branco rei · f1 branco bispo · h1 branco torre | a8 preto torre · b8 preto cavalo · c8 preto bispo · d8 preto rainha · e8 preto rei · f8 preto bispo · g8 preto cavalo · h8 preto torre · a7 preto peão · b7 preto peão · c7 preto peão · e7 preto peão · f7 preto peão · g7 preto peão · h7 preto peão · d5 preto peão · c4 branco peão · f3 branco cavalo · a2 branco peão · b2 branco peão · d2 branco peão · e2 branco peão · f2 branco peão · g2 branco peão · h2 branco peão · a1 branco torre · b1 branco cavalo · c1 branco bispo · d1 branco rainha · e1 branco rei · f1 branco bispo · h1 branco torre | a8 preto torre · b8 preto cavalo · c8 preto bispo · d8 preto rainha · e8 preto rei · f8 preto bispo · g8 preto cavalo · h8 preto torre · a7 preto peão · b7 preto peão · c7 preto peão · e7 preto peão · f7 preto peão · g7 preto peão · h7 preto peão · d5 preto peão · c4 branco peão · f3 branco cavalo · a2 branco peão · b2 branco peão · d2 branco peão · e2 branco peão · f2 branco peão · g2 branco peão · h2 branco peão · a1 branco torre · b1 branco cavalo · c1 branco bispo · d1 branco rainha · e1 branco rei · f1 branco bispo · h1 branco torre | a8 preto torre · b8 preto cavalo · c8 preto bispo · d8 preto rainha · e8 preto rei · f8 preto bispo · g8 preto cavalo · h8 preto torre · a7 preto peão · b7 preto peão · c7 preto peão · e7 preto peão · f7 preto peão · g7 preto peão · h7 preto peão · d5 preto peão · c4 branco peão · f3 branco cavalo · a2 branco peão · b2 branco peão · d2 branco peão · e2 branco peão · f2 branco peão · g2 branco peão · h2 branco peão · a1 branco torre · b1 branco cavalo · c1 branco bispo · d1 branco rainha · e1 branco rei · f1 branco bispo · h1 branco torre | a8 preto torre · b8 preto cavalo · c8 preto bispo · d8 preto rainha · e8 preto rei · f8 preto bispo · g8 preto cavalo · h8 preto torre · a7 preto peão · b7 preto peão · c7 preto peão · e7 preto peão · f7 preto peão · g7 preto peão · h7 preto peão · d5 preto peão · c4 branco peão · f3 branco cavalo · a2 branco peão · b2 branco peão · d2 branco peão · e2 branco peão · f2 branco peão · g2 branco peão · h2 branco peão · a1 branco torre · b1 branco cavalo · c1 branco bispo · d1 branco rainha · e1 branco rei · f1 branco bispo · h1 branco torre | a8 preto torre · b8 preto cavalo · c8 preto bispo · d8 preto rainha · e8 preto rei · f8 preto bispo · g8 preto cavalo · h8 preto torre · a7 preto peão · b7 preto peão · c7 preto peão · e7 preto peão · f7 preto peão · g7 preto peão · h7 preto peão · d5 preto peão · c4 branco peão · f3 branco cavalo · a2 branco peão · b2 branco peão · d2 branco peão · e2 branco peão · f2 branco peão · g2 branco peão · h2 branco peão · a1 branco torre · b1 branco cavalo · c1 branco bispo · d1 branco rainha · e1 branco rei · f1 branco bispo · h1 branco torre | a8 preto torre · b8 preto cavalo · c8 preto bispo · d8 preto rainha · e8 preto rei · f8 preto bispo · g8 preto cavalo · h8 preto torre · a7 preto peão · b7 preto peão · c7 preto peão · e7 preto peão · f7 preto peão · g7 preto peão · h7 preto peão · d5 preto peão · c4 branco peão · f3 branco cavalo · a2 branco peão · b2 branco peão · d2 branco peão · e2 branco peão · f2 branco peão · g2 branco peão · h2 branco peão · a1 branco torre · b1 branco cavalo · c1 branco bispo · d1 branco rainha · e1 branco rei · f1 branco bispo · h1 branco torre | 8 |
| 7 | a8 preto torre · b8 preto cavalo · c8 preto bispo · d8 preto rainha · e8 preto rei · f8 preto bispo · g8 preto cavalo · h8 preto torre · a7 preto peão · b7 preto peão · c7 preto peão · e7 preto peão · f7 preto peão · g7 preto peão · h7 preto peão · d5 preto peão · c4 branco peão · f3 branco cavalo · a2 branco peão · b2 branco peão · d2 branco peão · e2 branco peão · f2 branco peão · g2 branco peão · h2 branco peão · a1 branco torre · b1 branco cavalo · c1 branco bispo · d1 branco rainha · e1 branco rei · f1 branco bispo · h1 branco torre | a8 preto torre · b8 preto cavalo · c8 preto bispo · d8 preto rainha · e8 preto rei · f8 preto bispo · g8 preto cavalo · h8 preto torre · a7 preto peão · b7 preto peão · c7 preto peão · e7 preto peão · f7 preto peão · g7 preto peão · h7 preto peão · d5 preto peão · c4 branco peão · f3 branco cavalo · a2 branco peão · b2 branco peão · d2 branco peão · e2 branco peão · f2 branco peão · g2 branco peão · h2 branco peão · a1 branco torre · b1 branco cavalo · c1 branco bispo · d1 branco rainha · e1 branco rei · f1 branco bispo · h1 branco torre | a8 preto torre · b8 preto cavalo · c8 preto bispo · d8 preto rainha · e8 preto rei · f8 preto bispo · g8 preto cavalo · h8 preto torre · a7 preto peão · b7 preto peão · c7 preto peão · e7 preto peão · f7 preto peão · g7 preto peão · h7 preto peão · d5 preto peão · c4 branco peão · f3 branco cavalo · a2 branco peão · b2 branco peão · d2 branco peão · e2 branco peão · f2 branco peão · g2 branco peão · h2 branco peão · a1 branco torre · b1 branco cavalo · c1 branco bispo · d1 branco rainha · e1 branco rei · f1 branco bispo · h1 branco torre | a8 preto torre · b8 preto cavalo · c8 preto bispo · d8 preto rainha · e8 preto rei · f8 preto bispo · g8 preto cavalo · h8 preto torre · a7 preto peão · b7 preto peão · c7 preto peão · e7 preto peão · f7 preto peão · g7 preto peão · h7 preto peão · d5 preto peão · c4 branco peão · f3 branco cavalo · a2 branco peão · b2 branco peão · d2 branco peão · e2 branco peão · f2 branco peão · g2 branco peão · h2 branco peão · a1 branco torre · b1 branco cavalo · c1 branco bispo · d1 branco rainha · e1 branco rei · f1 branco bispo · h1 branco torre | a8 preto torre · b8 preto cavalo · c8 preto bispo · d8 preto rainha · e8 preto rei · f8 preto bispo · g8 preto cavalo · h8 preto torre · a7 preto peão · b7 preto peão · c7 preto peão · e7 preto peão · f7 preto peão · g7 preto peão · h7 preto peão · d5 preto peão · c4 branco peão · f3 branco cavalo · a2 branco peão · b2 branco peão · d2 branco peão · e2 branco peão · f2 branco peão · g2 branco peão · h2 branco peão · a1 branco torre · b1 branco cavalo · c1 branco bispo · d1 branco rainha · e1 branco rei · f1 branco bispo · h1 branco torre | a8 preto torre · b8 preto cavalo · c8 preto bispo · d8 preto rainha · e8 preto rei · f8 preto bispo · g8 preto cavalo · h8 preto torre · a7 preto peão · b7 preto peão · c7 preto peão · e7 preto peão · f7 preto peão · g7 preto peão · h7 preto peão · d5 preto peão · c4 branco peão · f3 branco cavalo · a2 branco peão · b2 branco peão · d2 branco peão · e2 branco peão · f2 branco peão · g2 branco peão · h2 branco peão · a1 branco torre · b1 branco cavalo · c1 branco bispo · d1 branco rainha · e1 branco rei · f1 branco bispo · h1 branco torre | a8 preto torre · b8 preto cavalo · c8 preto bispo · d8 preto rainha · e8 preto rei · f8 preto bispo · g8 preto cavalo · h8 preto torre · a7 preto peão · b7 preto peão · c7 preto peão · e7 preto peão · f7 preto peão · g7 preto peão · h7 preto peão · d5 preto peão · c4 branco peão · f3 branco cavalo · a2 branco peão · b2 branco peão · d2 branco peão · e2 branco peão · f2 branco peão · g2 branco peão · h2 branco peão · a1 branco torre · b1 branco cavalo · c1 branco bispo · d1 branco rainha · e1 branco rei · f1 branco bispo · h1 branco torre | a8 preto torre · b8 preto cavalo · c8 preto bispo · d8 preto rainha · e8 preto rei · f8 preto bispo · g8 preto cavalo · h8 preto torre · a7 preto peão · b7 preto peão · c7 preto peão · e7 preto peão · f7 preto peão · g7 preto peão · h7 preto peão · d5 preto peão · c4 branco peão · f3 branco cavalo · a2 branco peão · b2 branco peão · d2 branco peão · e2 branco peão · f2 branco peão · g2 branco peão · h2 branco peão · a1 branco torre · b1 branco cavalo · c1 branco bispo · d1 branco rainha · e1 branco rei · f1 branco bispo · h1 branco torre | 7 |
| 6 | a8 preto torre · b8 preto cavalo · c8 preto bispo · d8 preto rainha · e8 preto rei · f8 preto bispo · g8 preto cavalo · h8 preto torre · a7 preto peão · b7 preto peão · c7 preto peão · e7 preto peão · f7 preto peão · g7 preto peão · h7 preto peão · d5 preto peão · c4 branco peão · f3 branco cavalo · a2 branco peão · b2 branco peão · d2 branco peão · e2 branco peão · f2 branco peão · g2 branco peão · h2 branco peão · a1 branco torre · b1 branco cavalo · c1 branco bispo · d1 branco rainha · e1 branco rei · f1 branco bispo · h1 branco torre | a8 preto torre · b8 preto cavalo · c8 preto bispo · d8 preto rainha · e8 preto rei · f8 preto bispo · g8 preto cavalo · h8 preto torre · a7 preto peão · b7 preto peão · c7 preto peão · e7 preto peão · f7 preto peão · g7 preto peão · h7 preto peão · d5 preto peão · c4 branco peão · f3 branco cavalo · a2 branco peão · b2 branco peão · d2 branco peão · e2 branco peão · f2 branco peão · g2 branco peão · h2 branco peão · a1 branco torre · b1 branco cavalo · c1 branco bispo · d1 branco rainha · e1 branco rei · f1 branco bispo · h1 branco torre | a8 preto torre · b8 preto cavalo · c8 preto bispo · d8 preto rainha · e8 preto rei · f8 preto bispo · g8 preto cavalo · h8 preto torre · a7 preto peão · b7 preto peão · c7 preto peão · e7 preto peão · f7 preto peão · g7 preto peão · h7 preto peão · d5 preto peão · c4 branco peão · f3 branco cavalo · a2 branco peão · b2 branco peão · d2 branco peão · e2 branco peão · f2 branco peão · g2 branco peão · h2 branco peão · a1 branco torre · b1 branco cavalo · c1 branco bispo · d1 branco rainha · e1 branco rei · f1 branco bispo · h1 branco torre | a8 preto torre · b8 preto cavalo · c8 preto bispo · d8 preto rainha · e8 preto rei · f8 preto bispo · g8 preto cavalo · h8 preto torre · a7 preto peão · b7 preto peão · c7 preto peão · e7 preto peão · f7 preto peão · g7 preto peão · h7 preto peão · d5 preto peão · c4 branco peão · f3 branco cavalo · a2 branco peão · b2 branco peão · d2 branco peão · e2 branco peão · f2 branco peão · g2 branco peão · h2 branco peão · a1 branco torre · b1 branco cavalo · c1 branco bispo · d1 branco rainha · e1 branco rei · f1 branco bispo · h1 branco torre | a8 preto torre · b8 preto cavalo · c8 preto bispo · d8 preto rainha · e8 preto rei · f8 preto bispo · g8 preto cavalo · h8 preto torre · a7 preto peão · b7 preto peão · c7 preto peão · e7 preto peão · f7 preto peão · g7 preto peão · h7 preto peão · d5 preto peão · c4 branco peão · f3 branco cavalo · a2 branco peão · b2 branco peão · d2 branco peão · e2 branco peão · f2 branco peão · g2 branco peão · h2 branco peão · a1 branco torre · b1 branco cavalo · c1 branco bispo · d1 branco rainha · e1 branco rei · f1 branco bispo · h1 branco torre | a8 preto torre · b8 preto cavalo · c8 preto bispo · d8 preto rainha · e8 preto rei · f8 preto bispo · g8 preto cavalo · h8 preto torre · a7 preto peão · b7 preto peão · c7 preto peão · e7 preto peão · f7 preto peão · g7 preto peão · h7 preto peão · d5 preto peão · c4 branco peão · f3 branco cavalo · a2 branco peão · b2 branco peão · d2 branco peão · e2 branco peão · f2 branco peão · g2 branco peão · h2 branco peão · a1 branco torre · b1 branco cavalo · c1 branco bispo · d1 branco rainha · e1 branco rei · f1 branco bispo · h1 branco torre | a8 preto torre · b8 preto cavalo · c8 preto bispo · d8 preto rainha · e8 preto rei · f8 preto bispo · g8 preto cavalo · h8 preto torre · a7 preto peão · b7 preto peão · c7 preto peão · e7 preto peão · f7 preto peão · g7 preto peão · h7 preto peão · d5 preto peão · c4 branco peão · f3 branco cavalo · a2 branco peão · b2 branco peão · d2 branco peão · e2 branco peão · f2 branco peão · g2 branco peão · h2 branco peão · a1 branco torre · b1 branco cavalo · c1 branco bispo · d1 branco rainha · e1 branco rei · f1 branco bispo · h1 branco torre | a8 preto torre · b8 preto cavalo · c8 preto bispo · d8 preto rainha · e8 preto rei · f8 preto bispo · g8 preto cavalo · h8 preto torre · a7 preto peão · b7 preto peão · c7 preto peão · e7 preto peão · f7 preto peão · g7 preto peão · h7 preto peão · d5 preto peão · c4 branco peão · f3 branco cavalo · a2 branco peão · b2 branco peão · d2 branco peão · e2 branco peão · f2 branco peão · g2 branco peão · h2 branco peão · a1 branco torre · b1 branco cavalo · c1 branco bispo · d1 branco rainha · e1 branco rei · f1 branco bispo · h1 branco torre | 6 |
| 5 | a8 preto torre · b8 preto cavalo · c8 preto bispo · d8 preto rainha · e8 preto rei · f8 preto bispo · g8 preto cavalo · h8 preto torre · a7 preto peão · b7 preto peão · c7 preto peão · e7 preto peão · f7 preto peão · g7 preto peão · h7 preto peão · d5 preto peão · c4 branco peão · f3 branco cavalo · a2 branco peão · b2 branco peão · d2 branco peão · e2 branco peão · f2 branco peão · g2 branco peão · h2 branco peão · a1 branco torre · b1 branco cavalo · c1 branco bispo · d1 branco rainha · e1 branco rei · f1 branco bispo · h1 branco torre | a8 preto torre · b8 preto cavalo · c8 preto bispo · d8 preto rainha · e8 preto rei · f8 preto bispo · g8 preto cavalo · h8 preto torre · a7 preto peão · b7 preto peão · c7 preto peão · e7 preto peão · f7 preto peão · g7 preto peão · h7 preto peão · d5 preto peão · c4 branco peão · f3 branco cavalo · a2 branco peão · b2 branco peão · d2 branco peão · e2 branco peão · f2 branco peão · g2 branco peão · h2 branco peão · a1 branco torre · b1 branco cavalo · c1 branco bispo · d1 branco rainha · e1 branco rei · f1 branco bispo · h1 branco torre | a8 preto torre · b8 preto cavalo · c8 preto bispo · d8 preto rainha · e8 preto rei · f8 preto bispo · g8 preto cavalo · h8 preto torre · a7 preto peão · b7 preto peão · c7 preto peão · e7 preto peão · f7 preto peão · g7 preto peão · h7 preto peão · d5 preto peão · c4 branco peão · f3 branco cavalo · a2 branco peão · b2 branco peão · d2 branco peão · e2 branco peão · f2 branco peão · g2 branco peão · h2 branco peão · a1 branco torre · b1 branco cavalo · c1 branco bispo · d1 branco rainha · e1 branco rei · f1 branco bispo · h1 branco torre | a8 preto torre · b8 preto cavalo · c8 preto bispo · d8 preto rainha · e8 preto rei · f8 preto bispo · g8 preto cavalo · h8 preto torre · a7 preto peão · b7 preto peão · c7 preto peão · e7 preto peão · f7 preto peão · g7 preto peão · h7 preto peão · d5 preto peão · c4 branco peão · f3 branco cavalo · a2 branco peão · b2 branco peão · d2 branco peão · e2 branco peão · f2 branco peão · g2 branco peão · h2 branco peão · a1 branco torre · b1 branco cavalo · c1 branco bispo · d1 branco rainha · e1 branco rei · f1 branco bispo · h1 branco torre | a8 preto torre · b8 preto cavalo · c8 preto bispo · d8 preto rainha · e8 preto rei · f8 preto bispo · g8 preto cavalo · h8 preto torre · a7 preto peão · b7 preto peão · c7 preto peão · e7 preto peão · f7 preto peão · g7 preto peão · h7 preto peão · d5 preto peão · c4 branco peão · f3 branco cavalo · a2 branco peão · b2 branco peão · d2 branco peão · e2 branco peão · f2 branco peão · g2 branco peão · h2 branco peão · a1 branco torre · b1 branco cavalo · c1 branco bispo · d1 branco rainha · e1 branco rei · f1 branco bispo · h1 branco torre | a8 preto torre · b8 preto cavalo · c8 preto bispo · d8 preto rainha · e8 preto rei · f8 preto bispo · g8 preto cavalo · h8 preto torre · a7 preto peão · b7 preto peão · c7 preto peão · e7 preto peão · f7 preto peão · g7 preto peão · h7 preto peão · d5 preto peão · c4 branco peão · f3 branco cavalo · a2 branco peão · b2 branco peão · d2 branco peão · e2 branco peão · f2 branco peão · g2 branco peão · h2 branco peão · a1 branco torre · b1 branco cavalo · c1 branco bispo · d1 branco rainha · e1 branco rei · f1 branco bispo · h1 branco torre | a8 preto torre · b8 preto cavalo · c8 preto bispo · d8 preto rainha · e8 preto rei · f8 preto bispo · g8 preto cavalo · h8 preto torre · a7 preto peão · b7 preto peão · c7 preto peão · e7 preto peão · f7 preto peão · g7 preto peão · h7 preto peão · d5 preto peão · c4 branco peão · f3 branco cavalo · a2 branco peão · b2 branco peão · d2 branco peão · e2 branco peão · f2 branco peão · g2 branco peão · h2 branco peão · a1 branco torre · b1 branco cavalo · c1 branco bispo · d1 branco rainha · e1 branco rei · f1 branco bispo · h1 branco torre | a8 preto torre · b8 preto cavalo · c8 preto bispo · d8 preto rainha · e8 preto rei · f8 preto bispo · g8 preto cavalo · h8 preto torre · a7 preto peão · b7 preto peão · c7 preto peão · e7 preto peão · f7 preto peão · g7 preto peão · h7 preto peão · d5 preto peão · c4 branco peão · f3 branco cavalo · a2 branco peão · b2 branco peão · d2 branco peão · e2 branco peão · f2 branco peão · g2 branco peão · h2 branco peão · a1 branco torre · b1 branco cavalo · c1 branco bispo · d1 branco rainha · e1 branco rei · f1 branco bispo · h1 branco torre | 5 |
| 4 | a8 preto torre · b8 preto cavalo · c8 preto bispo · d8 preto rainha · e8 preto rei · f8 preto bispo · g8 preto cavalo · h8 preto torre · a7 preto peão · b7 preto peão · c7 preto peão · e7 preto peão · f7 preto peão · g7 preto peão · h7 preto peão · d5 preto peão · c4 branco peão · f3 branco cavalo · a2 branco peão · b2 branco peão · d2 branco peão · e2 branco peão · f2 branco peão · g2 branco peão · h2 branco peão · a1 branco torre · b1 branco cavalo · c1 branco bispo · d1 branco rainha · e1 branco rei · f1 branco bispo · h1 branco torre | a8 preto torre · b8 preto cavalo · c8 preto bispo · d8 preto rainha · e8 preto rei · f8 preto bispo · g8 preto cavalo · h8 preto torre · a7 preto peão · b7 preto peão · c7 preto peão · e7 preto peão · f7 preto peão · g7 preto peão · h7 preto peão · d5 preto peão · c4 branco peão · f3 branco cavalo · a2 branco peão · b2 branco peão · d2 branco peão · e2 branco peão · f2 branco peão · g2 branco peão · h2 branco peão · a1 branco torre · b1 branco cavalo · c1 branco bispo · d1 branco rainha · e1 branco rei · f1 branco bispo · h1 branco torre | a8 preto torre · b8 preto cavalo · c8 preto bispo · d8 preto rainha · e8 preto rei · f8 preto bispo · g8 preto cavalo · h8 preto torre · a7 preto peão · b7 preto peão · c7 preto peão · e7 preto peão · f7 preto peão · g7 preto peão · h7 preto peão · d5 preto peão · c4 branco peão · f3 branco cavalo · a2 branco peão · b2 branco peão · d2 branco peão · e2 branco peão · f2 branco peão · g2 branco peão · h2 branco peão · a1 branco torre · b1 branco cavalo · c1 branco bispo · d1 branco rainha · e1 branco rei · f1 branco bispo · h1 branco torre | a8 preto torre · b8 preto cavalo · c8 preto bispo · d8 preto rainha · e8 preto rei · f8 preto bispo · g8 preto cavalo · h8 preto torre · a7 preto peão · b7 preto peão · c7 preto peão · e7 preto peão · f7 preto peão · g7 preto peão · h7 preto peão · d5 preto peão · c4 branco peão · f3 branco cavalo · a2 branco peão · b2 branco peão · d2 branco peão · e2 branco peão · f2 branco peão · g2 branco peão · h2 branco peão · a1 branco torre · b1 branco cavalo · c1 branco bispo · d1 branco rainha · e1 branco rei · f1 branco bispo · h1 branco torre | a8 preto torre · b8 preto cavalo · c8 preto bispo · d8 preto rainha · e8 preto rei · f8 preto bispo · g8 preto cavalo · h8 preto torre · a7 preto peão · b7 preto peão · c7 preto peão · e7 preto peão · f7 preto peão · g7 preto peão · h7 preto peão · d5 preto peão · c4 branco peão · f3 branco cavalo · a2 branco peão · b2 branco peão · d2 branco peão · e2 branco peão · f2 branco peão · g2 branco peão · h2 branco peão · a1 branco torre · b1 branco cavalo · c1 branco bispo · d1 branco rainha · e1 branco rei · f1 branco bispo · h1 branco torre | a8 preto torre · b8 preto cavalo · c8 preto bispo · d8 preto rainha · e8 preto rei · f8 preto bispo · g8 preto cavalo · h8 preto torre · a7 preto peão · b7 preto peão · c7 preto peão · e7 preto peão · f7 preto peão · g7 preto peão · h7 preto peão · d5 preto peão · c4 branco peão · f3 branco cavalo · a2 branco peão · b2 branco peão · d2 branco peão · e2 branco peão · f2 branco peão · g2 branco peão · h2 branco peão · a1 branco torre · b1 branco cavalo · c1 branco bispo · d1 branco rainha · e1 branco rei · f1 branco bispo · h1 branco torre | a8 preto torre · b8 preto cavalo · c8 preto bispo · d8 preto rainha · e8 preto rei · f8 preto bispo · g8 preto cavalo · h8 preto torre · a7 preto peão · b7 preto peão · c7 preto peão · e7 preto peão · f7 preto peão · g7 preto peão · h7 preto peão · d5 preto peão · c4 branco peão · f3 branco cavalo · a2 branco peão · b2 branco peão · d2 branco peão · e2 branco peão · f2 branco peão · g2 branco peão · h2 branco peão · a1 branco torre · b1 branco cavalo · c1 branco bispo · d1 branco rainha · e1 branco rei · f1 branco bispo · h1 branco torre | a8 preto torre · b8 preto cavalo · c8 preto bispo · d8 preto rainha · e8 preto rei · f8 preto bispo · g8 preto cavalo · h8 preto torre · a7 preto peão · b7 preto peão · c7 preto peão · e7 preto peão · f7 preto peão · g7 preto peão · h7 preto peão · d5 preto peão · c4 branco peão · f3 branco cavalo · a2 branco peão · b2 branco peão · d2 branco peão · e2 branco peão · f2 branco peão · g2 branco peão · h2 branco peão · a1 branco torre · b1 branco cavalo · c1 branco bispo · d1 branco rainha · e1 branco rei · f1 branco bispo · h1 branco torre | 4 |
| 3 | a8 preto torre · b8 preto cavalo · c8 preto bispo · d8 preto rainha · e8 preto rei · f8 preto bispo · g8 preto cavalo · h8 preto torre · a7 preto peão · b7 preto peão · c7 preto peão · e7 preto peão · f7 preto peão · g7 preto peão · h7 preto peão · d5 preto peão · c4 branco peão · f3 branco cavalo · a2 branco peão · b2 branco peão · d2 branco peão · e2 branco peão · f2 branco peão · g2 branco peão · h2 branco peão · a1 branco torre · b1 branco cavalo · c1 branco bispo · d1 branco rainha · e1 branco rei · f1 branco bispo · h1 branco torre | a8 preto torre · b8 preto cavalo · c8 preto bispo · d8 preto rainha · e8 preto rei · f8 preto bispo · g8 preto cavalo · h8 preto torre · a7 preto peão · b7 preto peão · c7 preto peão · e7 preto peão · f7 preto peão · g7 preto peão · h7 preto peão · d5 preto peão · c4 branco peão · f3 branco cavalo · a2 branco peão · b2 branco peão · d2 branco peão · e2 branco peão · f2 branco peão · g2 branco peão · h2 branco peão · a1 branco torre · b1 branco cavalo · c1 branco bispo · d1 branco rainha · e1 branco rei · f1 branco bispo · h1 branco torre | a8 preto torre · b8 preto cavalo · c8 preto bispo · d8 preto rainha · e8 preto rei · f8 preto bispo · g8 preto cavalo · h8 preto torre · a7 preto peão · b7 preto peão · c7 preto peão · e7 preto peão · f7 preto peão · g7 preto peão · h7 preto peão · d5 preto peão · c4 branco peão · f3 branco cavalo · a2 branco peão · b2 branco peão · d2 branco peão · e2 branco peão · f2 branco peão · g2 branco peão · h2 branco peão · a1 branco torre · b1 branco cavalo · c1 branco bispo · d1 branco rainha · e1 branco rei · f1 branco bispo · h1 branco torre | a8 preto torre · b8 preto cavalo · c8 preto bispo · d8 preto rainha · e8 preto rei · f8 preto bispo · g8 preto cavalo · h8 preto torre · a7 preto peão · b7 preto peão · c7 preto peão · e7 preto peão · f7 preto peão · g7 preto peão · h7 preto peão · d5 preto peão · c4 branco peão · f3 branco cavalo · a2 branco peão · b2 branco peão · d2 branco peão · e2 branco peão · f2 branco peão · g2 branco peão · h2 branco peão · a1 branco torre · b1 branco cavalo · c1 branco bispo · d1 branco rainha · e1 branco rei · f1 branco bispo · h1 branco torre | a8 preto torre · b8 preto cavalo · c8 preto bispo · d8 preto rainha · e8 preto rei · f8 preto bispo · g8 preto cavalo · h8 preto torre · a7 preto peão · b7 preto peão · c7 preto peão · e7 preto peão · f7 preto peão · g7 preto peão · h7 preto peão · d5 preto peão · c4 branco peão · f3 branco cavalo · a2 branco peão · b2 branco peão · d2 branco peão · e2 branco peão · f2 branco peão · g2 branco peão · h2 branco peão · a1 branco torre · b1 branco cavalo · c1 branco bispo · d1 branco rainha · e1 branco rei · f1 branco bispo · h1 branco torre | a8 preto torre · b8 preto cavalo · c8 preto bispo · d8 preto rainha · e8 preto rei · f8 preto bispo · g8 preto cavalo · h8 preto torre · a7 preto peão · b7 preto peão · c7 preto peão · e7 preto peão · f7 preto peão · g7 preto peão · h7 preto peão · d5 preto peão · c4 branco peão · f3 branco cavalo · a2 branco peão · b2 branco peão · d2 branco peão · e2 branco peão · f2 branco peão · g2 branco peão · h2 branco peão · a1 branco torre · b1 branco cavalo · c1 branco bispo · d1 branco rainha · e1 branco rei · f1 branco bispo · h1 branco torre | a8 preto torre · b8 preto cavalo · c8 preto bispo · d8 preto rainha · e8 preto rei · f8 preto bispo · g8 preto cavalo · h8 preto torre · a7 preto peão · b7 preto peão · c7 preto peão · e7 preto peão · f7 preto peão · g7 preto peão · h7 preto peão · d5 preto peão · c4 branco peão · f3 branco cavalo · a2 branco peão · b2 branco peão · d2 branco peão · e2 branco peão · f2 branco peão · g2 branco peão · h2 branco peão · a1 branco torre · b1 branco cavalo · c1 branco bispo · d1 branco rainha · e1 branco rei · f1 branco bispo · h1 branco torre | a8 preto torre · b8 preto cavalo · c8 preto bispo · d8 preto rainha · e8 preto rei · f8 preto bispo · g8 preto cavalo · h8 preto torre · a7 preto peão · b7 preto peão · c7 preto peão · e7 preto peão · f7 preto peão · g7 preto peão · h7 preto peão · d5 preto peão · c4 branco peão · f3 branco cavalo · a2 branco peão · b2 branco peão · d2 branco peão · e2 branco peão · f2 branco peão · g2 branco peão · h2 branco peão · a1 branco torre · b1 branco cavalo · c1 branco bispo · d1 branco rainha · e1 branco rei · f1 branco bispo · h1 branco torre | 3 |
| 2 | a8 preto torre · b8 preto cavalo · c8 preto bispo · d8 preto rainha · e8 preto rei · f8 preto bispo · g8 preto cavalo · h8 preto torre · a7 preto peão · b7 preto peão · c7 preto peão · e7 preto peão · f7 preto peão · g7 preto peão · h7 preto peão · d5 preto peão · c4 branco peão · f3 branco cavalo · a2 branco peão · b2 branco peão · d2 branco peão · e2 branco peão · f2 branco peão · g2 branco peão · h2 branco peão · a1 branco torre · b1 branco cavalo · c1 branco bispo · d1 branco rainha · e1 branco rei · f1 branco bispo · h1 branco torre | a8 preto torre · b8 preto cavalo · c8 preto bispo · d8 preto rainha · e8 preto rei · f8 preto bispo · g8 preto cavalo · h8 preto torre · a7 preto peão · b7 preto peão · c7 preto peão · e7 preto peão · f7 preto peão · g7 preto peão · h7 preto peão · d5 preto peão · c4 branco peão · f3 branco cavalo · a2 branco peão · b2 branco peão · d2 branco peão · e2 branco peão · f2 branco peão · g2 branco peão · h2 branco peão · a1 branco torre · b1 branco cavalo · c1 branco bispo · d1 branco rainha · e1 branco rei · f1 branco bispo · h1 branco torre | a8 preto torre · b8 preto cavalo · c8 preto bispo · d8 preto rainha · e8 preto rei · f8 preto bispo · g8 preto cavalo · h8 preto torre · a7 preto peão · b7 preto peão · c7 preto peão · e7 preto peão · f7 preto peão · g7 preto peão · h7 preto peão · d5 preto peão · c4 branco peão · f3 branco cavalo · a2 branco peão · b2 branco peão · d2 branco peão · e2 branco peão · f2 branco peão · g2 branco peão · h2 branco peão · a1 branco torre · b1 branco cavalo · c1 branco bispo · d1 branco rainha · e1 branco rei · f1 branco bispo · h1 branco torre | a8 preto torre · b8 preto cavalo · c8 preto bispo · d8 preto rainha · e8 preto rei · f8 preto bispo · g8 preto cavalo · h8 preto torre · a7 preto peão · b7 preto peão · c7 preto peão · e7 preto peão · f7 preto peão · g7 preto peão · h7 preto peão · d5 preto peão · c4 branco peão · f3 branco cavalo · a2 branco peão · b2 branco peão · d2 branco peão · e2 branco peão · f2 branco peão · g2 branco peão · h2 branco peão · a1 branco torre · b1 branco cavalo · c1 branco bispo · d1 branco rainha · e1 branco rei · f1 branco bispo · h1 branco torre | a8 preto torre · b8 preto cavalo · c8 preto bispo · d8 preto rainha · e8 preto rei · f8 preto bispo · g8 preto cavalo · h8 preto torre · a7 preto peão · b7 preto peão · c7 preto peão · e7 preto peão · f7 preto peão · g7 preto peão · h7 preto peão · d5 preto peão · c4 branco peão · f3 branco cavalo · a2 branco peão · b2 branco peão · d2 branco peão · e2 branco peão · f2 branco peão · g2 branco peão · h2 branco peão · a1 branco torre · b1 branco cavalo · c1 branco bispo · d1 branco rainha · e1 branco rei · f1 branco bispo · h1 branco torre | a8 preto torre · b8 preto cavalo · c8 preto bispo · d8 preto rainha · e8 preto rei · f8 preto bispo · g8 preto cavalo · h8 preto torre · a7 preto peão · b7 preto peão · c7 preto peão · e7 preto peão · f7 preto peão · g7 preto peão · h7 preto peão · d5 preto peão · c4 branco peão · f3 branco cavalo · a2 branco peão · b2 branco peão · d2 branco peão · e2 branco peão · f2 branco peão · g2 branco peão · h2 branco peão · a1 branco torre · b1 branco cavalo · c1 branco bispo · d1 branco rainha · e1 branco rei · f1 branco bispo · h1 branco torre | a8 preto torre · b8 preto cavalo · c8 preto bispo · d8 preto rainha · e8 preto rei · f8 preto bispo · g8 preto cavalo · h8 preto torre · a7 preto peão · b7 preto peão · c7 preto peão · e7 preto peão · f7 preto peão · g7 preto peão · h7 preto peão · d5 preto peão · c4 branco peão · f3 branco cavalo · a2 branco peão · b2 branco peão · d2 branco peão · e2 branco peão · f2 branco peão · g2 branco peão · h2 branco peão · a1 branco torre · b1 branco cavalo · c1 branco bispo · d1 branco rainha · e1 branco rei · f1 branco bispo · h1 branco torre | a8 preto torre · b8 preto cavalo · c8 preto bispo · d8 preto rainha · e8 preto rei · f8 preto bispo · g8 preto cavalo · h8 preto torre · a7 preto peão · b7 preto peão · c7 preto peão · e7 preto peão · f7 preto peão · g7 preto peão · h7 preto peão · d5 preto peão · c4 branco peão · f3 branco cavalo · a2 branco peão · b2 branco peão · d2 branco peão · e2 branco peão · f2 branco peão · g2 branco peão · h2 branco peão · a1 branco torre · b1 branco cavalo · c1 branco bispo · d1 branco rainha · e1 branco rei · f1 branco bispo · h1 branco torre | 2 |
| 1 | a8 preto torre · b8 preto cavalo · c8 preto bispo · d8 preto rainha · e8 preto rei · f8 preto bispo · g8 preto cavalo · h8 preto torre · a7 preto peão · b7 preto peão · c7 preto peão · e7 preto peão · f7 preto peão · g7 preto peão · h7 preto peão · d5 preto peão · c4 branco peão · f3 branco cavalo · a2 branco peão · b2 branco peão · d2 branco peão · e2 branco peão · f2 branco peão · g2 branco peão · h2 branco peão · a1 branco torre · b1 branco cavalo · c1 branco bispo · d1 branco rainha · e1 branco rei · f1 branco bispo · h1 branco torre | a8 preto torre · b8 preto cavalo · c8 preto bispo · d8 preto rainha · e8 preto rei · f8 preto bispo · g8 preto cavalo · h8 preto torre · a7 preto peão · b7 preto peão · c7 preto peão · e7 preto peão · f7 preto peão · g7 preto peão · h7 preto peão · d5 preto peão · c4 branco peão · f3 branco cavalo · a2 branco peão · b2 branco peão · d2 branco peão · e2 branco peão · f2 branco peão · g2 branco peão · h2 branco peão · a1 branco torre · b1 branco cavalo · c1 branco bispo · d1 branco rainha · e1 branco rei · f1 branco bispo · h1 branco torre | a8 preto torre · b8 preto cavalo · c8 preto bispo · d8 preto rainha · e8 preto rei · f8 preto bispo · g8 preto cavalo · h8 preto torre · a7 preto peão · b7 preto peão · c7 preto peão · e7 preto peão · f7 preto peão · g7 preto peão · h7 preto peão · d5 preto peão · c4 branco peão · f3 branco cavalo · a2 branco peão · b2 branco peão · d2 branco peão · e2 branco peão · f2 branco peão · g2 branco peão · h2 branco peão · a1 branco torre · b1 branco cavalo · c1 branco bispo · d1 branco rainha · e1 branco rei · f1 branco bispo · h1 branco torre | a8 preto torre · b8 preto cavalo · c8 preto bispo · d8 preto rainha · e8 preto rei · f8 preto bispo · g8 preto cavalo · h8 preto torre · a7 preto peão · b7 preto peão · c7 preto peão · e7 preto peão · f7 preto peão · g7 preto peão · h7 preto peão · d5 preto peão · c4 branco peão · f3 branco cavalo · a2 branco peão · b2 branco peão · d2 branco peão · e2 branco peão · f2 branco peão · g2 branco peão · h2 branco peão · a1 branco torre · b1 branco cavalo · c1 branco bispo · d1 branco rainha · e1 branco rei · f1 branco bispo · h1 branco torre | a8 preto torre · b8 preto cavalo · c8 preto bispo · d8 preto rainha · e8 preto rei · f8 preto bispo · g8 preto cavalo · h8 preto torre · a7 preto peão · b7 preto peão · c7 preto peão · e7 preto peão · f7 preto peão · g7 preto peão · h7 preto peão · d5 preto peão · c4 branco peão · f3 branco cavalo · a2 branco peão · b2 branco peão · d2 branco peão · e2 branco peão · f2 branco peão · g2 branco peão · h2 branco peão · a1 branco torre · b1 branco cavalo · c1 branco bispo · d1 branco rainha · e1 branco rei · f1 branco bispo · h1 branco torre | a8 preto torre · b8 preto cavalo · c8 preto bispo · d8 preto rainha · e8 preto rei · f8 preto bispo · g8 preto cavalo · h8 preto torre · a7 preto peão · b7 preto peão · c7 preto peão · e7 preto peão · f7 preto peão · g7 preto peão · h7 preto peão · d5 preto peão · c4 branco peão · f3 branco cavalo · a2 branco peão · b2 branco peão · d2 branco peão · e2 branco peão · f2 branco peão · g2 branco peão · h2 branco peão · a1 branco torre · b1 branco cavalo · c1 branco bispo · d1 branco rainha · e1 branco rei · f1 branco bispo · h1 branco torre | a8 preto torre · b8 preto cavalo · c8 preto bispo · d8 preto rainha · e8 preto rei · f8 preto bispo · g8 preto cavalo · h8 preto torre · a7 preto peão · b7 preto peão · c7 preto peão · e7 preto peão · f7 preto peão · g7 preto peão · h7 preto peão · d5 preto peão · c4 branco peão · f3 branco cavalo · a2 branco peão · b2 branco peão · d2 branco peão · e2 branco peão · f2 branco peão · g2 branco peão · h2 branco peão · a1 branco torre · b1 branco cavalo · c1 branco bispo · d1 branco rainha · e1 branco rei · f1 branco bispo · h1 branco torre | a8 preto torre · b8 preto cavalo · c8 preto bispo · d8 preto rainha · e8 preto rei · f8 preto bispo · g8 preto cavalo · h8 preto torre · a7 preto peão · b7 preto peão · c7 preto peão · e7 preto peão · f7 preto peão · g7 preto peão · h7 preto peão · d5 preto peão · c4 branco peão · f3 branco cavalo · a2 branco peão · b2 branco peão · d2 branco peão · e2 branco peão · f2 branco peão · g2 branco peão · h2 branco peão · a1 branco torre · b1 branco cavalo · c1 branco bispo · d1 branco rainha · e1 branco rei · f1 branco bispo · h1 branco torre | 1 |
|   | a | b | c | d | e | f | g | h |   |

A abertura é a fase da partida que contém o grupo de movimentos iniciais das brancas e das negras. Sequências de movimentos iniciais das brancas são denominadas também de "aberturas" e, quando efetuadas/repetidas pelas negras, são denominadas de "defesas" e são comumente conhecidas por nomes de enxadristas, algumas vezes é nomeada pelo enxadrista que popularizou ou publicou uma análise sobre ela, tais como Abertura Réti ou Defesa Câmara, sendo também catalogadas em obras de referência como a Encyclopaedia of Chess Openings.
Existem centenas de diferentes aberturas e defesas, variando em características, desde o jogo posicional até lances bastante agressivos. Os enxadristas profissionais necessitam de anos de prática e estudo para dominá-las completamente e continuam aprimorando esse conhecimento durante toda a carreira, uma vez que a teoria enxadrística sempre está evoluindo com o acréscimo constante de novidades teóricas.
Os objetivos estratégicos fundamentais da maioria das aberturas e defesas são bastante similares:
- Desenvolvimento: posicionar as peças (em particular bispos e cavalos) em casas-chave, onde possam exercer grande impacto no decorrer da partida;
- Controle do centro: controlar as casas centrais permite que as peças sejam movidas para qualquer parte do tabuleiro;
- Segurança do rei: conseguida normalmente via roque (também chamado de encastelamento do rei);
- Estrutura de peões: enxadristas experientes evitam a criação de fraquezas na estrutura de peões, tais como peões dobrados, isolados, atrasados ou presos.

### Meio-jogo

A Partida Imortal, disputada pelo célebre enxadrista Adolf Anderssen e Lionel Kieseritzky em 1851 e repleta de belíssimas combinações envolvendo sacrifícios

O meio-jogo é a fase da partida onde as peças em sua maioria já alcançaram o seu maior desenvolvimento, dependendo, todavia, em como foi conduzida a abertura ou defesa escolhida por cada enxadrista. Por esta razão, o estudo da teoria das aberturas e defesas deve estar em harmonia com a preparação de planos estratégicos que resultam em um meio-jogo esperado.
Meio jogo também é a fase na qual a maioria das combinações pode acontecer, combinações de meio-jogo estão frequentemente conectadas com o ataque ao rei oponente; alguns padrões típicos possuem seus próprios nomes, por exemplo, Mate de Boden ou Combinação Lasker-Bauer.
Outra importante questão do meio-jogo é quando e como reduzir o material disponível e entrar na fase final da partida (esta redução de material é denominada de simplificação). Por exemplo, pequenas vantagens materiais podem ser transformadas em vitória somente em um final de jogo bem conduzido e para isso, o lado com a pequena vantagem deve procurar um meio para efetuar a simplificação e obter um final favorável. Entretanto, nem todas as reduções de material são adequadas para este propósito, por exemplo, se um dos lados possui um bispo de casas claras e o oponente possui um de casas escuras, a simplificação para um final de bispos e peões é geralmente vantajosa para o lado mais fraco, uma vez que finais de bispos de cores opostas normalmente terminam em empate, mesmo com a vantagem de um ou dois peões.

### Final
|   | a | b | c | d | e | f | g | h |   |
| 8 | c8 preto rei · e8 preto torre · f8 branco bispo · b7 preto bispo · e7 preto cavalo · g7 branco rainha · f6 preto peão · g6 preto peão · a5 preto peão · c5 preto peão · a4 branco peão · b4 preto peão · c4 branco peão · b3 branco peão · b2 branco peão · f2 branco peão · g2 branco peão · h2 branco peão · d1 branco torre · g1 branco rei | c8 preto rei · e8 preto torre · f8 branco bispo · b7 preto bispo · e7 preto cavalo · g7 branco rainha · f6 preto peão · g6 preto peão · a5 preto peão · c5 preto peão · a4 branco peão · b4 preto peão · c4 branco peão · b3 branco peão · b2 branco peão · f2 branco peão · g2 branco peão · h2 branco peão · d1 branco torre · g1 branco rei | c8 preto rei · e8 preto torre · f8 branco bispo · b7 preto bispo · e7 preto cavalo · g7 branco rainha · f6 preto peão · g6 preto peão · a5 preto peão · c5 preto peão · a4 branco peão · b4 preto peão · c4 branco peão · b3 branco peão · b2 branco peão · f2 branco peão · g2 branco peão · h2 branco peão · d1 branco torre · g1 branco rei | c8 preto rei · e8 preto torre · f8 branco bispo · b7 preto bispo · e7 preto cavalo · g7 branco rainha · f6 preto peão · g6 preto peão · a5 preto peão · c5 preto peão · a4 branco peão · b4 preto peão · c4 branco peão · b3 branco peão · b2 branco peão · f2 branco peão · g2 branco peão · h2 branco peão · d1 branco torre · g1 branco rei | c8 preto rei · e8 preto torre · f8 branco bispo · b7 preto bispo · e7 preto cavalo · g7 branco rainha · f6 preto peão · g6 preto peão · a5 preto peão · c5 preto peão · a4 branco peão · b4 preto peão · c4 branco peão · b3 branco peão · b2 branco peão · f2 branco peão · g2 branco peão · h2 branco peão · d1 branco torre · g1 branco rei | c8 preto rei · e8 preto torre · f8 branco bispo · b7 preto bispo · e7 preto cavalo · g7 branco rainha · f6 preto peão · g6 preto peão · a5 preto peão · c5 preto peão · a4 branco peão · b4 preto peão · c4 branco peão · b3 branco peão · b2 branco peão · f2 branco peão · g2 branco peão · h2 branco peão · d1 branco torre · g1 branco rei | c8 preto rei · e8 preto torre · f8 branco bispo · b7 preto bispo · e7 preto cavalo · g7 branco rainha · f6 preto peão · g6 preto peão · a5 preto peão · c5 preto peão · a4 branco peão · b4 preto peão · c4 branco peão · b3 branco peão · b2 branco peão · f2 branco peão · g2 branco peão · h2 branco peão · d1 branco torre · g1 branco rei | c8 preto rei · e8 preto torre · f8 branco bispo · b7 preto bispo · e7 preto cavalo · g7 branco rainha · f6 preto peão · g6 preto peão · a5 preto peão · c5 preto peão · a4 branco peão · b4 preto peão · c4 branco peão · b3 branco peão · b2 branco peão · f2 branco peão · g2 branco peão · h2 branco peão · d1 branco torre · g1 branco rei | 8 |
| 7 | c8 preto rei · e8 preto torre · f8 branco bispo · b7 preto bispo · e7 preto cavalo · g7 branco rainha · f6 preto peão · g6 preto peão · a5 preto peão · c5 preto peão · a4 branco peão · b4 preto peão · c4 branco peão · b3 branco peão · b2 branco peão · f2 branco peão · g2 branco peão · h2 branco peão · d1 branco torre · g1 branco rei | c8 preto rei · e8 preto torre · f8 branco bispo · b7 preto bispo · e7 preto cavalo · g7 branco rainha · f6 preto peão · g6 preto peão · a5 preto peão · c5 preto peão · a4 branco peão · b4 preto peão · c4 branco peão · b3 branco peão · b2 branco peão · f2 branco peão · g2 branco peão · h2 branco peão · d1 branco torre · g1 branco rei | c8 preto rei · e8 preto torre · f8 branco bispo · b7 preto bispo · e7 preto cavalo · g7 branco rainha · f6 preto peão · g6 preto peão · a5 preto peão · c5 preto peão · a4 branco peão · b4 preto peão · c4 branco peão · b3 branco peão · b2 branco peão · f2 branco peão · g2 branco peão · h2 branco peão · d1 branco torre · g1 branco rei | c8 preto rei · e8 preto torre · f8 branco bispo · b7 preto bispo · e7 preto cavalo · g7 branco rainha · f6 preto peão · g6 preto peão · a5 preto peão · c5 preto peão · a4 branco peão · b4 preto peão · c4 branco peão · b3 branco peão · b2 branco peão · f2 branco peão · g2 branco peão · h2 branco peão · d1 branco torre · g1 branco rei | c8 preto rei · e8 preto torre · f8 branco bispo · b7 preto bispo · e7 preto cavalo · g7 branco rainha · f6 preto peão · g6 preto peão · a5 preto peão · c5 preto peão · a4 branco peão · b4 preto peão · c4 branco peão · b3 branco peão · b2 branco peão · f2 branco peão · g2 branco peão · h2 branco peão · d1 branco torre · g1 branco rei | c8 preto rei · e8 preto torre · f8 branco bispo · b7 preto bispo · e7 preto cavalo · g7 branco rainha · f6 preto peão · g6 preto peão · a5 preto peão · c5 preto peão · a4 branco peão · b4 preto peão · c4 branco peão · b3 branco peão · b2 branco peão · f2 branco peão · g2 branco peão · h2 branco peão · d1 branco torre · g1 branco rei | c8 preto rei · e8 preto torre · f8 branco bispo · b7 preto bispo · e7 preto cavalo · g7 branco rainha · f6 preto peão · g6 preto peão · a5 preto peão · c5 preto peão · a4 branco peão · b4 preto peão · c4 branco peão · b3 branco peão · b2 branco peão · f2 branco peão · g2 branco peão · h2 branco peão · d1 branco torre · g1 branco rei | c8 preto rei · e8 preto torre · f8 branco bispo · b7 preto bispo · e7 preto cavalo · g7 branco rainha · f6 preto peão · g6 preto peão · a5 preto peão · c5 preto peão · a4 branco peão · b4 preto peão · c4 branco peão · b3 branco peão · b2 branco peão · f2 branco peão · g2 branco peão · h2 branco peão · d1 branco torre · g1 branco rei | 7 |
| 6 | c8 preto rei · e8 preto torre · f8 branco bispo · b7 preto bispo · e7 preto cavalo · g7 branco rainha · f6 preto peão · g6 preto peão · a5 preto peão · c5 preto peão · a4 branco peão · b4 preto peão · c4 branco peão · b3 branco peão · b2 branco peão · f2 branco peão · g2 branco peão · h2 branco peão · d1 branco torre · g1 branco rei | c8 preto rei · e8 preto torre · f8 branco bispo · b7 preto bispo · e7 preto cavalo · g7 branco rainha · f6 preto peão · g6 preto peão · a5 preto peão · c5 preto peão · a4 branco peão · b4 preto peão · c4 branco peão · b3 branco peão · b2 branco peão · f2 branco peão · g2 branco peão · h2 branco peão · d1 branco torre · g1 branco rei | c8 preto rei · e8 preto torre · f8 branco bispo · b7 preto bispo · e7 preto cavalo · g7 branco rainha · f6 preto peão · g6 preto peão · a5 preto peão · c5 preto peão · a4 branco peão · b4 preto peão · c4 branco peão · b3 branco peão · b2 branco peão · f2 branco peão · g2 branco peão · h2 branco peão · d1 branco torre · g1 branco rei | c8 preto rei · e8 preto torre · f8 branco bispo · b7 preto bispo · e7 preto cavalo · g7 branco rainha · f6 preto peão · g6 preto peão · a5 preto peão · c5 preto peão · a4 branco peão · b4 preto peão · c4 branco peão · b3 branco peão · b2 branco peão · f2 branco peão · g2 branco peão · h2 branco peão · d1 branco torre · g1 branco rei | c8 preto rei · e8 preto torre · f8 branco bispo · b7 preto bispo · e7 preto cavalo · g7 branco rainha · f6 preto peão · g6 preto peão · a5 preto peão · c5 preto peão · a4 branco peão · b4 preto peão · c4 branco peão · b3 branco peão · b2 branco peão · f2 branco peão · g2 branco peão · h2 branco peão · d1 branco torre · g1 branco rei | c8 preto rei · e8 preto torre · f8 branco bispo · b7 preto bispo · e7 preto cavalo · g7 branco rainha · f6 preto peão · g6 preto peão · a5 preto peão · c5 preto peão · a4 branco peão · b4 preto peão · c4 branco peão · b3 branco peão · b2 branco peão · f2 branco peão · g2 branco peão · h2 branco peão · d1 branco torre · g1 branco rei | c8 preto rei · e8 preto torre · f8 branco bispo · b7 preto bispo · e7 preto cavalo · g7 branco rainha · f6 preto peão · g6 preto peão · a5 preto peão · c5 preto peão · a4 branco peão · b4 preto peão · c4 branco peão · b3 branco peão · b2 branco peão · f2 branco peão · g2 branco peão · h2 branco peão · d1 branco torre · g1 branco rei | c8 preto rei · e8 preto torre · f8 branco bispo · b7 preto bispo · e7 preto cavalo · g7 branco rainha · f6 preto peão · g6 preto peão · a5 preto peão · c5 preto peão · a4 branco peão · b4 preto peão · c4 branco peão · b3 branco peão · b2 branco peão · f2 branco peão · g2 branco peão · h2 branco peão · d1 branco torre · g1 branco rei | 6 |
| 5 | c8 preto rei · e8 preto torre · f8 branco bispo · b7 preto bispo · e7 preto cavalo · g7 branco rainha · f6 preto peão · g6 preto peão · a5 preto peão · c5 preto peão · a4 branco peão · b4 preto peão · c4 branco peão · b3 branco peão · b2 branco peão · f2 branco peão · g2 branco peão · h2 branco peão · d1 branco torre · g1 branco rei | c8 preto rei · e8 preto torre · f8 branco bispo · b7 preto bispo · e7 preto cavalo · g7 branco rainha · f6 preto peão · g6 preto peão · a5 preto peão · c5 preto peão · a4 branco peão · b4 preto peão · c4 branco peão · b3 branco peão · b2 branco peão · f2 branco peão · g2 branco peão · h2 branco peão · d1 branco torre · g1 branco rei | c8 preto rei · e8 preto torre · f8 branco bispo · b7 preto bispo · e7 preto cavalo · g7 branco rainha · f6 preto peão · g6 preto peão · a5 preto peão · c5 preto peão · a4 branco peão · b4 preto peão · c4 branco peão · b3 branco peão · b2 branco peão · f2 branco peão · g2 branco peão · h2 branco peão · d1 branco torre · g1 branco rei | c8 preto rei · e8 preto torre · f8 branco bispo · b7 preto bispo · e7 preto cavalo · g7 branco rainha · f6 preto peão · g6 preto peão · a5 preto peão · c5 preto peão · a4 branco peão · b4 preto peão · c4 branco peão · b3 branco peão · b2 branco peão · f2 branco peão · g2 branco peão · h2 branco peão · d1 branco torre · g1 branco rei | c8 preto rei · e8 preto torre · f8 branco bispo · b7 preto bispo · e7 preto cavalo · g7 branco rainha · f6 preto peão · g6 preto peão · a5 preto peão · c5 preto peão · a4 branco peão · b4 preto peão · c4 branco peão · b3 branco peão · b2 branco peão · f2 branco peão · g2 branco peão · h2 branco peão · d1 branco torre · g1 branco rei | c8 preto rei · e8 preto torre · f8 branco bispo · b7 preto bispo · e7 preto cavalo · g7 branco rainha · f6 preto peão · g6 preto peão · a5 preto peão · c5 preto peão · a4 branco peão · b4 preto peão · c4 branco peão · b3 branco peão · b2 branco peão · f2 branco peão · g2 branco peão · h2 branco peão · d1 branco torre · g1 branco rei | c8 preto rei · e8 preto torre · f8 branco bispo · b7 preto bispo · e7 preto cavalo · g7 branco rainha · f6 preto peão · g6 preto peão · a5 preto peão · c5 preto peão · a4 branco peão · b4 preto peão · c4 branco peão · b3 branco peão · b2 branco peão · f2 branco peão · g2 branco peão · h2 branco peão · d1 branco torre · g1 branco rei | c8 preto rei · e8 preto torre · f8 branco bispo · b7 preto bispo · e7 preto cavalo · g7 branco rainha · f6 preto peão · g6 preto peão · a5 preto peão · c5 preto peão · a4 branco peão · b4 preto peão · c4 branco peão · b3 branco peão · b2 branco peão · f2 branco peão · g2 branco peão · h2 branco peão · d1 branco torre · g1 branco rei | 5 |
| 4 | c8 preto rei · e8 preto torre · f8 branco bispo · b7 preto bispo · e7 preto cavalo · g7 branco rainha · f6 preto peão · g6 preto peão · a5 preto peão · c5 preto peão · a4 branco peão · b4 preto peão · c4 branco peão · b3 branco peão · b2 branco peão · f2 branco peão · g2 branco peão · h2 branco peão · d1 branco torre · g1 branco rei | c8 preto rei · e8 preto torre · f8 branco bispo · b7 preto bispo · e7 preto cavalo · g7 branco rainha · f6 preto peão · g6 preto peão · a5 preto peão · c5 preto peão · a4 branco peão · b4 preto peão · c4 branco peão · b3 branco peão · b2 branco peão · f2 branco peão · g2 branco peão · h2 branco peão · d1 branco torre · g1 branco rei | c8 preto rei · e8 preto torre · f8 branco bispo · b7 preto bispo · e7 preto cavalo · g7 branco rainha · f6 preto peão · g6 preto peão · a5 preto peão · c5 preto peão · a4 branco peão · b4 preto peão · c4 branco peão · b3 branco peão · b2 branco peão · f2 branco peão · g2 branco peão · h2 branco peão · d1 branco torre · g1 branco rei | c8 preto rei · e8 preto torre · f8 branco bispo · b7 preto bispo · e7 preto cavalo · g7 branco rainha · f6 preto peão · g6 preto peão · a5 preto peão · c5 preto peão · a4 branco peão · b4 preto peão · c4 branco peão · b3 branco peão · b2 branco peão · f2 branco peão · g2 branco peão · h2 branco peão · d1 branco torre · g1 branco rei | c8 preto rei · e8 preto torre · f8 branco bispo · b7 preto bispo · e7 preto cavalo · g7 branco rainha · f6 preto peão · g6 preto peão · a5 preto peão · c5 preto peão · a4 branco peão · b4 preto peão · c4 branco peão · b3 branco peão · b2 branco peão · f2 branco peão · g2 branco peão · h2 branco peão · d1 branco torre · g1 branco rei | c8 preto rei · e8 preto torre · f8 branco bispo · b7 preto bispo · e7 preto cavalo · g7 branco rainha · f6 preto peão · g6 preto peão · a5 preto peão · c5 preto peão · a4 branco peão · b4 preto peão · c4 branco peão · b3 branco peão · b2 branco peão · f2 branco peão · g2 branco peão · h2 branco peão · d1 branco torre · g1 branco rei | c8 preto rei · e8 preto torre · f8 branco bispo · b7 preto bispo · e7 preto cavalo · g7 branco rainha · f6 preto peão · g6 preto peão · a5 preto peão · c5 preto peão · a4 branco peão · b4 preto peão · c4 branco peão · b3 branco peão · b2 branco peão · f2 branco peão · g2 branco peão · h2 branco peão · d1 branco torre · g1 branco rei | c8 preto rei · e8 preto torre · f8 branco bispo · b7 preto bispo · e7 preto cavalo · g7 branco rainha · f6 preto peão · g6 preto peão · a5 preto peão · c5 preto peão · a4 branco peão · b4 preto peão · c4 branco peão · b3 branco peão · b2 branco peão · f2 branco peão · g2 branco peão · h2 branco peão · d1 branco torre · g1 branco rei | 4 |
| 3 | c8 preto rei · e8 preto torre · f8 branco bispo · b7 preto bispo · e7 preto cavalo · g7 branco rainha · f6 preto peão · g6 preto peão · a5 preto peão · c5 preto peão · a4 branco peão · b4 preto peão · c4 branco peão · b3 branco peão · b2 branco peão · f2 branco peão · g2 branco peão · h2 branco peão · d1 branco torre · g1 branco rei | c8 preto rei · e8 preto torre · f8 branco bispo · b7 preto bispo · e7 preto cavalo · g7 branco rainha · f6 preto peão · g6 preto peão · a5 preto peão · c5 preto peão · a4 branco peão · b4 preto peão · c4 branco peão · b3 branco peão · b2 branco peão · f2 branco peão · g2 branco peão · h2 branco peão · d1 branco torre · g1 branco rei | c8 preto rei · e8 preto torre · f8 branco bispo · b7 preto bispo · e7 preto cavalo · g7 branco rainha · f6 preto peão · g6 preto peão · a5 preto peão · c5 preto peão · a4 branco peão · b4 preto peão · c4 branco peão · b3 branco peão · b2 branco peão · f2 branco peão · g2 branco peão · h2 branco peão · d1 branco torre · g1 branco rei | c8 preto rei · e8 preto torre · f8 branco bispo · b7 preto bispo · e7 preto cavalo · g7 branco rainha · f6 preto peão · g6 preto peão · a5 preto peão · c5 preto peão · a4 branco peão · b4 preto peão · c4 branco peão · b3 branco peão · b2 branco peão · f2 branco peão · g2 branco peão · h2 branco peão · d1 branco torre · g1 branco rei | c8 preto rei · e8 preto torre · f8 branco bispo · b7 preto bispo · e7 preto cavalo · g7 branco rainha · f6 preto peão · g6 preto peão · a5 preto peão · c5 preto peão · a4 branco peão · b4 preto peão · c4 branco peão · b3 branco peão · b2 branco peão · f2 branco peão · g2 branco peão · h2 branco peão · d1 branco torre · g1 branco rei | c8 preto rei · e8 preto torre · f8 branco bispo · b7 preto bispo · e7 preto cavalo · g7 branco rainha · f6 preto peão · g6 preto peão · a5 preto peão · c5 preto peão · a4 branco peão · b4 preto peão · c4 branco peão · b3 branco peão · b2 branco peão · f2 branco peão · g2 branco peão · h2 branco peão · d1 branco torre · g1 branco rei | c8 preto rei · e8 preto torre · f8 branco bispo · b7 preto bispo · e7 preto cavalo · g7 branco rainha · f6 preto peão · g6 preto peão · a5 preto peão · c5 preto peão · a4 branco peão · b4 preto peão · c4 branco peão · b3 branco peão · b2 branco peão · f2 branco peão · g2 branco peão · h2 branco peão · d1 branco torre · g1 branco rei | c8 preto rei · e8 preto torre · f8 branco bispo · b7 preto bispo · e7 preto cavalo · g7 branco rainha · f6 preto peão · g6 preto peão · a5 preto peão · c5 preto peão · a4 branco peão · b4 preto peão · c4 branco peão · b3 branco peão · b2 branco peão · f2 branco peão · g2 branco peão · h2 branco peão · d1 branco torre · g1 branco rei | 3 |
| 2 | c8 preto rei · e8 preto torre · f8 branco bispo · b7 preto bispo · e7 preto cavalo · g7 branco rainha · f6 preto peão · g6 preto peão · a5 preto peão · c5 preto peão · a4 branco peão · b4 preto peão · c4 branco peão · b3 branco peão · b2 branco peão · f2 branco peão · g2 branco peão · h2 branco peão · d1 branco torre · g1 branco rei | c8 preto rei · e8 preto torre · f8 branco bispo · b7 preto bispo · e7 preto cavalo · g7 branco rainha · f6 preto peão · g6 preto peão · a5 preto peão · c5 preto peão · a4 branco peão · b4 preto peão · c4 branco peão · b3 branco peão · b2 branco peão · f2 branco peão · g2 branco peão · h2 branco peão · d1 branco torre · g1 branco rei | c8 preto rei · e8 preto torre · f8 branco bispo · b7 preto bispo · e7 preto cavalo · g7 branco rainha · f6 preto peão · g6 preto peão · a5 preto peão · c5 preto peão · a4 branco peão · b4 preto peão · c4 branco peão · b3 branco peão · b2 branco peão · f2 branco peão · g2 branco peão · h2 branco peão · d1 branco torre · g1 branco rei | c8 preto rei · e8 preto torre · f8 branco bispo · b7 preto bispo · e7 preto cavalo · g7 branco rainha · f6 preto peão · g6 preto peão · a5 preto peão · c5 preto peão · a4 branco peão · b4 preto peão · c4 branco peão · b3 branco peão · b2 branco peão · f2 branco peão · g2 branco peão · h2 branco peão · d1 branco torre · g1 branco rei | c8 preto rei · e8 preto torre · f8 branco bispo · b7 preto bispo · e7 preto cavalo · g7 branco rainha · f6 preto peão · g6 preto peão · a5 preto peão · c5 preto peão · a4 branco peão · b4 preto peão · c4 branco peão · b3 branco peão · b2 branco peão · f2 branco peão · g2 branco peão · h2 branco peão · d1 branco torre · g1 branco rei | c8 preto rei · e8 preto torre · f8 branco bispo · b7 preto bispo · e7 preto cavalo · g7 branco rainha · f6 preto peão · g6 preto peão · a5 preto peão · c5 preto peão · a4 branco peão · b4 preto peão · c4 branco peão · b3 branco peão · b2 branco peão · f2 branco peão · g2 branco peão · h2 branco peão · d1 branco torre · g1 branco rei | c8 preto rei · e8 preto torre · f8 branco bispo · b7 preto bispo · e7 preto cavalo · g7 branco rainha · f6 preto peão · g6 preto peão · a5 preto peão · c5 preto peão · a4 branco peão · b4 preto peão · c4 branco peão · b3 branco peão · b2 branco peão · f2 branco peão · g2 branco peão · h2 branco peão · d1 branco torre · g1 branco rei | c8 preto rei · e8 preto torre · f8 branco bispo · b7 preto bispo · e7 preto cavalo · g7 branco rainha · f6 preto peão · g6 preto peão · a5 preto peão · c5 preto peão · a4 branco peão · b4 preto peão · c4 branco peão · b3 branco peão · b2 branco peão · f2 branco peão · g2 branco peão · h2 branco peão · d1 branco torre · g1 branco rei | 2 |
| 1 | c8 preto rei · e8 preto torre · f8 branco bispo · b7 preto bispo · e7 preto cavalo · g7 branco rainha · f6 preto peão · g6 preto peão · a5 preto peão · c5 preto peão · a4 branco peão · b4 preto peão · c4 branco peão · b3 branco peão · b2 branco peão · f2 branco peão · g2 branco peão · h2 branco peão · d1 branco torre · g1 branco rei | c8 preto rei · e8 preto torre · f8 branco bispo · b7 preto bispo · e7 preto cavalo · g7 branco rainha · f6 preto peão · g6 preto peão · a5 preto peão · c5 preto peão · a4 branco peão · b4 preto peão · c4 branco peão · b3 branco peão · b2 branco peão · f2 branco peão · g2 branco peão · h2 branco peão · d1 branco torre · g1 branco rei | c8 preto rei · e8 preto torre · f8 branco bispo · b7 preto bispo · e7 preto cavalo · g7 branco rainha · f6 preto peão · g6 preto peão · a5 preto peão · c5 preto peão · a4 branco peão · b4 preto peão · c4 branco peão · b3 branco peão · b2 branco peão · f2 branco peão · g2 branco peão · h2 branco peão · d1 branco torre · g1 branco rei | c8 preto rei · e8 preto torre · f8 branco bispo · b7 preto bispo · e7 preto cavalo · g7 branco rainha · f6 preto peão · g6 preto peão · a5 preto peão · c5 preto peão · a4 branco peão · b4 preto peão · c4 branco peão · b3 branco peão · b2 branco peão · f2 branco peão · g2 branco peão · h2 branco peão · d1 branco torre · g1 branco rei | c8 preto rei · e8 preto torre · f8 branco bispo · b7 preto bispo · e7 preto cavalo · g7 branco rainha · f6 preto peão · g6 preto peão · a5 preto peão · c5 preto peão · a4 branco peão · b4 preto peão · c4 branco peão · b3 branco peão · b2 branco peão · f2 branco peão · g2 branco peão · h2 branco peão · d1 branco torre · g1 branco rei | c8 preto rei · e8 preto torre · f8 branco bispo · b7 preto bispo · e7 preto cavalo · g7 branco rainha · f6 preto peão · g6 preto peão · a5 preto peão · c5 preto peão · a4 branco peão · b4 preto peão · c4 branco peão · b3 branco peão · b2 branco peão · f2 branco peão · g2 branco peão · h2 branco peão · d1 branco torre · g1 branco rei | c8 preto rei · e8 preto torre · f8 branco bispo · b7 preto bispo · e7 preto cavalo · g7 branco rainha · f6 preto peão · g6 preto peão · a5 preto peão · c5 preto peão · a4 branco peão · b4 preto peão · c4 branco peão · b3 branco peão · b2 branco peão · f2 branco peão · g2 branco peão · h2 branco peão · d1 branco torre · g1 branco rei | c8 preto rei · e8 preto torre · f8 branco bispo · b7 preto bispo · e7 preto cavalo · g7 branco rainha · f6 preto peão · g6 preto peão · a5 preto peão · c5 preto peão · a4 branco peão · b4 preto peão · c4 branco peão · b3 branco peão · b2 branco peão · f2 branco peão · g2 branco peão · h2 branco peão · d1 branco torre · g1 branco rei | 1 |
|   | a | b | c | d | e | f | g | h |   |

O final da partida é a fase onde somente há algumas poucas peças e peões no tabuleiro. Existem três diferenças principais de estratégia entre os estágios iniciais da partida e nos finais:
- Durante o final, os peões se tornam mais importantes; os finais frequentemente transcorrem em torno da busca pela promoção de um peão à dama assim que a oitava fileira é alcançada;
- O rei, que foi protegido durante todo o meio-jogo, agora torna-se uma forte peça e deve ser logo trazido ao centro do tabuleiro, onde poderá proteger seus próprios peões, atacar peões inimigos e limitar os movimentos do rei oponente por meio da oposição;
- Zugzwang, uma desvantagem causada pela obrigação de efetuar um lance,[31] é normalmente um fator importante nos finais e raramente nas outras duas fases de uma partida.

Os finais podem ser classificados de acordo com o tipo de peças que restam no tabuleiro. Mates básicos ocorrem em posições no qual um dos lados tem somente o rei e o outro lado tem somente uma ou duas peças e o mate é possível com o apoio do rei à peça; já finais de rei e peão ocorrem quando há somente rei e alguns peões em um ou nos dois lados e aqui o objetivo é promover um dos peões para entrar numa posição de mate básico; outros finais complexos envolvem outras peças como damas e/ou torres.
Os avanços tecnológicos nas últimas décadas têm possibilitado esgotar as possibilidades para alguns finais com até 7 peças (contando os reis e as peças de ambos os lados). Nos anos 1990, as tábuas de finais de Ken Thompson esgotavam finais de até 5 peças. Nos anos seguintes, as tábuas de Nalimov passaram a esgotar os finais de até 6 peças e, recentemente, as tábuas de Lomonosov esgotaram os finais para 7 peças. Isso tem levado a alguns debates sobre a regra de empate em 50 lances sem movimento de Peão e sem captura, já que estes estudos demonstraram que alguns finais exigem mais de 500 lances para que se possa forçar o mate, jogando da melhor forma possível.

#### Empate
No xadrez, o empate é a situação na qual a partida termina sem que nenhum dos enxadristas alcance a vitória, podendo ocorrer de seis formas diferentes, a saber:
- Insuficiência de material
- Xeque perpétuo
- Empate por afogamento
- Comum acordo entre os enxadristas
- Repetição de posição
- Regra dos 50 lances

#### Xeque-mate

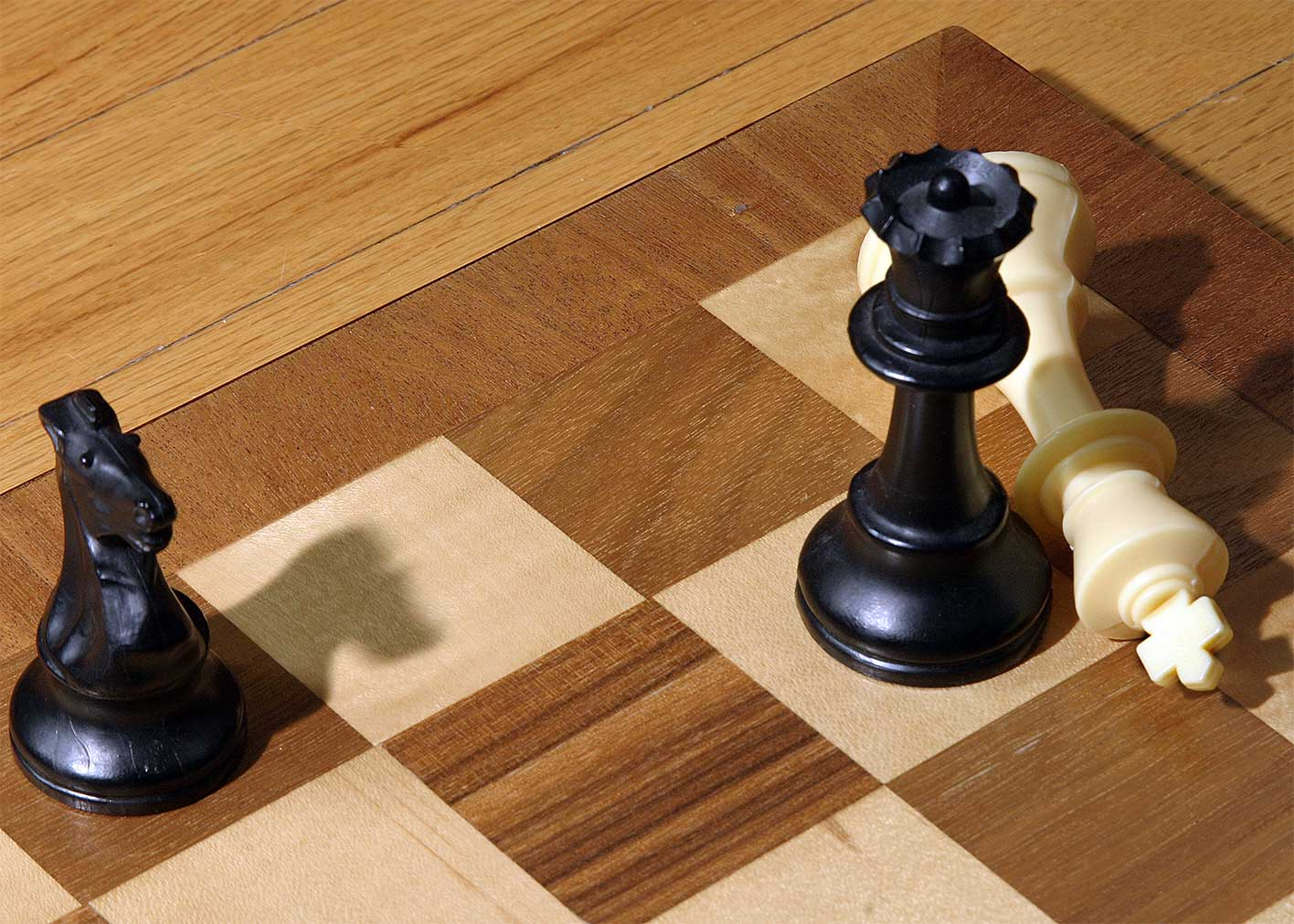
As negras dão xeque-mate às brancas ao efetuar o lance Dg2++, a não ser que outra peça possa capturar a dama

Xeque-mate, ou simplesmente mate, é uma expressão usada no enxadrismo para designar o lance que põe fim à partida, quando o Rei atacado por uma ou mais peças adversárias não pode movimentar-se para outra casa, tomar a peça que o ameaça ou bloquear o ataque com outra peça.

#### Exemplos de xeque-mate
|   | a                                               | b                                               | c                                               | d                                               | e                                               | f                                               | g                                               | h                                               |   |
| 8 | f8 preto rei · f7 branco rainha · e6 branco rei | f8 preto rei · f7 branco rainha · e6 branco rei | f8 preto rei · f7 branco rainha · e6 branco rei | f8 preto rei · f7 branco rainha · e6 branco rei | f8 preto rei · f7 branco rainha · e6 branco rei | f8 preto rei · f7 branco rainha · e6 branco rei | f8 preto rei · f7 branco rainha · e6 branco rei | f8 preto rei · f7 branco rainha · e6 branco rei | 8 |
| 7 | f8 preto rei · f7 branco rainha · e6 branco rei | f8 preto rei · f7 branco rainha · e6 branco rei | f8 preto rei · f7 branco rainha · e6 branco rei | f8 preto rei · f7 branco rainha · e6 branco rei | f8 preto rei · f7 branco rainha · e6 branco rei | f8 preto rei · f7 branco rainha · e6 branco rei | f8 preto rei · f7 branco rainha · e6 branco rei | f8 preto rei · f7 branco rainha · e6 branco rei | 7 |
| 6 | f8 preto rei · f7 branco rainha · e6 branco rei | f8 preto rei · f7 branco rainha · e6 branco rei | f8 preto rei · f7 branco rainha · e6 branco rei | f8 preto rei · f7 branco rainha · e6 branco rei | f8 preto rei · f7 branco rainha · e6 branco rei | f8 preto rei · f7 branco rainha · e6 branco rei | f8 preto rei · f7 branco rainha · e6 branco rei | f8 preto rei · f7 branco rainha · e6 branco rei | 6 |
| 5 | f8 preto rei · f7 branco rainha · e6 branco rei | f8 preto rei · f7 branco rainha · e6 branco rei | f8 preto rei · f7 branco rainha · e6 branco rei | f8 preto rei · f7 branco rainha · e6 branco rei | f8 preto rei · f7 branco rainha · e6 branco rei | f8 preto rei · f7 branco rainha · e6 branco rei | f8 preto rei · f7 branco rainha · e6 branco rei | f8 preto rei · f7 branco rainha · e6 branco rei | 5 |
| 4 | f8 preto rei · f7 branco rainha · e6 branco rei | f8 preto rei · f7 branco rainha · e6 branco rei | f8 preto rei · f7 branco rainha · e6 branco rei | f8 preto rei · f7 branco rainha · e6 branco rei | f8 preto rei · f7 branco rainha · e6 branco rei | f8 preto rei · f7 branco rainha · e6 branco rei | f8 preto rei · f7 branco rainha · e6 branco rei | f8 preto rei · f7 branco rainha · e6 branco rei | 4 |
| 3 | f8 preto rei · f7 branco rainha · e6 branco rei | f8 preto rei · f7 branco rainha · e6 branco rei | f8 preto rei · f7 branco rainha · e6 branco rei | f8 preto rei · f7 branco rainha · e6 branco rei | f8 preto rei · f7 branco rainha · e6 branco rei | f8 preto rei · f7 branco rainha · e6 branco rei | f8 preto rei · f7 branco rainha · e6 branco rei | f8 preto rei · f7 branco rainha · e6 branco rei | 3 |
| 2 | f8 preto rei · f7 branco rainha · e6 branco rei | f8 preto rei · f7 branco rainha · e6 branco rei | f8 preto rei · f7 branco rainha · e6 branco rei | f8 preto rei · f7 branco rainha · e6 branco rei | f8 preto rei · f7 branco rainha · e6 branco rei | f8 preto rei · f7 branco rainha · e6 branco rei | f8 preto rei · f7 branco rainha · e6 branco rei | f8 preto rei · f7 branco rainha · e6 branco rei | 2 |
| 1 | f8 preto rei · f7 branco rainha · e6 branco rei | f8 preto rei · f7 branco rainha · e6 branco rei | f8 preto rei · f7 branco rainha · e6 branco rei | f8 preto rei · f7 branco rainha · e6 branco rei | f8 preto rei · f7 branco rainha · e6 branco rei | f8 preto rei · f7 branco rainha · e6 branco rei | f8 preto rei · f7 branco rainha · e6 branco rei | f8 preto rei · f7 branco rainha · e6 branco rei | 1 |
|   | a                                               | b                                               | c                                               | d                                               | e                                               | f                                               | g                                               | h                                               |   |

|   | a                                              | b                                              | c                                              | d                                              | e                                              | f                                              | g                                              | h                                              |   |
| 8 | h7 branco torre · f3 branco rei · h3 preto rei | h7 branco torre · f3 branco rei · h3 preto rei | h7 branco torre · f3 branco rei · h3 preto rei | h7 branco torre · f3 branco rei · h3 preto rei | h7 branco torre · f3 branco rei · h3 preto rei | h7 branco torre · f3 branco rei · h3 preto rei | h7 branco torre · f3 branco rei · h3 preto rei | h7 branco torre · f3 branco rei · h3 preto rei | 8 |
| 7 | h7 branco torre · f3 branco rei · h3 preto rei | h7 branco torre · f3 branco rei · h3 preto rei | h7 branco torre · f3 branco rei · h3 preto rei | h7 branco torre · f3 branco rei · h3 preto rei | h7 branco torre · f3 branco rei · h3 preto rei | h7 branco torre · f3 branco rei · h3 preto rei | h7 branco torre · f3 branco rei · h3 preto rei | h7 branco torre · f3 branco rei · h3 preto rei | 7 |
| 6 | h7 branco torre · f3 branco rei · h3 preto rei | h7 branco torre · f3 branco rei · h3 preto rei | h7 branco torre · f3 branco rei · h3 preto rei | h7 branco torre · f3 branco rei · h3 preto rei | h7 branco torre · f3 branco rei · h3 preto rei | h7 branco torre · f3 branco rei · h3 preto rei | h7 branco torre · f3 branco rei · h3 preto rei | h7 branco torre · f3 branco rei · h3 preto rei | 6 |
| 5 | h7 branco torre · f3 branco rei · h3 preto rei | h7 branco torre · f3 branco rei · h3 preto rei | h7 branco torre · f3 branco rei · h3 preto rei | h7 branco torre · f3 branco rei · h3 preto rei | h7 branco torre · f3 branco rei · h3 preto rei | h7 branco torre · f3 branco rei · h3 preto rei | h7 branco torre · f3 branco rei · h3 preto rei | h7 branco torre · f3 branco rei · h3 preto rei | 5 |
| 4 | h7 branco torre · f3 branco rei · h3 preto rei | h7 branco torre · f3 branco rei · h3 preto rei | h7 branco torre · f3 branco rei · h3 preto rei | h7 branco torre · f3 branco rei · h3 preto rei | h7 branco torre · f3 branco rei · h3 preto rei | h7 branco torre · f3 branco rei · h3 preto rei | h7 branco torre · f3 branco rei · h3 preto rei | h7 branco torre · f3 branco rei · h3 preto rei | 4 |
| 3 | h7 branco torre · f3 branco rei · h3 preto rei | h7 branco torre · f3 branco rei · h3 preto rei | h7 branco torre · f3 branco rei · h3 preto rei | h7 branco torre · f3 branco rei · h3 preto rei | h7 branco torre · f3 branco rei · h3 preto rei | h7 branco torre · f3 branco rei · h3 preto rei | h7 branco torre · f3 branco rei · h3 preto rei | h7 branco torre · f3 branco rei · h3 preto rei | 3 |
| 2 | h7 branco torre · f3 branco rei · h3 preto rei | h7 branco torre · f3 branco rei · h3 preto rei | h7 branco torre · f3 branco rei · h3 preto rei | h7 branco torre · f3 branco rei · h3 preto rei | h7 branco torre · f3 branco rei · h3 preto rei | h7 branco torre · f3 branco rei · h3 preto rei | h7 branco torre · f3 branco rei · h3 preto rei | h7 branco torre · f3 branco rei · h3 preto rei | 2 |
| 1 | h7 branco torre · f3 branco rei · h3 preto rei | h7 branco torre · f3 branco rei · h3 preto rei | h7 branco torre · f3 branco rei · h3 preto rei | h7 branco torre · f3 branco rei · h3 preto rei | h7 branco torre · f3 branco rei · h3 preto rei | h7 branco torre · f3 branco rei · h3 preto rei | h7 branco torre · f3 branco rei · h3 preto rei | h7 branco torre · f3 branco rei · h3 preto rei | 1 |
|   | a                                              | b                                              | c                                              | d                                              | e                                              | f                                              | g                                              | h                                              |   |

## Estratégias
A estratégia enxadrística consiste em definir e atingir objetivos de longo prazo durante uma partida – por exemplo, onde posicionar diferentes peças – enquanto a tática se concentra em manobras imediatas no tabuleiro. Estas duas partes do pensamento enxadrístico não podem ser completamente separadas, uma vez que objetivos estratégicos são atingidos principalmente por meio de táticas, sendo uma prévia estratégia de jogo.

### Fundamentos da estratégia

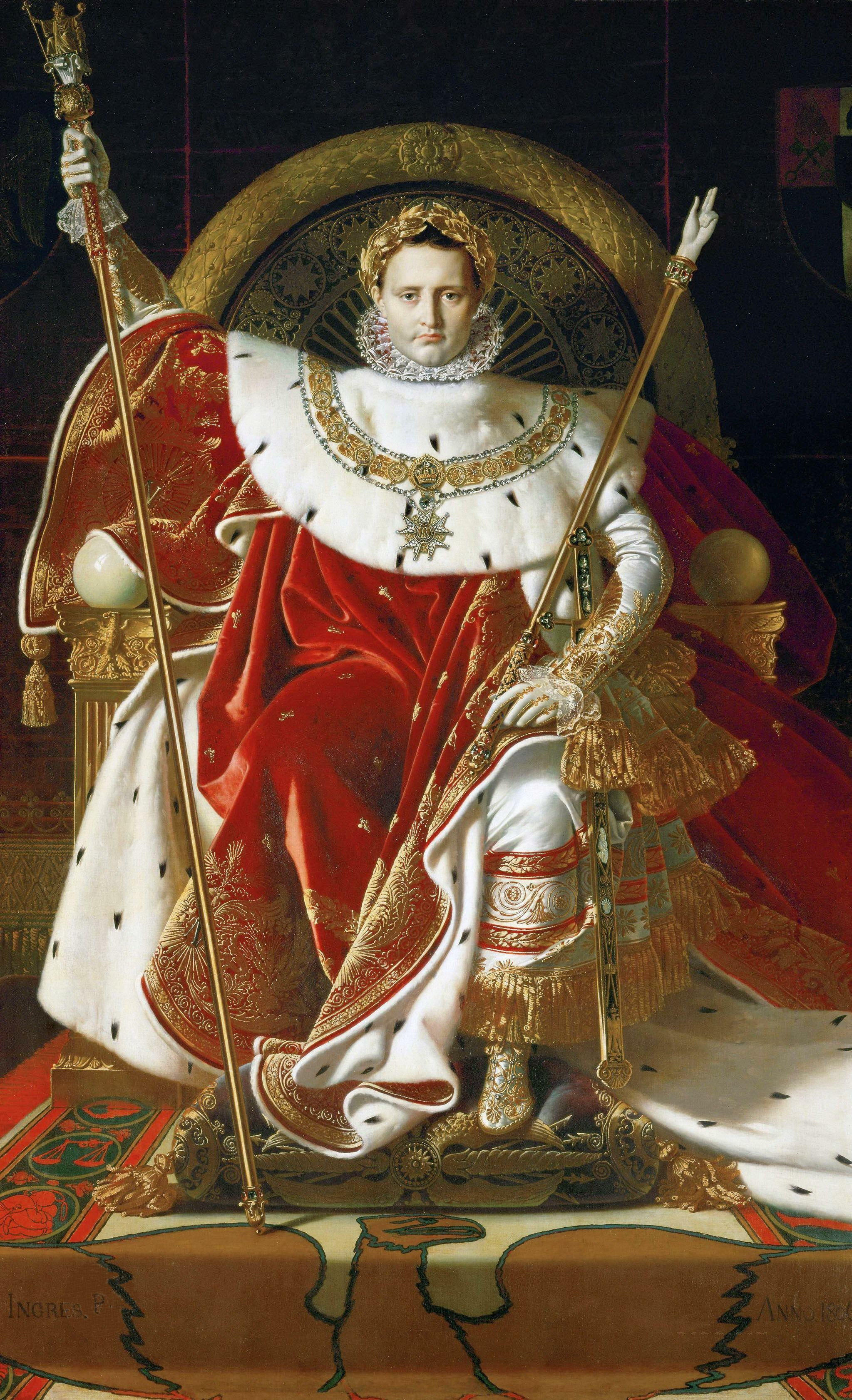
Napoleão Bonaparte, considerado um dos maiores estrategistas militares de todos os tempos, era um entusiasta da prática enxadrística, tendo inclusive disputado uma partida contra o autômato Turco

A estratégia enxadrística é voltada para a avaliação de posições no tabuleiro e com o estabelecimento de metas a serem atingidas. Durante a avaliação, os enxadristas devem levar em conta o valor das peças, a estrutura de peões, a segurança do rei, domínio espacial e o controle de casas-chave ou grupo de casas (como, por exemplo, colunas e diagonais abertas).
A avaliação mais básica é a contagem do valor total de peças de ambos os lados. Os valores de cada peça são normalmente estimados em: um ponto para os peões, três pontos para os cavalos e os bispos, cinco pontos para as torres e nove pontos para a dama. Nos finais, o rei é geralmente mais poderoso que uma peça menor (cavalo ou bispo), todavia, menos forte que uma torre, então o seu valor de combate às vezes é estimado em quatro pontos. Alguns autores afirmam que o rei possui valor absoluto, pois sem ele perde-se a partida.
Os valores básicos podem ser facilmente alterados por outros fatores, tais como posição das peças (por exemplo, um peão avançado vale mais que um peão na posição inicial), coordenação entre peças (por exemplo, um par de bispos podem ser melhor coordenados que um bispo e um cavalo – por este motivo alguns autores consideram os bispos valendo três pontos e meio), ou tipo de posição (geralmente cavalos são melhores em posições fechadas e bispos em posições abertas).

### Fundamentos da tática

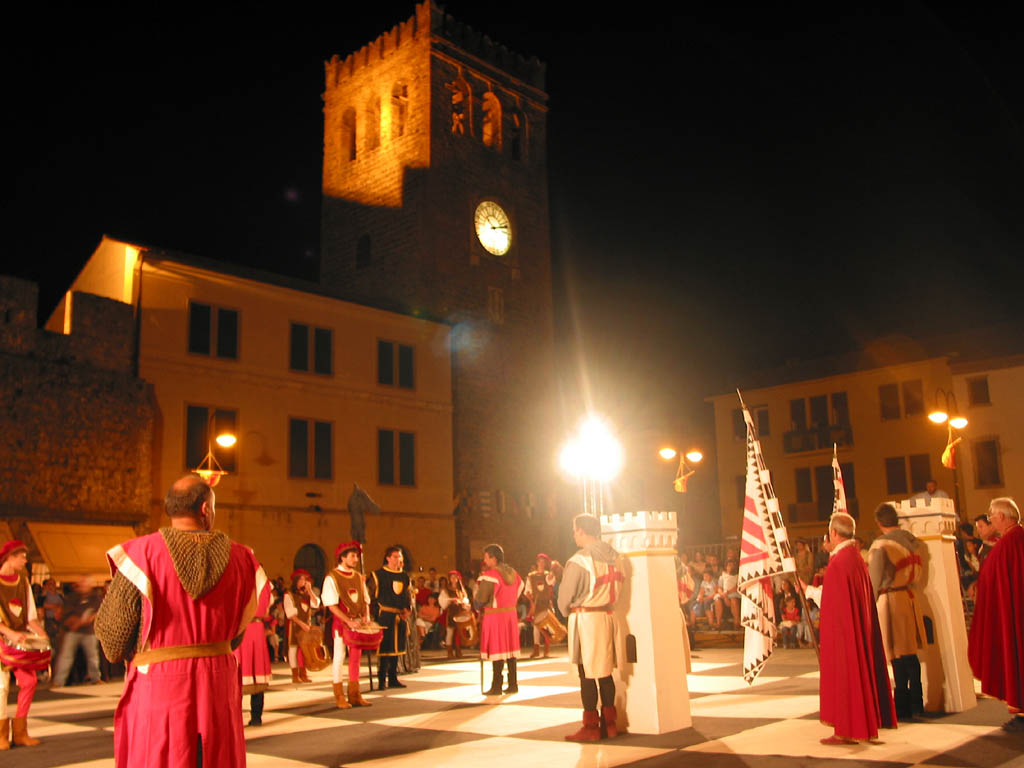
Partida de xadrez ao vivo, onde as peças e peões são representados por atores, na cidade de Monselice, Itália (2004)

No enxadrismo, táticas em geral se concentram em ações de curto prazo e podem ser calculadas precisamente por um enxadrista ou um programa de computador. O alcance do cálculo vai depender das habilidades do enxadrista ou da velocidade do microprocessador do computador. Em posições normais com muitas possibilidades de respostas a lances para ambos os lados, um cálculo preciso não é possível, enquanto que em uma posição tática com um limitado número de variantes forçadas, é possível calcular uma longa sequência de lances.
Ações táticas simples de um ou dois movimentos – ameaças, trocas de material, ataque duplos, dentre outros – podem ser combinadas em variantes mais complicadas, denominadas manobras táticas, que frequentemente forçam um dos oponentes a seguir uma determinada linha de jogo desvantajosa. Teóricos descreveram diversos métodos táticos elementares e manobras típicas, como sacrifícios, cravadas, garfos, ataques descobertos simples e duplos (especialmente xeques descobertos), desvios, interceptações e lances intermediários.
Uma variante forçada ligada a um sacrifício que resultará em uma vantagem, é denominada combinação. Combinações brilhantes – tais como aquelas na presente na Partida Imortal – são descritas como belíssimas pelos especialistas e admiradas pelos amantes do xadrez. A habilidade de encontrar uma combinação em uma dada posição é também comum nos problemas de xadrez e muito desejada nos enxadristas que desejam ampliar o nível de jogo.

## História

### Mitos da criação

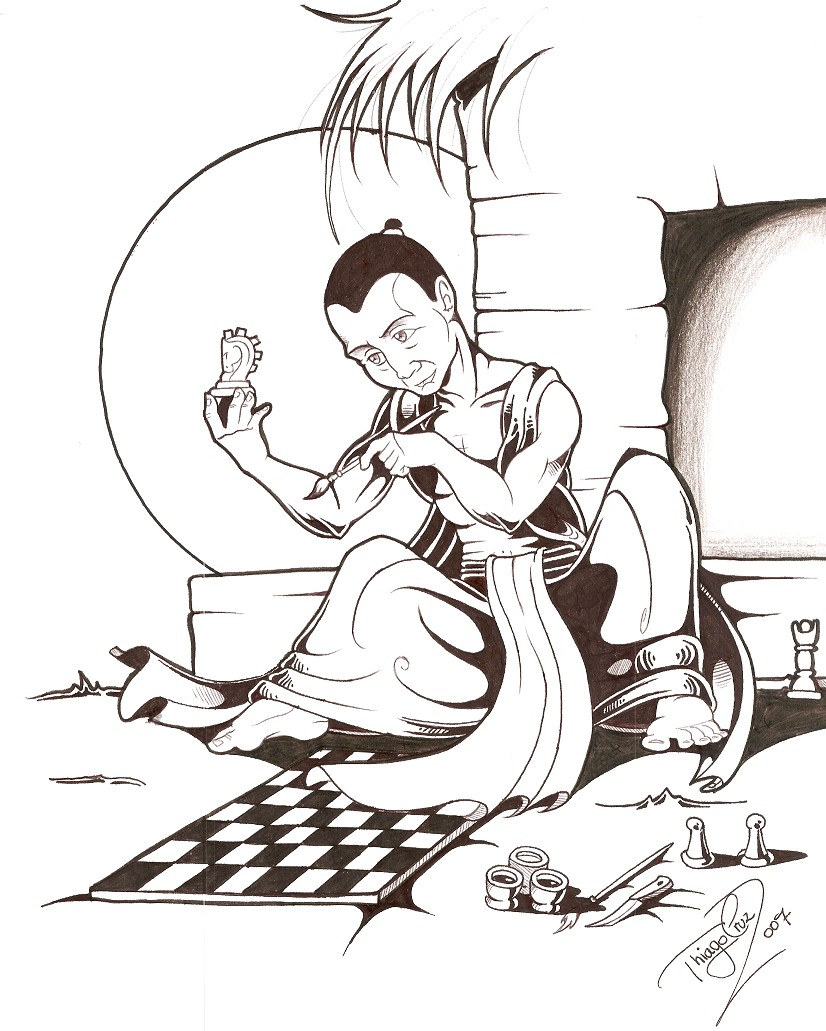
O brâmane indiano Sessa ibn criando o Chaturanga, predecessor do Jogo de Xadrez (na concepção do artista brasileiro Thiago Cruz, 2007)

Existem diversas mitologias associadas à criação do xadrez, sendo uma das mais famosas aquela que atribui ao jovem brâmane (sacerdote) indiano Sessa ibn Daher. Segundo a lenda, contada em O Homem que Calculava do escritor e matemático brasileiro Júlio César de Melo e Sousa, de pseudônimo Malba Tahan, numa província indiana de Taligana havia um poderoso rajá que perdera o filho em batalha. O rajá estava em constante depressão e passou a descuidar-se de si e do reino.
Certo dia o rajá foi visitado por Sessa, que apresentou-lhe um tabuleiro com 64 casas brancas e pretas intercaladas e com diversas peças que representavam tropas do exército: infantaria, cavalaria, carros de combate, condutores de elefantes, o principal vizir e o próprio rajá. O sacerdote explicou ao rajá que a prática do jogo daria conforto espiritual e cura para a depressão, o que realmente ocorreu.
O rajá, agradecido, ofereceu uma recompensa a Sessa por sua invenção e o brâmane pediu simplesmente um grão de trigo para a primeira casa do tabuleiro, dois para a segunda, quatro para a terceira, oito para a quarta e assim sucessivamente até a última casa. Espantado com a modéstia do pedido, o rajá ordenou que fosse pago imediatamente a quantia em grãos que fora pedida
Após os cálculos, os sábios do rajá ficaram atônitos com o resultado que a quantidade de grãos atingiu, pois, toda a safra do reino durante 2 000 anos não seria suficiente para cobri-la. Impressionado com a inteligência do brâmane, o rajá o convidou para ser o principal vizir do reino, tendo assim sua dívida em trigo perdoada.
Diz uma outra lenda que a criação do xadrez deve-se ao grego Palamedes, que teria inventado o jogo de xadrez como um passatempo para distrair os príncipes e seus soldados durante o longo período que durou o cerco imposto pelos gregos a cidade-estado de Troia. Os gregos foram os primeiros a documentar a existência do jogo. O poeta Homero descreve no primeiro livro da Odisseia uma partida de xadrez entre os pretendentes da rainha Penélope, às portas da casa do esposo Ulisses, em Ítaca. Já o dramaturgo Eurípedes, em sua tragédia Ifigênia em Áulis, apresenta Ajax e Protesilau disputando uma partida de xadrez.
A terceira lenda atribui a invenção do jogo ao deus Marte(Mitologia Romana) ou Ares(Mitologia Grega) que foi inspirado pela dríade Caíssa do poema homônimo. Trata-se de uma lenda contemporânea, criada em 1763 por William Jones, um famoso orientalista britânico, que publicou quando estudava na Universidade de Oxford, o longo poema Caíssa, sobre uma ninfa dos carvalhos que habitava nos bosques da antiga Trácia. Caíssa e sua associação à criação do jogo de xadrez adquiriu enorme popularidade nos países anglófonos após as citações de Petter Pratt em seu livro Studies of Chess (Londres, 1803) e George Walker em Chess and Chessplayers (Londres, 1950). Posteriormente, na França, a musa foi citada por La Bourdonnais, Saint Aimant, dentre outros, em artigos escritos na La Palamède, a primeira revista do mundo dedicada ao xadrez. Desta forma, o jogo de xadrez também veio a ser conhecido poeticamente como a Arte de Caíssa.

### Origens históricas

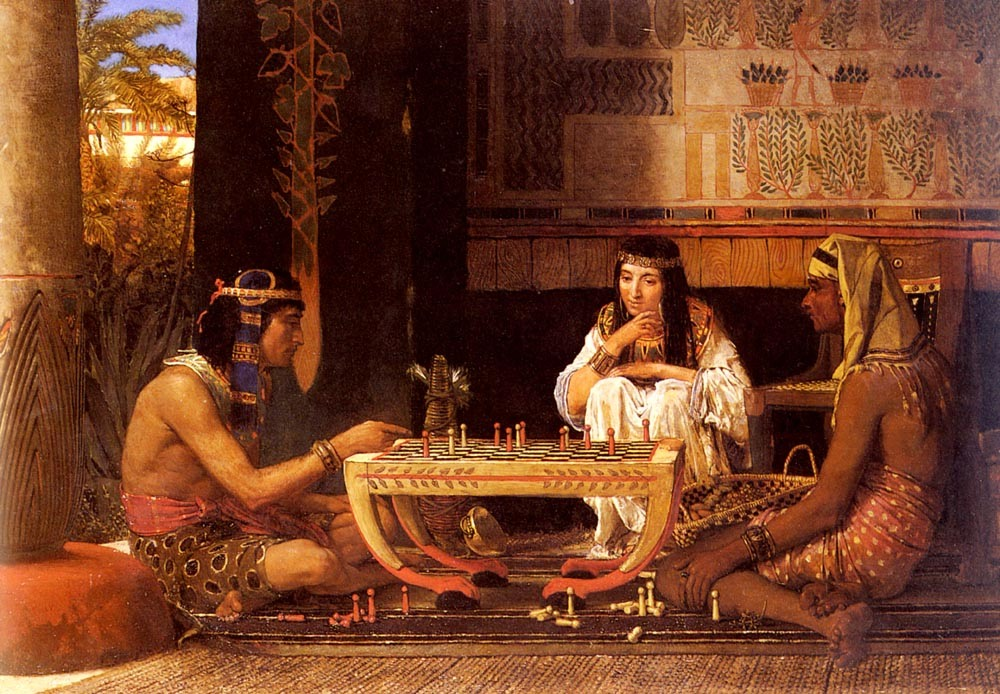
Nobres egípcios jogando uma forma primitiva de xadrez, segundo a concepção artística de Sir Lawrence Alma-Tadema, (1879)

Embora algumas civilizações antigas tenham sido apontadas como o berço do xadrez, tais como o Antigo Egito e a China dinástica, na atualidade pesquisas afirmam que o jogo tenha se originado na Índia por volta do século VI, num formato primitivo com regras diferentes das atuais, o antecessor denominado Chaturanga em sânscrito.
Posteriormente o Chaturanga difundiu-se na Pérsia durante o século VII (após conquista do árabes islâmicos sobre a Pérsia), recebendo o nome persa Chatrangue, provavelmente com regras diferentes em relação ao jogo indiano.

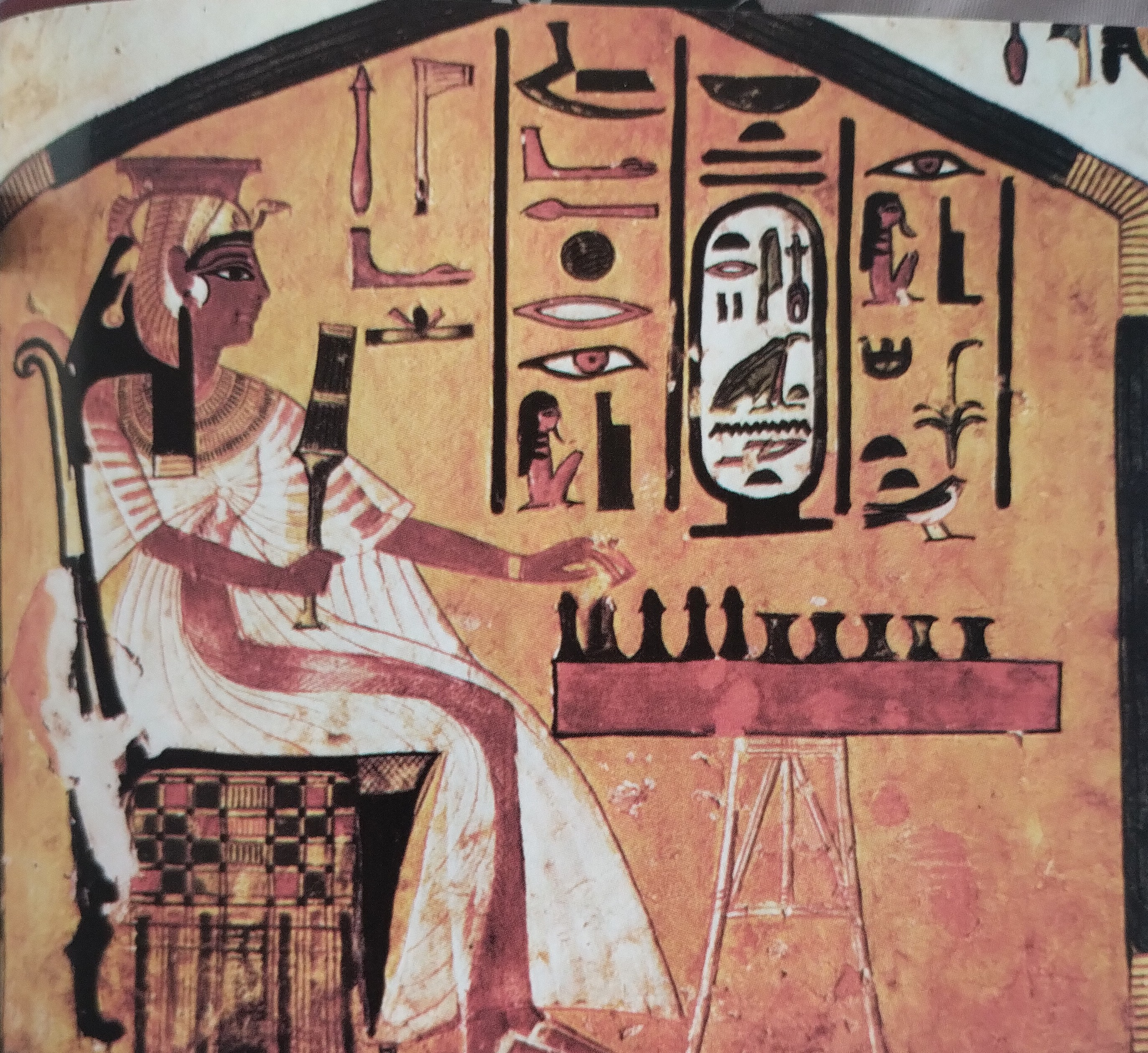
Rainha Nefertari jogando senet, um jogo semelhante ao xadrez. Detalhe de afresco presente na tumba da Rainha Nefertari, XIX dinastia c. 1297-1185 a.C., Vale das Rainhas, Luxor.

As peças se mantiveram durante muito tempo com os seus nomes persas originais, apesar do nome do jogo mudar para Xatranje Dentre os praticantes de Chatrangue à época, destaca-se Alrazi, Aladli, o historiador Alçuli e seu discípulo al-Lajlaj. Diversos estudos foram feitos por Alçuli com o objetivo de compreender os princípios das aberturas e os finais de partida, além de classificar os praticantes de Xatranje em cinco categorias segundo a sua força de jogo.
Uma teoria alternativa sustenta que o xadrez surgiu na China e se espalhou para Ásia Central e chegou à Pérsia no século VII. O especialista em xadrez Samuel Howard Sloan afirma que o xadrez (anterior ao chaturanga) foi criado na China em 204-203 a.C. pelo general Han Xin - embora a maioria dos especialistas ocidentais não aceite essa tese - há duas referências populares ao xadrez na antiga literatura chinesa. A primeira foi na coleção de poemas "Chu Chi" durante a Dinastia Chou (1046 - 255 a.C.). A segunda é no livro "Shuo Yuan".
O xadrez chegou ao ocidente, provavelmente levado de caravana através do deserto de Gobi até o Uzbequistão, onde as mais antigas peças conhecidas (um elefante "em pé") datado do século II foram encontradas. De lá cruzou o Afeganistão, chegando à Pérsia por volta do século VII. A língua indiana, o hindi, é substancialmente derivado do Persa. A história daquele período indica que as coisas eram exportadas da Pérsia para a Índia - há uma profusão de material literário disponível em sânscrito, indo até 1 500 a.C. - e assim o xadrez também foi exportado também para a Etiópia, em um formato simples e pouco conhecido, onde ambos os lados se movem simultaneamente e com rapidez.
Na passagem do primeiro milênio da nossa era, o jogo já estava difundido por toda a Europa, chegando a Península Ibérica no século X, sendo citado no manuscrito do século XIII, o Libro de los juegos, que discorria sobre o Xatranje, entre outros jogos.

### Origens do xadrez moderno (1450-1850)

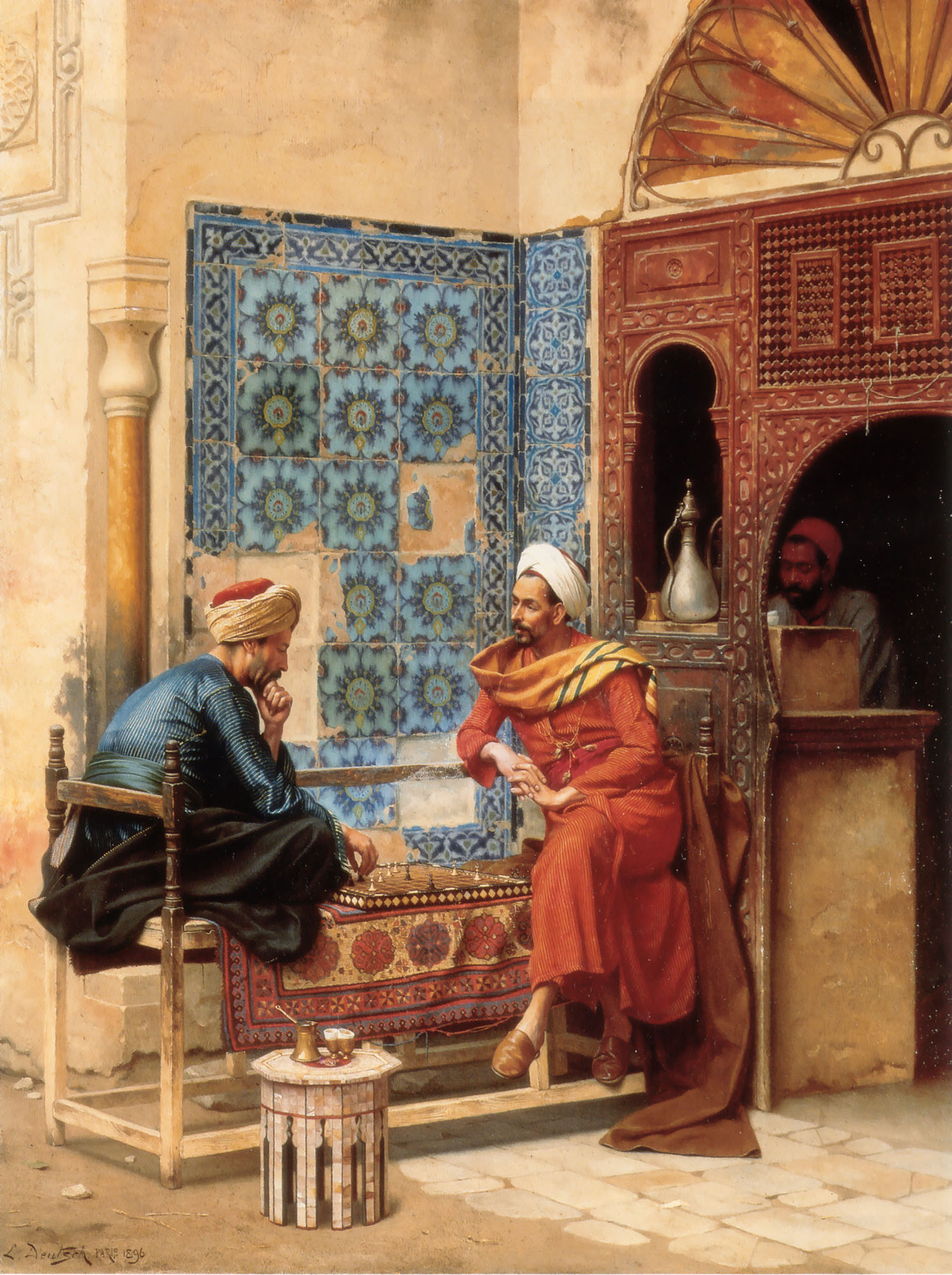
Enxadristas árabes disputando uma partida de xadrez, na concepção de Ludwig Deutsch, (1896)

As peças no jogo antecessor ao xadrez tinham movimentos bem limitados: o elefante (antecessor do bispo) somente podia mover-se em saltos por duas casas nas diagonais, o vizir (antecessor da dama) somente uma casa nas diagonais, os peões não podiam andar duas casas em seu primeiro movimento e não existia ainda o roque. Os peões somente podiam ser promovidos a vizir que era a peça mais fraca, depois do peão, em razão da sua limitada mobilidade.
Por volta do ano de 1200, as regras do xadrez começaram a sofrer modificações na Europa e aproximadamente em 1475, deram origem ao jogo assim como o conhecemos nos dias de hoje. As regras modernas foram adotadas primeiramente na Itália (ou, segundo outras fontes, na Espanha): os peões adquiriram a capacidade de mover-se por duas casas no seu primeiro movimento e de tomar outros peões en passant, enquanto bispos e damas obtiveram sua mobilidade atual. A dama tornou-se a peça mais poderosa do jogo. Estas mudanças rapidamente se difundiram por toda a Europa Ocidental, com exceção das regras sobre o empate, cuja diversidade de local para local somente se consolidou em regras únicas no início do século XIX.
Por esta época iniciou-se o desenvolvimento da teoria enxadrística. A mais antiga obra impressa sobre o xadrez, Repetición de Amores y Arte de Ajedrez, escrito pelo sacerdote espanhol Luís de Lucena, foi publicado em Salamanca no ano de 1497. Lucena e outros antigos mestres do Séculos XVI e XVII, como o português Pedro Damiano de Odemira, os italianos Giovanni Leonardo Di Bonna, Giulio Cesare Polerio, Gioacchino Greco e o bispo espanhol Ruy López de Segura, desenvolveram elementos de aberturas e defesas, tais como Abertura Italiana, Ruy López e o Gambito do Rei, além de terem feito as primeiras análises sobre os finais.

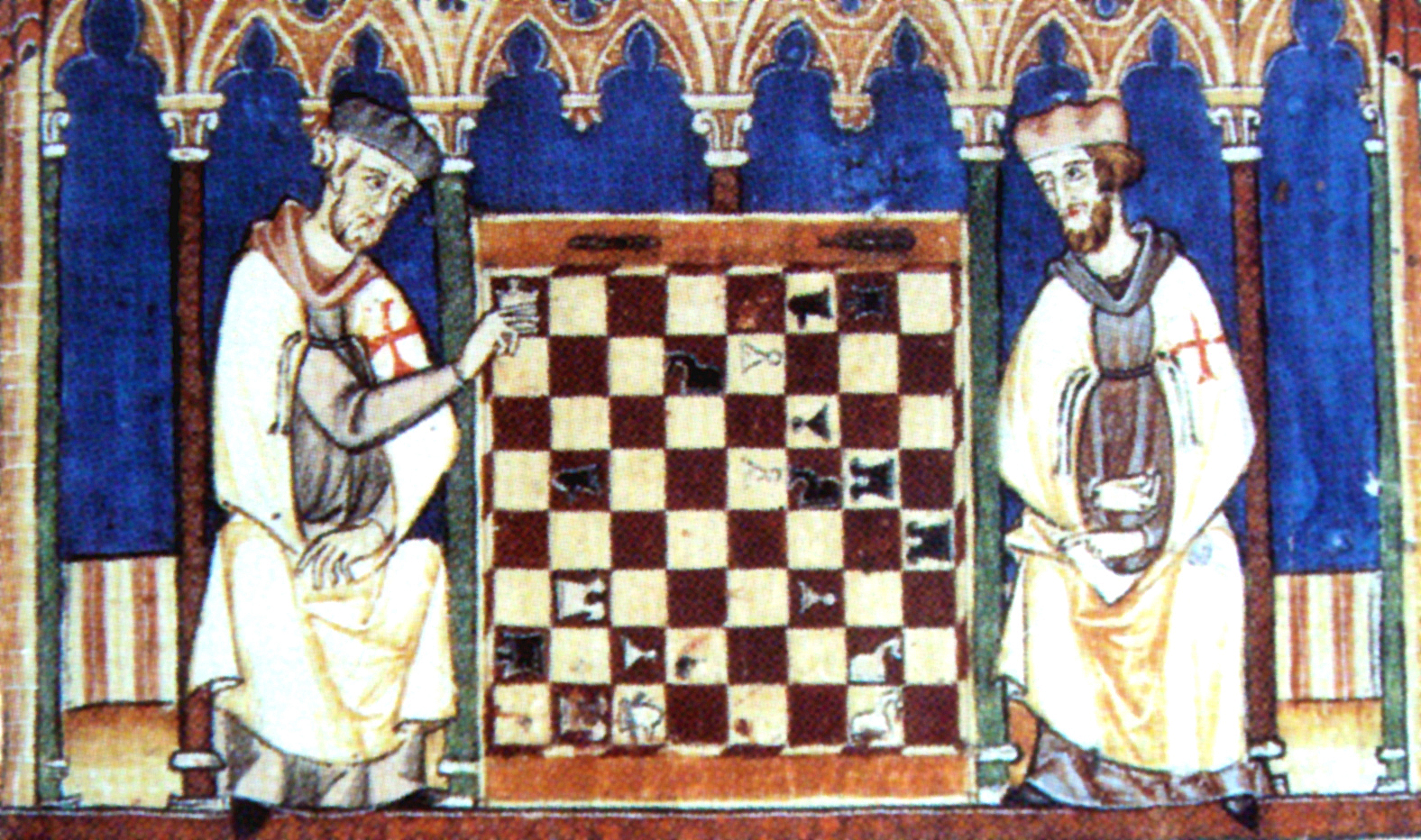
Templários disputando uma partida de xadrez numa iluminura do Libro de los juegos (1283)

No século XVIII, a França passou a ocupar o centro dos acontecimentos enxadrísticos. Os mais importantes mestres eram o músico André Philidor, que descobriu a importância dos peões na estratégia do xadrez, e Louis de la Bourdonnais que venceu uma famosa série de matches contra o mais forte enxadrista britânico da época, Alexander McDonnell, em 1834. O centro da vida enxadrística nesse período eram as coffee houses nas maiores cidades europeias, dentre elas o Café de la Régence em Paris e o Simpson’s Divan em Londres.
Durante todo o século XIX, as entidades enxadrísticas se desenvolveram rapidamente. Diversos clubes de xadrez e vários livros sobre enxadrismo foram publicados. Passaram a ocorrer matches por correspondência entre cidades, tais como o ocorrido entre o London Chess Club contra o Edinburgh Chess Club em 1824. As composições de xadrez tornaram-se comuns nos jornais, nos quais Bernhard Horwitz, Josef Kling e Samuel Loyd compuseram alguns dos mais famosos problemas de xadrez daquela época. No ano de 1843, a primeira edição do Handbuch des Schachspiels foi publicada, escrita pelos mestres germânicos Paul Rudolf von Bilguer e Tassilo von Heydebrand, sendo considerada a primeira obra completa sobre a teoria enxadrística.

### O nascimento de um esporte (1850-1945)

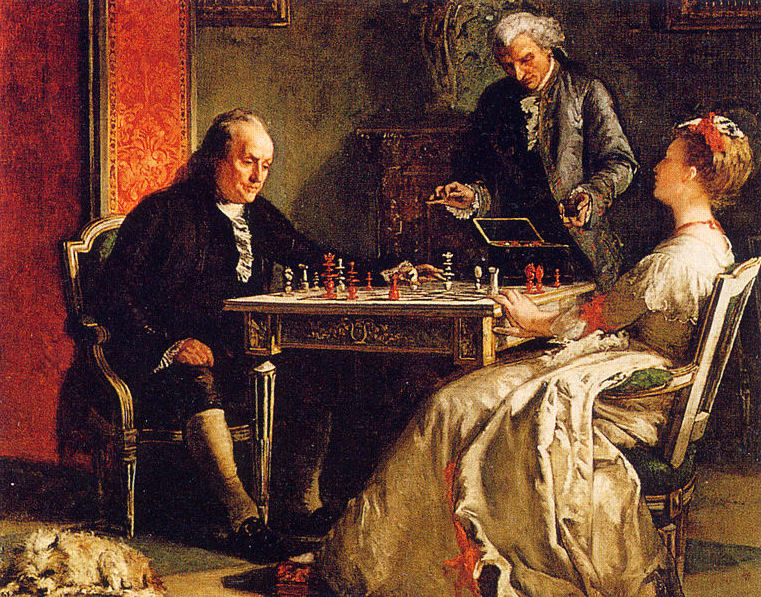
Benjamin Franklin disputando uma partida de xadrez, quadro do artista Edward Harrison May

O primeiro torneio moderno de enxadrismo ocorreu em Londres em 1851. O campeão foi o alemão Adolf Anderssen, relativamente desconhecido à época, sendo aclamado como o melhor enxadrista do mundo. O estilo de jogo dessa época é o chamado romântico, em que os jogadores saíam à caça do rei adversário através de ataques diretos, muitas vezes entregando material (peças e peões) para abrir linhas de ataque e atrasar a defesa adversária. Anderssen foi um mestre do xadrez romântico, realizando muitas combinações brilhantes com ataques de mate. Seu estilo enérgico e brilhante tornou-o muito popular e suas partidas repletas de sacrifícios, tais como a Imortal ou a Sempreviva, foram consideradas como as mais altas realizações da arte enxadrística. A Imortal é citada por alguns autores como a mais famosa partida da história do enxadrismo.
Uma visão mais profunda sobre a estratégia enxadrística veio com dois jovens enxadristas: Paul Morphy e Wilhelm Steinitz.

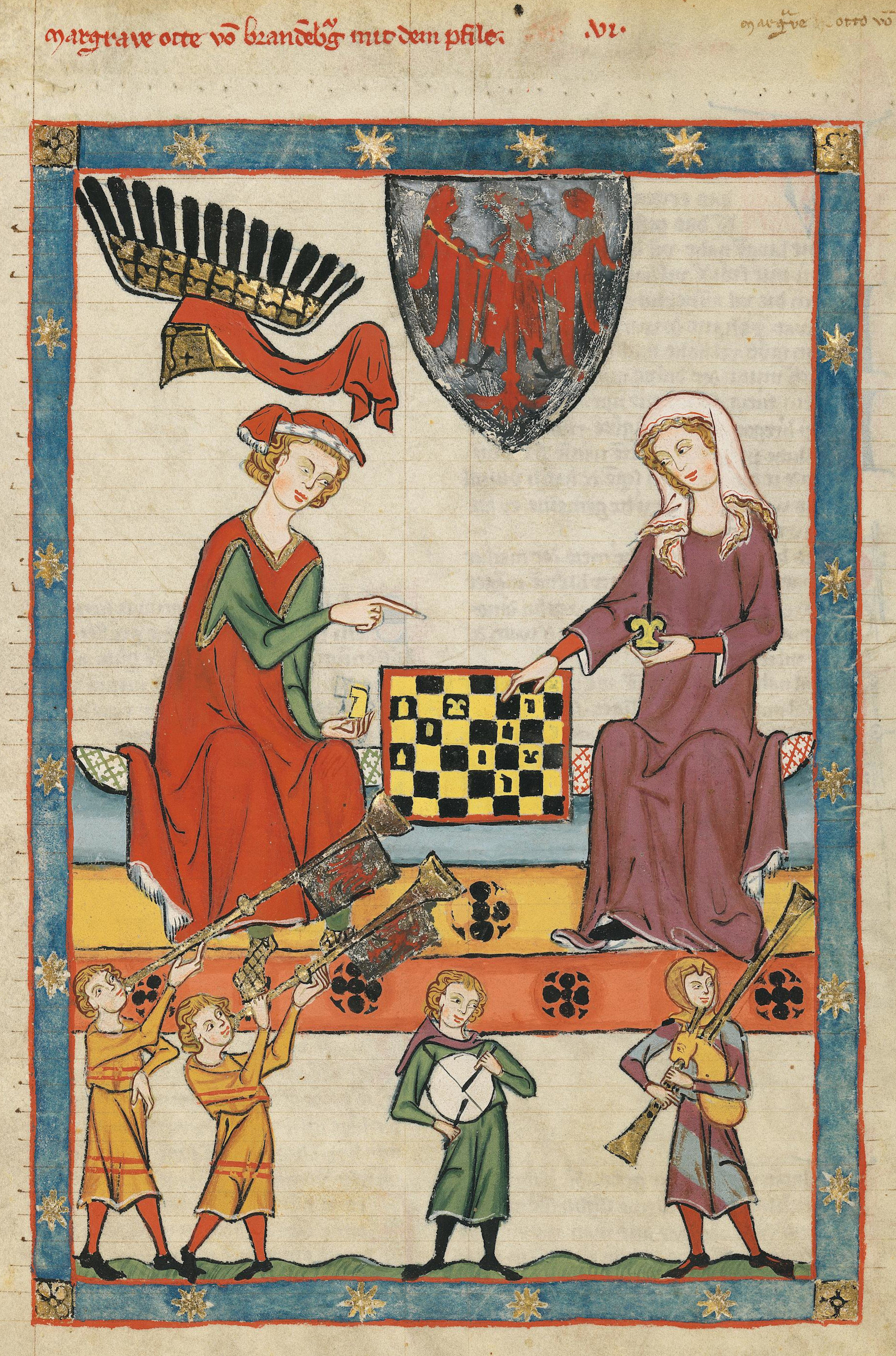
O imperador germânico ' jogando xadrez com uma cortesã numa iluminura de 1320

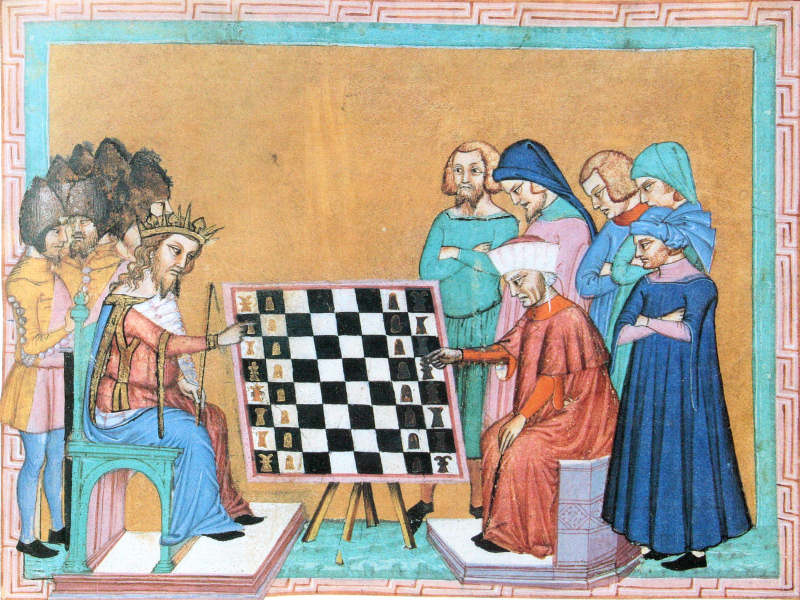
Rei europeu disputando uma partida de xadrez numa iluminura do Liber de Moribus, (aprox. 1300)

O norte-americano Morphy, um extraordinário prodígio, venceu todos seus oponentes – incluindo o próprio Anderssen, a quem derrotou em uma série de partidas quando realizou um giro pela Europa. Sua curta carreira se deu entre os anos de 1857 e 1863 e, depois de uma segunda viagem vitoriosa à Europa, Morphy retornou a Nova Orleans, sua cidade natal, e abandonou por completo o xadrez. O sucesso de Morphy originou-se de uma combinação de ataque fulminante e profunda estratégia. O que o diferenciava dos demais mestres românticos era uma apurada noção de tempo e uma habilidade ímpar para jogar posições abertas, baseando seus ataques no cálculo exato dos lances futuros.
A concepção estratégica do xadrez foi mais tarde reinventada pelo mestre e teórico austríaco Wilhelm Steinitz. No início de sua carreira, Steinitz também jogava no estilo romântico, mas aos poucos desenvolveu um novo entendimento, chamado posicional. Segundo ele, um ataque prematuro não terá sucesso se não for baseado em fraquezas na posição adversária. Em vez de partir para a agressão frontal, Steinitz procurava estabelecer superioridade no centro do tabuleiro e daí se impor ao adversário. A proposta teve pouca aceitação no início, mas o sucesso do próprio Steinitz mostrou que o jogo posicional superava o estilo romântico, expondo as fraquezas que os jogadores criavam ao tentar o ataque a todo custo.
Steinitz iniciou uma outra importante tradição: após o seu triunfo sobre o proeminente mestre alemão Johannes Zukertort, em 1886, foi considerado como o primeiro campeão mundial de xadrez. Ele defendeu seu título com sucesso por duas vezes contra outro importante mestre da época, o russo Mikhail Tchigorin, considerado o precursor da escola russa. Steinitz veio perder a coroa somente em 1894 para um jovem filósofo e matemático alemão, Emanuel Lasker, que manteve o seu título por 27 anos, a mais longa permanência como campeão do mundo de todos os tempos. É preciso lembrar que, nessa época, o campeonato mundial não era regulado por uma federação nem havia regras definidas para sua disputa. O campeão aceitava ou não um desafio, normalmente exigindo que o desafiante providenciasse a bolsa de prêmios e as condições de jogo. Lasker beneficiou-se dessa circunstância porque, embora tenha colocado o título várias vezes em disputa, evitou os adversários mais perigosos: o também alemão Siegbert Tarrasch, que teve sua melhor fase na virada do século, e o polonês Akiba Rubinstein.
Lasker foi o primeiro enxadrista a utilizar métodos psicológicos contra seus adversários. Seu estilo era pouco compreendido na época e ainda hoje suscita discussões. Ele nem sempre fazia o lance mais forte disponível na posição: procurava jogar da maneira mais incômoda ao adversário e em várias ocasiões jogou de forma provocativa, atraindo o oponente para um ataque precipitado ou uma formação com pontos fracos. Lasker foi um mestre do contra-ataque e fez uso brilhante dessa habilidade para se impor aos adversários.
Mas foi o prodígio cubano, o diplomata José Raúl Capablanca, campeão do mundo no período compreendido entre 1921 e 1927, que colocou um fim no reinado germânico do mundo do xadrez. Capablanca amava posições simples e os finais de jogo; permaneceu imbatível nos torneios por oito anos até 1924. Capablanca é considerado nos dias atuais como o maior talento natural da história do enxadrismo e o maior enxadrista hispânico de todos os tempos. Seu sucessor foi Alexander Alekhine, um forte atacante, que morreu como campeão do mundo em 1946, tendo perdido seu título por um breve período de tempo para o enxadrista holandês Max Euwe em 1935, conquistando-o novamente dois anos depois.
No período compreendido entre as duas grandes guerras mundiais, a teoria enxadrística foi revolucionada por uma nova escola de pensamento conhecida como Hipermodernismo, liderada por Aaron Nimzowitsch e Richard Réti. Eles negavam a validade absoluta dos princípios da escola posicional que tinha sido estabelecida por Steinitz e Tarrasch. Os hipermodernistas defendiam o controle à distância do centro do tabuleiro por meio de peças, em lugar de ocupar as casas centrais com peões, convidando os adversários a ocupar o centro com seus peões que logo se tornariam alvos de ataque.
Desde o final do século XIX, o número de torneios e matches entre mestres vem rapidamente crescendo. Em 1914, o título de grande mestre foi pela primeira vez conferido oficialmente pelo czar russo Nicolau II aos cinco finalistas do torneio de São Petersburgo: Capablanca, Lasker, Alekhine, Tarrasch e Marshall. Esta tradição continua sendo seguida pela FIDE, fundada em 1924, até os dias de hoje.

### Era pós-guerra (1945 até o presente momento)

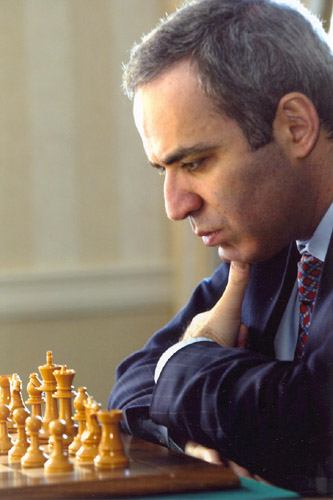
Garry Kasparov, considerado um dos maiores campeões de xadrez de todos os tempos, com títulos mundiais consecutivos de 1985 a 2000

Após a morte de Alekhine, o novo campeão do mundo foi selecionado em um torneio de enxadristas de elite, organizado pela FIDE que, desde então, vem conferindo o título. O vencedor do torneio de 1948, o soviético Mikhail Botvinnik, iniciou um era de hegemonia soviética no mundo do xadrez. Até a dissolução da União Soviética, houve somente um campeão do mundo não soviético, o norte-americano Robert Fischer.
No sistema informal que era adotado anteriormente, o campeão do mundo tinha o direito de decidir com qual desafiante disputaria o título mundial, ficando a cargo do desafiante a busca por patrocinadores para o match. A FIDE veio então a estabelecer um novo e moderno sistema de torneios de classificação e matches que substituía este sistema arcaico. Os melhores enxadristas do mundo passaram a ser selecionados primeiramente nos Torneios Zonais, sendo seguidos pelos Torneios Interzonais. Os melhores finalistas dos Torneios Interzonais participam do Torneio de Candidatos que, por sua vez, definirá quem será o desafiante que poderá então disputar a coroa com o campeão do mundo. Um campeão derrotado neste match final tinha o direito de jogar um rematch no ano seguinte. O sistema funcionava em um ciclo de três anos.
Botvinnik venceu o campeonato mundial em 1948 e reteve a coroa nos anos de 1951 e 1954. Em 1957, a perdeu para Vasily Smyslov, mas recuperou o título pelo rematch em 1958. Em 1960, ele perdeu novamente para Mikhail Tal. Botvinnik recuperou o título novamente em 1961.
Entretanto, a partir de 1961, a FIDE aboliu a cláusula do rematch, e o campeão seguinte, Tigran Petrosian, um gênio da defesa e um fortíssimo jogador posicional, manteve a coroa no período de 1963 a 1969. Seu sucessor, Boris Spassky, foi campeão do mundo entre os anos de 1969 e 1972, sendo um formidável enxadrista tanto no jogo posicional quanto em agudas situações táticas.

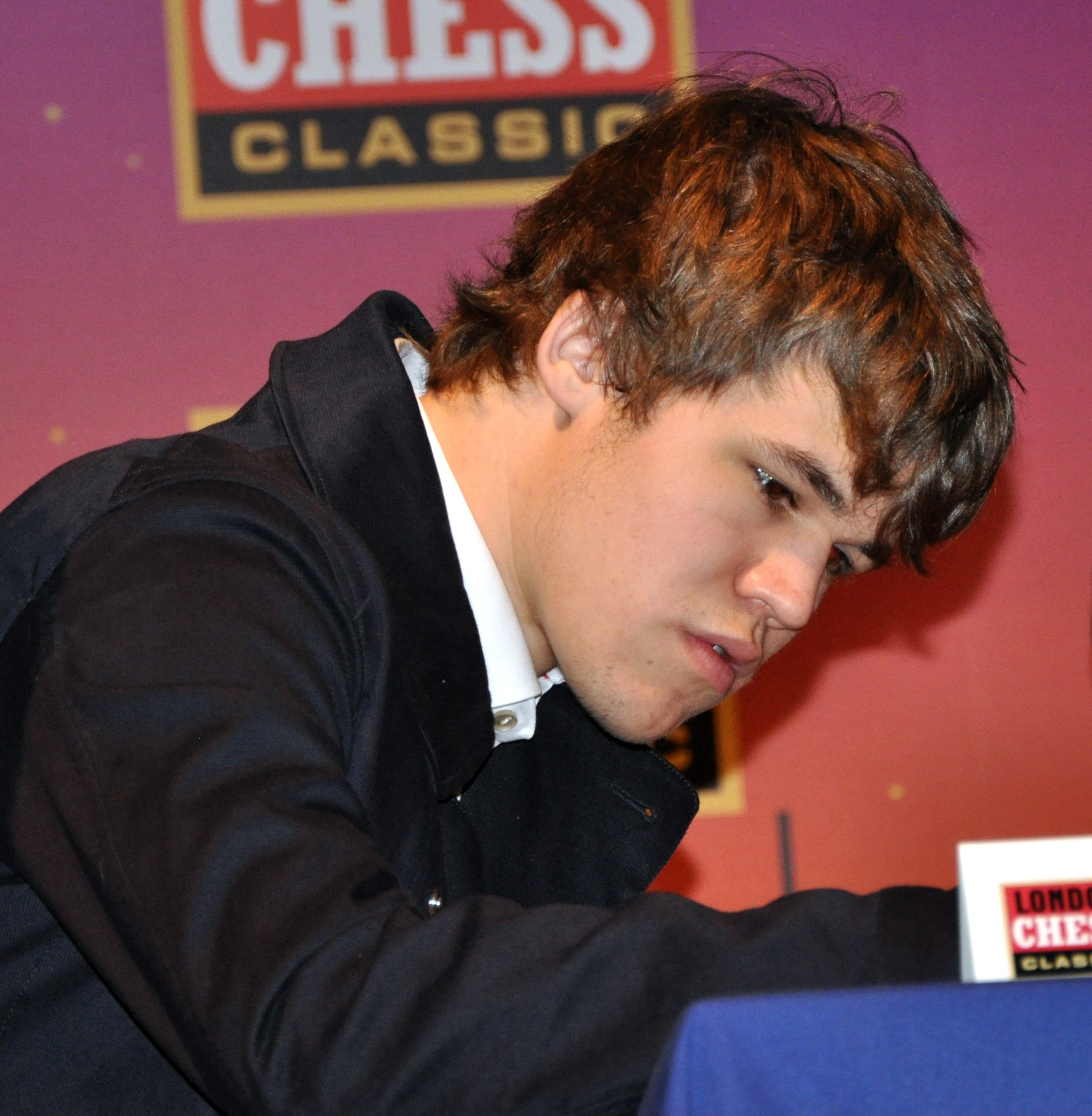
Magnus Carlsen, o atual jogador com maior rating

O campeonato seguinte, disputado entre Spassky e o jovem norte-americano Robert Fischer, foi aclamado como o Match do Século. O match foi vencido por Fischer que, em 1975, se recusou a defendê-lo contra o soviético Anatoly Karpov. A FIDE concedeu o título a Karpov que o defendeu duas vezes contra Viktor Korchnoi e dominou o mundo do xadrez nas décadas de 1970 e 1980 com uma longa série de vitórias.
A supremacia de Karpov terminou em 1985 pelas mãos de um outro enxadrista soviético, Garry Kasparov. Kasparov e Karpov disputaram ainda o título mundial cinco vezes entre os anos de 1984 e 1990.
Em 1993, Kasparov e Nigel Short romperam com a FIDE e organizaram o seu próprio match pelo título mundial, fundando a Professional Chess Association. Como consequência naquele período passaram a existir dois campeões mundiais, representando entidades distintas, a FIDE e a PCA. Logo depois do campeonato de 1995 a PCA faliu, e Kasparov não tinha nenhuma organização de onde escolher seu desafiante. Em 1998, ele então fundou o Conselho Mundial de Xadrez e organizou o Campeonato Mundial de Xadrez Clássico. Uma reunificação dos títulos somente veio a ocorrer em 2006, quando o russo Vladimir Kramnik derrotou o campeão FIDE Veselin Topalov e tornou-se o campeão do mundo das duas coroas.
Em 2007, o título mundial pela FIDE foi conquistado pelo indiano Vishy Anand durante o evento denominado Campeonato Mundial de Ajedrez México 2007, onde Kramnik foi um dos finalistas.
Em 2008, Anand confirmou o título mundial de xadrez durante o match em Bonn, realizado nos dias 26 de outubro a 1 de novembro. O resultado do match foi definido no dia 29, com o empate de Kramnik e Anand, com ampla vantagem do indiano (6,5 a 4,5), tornando desnecessária a 12ª. partida do match.
Com esta vitória, Anand também se torna o primeiro campeão de xadrez nas três modalidades: knockout, torneio e match.
Anand voltou a confirmar o título mundial contra Boris Gelfand em 2012 (8,5 a 7,5), mas o perdeu em 2013 para o norueguês Magnus Carlsen por 6,5 a 3,5. Carlsen conquistou o título quatro anos após assumir o topo do ranking da FIDE, e no mesmo ano em que bateu o recorde de maior rating Elo da história (antes pertencente a Kasparov), com 2872 pontos. Em novembro de 2014, Carlsen confirma o título ao derrotar, em Sochi, na Rússia, o ex-campeão Anand. Carlsen confirmou ainda o título em 2016 contra o russo Sergei Karjakin e em 2018 contra o norte-americano Fabiano Caruana, em ambas as ocasiões por desempates em partidas rápidas após empate de 6 a 6 pontos em 12 partidas clássicas. Em 2021, Carlsen confirmou o título mundial mais uma vez contra Ian Nepomniachtchi por 7,5 a 3,5. Em 2022, Nepomniachtchi vence o Torneio de Candidatos de 2022, ganhando a oportunidade de disputar o título mundial contra Carlsen mais uma vez. Contudo, em julho de 2022, Carlsen afirmou em um podcast que renunciaria ao título de campeão mundial por não se sentir motivado a disputá-lo novamente. Dessa maneira, o título mundial será disputado entre Ian Nepomniachtchi e Ding Liren, segundo colocado no ranking do Torneio de Candidatos de 2022.
O Match foi disputado em Astana, Casaquistão, entre os dias 7 de abril a 1 de maio de 2023, após um empate de 7 a 7 na etapa de partidas clássicas, que foi decidido nas partidas rápidas, sendo vencido pelo GM Ding Liren se tornando o 17º Campeão Mundial de xadrez.
De acordo com Rob Edwards e Jeff Sonas há um efeito inflacionário no rating de Xadrez ao longo dos anos, fazendo com que a comparação entre jogadores de épocas diferentes, para que seja justa, precisa promover alguns ajustes para descontar a inflação. Quando se faz tais ajustes, verifica-se que o jogador com pico de rating mais alto na história (entre 1850 e 2004) foi Bobby Fischer, com 2895.

### No mundo lusófono

#### Brasil
No Brasil, o xadrez é um jogo que goza de muitos adeptos, mas sempre com períodos de hiatos e efervescências entre as gerações. É no império, durante o século XIX, que começa a se estruturar oficialmente, particularmente na corte do Rio de Janeiro. O primeiro torneio de xadrez efetuado no Brasil, em 1880, contou com a participação de Machado de Assis (que foi o primeiro brasileiro a ter um problema de xadrez publicado), Arthur Napoleão (grande divulgador e pioneiro do jogo no Brasil), João Caldas Viana Filho, visconde de Pirapitinga (o primeiro grande enxadrista brasileiro e provavelmente o maior jogador surgido no Brasil até 1930), Charles Pradez (suíço que residiu alguns anos no Rio de Janeiro), Joaquim Navarro e Vitoriano Palhares.

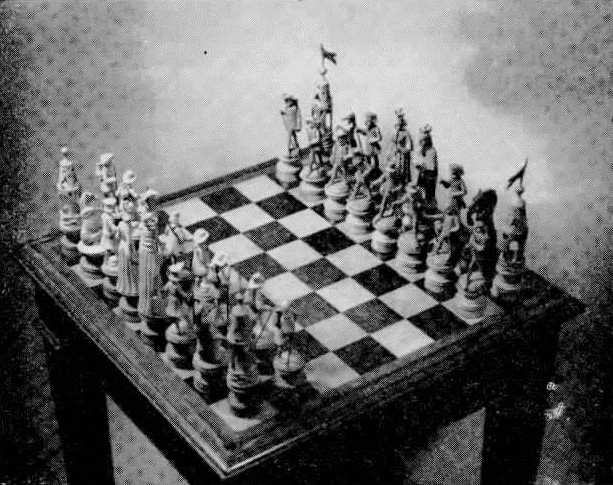
Tabuleiro de xadrez que pertenceu a Machado de Assis, aficionado pelo jogo e o primeiro brasileiro a publicar um problema de xadrez. Nos anos 60, o tabuleiro estava na posse do Marechal Estevão Leitão de Carvalho. Em 1997, o tabuleiro de madeira e vidro, em estilo imperial, era mantido junto a diversos outros móveis de Machado, como sua cama e mesa da sala de jantar, em más condições de conservação na biblioteca do Centro de Letras e Artes da Uni-Rio. Um ano depois, a Academia Brasileira de Letras se apropriou de todo seu mobiliário e acervo e fez um cuidadoso restauro que foi até mesmo mostrado em exibição. Só existem seis tabuleiros de xadrez esculpidos em madeira no mundo, sendo este o único na América do Sul

Os campeonatos nacionais ocorrem desde 1927, sendo que o primeiro campeão foi Souza Mendes em campeonato disputado no Rio de Janeiro. O primeiro campeonato brasileiro feminino ocorreu em 1960 na cidade de Brusque e a primeira campeã foi Dora Rúbio.
Na literatura enxadrística, O Perfeito Jogador de Xadrez ou Manual Completo deste Jogo (1850), de Henrique Velloso d’Oliveira, é o primeiro livro inteiramente sobre xadrez publicado no Brasil. Depois, vem Caissana Brasileira, escrito pelo já citado Arthur Napoleão, um livro com 500 problemas de xadrez e histórico do jogo no Brasil, publicado em 1898. O Xadrez Básico (1954), escrito pelo médico e mestre nacional Orfeu D’Agostini, influenciou gerações de enxadristas brasileiros, tornando-se um best-seller, assim como o Manual de Xadrez de Idel Becker, publicado em 1948. Na atualidade, um dos autores mais importantes é Rubens Filguth, que escreveu uma biografia de um dos melhores senão o melhor enxadrista brasileiro, intitulada Mequinho, o perfil de um gênio, além da obra de referência Xadrez de A a Z, dentre outras.

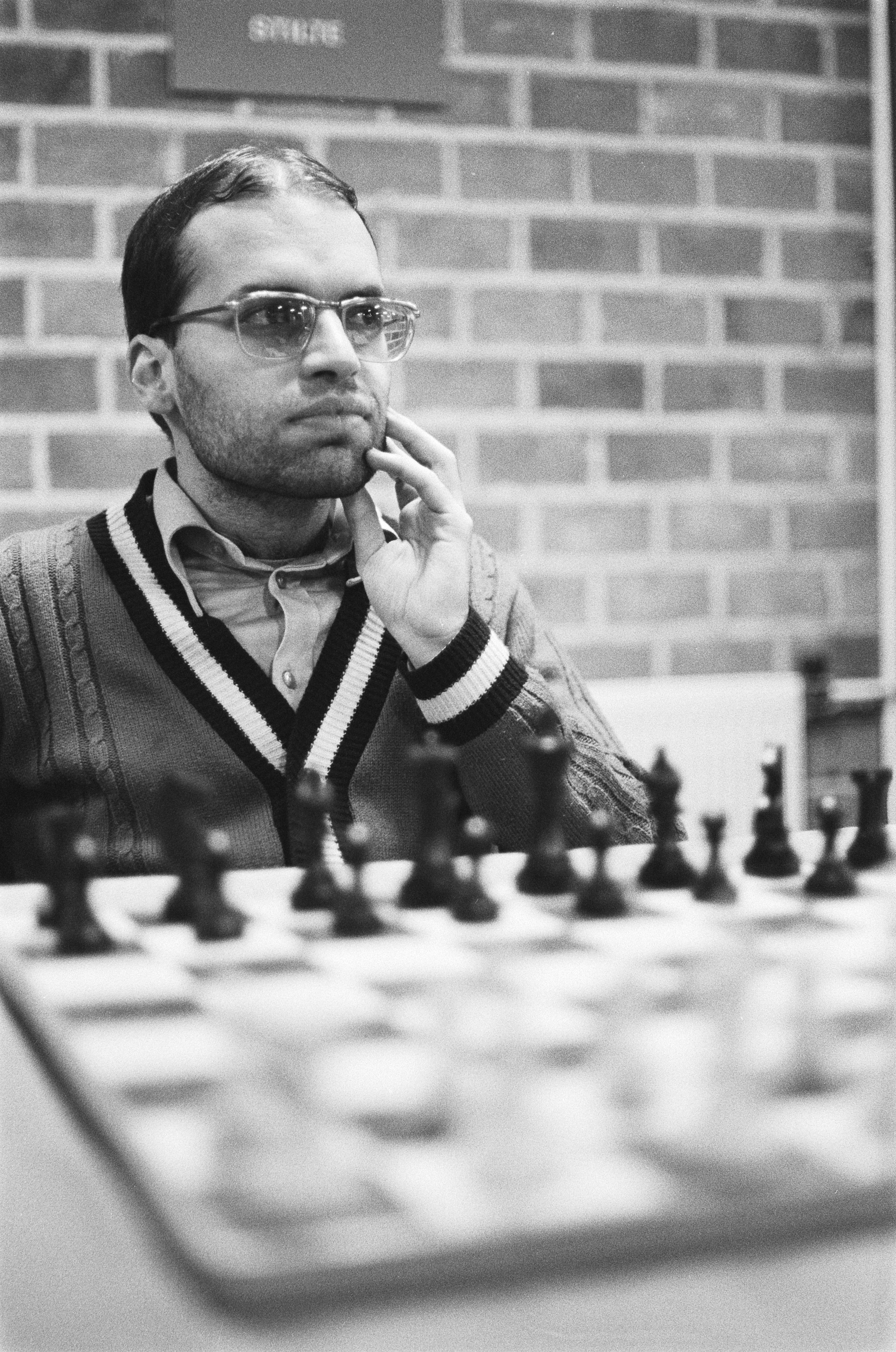
Henrique Mecking, conhecido como Mequinho, considerado nos anos 70 o melhor enxadrista brasileiro e o terceiro melhor do mundo

Henrique Mecking, mais conhecido como Mequinho, é considerado o mais importante enxadrista brasileiro, tendo alcançado o seu auge no ano de 1977, quando foi considerado o terceiro melhor jogador do mundo, superado apenas por Anatoly Karpov e Viktor Korchnoi. Todavia, uma doença grave, a miastenia, que compromete seriamente o sistema nervoso e os músculos, fez Mequinho abandonar as competições em 1978. No estágio mais grave da doença passou a frequentar os cultos da Renovação Carismática Católica. Ao se recuperar, passou a dedicar-se integralmente à religião, mas sempre alimentou a esperança de voltar a jogar xadrez. Finalmente voltou a jogar em 1991, num match de seis partidas contra o grande mestre Pedrag Nikolić. Em 2001, venceu Judit Polgar, a maior enxadrista do mundo. Mequinho vem participando de diversos torneios pela Internet e é atualmente um Grande Mestre Internacional, com uma pontuação de 2 565 no rating FIDE, ocupando a quarta posição no ranking brasileiro no início de 2008. No ano de 2008, a CBX organizou o I Campeonato Brasileiro pela Internet, disputado nos servidores do Internet Chess Club, cujo campeão foi o GM Henrique Mecking após final contra o GM Rafael Leitão, sendo o título decidido em um tie-break.
O atual campeão brasileiro pela Confederação Brasileira de Xadrez (CBX) é o GM Alexandr Fier, título conquistado na 88ª edição do Campeonato Brasileiro de Xadrez disputado na cidade de Recife em 2022. A campeã brasileira é MFJuliana Terao, título mantido no 61º Campeonato Brasileiro Feminino, realizado na cidade de Recife em dezembro de 2022.

#### Portugal

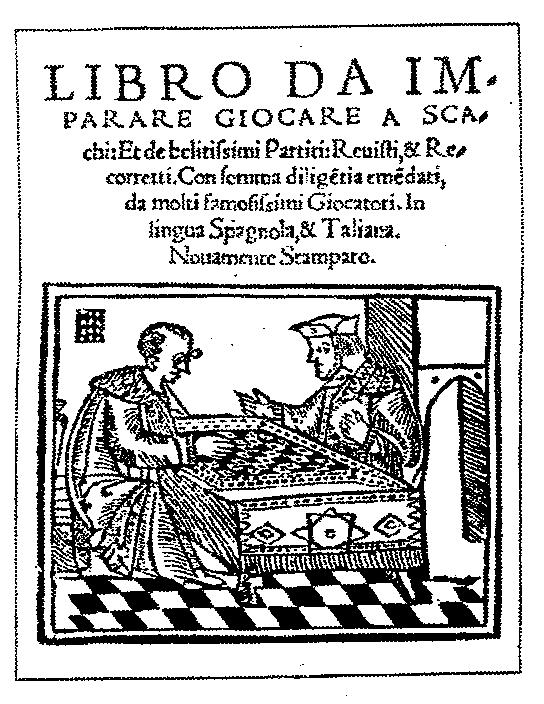
Questo Libro e da Imparare Giocare a Scachi, o célebre tratado do teórico português Damiano, publicado em 1512

Nascido em Portugal no século XV, o teórico e problemista Pedro Damião, natural de Odemira, foi o autor de um dos primeiros tratados sobre enxadrismo, escrito originalmente em italiano e espanhol, denominado Questo Libro e da Imparare Giocare a Scachi, publicado em 1512, em Roma, cidade para onde havia se refugiado, quando da expulsão dos judeus de Portugal, durante o reinado de Manuel I. Em sua homenagem, realiza-se anualmente na vila de Odemira o torneio de xadrez Open Internacional Damiano de Odemira. Na vila há também um monumento em memória a Damiano.
Na lista dos campeões mundiais de Xadrez da versão inglesa da Wikipédia, Pedro Damião (ou Damiano) aparece como o melhor jogador de sua época, sendo o único lusófono a alcançar esse patamar. De acordo com Mário Silva do Araújo, biógrafo de Damiano, a Defesa Damiano (1. e4 e5 2.Cf3 f6?!) nunca foi recomendada pelo notável mestre português; ao contrário, ele a considerava fraca, e numa partida de 1512 ele praticamente refutou esta defesa com o sacrifício 3. Cxe5.
Uma partida de Damiano está entre as mais antigas de que se tem registro. A mais antiga é de 1485 (ou 1475). A de Damiano é de 1497: 1. e4 e5 2. Nf3 Nf6 3. Ne5 Ne4 4. Qe2 Qe7 5. Qe4 d6 6. d4 f6 7. f4 Nd7 8. Nc3 de5 9. Nd5 Qd6 10. de5 fe5 11. fe5 Qc6 12. Bb5 Qc5 13. Be3 Qb5 14. Nc7.
Entre 1560 e 1575, houve outro português que foi considerado um dos melhores do mundo. É citado como "El Morro". Também é citado no Manual de Xadrez de Idel Becker como "El Moro", porém não como o melhor do mundo, por ter sido contemporâneo de Ruy Lopez, Leonardo da Cutri e Paolo Boi.
Em 2008, o campeão de Portugal é o Grande Mestre Luis Galego que detém um rating FIDE de 2 529 pontos em janeiro de 2008.

## Influência na cultura ocidental

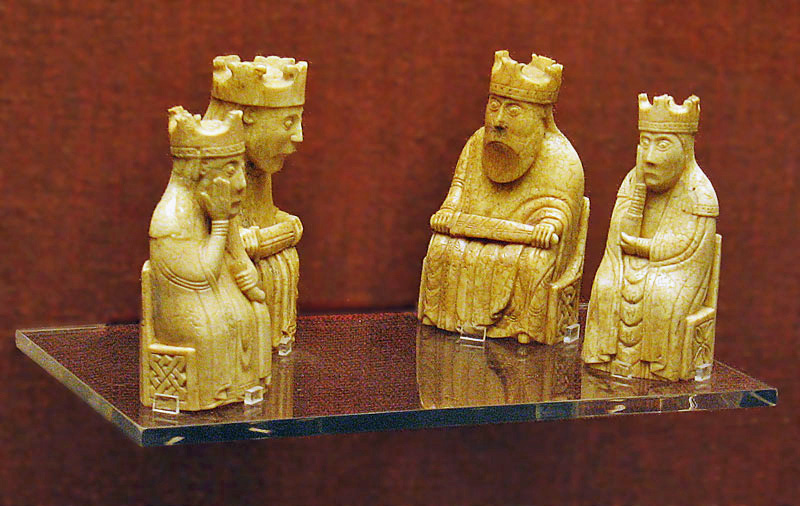
Peças de Lewis, entalhadas em marfim e datadas do século XI

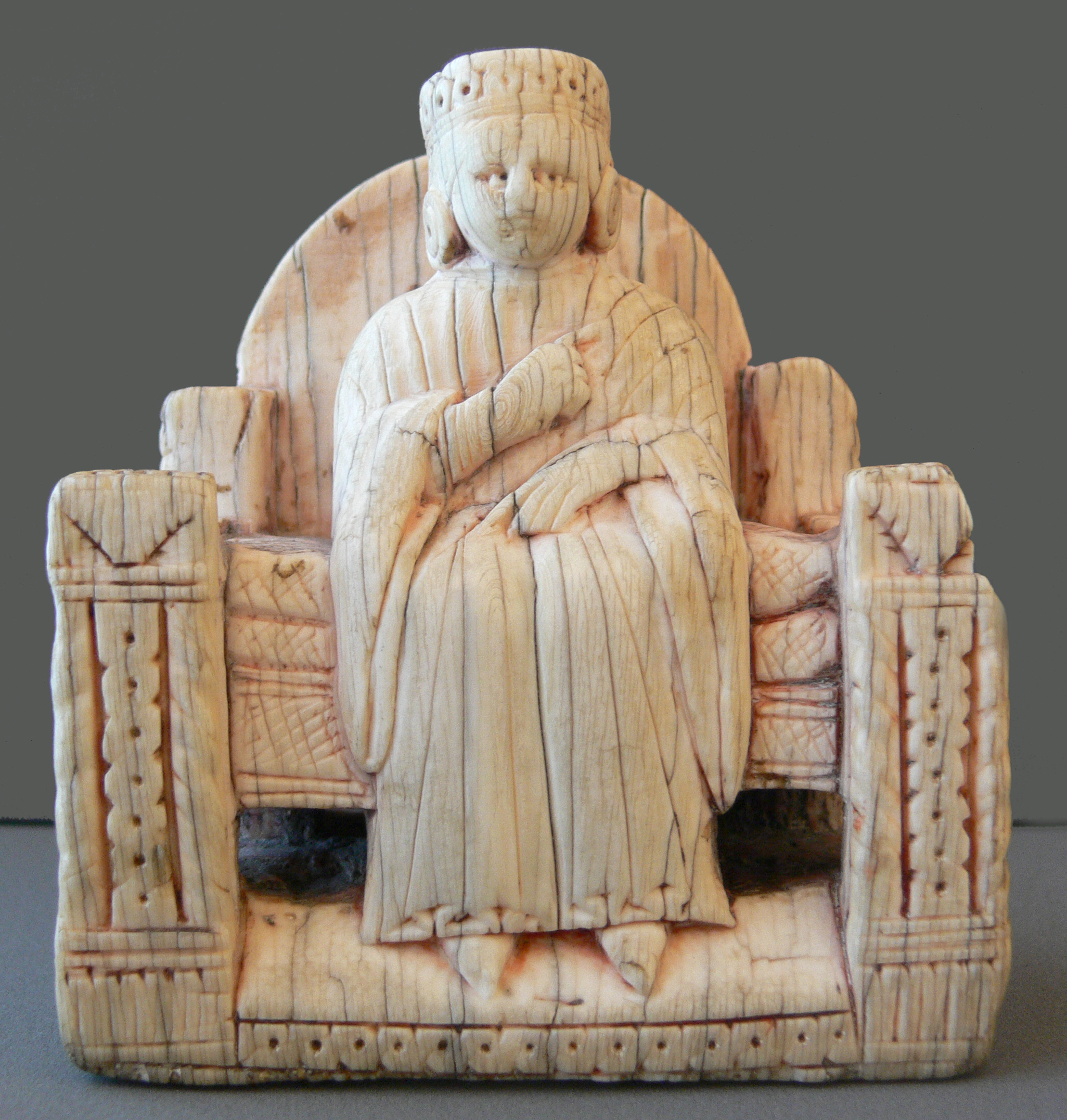
Peça entalhada em marfim, encontrada na Itália e datada do século XII

Na Idade Média e durante a Renascimento, o enxadrismo tornou-se parte da cultura da nobreza, sendo usado tanto para o entretenimento de reis e cortesãos, quanto para o ensino de estratégia militar, sendo ainda praticado nos círculos de clérigos, estudantes e mercadores e penetrando também na cultura popular da Idade Média. O xadrez passou então a ser conhecido como o Jogo dos Reis. Um exemplo é a obra musical baseada em poemas do século XIII, Carmina Burana, cuja 209ª canção começa com os nomes das peças de xadrez ("Roch, pedites, regina…"). Belíssimos conjuntos de peças de xadrez usados pela aristocracia da época foram perdidos em sua maioria, mas alguns exemplares sobreviventes, tais como as Peças Lewis, são considerados como de altíssima qualidade artística.
O tema enxadrismo serviu com frequência como base de sermões sobre moralidade. Um exemplo é o Liber de Moribus Hominum et Officiis Nobilium Sive Super Ludo Scacchorum, escrito pelo monge dominicano italiano Jocobus de Cessolis, aproximadamente no ano de 1300. O popular tratado foi traduzido para diversos idiomas (impresso pela primeira vez em 1473, Utreque) e foi a base para o livro de William Caxton, The Game and Playe of the Chesse (título em inglês arcaico), um dos primeiros livros impressos em língua inglesa em 1474.
As diferentes peças de xadrez serviam como metáforas para diferentes classes sociais e os deveres humanos foram comparados às regras do jogo ou às propriedades visuais das peças. Durante o Iluminismo, o xadrez surge como um útil instrumento para o autodesenvolvimento intelectual. Por outro lado, autoridades políticas e religiosas de diversas localidades chegaram a proibir que o jogo fosse praticado sob alegações de frivolidade, dentre outras acusações infundadas.

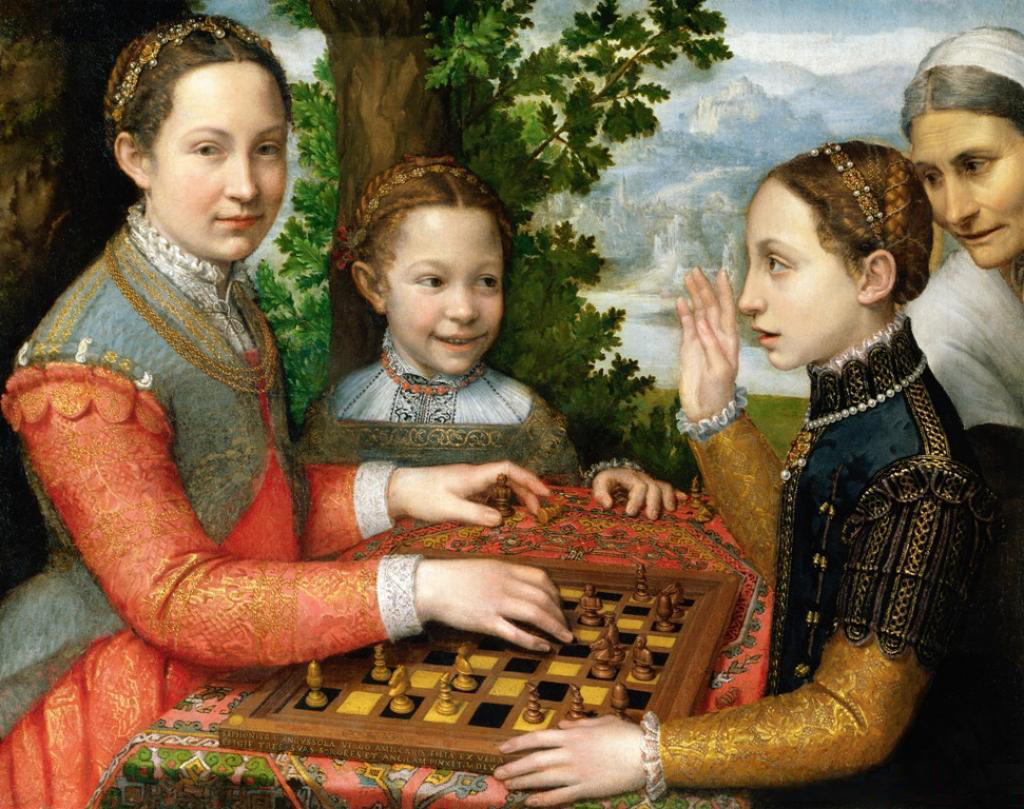
A partida de xadrez, quadro de autoria da pintora renascentista italiana Sofonisba Anguissola

O xadrez foi também retratado nas artes, usado como metáfora de combate, como símbolo da supremacia da lógica, ou ainda, no espírito dos moralistas medievais, como uma alegoria da vida social. Obras importantes, onde o xadrez desempenha um papel principal, vão desde a peça teatral A game at chess, de Thomas Middleton, passando pelo Alice no País do Espelho, de Lewis Carroll, até The Royal Game, de Stefan Zweig, ou The Defense, de Vladimir Nabokov. Benjamin Franklin escreveu um importante artigo sobre as virtudes da prática do jogo denominado The Morals of Chess em 1750.
O xadrez também está presente na cultura popular contemporânea. Por exemplo, em O Sétimo Selo, um filme de Ingmar Bergman, um cavaleiro cruzado disputa uma partida de xadrez contra o Anjo da Morte. O personagem Harry Potter, de J.K. Rowling, disputa o Wizard's Chess, enquanto os personagens de Jornada nas Estrelas preferem o Xadrez Tridimensional e o herói de Lances Inocentes reluta em adotar os pontos de vista agressivos e misantrópicos do seu instrutor.
O jogo de xadrez não é meramente um divertimento ocioso; diversas e muitas valiosas qualidades da mente, úteis no decurso da vida humana, são adquiridas e fortalecidas por meio dele, de modo a tornarem-se hábitos preparados para todas as ocasiões; pois a vida é uma espécie de xadrez, na qual temos pontos a ganhar e competidores ou adversários a enfrentar, e na qual existe uma ampla variedade de acontecimentos bons e maus, que são, em certo grau, os efeitos da prudência ou a falta dela.— Benjamin Franklin, em The Morals of Chess (1779)

## Enxadrismo e ciências

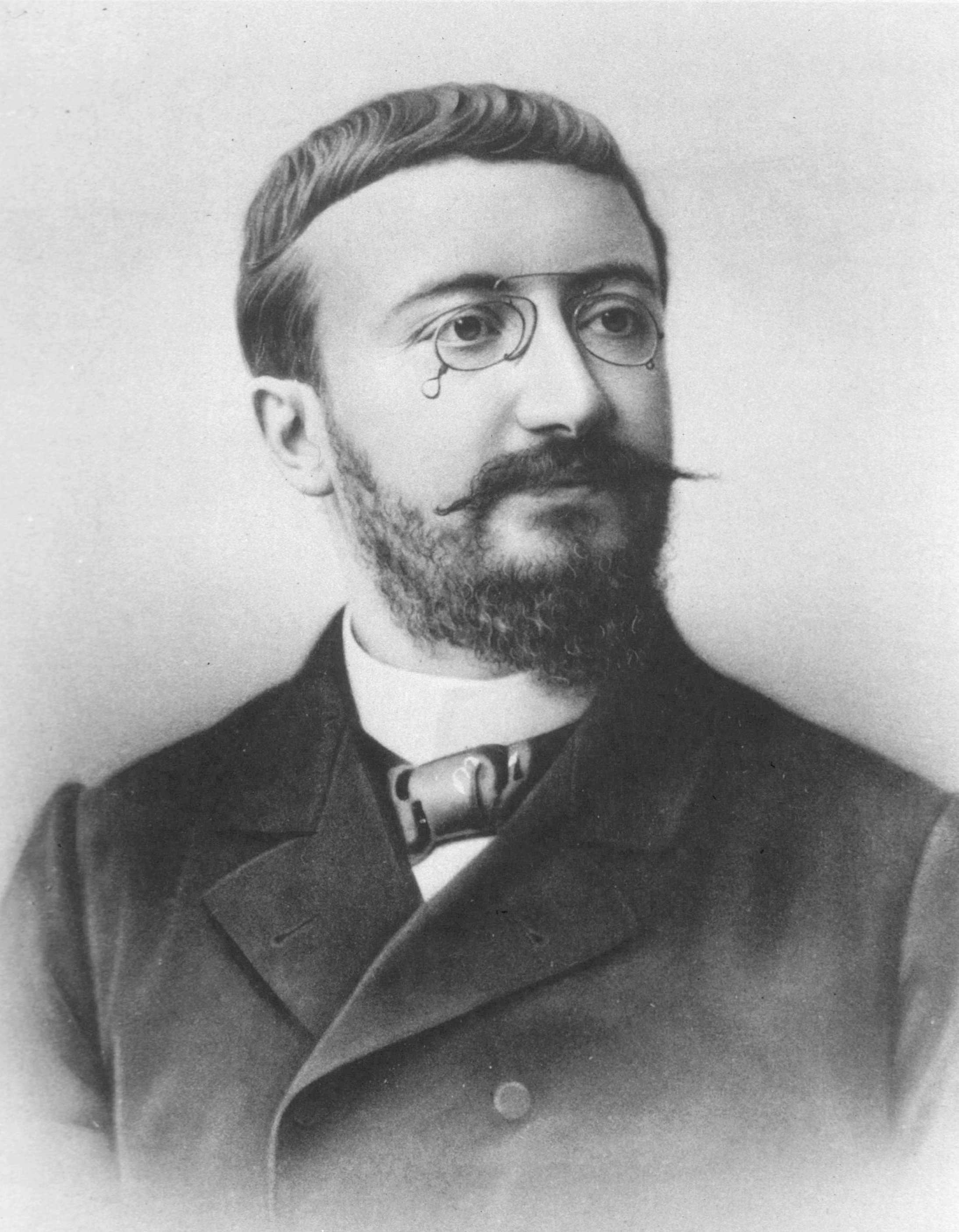
Alfred Binet, pedagogo, psicólogo e o inventor do Teste de QI, aplicou testes psicológicos para entender como funciona a mente dos grandes mestres de xadrez

### Psicologia e psicometria
Existe uma extensa literatura científica sobre psicologia do xadrez. Em 1894, o psicólogo e pedagogo Alfred Binet conduziu um dos primeiros estudos psicológicos sobre o enxadrismo, investigando por meio da psicometria as facilidades cognitivas apresentadas pelos mestres de xadrez que disputavam partidas simultâneas de olhos vendados. Binet tinha a hipótese inicial que a habilidade de jogar bem estava relacionada com as qualidades fenomenológicas da memória visual, entretanto, após estudar os questionários dos mestres participantes da pesquisa, concluiu que a memória era apenas um dos elementos na cadeia cognitiva de todo o processo. Os enxadristas tiveram os olhos vendados e foram solicitados a disputar partidas às cegas. Foi observado que somente os mestres eram capazes de jogar sem verem a disposição das peças no tabuleiro por uma segunda vez, enquanto para os amadores e enxadristas de nível intermediário foi uma tarefa impossível de realizar. Posteriormente concluiu-se que experiência, imaginação e memória eram elementos essenciais no processo cognitivo das mentes dos grandes mestres.
O jogo [de xadrez] com olhos vendados contém tudo: poder de concentração, nível de instrução, memória visual, para não mencionar também o talento estratégico, a paciência, a coragem, e muitas outras faculdades. Se fosse possível ver o que se passa na cabeça de um enxadrista, iríamos descobrir um irrequieto mundo de sensações, imagens, movimentos, paixões e um panorama sempre mutante de estados de consciência. As nossas mais precisas descrições, comparadas às deles, não passam de esquemas grosseiramente simplificados.— Alfred Binet
Atualmente há uma extensa literatura acerca da psicologia do xadrez. De fato, ele tem sido chamado de "Drosophila dos estudos da psicologia cognitiva e da inteligência artificial" porque representa o domínio em que o desempenho dos experts tem sido mais intensamente estudado e medido. Binet e outros mostraram que o conhecimento e a verbalidade, ao contrário do visuoespacial, habilita a mentira no âmago da experiência. Esta linha de pesquisa psicológica no enxadrismo foi seguida na década de 1950 por Reuben Fine, que, além de psicólogo, era grande mestre, e por Adriaan de Groot na década de 1960. De Groot, em sua tese de doutorado, afirmou que os mestres de xadrez podem perceber rapidamente as principais características de uma posição. De acordo com De Groot, esta percepção, tornada possível por anos de prática e estudo, é mais importante do que a mera capacidade de antecipar movimentos. De Groot também mostrou que os mestres de xadrez podem memorizar posições mostradas por alguns segundos quase que perfeitamente. A capacidade de memorizar não é, por si só, responsável por essa habilidade, uma vez que mestres e noviços, quando confrontados com aleatórios arranjos de peças de xadrez, tinham recordação equivalente (cerca de meia dúzia de posições em cada caso). Pelo contrário, foi a capacidade de reconhecer padrões, que são então memorizados, o que distinguiu os jogadores qualificados dos noviços. Quando as posições das peças foram tiradas de um jogo real, os mestres tiveram quase total memória de suas posições originais.
Uma pesquisa mais recente se concentrou no xadrez como um treinamento mental; os respectivos papéis do conhecimento e da pesquisa olhada de frente, testes de neuroimagem dos mestres do xadrez e dos noviços, de xadrez às cegas, o papel da personalidade e da inteligência dentro da habilidade de xadrez, e as diferenças de gênero, e modelos computacionais dos conhecimentos de xadrez. Além disso, o papel da prática e do talento no desenvolvimento do xadrez e outros domínios de conhecimento levaram a uma série de pesquisas recentes. Ericsson e seus colegas têm argumentado que a prática deliberada é suficiente para alcançar altos níveis de especialização como o dos mestres de xadrez. Entretanto, a pesquisa mais recente indica que outros fatores além da prática são importantes. Fernand Gobet e seus colegas, por exemplo, têm mostrado que os jogadores mais poderosos que começam a jogar xadrez desde cedo tendem a ser canhotos e que são mais propensos a nascer ao final do inverno e no início da primavera.
A relação entre a capacidade de jogar xadrez e a inteligência é há muito debatida na literatura científica e na cultura popular. Os estudos académicos que investigam esta relação remontam, pelo menos, a 1927. Embora uma meta-análise e a maior parte dos estudos com crianças encontrem uma correlação positiva entre a capacidade cognitiva geral e a capacidade de jogar xadrez, os estudos com adultos apresentam resultados mistos.

### Estudos matemáticos

O problema do cavalo é um problema matemático complexo que foi solucionado por meio dos estudos realizados por importantes matemáticos, tais como Euler, Abraham de Moivre e Vandermonde

O xadrez também se mostra muito interessante do ponto de vista matemático. Diversos problemas de natureza combinatória e topológica ligados ao enxadrismo são conhecidos e foram estudados nas últimas centenas de anos. Em 1913, Ernst Zermelo utilizou estes estudos como a base de sua Teoria dos Jogos Estratégicos, que é considerada como uma das predecessoras da Teoria dos Jogos.
O desafio mais importante da matemática ligada ao enxadrismo foi o desenvolvimento de algoritmos que possibilitassem que uma máquina pudesse jogar xadrez. A ideia de criar tal máquina foi datada no século XVIII. Por volta do ano de 1769, o autômato enxadrista conhecido como O Turco tornou-se famoso na Europa. Neste caso, o Turco era apenas uma fraude engenhosa e suas pretensas habilidades como exímio enxadrista eram proporcionadas por um anão, que escondido dentro de suas engrenagens, operava o braço mecânico do autômato com perfeição.
Estima-se que o número de partidas legais está situado entre as potências de 1043 e 1050 com uma árvore de complexidade (número de lances, ou de posições deles resultantes) de aproximadamente 10123. A árvore de complexidade do xadrez foi determinada pela primeira vez pelo matemático norte-americano Claude Shannon, uma grandeza hoje conhecida como o Número de Shannon. É possível se ter uma ideia aproximada do escopo deste número sabendo-se que, como comparação, o número de átomos no Universo é estimado em 1079, ou seja, o número de lances possíveis excede em muito o número de átomos presentes no universo conhecido. Outros cálculos indicam que há 170 setilhões (1,7 × 1026) de maneiras de se fazer os dez primeiros movimentos numa partida de xadrez.
Shannon publicou em 1949 um artigo intitulado Programming a Computer for Playing Chess e no ano seguinte chegou a construir uma máquina para jogar finais simples de partidas.

### Computação e Internet

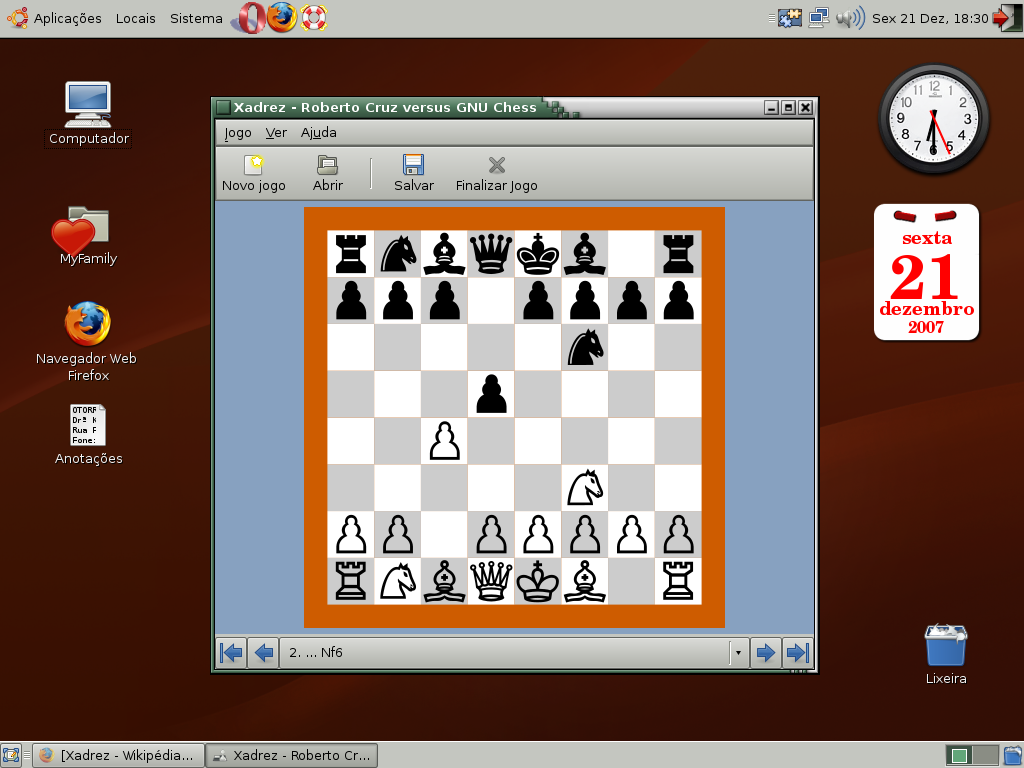
Uma partida de xadrez sendo disputada contra o GNU Chess (na interface gráfica simples glChess), no sistema operacional livre ubuntu (2007)

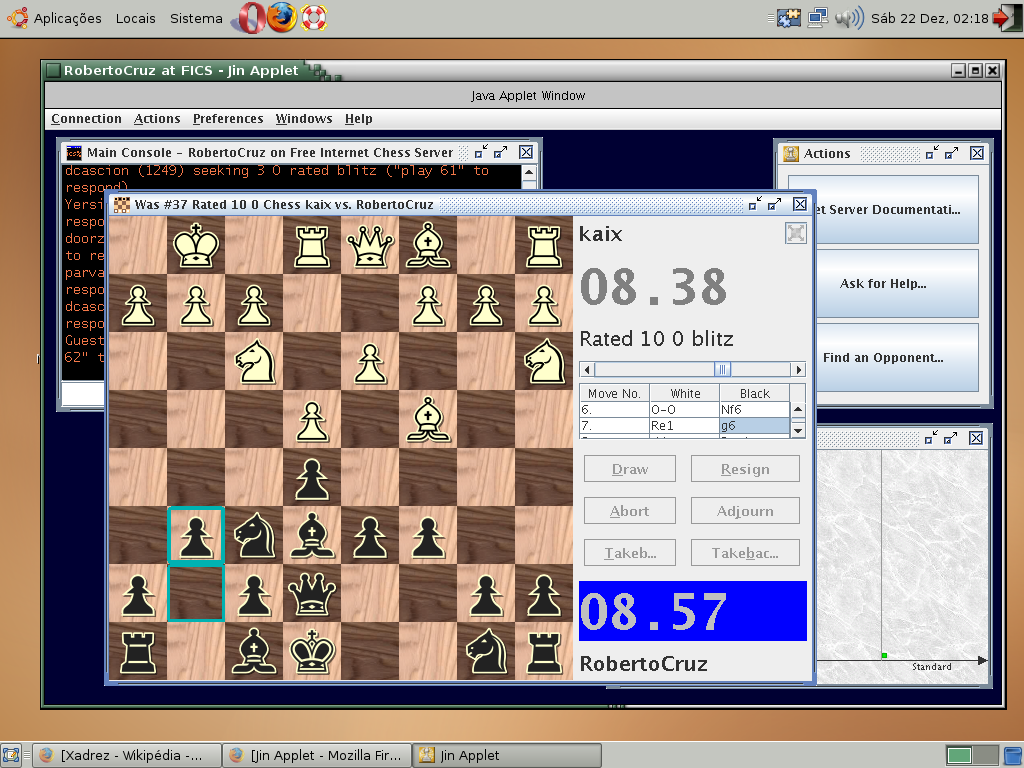
Uma partida de xadrez sendo disputada pela Internet no servidor de xadrez FreeChess (interface gráfica Jin), no sistema operacional Ubuntu. Na partida, as negras utilizam um complexo sistema de defesa denominado Defesa Câmara (2007)

Um dos objetivos constantemente almejados pelos primeiros cientistas da computação foi a construção de uma máquina que conseguisse jogar xadrez e, na atualidade, o enxadrismo está sendo profundamente influenciado pelas notáveis habilidades demonstradas pelos programas enxadristas e pelo advento da rede mundial de computadores, a Internet.
O primeiro programa de computador enxadrista foi elaborado por Alan Turing, antes mesmo de computadores serem construídos. Turing fazia o papel da máquina e "executava" o programa. Os primeiros programas executados em máquinas vieram nos primórdios da Inteligência Artificial entre os anos de 1950 a 1970. O método empregado pelos programas é diferente do método dos grandes mestres: o programa basicamente executa um cálculo maciço de variantes (sequências de lances) e selecionando a melhor posição final possível (denominado método da força bruta), enquanto que um mestre movimenta seguindo a sua capacidade reconhecer padrões complexos e intuição em um processo cognitivo que ainda vem sendo estudado pelos psicólogos.
No dia 14 de fevereiro de 1996, o supercomputador Deep Blue, projetado pela IBM, surpreendeu o mundo ao vencer uma partida contra o então campeão mundial Garry Kasparov, mas o campeão venceu três jogos e empatou duas, vencendo a disputa de seis rodadas. Em 15 de maio de 1997, em uma outra partida, o computador derrotou o campeão pela primeira vez. O match entre o ex-campeão mundial Garry Kasparov, número um do mundo no ranking da Professional Chess Association e da Federação Internacional de Xadrez, resultou numa polêmica vitória de Deep Blue, em que Kasparov cometeu erros primários em várias partidas. Além de Kasparov ter cometido um erro grave na Defesa Caro-Kann, permitindo um sacrifício temático que o deixou em sérias dificuldades e o levou à derrota, em outra ocasião deixou escapar uma variante de empate relativamente fácil de ser descoberta por jogadores de seu nível.
Em outubro de 2002, em um evento semelhante, Vladimir Kramnik (o então campeão mundial) empatou com o programa de computador Deep Fritz, em uma série de oito partidas, no evento que ficou conhecido como Brains in Bahrain. Quatro anos depois, depois de aperfeiçoado, o mesmo programa derrotaria Kramnik, já com a coroa unificada de campeão mundial.
Em 2007, o programa Rybka se mostrou superior a qualquer jogador humano, inclusive rodando em computadores pessoais. Alguns anos antes, Hydra, rodando num mainframe com 32 processadores, venceu Michael Adams, terceiro do mundo, pelo devastador score de 5½ x ½.
Atualmente os programas de xadrez são divididos entre um "motor de xadrez" (chess engine, em inglês) e a interface gráfica com usuário (GUI). A comunicação entre GUI e o motor é padronizada, de forma que pode-se usar diferentes motores com a mesma interface. Os motores de xadrez mais fortes atualmente são Komodo (comercial, desenvolvido pelos norte-americanos Don Dailey, Mark Lefler e o GM Larry Kaufman), Houdini (comercial, desenvolvido pelo belga Robert Houdart) e Stockfish (projeto de código aberto). Esses 3 motores tem se alternado como campeões do Top Chess Engine Championship, um torneio entre motores existente desde 2010. Tais motores, rodando em PCs de 8 núcleos, chegam a atingir um rating Elo ao redor de 3 200, muito acima do campeão mundial humano (ao redor de 2 850), sendo capazes de derrotá-lo mesmo em hardwares menos potentes, como smartphones e tablets. Isso criou a possibilidade de ajuda eletrônica em competições humanas, de forma que celulares e mesmo relógios de pulso hoje são proibidos em muitos torneios abertos. No entanto, tais programas ainda não são capazes de jogar o "xadrez perfeito", e erram na avaliação de certos tipos de posição. Isto se deve ao número gigantesco de possíveis partidas, da ordem de 10 elevado a 120, segundo cálculo do pioneiro da teoria da informação, Claude Shannon. Esse número significa que existem da ordem de 10 elevado a 40 possíveis partidas para cada átomo do universo conhecido! Tabelas de jogadas foram produzidas por computador capazes de jogar perfeitamente posições com até 7 peças (2 reis mais 5 outras peças quaisquer, somando brancas e pretas), mas tais tabelas tomam cerca de 140 Tera bytes de armazenamento. Não há perspectivas que uma tabela com 8 peças apareça num futuro próximo.
A popularidade do xadrez on-line também vem coincidindo com o crescimento da Internet, que teve os seus primórdios ainda na década de 1990, inclusive os tradicionais torneios postais, que em seus primórdios utilizavam cartas, cartões-postais e, posteriormente, e-mails, agora já vem sendo realizados com o uso de servidores de internet. Há diversos locais na Internet para se jogar xadrez. Um dos mais antigos, e que permite que se jogue xadrez gratuitamente, é o Freechess, também conhecido como FICS.
A imensa disponibilidade de informações (bancos de dados de partidas, análises, estudos, tutoriais etc) sobre xadrez na Internet, assim como a disponibilidade de parceiros de jogo, seja contra humanos online ou contra computadores, são tidas como algumas das causas do amadurecimento cada vez mais precoce dos jogadores.
No Brasil há o servidor dedicado ao enxadrismo denominado Internet Xadrez Clube que se encontra em atividade desde o ano 2000. O site oferece salas gratuitas e de assinantes para se disputar partidas online. O programa cliente é disponibilizado em português e inglês, todavia somente na versão Windows.

Outro projeto em âmbito nacional é o projeto de Apoio Computacional ao Ensino de Xadrez nas Escolas que teve início no final do ano de 2006, e é resultado de uma parceria entre a Secretaria de Educação do Ministério da Educação (MEC/SEED), a Universidade Federal do Paraná (UFPR) e o Centro de Excelência em Xadrez (CEX). O seu objetivo principal é permitir que uma significativa parcela da classe estudantil, dos níveis fundamental e médio, tenha acesso de forma rápida e frequente aos efeitos positivos que o jogo de Xadrez oferece. Como objeto deste projeto foi criado o servidor Xadrez Livre, desenvolvido em software livre, que oferece ferramentas como o Gerenciador de Torneios, o Módulo de Aprendiz e o Ambiente de Jogo, no qual os usuários podem jogar xadrez online em um ambiente moderno e de fácil acesso, além de conversar com os outros jogadores em salas de bate-papo.
|   | a | b | c | d | e | f | g | h |   |
| 8 | a7 preto peão · c7 branco peão · a6 branco torre · d6 branco peão · a5 branco peão · a4 preto rei · b4 branco peão · c4 branco bispo · c3 branco rei | a7 preto peão · c7 branco peão · a6 branco torre · d6 branco peão · a5 branco peão · a4 preto rei · b4 branco peão · c4 branco bispo · c3 branco rei | a7 preto peão · c7 branco peão · a6 branco torre · d6 branco peão · a5 branco peão · a4 preto rei · b4 branco peão · c4 branco bispo · c3 branco rei | a7 preto peão · c7 branco peão · a6 branco torre · d6 branco peão · a5 branco peão · a4 preto rei · b4 branco peão · c4 branco bispo · c3 branco rei | a7 preto peão · c7 branco peão · a6 branco torre · d6 branco peão · a5 branco peão · a4 preto rei · b4 branco peão · c4 branco bispo · c3 branco rei | a7 preto peão · c7 branco peão · a6 branco torre · d6 branco peão · a5 branco peão · a4 preto rei · b4 branco peão · c4 branco bispo · c3 branco rei | a7 preto peão · c7 branco peão · a6 branco torre · d6 branco peão · a5 branco peão · a4 preto rei · b4 branco peão · c4 branco bispo · c3 branco rei | a7 preto peão · c7 branco peão · a6 branco torre · d6 branco peão · a5 branco peão · a4 preto rei · b4 branco peão · c4 branco bispo · c3 branco rei | 8 |
| 7 | a7 preto peão · c7 branco peão · a6 branco torre · d6 branco peão · a5 branco peão · a4 preto rei · b4 branco peão · c4 branco bispo · c3 branco rei | a7 preto peão · c7 branco peão · a6 branco torre · d6 branco peão · a5 branco peão · a4 preto rei · b4 branco peão · c4 branco bispo · c3 branco rei | a7 preto peão · c7 branco peão · a6 branco torre · d6 branco peão · a5 branco peão · a4 preto rei · b4 branco peão · c4 branco bispo · c3 branco rei | a7 preto peão · c7 branco peão · a6 branco torre · d6 branco peão · a5 branco peão · a4 preto rei · b4 branco peão · c4 branco bispo · c3 branco rei | a7 preto peão · c7 branco peão · a6 branco torre · d6 branco peão · a5 branco peão · a4 preto rei · b4 branco peão · c4 branco bispo · c3 branco rei | a7 preto peão · c7 branco peão · a6 branco torre · d6 branco peão · a5 branco peão · a4 preto rei · b4 branco peão · c4 branco bispo · c3 branco rei | a7 preto peão · c7 branco peão · a6 branco torre · d6 branco peão · a5 branco peão · a4 preto rei · b4 branco peão · c4 branco bispo · c3 branco rei | a7 preto peão · c7 branco peão · a6 branco torre · d6 branco peão · a5 branco peão · a4 preto rei · b4 branco peão · c4 branco bispo · c3 branco rei | 7 |
| 6 | a7 preto peão · c7 branco peão · a6 branco torre · d6 branco peão · a5 branco peão · a4 preto rei · b4 branco peão · c4 branco bispo · c3 branco rei | a7 preto peão · c7 branco peão · a6 branco torre · d6 branco peão · a5 branco peão · a4 preto rei · b4 branco peão · c4 branco bispo · c3 branco rei | a7 preto peão · c7 branco peão · a6 branco torre · d6 branco peão · a5 branco peão · a4 preto rei · b4 branco peão · c4 branco bispo · c3 branco rei | a7 preto peão · c7 branco peão · a6 branco torre · d6 branco peão · a5 branco peão · a4 preto rei · b4 branco peão · c4 branco bispo · c3 branco rei | a7 preto peão · c7 branco peão · a6 branco torre · d6 branco peão · a5 branco peão · a4 preto rei · b4 branco peão · c4 branco bispo · c3 branco rei | a7 preto peão · c7 branco peão · a6 branco torre · d6 branco peão · a5 branco peão · a4 preto rei · b4 branco peão · c4 branco bispo · c3 branco rei | a7 preto peão · c7 branco peão · a6 branco torre · d6 branco peão · a5 branco peão · a4 preto rei · b4 branco peão · c4 branco bispo · c3 branco rei | a7 preto peão · c7 branco peão · a6 branco torre · d6 branco peão · a5 branco peão · a4 preto rei · b4 branco peão · c4 branco bispo · c3 branco rei | 6 |
| 5 | a7 preto peão · c7 branco peão · a6 branco torre · d6 branco peão · a5 branco peão · a4 preto rei · b4 branco peão · c4 branco bispo · c3 branco rei | a7 preto peão · c7 branco peão · a6 branco torre · d6 branco peão · a5 branco peão · a4 preto rei · b4 branco peão · c4 branco bispo · c3 branco rei | a7 preto peão · c7 branco peão · a6 branco torre · d6 branco peão · a5 branco peão · a4 preto rei · b4 branco peão · c4 branco bispo · c3 branco rei | a7 preto peão · c7 branco peão · a6 branco torre · d6 branco peão · a5 branco peão · a4 preto rei · b4 branco peão · c4 branco bispo · c3 branco rei | a7 preto peão · c7 branco peão · a6 branco torre · d6 branco peão · a5 branco peão · a4 preto rei · b4 branco peão · c4 branco bispo · c3 branco rei | a7 preto peão · c7 branco peão · a6 branco torre · d6 branco peão · a5 branco peão · a4 preto rei · b4 branco peão · c4 branco bispo · c3 branco rei | a7 preto peão · c7 branco peão · a6 branco torre · d6 branco peão · a5 branco peão · a4 preto rei · b4 branco peão · c4 branco bispo · c3 branco rei | a7 preto peão · c7 branco peão · a6 branco torre · d6 branco peão · a5 branco peão · a4 preto rei · b4 branco peão · c4 branco bispo · c3 branco rei | 5 |
| 4 | a7 preto peão · c7 branco peão · a6 branco torre · d6 branco peão · a5 branco peão · a4 preto rei · b4 branco peão · c4 branco bispo · c3 branco rei | a7 preto peão · c7 branco peão · a6 branco torre · d6 branco peão · a5 branco peão · a4 preto rei · b4 branco peão · c4 branco bispo · c3 branco rei | a7 preto peão · c7 branco peão · a6 branco torre · d6 branco peão · a5 branco peão · a4 preto rei · b4 branco peão · c4 branco bispo · c3 branco rei | a7 preto peão · c7 branco peão · a6 branco torre · d6 branco peão · a5 branco peão · a4 preto rei · b4 branco peão · c4 branco bispo · c3 branco rei | a7 preto peão · c7 branco peão · a6 branco torre · d6 branco peão · a5 branco peão · a4 preto rei · b4 branco peão · c4 branco bispo · c3 branco rei | a7 preto peão · c7 branco peão · a6 branco torre · d6 branco peão · a5 branco peão · a4 preto rei · b4 branco peão · c4 branco bispo · c3 branco rei | a7 preto peão · c7 branco peão · a6 branco torre · d6 branco peão · a5 branco peão · a4 preto rei · b4 branco peão · c4 branco bispo · c3 branco rei | a7 preto peão · c7 branco peão · a6 branco torre · d6 branco peão · a5 branco peão · a4 preto rei · b4 branco peão · c4 branco bispo · c3 branco rei | 4 |
| 3 | a7 preto peão · c7 branco peão · a6 branco torre · d6 branco peão · a5 branco peão · a4 preto rei · b4 branco peão · c4 branco bispo · c3 branco rei | a7 preto peão · c7 branco peão · a6 branco torre · d6 branco peão · a5 branco peão · a4 preto rei · b4 branco peão · c4 branco bispo · c3 branco rei | a7 preto peão · c7 branco peão · a6 branco torre · d6 branco peão · a5 branco peão · a4 preto rei · b4 branco peão · c4 branco bispo · c3 branco rei | a7 preto peão · c7 branco peão · a6 branco torre · d6 branco peão · a5 branco peão · a4 preto rei · b4 branco peão · c4 branco bispo · c3 branco rei | a7 preto peão · c7 branco peão · a6 branco torre · d6 branco peão · a5 branco peão · a4 preto rei · b4 branco peão · c4 branco bispo · c3 branco rei | a7 preto peão · c7 branco peão · a6 branco torre · d6 branco peão · a5 branco peão · a4 preto rei · b4 branco peão · c4 branco bispo · c3 branco rei | a7 preto peão · c7 branco peão · a6 branco torre · d6 branco peão · a5 branco peão · a4 preto rei · b4 branco peão · c4 branco bispo · c3 branco rei | a7 preto peão · c7 branco peão · a6 branco torre · d6 branco peão · a5 branco peão · a4 preto rei · b4 branco peão · c4 branco bispo · c3 branco rei | 3 |
| 2 | a7 preto peão · c7 branco peão · a6 branco torre · d6 branco peão · a5 branco peão · a4 preto rei · b4 branco peão · c4 branco bispo · c3 branco rei | a7 preto peão · c7 branco peão · a6 branco torre · d6 branco peão · a5 branco peão · a4 preto rei · b4 branco peão · c4 branco bispo · c3 branco rei | a7 preto peão · c7 branco peão · a6 branco torre · d6 branco peão · a5 branco peão · a4 preto rei · b4 branco peão · c4 branco bispo · c3 branco rei | a7 preto peão · c7 branco peão · a6 branco torre · d6 branco peão · a5 branco peão · a4 preto rei · b4 branco peão · c4 branco bispo · c3 branco rei | a7 preto peão · c7 branco peão · a6 branco torre · d6 branco peão · a5 branco peão · a4 preto rei · b4 branco peão · c4 branco bispo · c3 branco rei | a7 preto peão · c7 branco peão · a6 branco torre · d6 branco peão · a5 branco peão · a4 preto rei · b4 branco peão · c4 branco bispo · c3 branco rei | a7 preto peão · c7 branco peão · a6 branco torre · d6 branco peão · a5 branco peão · a4 preto rei · b4 branco peão · c4 branco bispo · c3 branco rei | a7 preto peão · c7 branco peão · a6 branco torre · d6 branco peão · a5 branco peão · a4 preto rei · b4 branco peão · c4 branco bispo · c3 branco rei | 2 |
| 1 | a7 preto peão · c7 branco peão · a6 branco torre · d6 branco peão · a5 branco peão · a4 preto rei · b4 branco peão · c4 branco bispo · c3 branco rei | a7 preto peão · c7 branco peão · a6 branco torre · d6 branco peão · a5 branco peão · a4 preto rei · b4 branco peão · c4 branco bispo · c3 branco rei | a7 preto peão · c7 branco peão · a6 branco torre · d6 branco peão · a5 branco peão · a4 preto rei · b4 branco peão · c4 branco bispo · c3 branco rei | a7 preto peão · c7 branco peão · a6 branco torre · d6 branco peão · a5 branco peão · a4 preto rei · b4 branco peão · c4 branco bispo · c3 branco rei | a7 preto peão · c7 branco peão · a6 branco torre · d6 branco peão · a5 branco peão · a4 preto rei · b4 branco peão · c4 branco bispo · c3 branco rei | a7 preto peão · c7 branco peão · a6 branco torre · d6 branco peão · a5 branco peão · a4 preto rei · b4 branco peão · c4 branco bispo · c3 branco rei | a7 preto peão · c7 branco peão · a6 branco torre · d6 branco peão · a5 branco peão · a4 preto rei · b4 branco peão · c4 branco bispo · c3 branco rei | a7 preto peão · c7 branco peão · a6 branco torre · d6 branco peão · a5 branco peão · a4 preto rei · b4 branco peão · c4 branco bispo · c3 branco rei | 1 |
|   | a | b | c | d | e | f | g | h |   |

### Composições
A composição enxadrística é a arte de criar problemas de xadrez. A pessoa que elabora estes problemas é chamada de problemista ou compositor.
A maioria das composições exibe as seguintes características:
- A posição das peças no tabuleiro é composta, ou seja, não deve ser tirada de uma partida real, mas deve ser criada para o propósito específico de prover um problema a ser solucionado;
- Há uma estipulação específica que é o objetivo a ser alcançado, por exemplo, dar mate nas negras dentro de um número predeterminado de lances;
- Há um tema (ou combinação de temas) que o problema ilustra, ou seja, o tema é a ideia central a que se refere o problema. Muitos destes temas levam o nome em homenagem ao primeiro problemista que o utilizou, por exemplo, os temas Novotny ou Lacny;
- O problema deve exibir economia em sua construção e solução, que preferencialmente deve ser a única;
- O problema deve ter um valor estético, ou seja, o problema não deve ser apenas um quebra-cabeça a ser solucionado, mas deve ser uma obra de arte, com beleza intrínseca originada de elegância lógica.

Existem diversos tipos de composições enxadrísticas, sendo que as duas mais importantes são:
- Mates diretos: as brancas fazem o lance primeiro e dão mate nas negras dentro de um número específico de lances contra qualquer defesa; estes são referidos como mate em n, onde n é o número de lances que devem ser realizados pelas brancas até o mate, por exemplo, mate em 3;
- Estudos: problema de natureza ortodoxa no qual as brancas devem jogar para ganhar ou empatar; praticamente todos os estudos são posições de final de jogo.

Composições enxadrísticas (ou problemística) é um ramo distinto do esporte e existem torneios tanto para a composição quanto para a solução de problemas.

## Títulos e classificação
Com o objetivo de classificar enxadristas, a FIDE, a ICCF e as federações nacionais usam o sistema de rating Elo desenvolvido pelo físico Arpad Elo., com base no modelo Rasch de Teoria de Resposta ao Item. Neste modelo, a força de jogo de cada enxadrista é determinada com base num escore proporcional ao antilogaritmo de sua probabilidade de vitória contra outros jogadores, de modo a manter as probabilidades consistentes para todos os jogadores. A FIDE adotou o sistema ELO em 1970 e desde então ele vem sendo reconhecido como um método mais acurado e justo que os sistemas utilizados anteriormente. A partir de 2000, Jeff Sonas tem publicado artigos nos quais apresenta ligeiros aprimoramentos no método de Elo, entre os quais a distinção entre a probabilidade de vitória com Brancas e com Pretas, que não deveria ser tratada como simétrica, tal como no modelo de Elo, e utiliza para o fator "k" um valor determinado empiricamente, de modo a maximizar a eficiência na preditividade de resultados, em vez de usar um valor arbitrário para "k", como no sistema original de Elo. Apesar da consistência dos argumentos de Sonas e das evidências experimentais que ele apresentou para justificar sua proposta de mudança, a FIDE permanece utilizando o método de Elo.
A mais alta pontuação ELO já alcançado na história do enxadrismo foi de 2882 pontos, obtido pelo campeão mundial Magnus Carlsen em maio de 2014 e agosto de 2019.
Os melhores enxadristas do mundo são agraciados com títulos vitalícios pela FIDE:
- Grande Mestre (GM) é conferido aos mestres de xadrez de nível internacional. Com exceção do título de Campeão Mundial, o Grande Mestre é o mais alto título que um enxadrista pode alcançar em vida. Para obter este título, é necessária uma pontuação FIDE (ELO) de pelo menos 2 500 pontos e três resultados favoráveis, denominados normas, em torneios envolvendo outros Grandes Mestres, pelo menos 3 de 2 federações diferentes, fazendo uma performance de pelo menos 2 600.[151] Entretanto, há outras formas de se obter o título, como vencer o Campeonato Mundial de Xadrez Juvenil;
- Mestre Internacional (MI), as condições são similares ao de GM, porém com uma pontuação menor, sendo este de 2400 pontos; também são necessárias normas de 2 450 de performance. Também pode ser obtido de outras formas, como se classificar para Copa do Mundo de Xadrez pelo Campeonato Continental;[152][153]
- Mestre FIDE (MF) com a pontuação FIDE mínimo de 2 300 pontos;
- Candidato a Mestre (CM) com pontuação FIDE mínimo de 2 200 pontos;
- Mestre Nacional (MN) é conferido por algumas federações nacionais, como a Confederação Brasileira de Xadrez, a enxadristas com a pontuação FIDE mínimo de 2 200 pontos.

Todos os títulos podem ser conferidos a homens e mulheres, indistintamente, entretanto, existem títulos específicos, tais como o de Grande Mestra (WGM). O primeiro foi conferido à Nona Gaprindashvili no ano de 1978, sendo que na atualidade há inúmeras enxadristas que obtiveram o mesmo título. As dez melhores enxadristas femininas do mundo detêm tanto o título de Grande Mestra, quanto o título de Grande Mestre (GM).
|   | a | b | c | d | e | f | g | h |   |
| 8 | a8 preto bispo · b8 preto cavalo · c8 preto torre · d8 preto bispo · e8 preto cavalo · f8 preto rei · g8 preto torre · h8 preto rainha · a7 preto peão · b7 preto peão · c7 preto peão · d7 preto peão · e7 preto peão · f7 preto peão · g7 preto peão · h7 preto peão · a2 branco peão · b2 branco peão · c2 branco peão · d2 branco peão · e2 branco peão · f2 branco peão · g2 branco peão · h2 branco peão · a1 branco bispo · b1 branco cavalo · c1 branco torre · d1 branco bispo · e1 branco cavalo · f1 branco rei · g1 branco torre · h1 branco rainha | a8 preto bispo · b8 preto cavalo · c8 preto torre · d8 preto bispo · e8 preto cavalo · f8 preto rei · g8 preto torre · h8 preto rainha · a7 preto peão · b7 preto peão · c7 preto peão · d7 preto peão · e7 preto peão · f7 preto peão · g7 preto peão · h7 preto peão · a2 branco peão · b2 branco peão · c2 branco peão · d2 branco peão · e2 branco peão · f2 branco peão · g2 branco peão · h2 branco peão · a1 branco bispo · b1 branco cavalo · c1 branco torre · d1 branco bispo · e1 branco cavalo · f1 branco rei · g1 branco torre · h1 branco rainha | a8 preto bispo · b8 preto cavalo · c8 preto torre · d8 preto bispo · e8 preto cavalo · f8 preto rei · g8 preto torre · h8 preto rainha · a7 preto peão · b7 preto peão · c7 preto peão · d7 preto peão · e7 preto peão · f7 preto peão · g7 preto peão · h7 preto peão · a2 branco peão · b2 branco peão · c2 branco peão · d2 branco peão · e2 branco peão · f2 branco peão · g2 branco peão · h2 branco peão · a1 branco bispo · b1 branco cavalo · c1 branco torre · d1 branco bispo · e1 branco cavalo · f1 branco rei · g1 branco torre · h1 branco rainha | a8 preto bispo · b8 preto cavalo · c8 preto torre · d8 preto bispo · e8 preto cavalo · f8 preto rei · g8 preto torre · h8 preto rainha · a7 preto peão · b7 preto peão · c7 preto peão · d7 preto peão · e7 preto peão · f7 preto peão · g7 preto peão · h7 preto peão · a2 branco peão · b2 branco peão · c2 branco peão · d2 branco peão · e2 branco peão · f2 branco peão · g2 branco peão · h2 branco peão · a1 branco bispo · b1 branco cavalo · c1 branco torre · d1 branco bispo · e1 branco cavalo · f1 branco rei · g1 branco torre · h1 branco rainha | a8 preto bispo · b8 preto cavalo · c8 preto torre · d8 preto bispo · e8 preto cavalo · f8 preto rei · g8 preto torre · h8 preto rainha · a7 preto peão · b7 preto peão · c7 preto peão · d7 preto peão · e7 preto peão · f7 preto peão · g7 preto peão · h7 preto peão · a2 branco peão · b2 branco peão · c2 branco peão · d2 branco peão · e2 branco peão · f2 branco peão · g2 branco peão · h2 branco peão · a1 branco bispo · b1 branco cavalo · c1 branco torre · d1 branco bispo · e1 branco cavalo · f1 branco rei · g1 branco torre · h1 branco rainha | a8 preto bispo · b8 preto cavalo · c8 preto torre · d8 preto bispo · e8 preto cavalo · f8 preto rei · g8 preto torre · h8 preto rainha · a7 preto peão · b7 preto peão · c7 preto peão · d7 preto peão · e7 preto peão · f7 preto peão · g7 preto peão · h7 preto peão · a2 branco peão · b2 branco peão · c2 branco peão · d2 branco peão · e2 branco peão · f2 branco peão · g2 branco peão · h2 branco peão · a1 branco bispo · b1 branco cavalo · c1 branco torre · d1 branco bispo · e1 branco cavalo · f1 branco rei · g1 branco torre · h1 branco rainha | a8 preto bispo · b8 preto cavalo · c8 preto torre · d8 preto bispo · e8 preto cavalo · f8 preto rei · g8 preto torre · h8 preto rainha · a7 preto peão · b7 preto peão · c7 preto peão · d7 preto peão · e7 preto peão · f7 preto peão · g7 preto peão · h7 preto peão · a2 branco peão · b2 branco peão · c2 branco peão · d2 branco peão · e2 branco peão · f2 branco peão · g2 branco peão · h2 branco peão · a1 branco bispo · b1 branco cavalo · c1 branco torre · d1 branco bispo · e1 branco cavalo · f1 branco rei · g1 branco torre · h1 branco rainha | a8 preto bispo · b8 preto cavalo · c8 preto torre · d8 preto bispo · e8 preto cavalo · f8 preto rei · g8 preto torre · h8 preto rainha · a7 preto peão · b7 preto peão · c7 preto peão · d7 preto peão · e7 preto peão · f7 preto peão · g7 preto peão · h7 preto peão · a2 branco peão · b2 branco peão · c2 branco peão · d2 branco peão · e2 branco peão · f2 branco peão · g2 branco peão · h2 branco peão · a1 branco bispo · b1 branco cavalo · c1 branco torre · d1 branco bispo · e1 branco cavalo · f1 branco rei · g1 branco torre · h1 branco rainha | 8 |
| 7 | a8 preto bispo · b8 preto cavalo · c8 preto torre · d8 preto bispo · e8 preto cavalo · f8 preto rei · g8 preto torre · h8 preto rainha · a7 preto peão · b7 preto peão · c7 preto peão · d7 preto peão · e7 preto peão · f7 preto peão · g7 preto peão · h7 preto peão · a2 branco peão · b2 branco peão · c2 branco peão · d2 branco peão · e2 branco peão · f2 branco peão · g2 branco peão · h2 branco peão · a1 branco bispo · b1 branco cavalo · c1 branco torre · d1 branco bispo · e1 branco cavalo · f1 branco rei · g1 branco torre · h1 branco rainha | a8 preto bispo · b8 preto cavalo · c8 preto torre · d8 preto bispo · e8 preto cavalo · f8 preto rei · g8 preto torre · h8 preto rainha · a7 preto peão · b7 preto peão · c7 preto peão · d7 preto peão · e7 preto peão · f7 preto peão · g7 preto peão · h7 preto peão · a2 branco peão · b2 branco peão · c2 branco peão · d2 branco peão · e2 branco peão · f2 branco peão · g2 branco peão · h2 branco peão · a1 branco bispo · b1 branco cavalo · c1 branco torre · d1 branco bispo · e1 branco cavalo · f1 branco rei · g1 branco torre · h1 branco rainha | a8 preto bispo · b8 preto cavalo · c8 preto torre · d8 preto bispo · e8 preto cavalo · f8 preto rei · g8 preto torre · h8 preto rainha · a7 preto peão · b7 preto peão · c7 preto peão · d7 preto peão · e7 preto peão · f7 preto peão · g7 preto peão · h7 preto peão · a2 branco peão · b2 branco peão · c2 branco peão · d2 branco peão · e2 branco peão · f2 branco peão · g2 branco peão · h2 branco peão · a1 branco bispo · b1 branco cavalo · c1 branco torre · d1 branco bispo · e1 branco cavalo · f1 branco rei · g1 branco torre · h1 branco rainha | a8 preto bispo · b8 preto cavalo · c8 preto torre · d8 preto bispo · e8 preto cavalo · f8 preto rei · g8 preto torre · h8 preto rainha · a7 preto peão · b7 preto peão · c7 preto peão · d7 preto peão · e7 preto peão · f7 preto peão · g7 preto peão · h7 preto peão · a2 branco peão · b2 branco peão · c2 branco peão · d2 branco peão · e2 branco peão · f2 branco peão · g2 branco peão · h2 branco peão · a1 branco bispo · b1 branco cavalo · c1 branco torre · d1 branco bispo · e1 branco cavalo · f1 branco rei · g1 branco torre · h1 branco rainha | a8 preto bispo · b8 preto cavalo · c8 preto torre · d8 preto bispo · e8 preto cavalo · f8 preto rei · g8 preto torre · h8 preto rainha · a7 preto peão · b7 preto peão · c7 preto peão · d7 preto peão · e7 preto peão · f7 preto peão · g7 preto peão · h7 preto peão · a2 branco peão · b2 branco peão · c2 branco peão · d2 branco peão · e2 branco peão · f2 branco peão · g2 branco peão · h2 branco peão · a1 branco bispo · b1 branco cavalo · c1 branco torre · d1 branco bispo · e1 branco cavalo · f1 branco rei · g1 branco torre · h1 branco rainha | a8 preto bispo · b8 preto cavalo · c8 preto torre · d8 preto bispo · e8 preto cavalo · f8 preto rei · g8 preto torre · h8 preto rainha · a7 preto peão · b7 preto peão · c7 preto peão · d7 preto peão · e7 preto peão · f7 preto peão · g7 preto peão · h7 preto peão · a2 branco peão · b2 branco peão · c2 branco peão · d2 branco peão · e2 branco peão · f2 branco peão · g2 branco peão · h2 branco peão · a1 branco bispo · b1 branco cavalo · c1 branco torre · d1 branco bispo · e1 branco cavalo · f1 branco rei · g1 branco torre · h1 branco rainha | a8 preto bispo · b8 preto cavalo · c8 preto torre · d8 preto bispo · e8 preto cavalo · f8 preto rei · g8 preto torre · h8 preto rainha · a7 preto peão · b7 preto peão · c7 preto peão · d7 preto peão · e7 preto peão · f7 preto peão · g7 preto peão · h7 preto peão · a2 branco peão · b2 branco peão · c2 branco peão · d2 branco peão · e2 branco peão · f2 branco peão · g2 branco peão · h2 branco peão · a1 branco bispo · b1 branco cavalo · c1 branco torre · d1 branco bispo · e1 branco cavalo · f1 branco rei · g1 branco torre · h1 branco rainha | a8 preto bispo · b8 preto cavalo · c8 preto torre · d8 preto bispo · e8 preto cavalo · f8 preto rei · g8 preto torre · h8 preto rainha · a7 preto peão · b7 preto peão · c7 preto peão · d7 preto peão · e7 preto peão · f7 preto peão · g7 preto peão · h7 preto peão · a2 branco peão · b2 branco peão · c2 branco peão · d2 branco peão · e2 branco peão · f2 branco peão · g2 branco peão · h2 branco peão · a1 branco bispo · b1 branco cavalo · c1 branco torre · d1 branco bispo · e1 branco cavalo · f1 branco rei · g1 branco torre · h1 branco rainha | 7 |
| 6 | a8 preto bispo · b8 preto cavalo · c8 preto torre · d8 preto bispo · e8 preto cavalo · f8 preto rei · g8 preto torre · h8 preto rainha · a7 preto peão · b7 preto peão · c7 preto peão · d7 preto peão · e7 preto peão · f7 preto peão · g7 preto peão · h7 preto peão · a2 branco peão · b2 branco peão · c2 branco peão · d2 branco peão · e2 branco peão · f2 branco peão · g2 branco peão · h2 branco peão · a1 branco bispo · b1 branco cavalo · c1 branco torre · d1 branco bispo · e1 branco cavalo · f1 branco rei · g1 branco torre · h1 branco rainha | a8 preto bispo · b8 preto cavalo · c8 preto torre · d8 preto bispo · e8 preto cavalo · f8 preto rei · g8 preto torre · h8 preto rainha · a7 preto peão · b7 preto peão · c7 preto peão · d7 preto peão · e7 preto peão · f7 preto peão · g7 preto peão · h7 preto peão · a2 branco peão · b2 branco peão · c2 branco peão · d2 branco peão · e2 branco peão · f2 branco peão · g2 branco peão · h2 branco peão · a1 branco bispo · b1 branco cavalo · c1 branco torre · d1 branco bispo · e1 branco cavalo · f1 branco rei · g1 branco torre · h1 branco rainha | a8 preto bispo · b8 preto cavalo · c8 preto torre · d8 preto bispo · e8 preto cavalo · f8 preto rei · g8 preto torre · h8 preto rainha · a7 preto peão · b7 preto peão · c7 preto peão · d7 preto peão · e7 preto peão · f7 preto peão · g7 preto peão · h7 preto peão · a2 branco peão · b2 branco peão · c2 branco peão · d2 branco peão · e2 branco peão · f2 branco peão · g2 branco peão · h2 branco peão · a1 branco bispo · b1 branco cavalo · c1 branco torre · d1 branco bispo · e1 branco cavalo · f1 branco rei · g1 branco torre · h1 branco rainha | a8 preto bispo · b8 preto cavalo · c8 preto torre · d8 preto bispo · e8 preto cavalo · f8 preto rei · g8 preto torre · h8 preto rainha · a7 preto peão · b7 preto peão · c7 preto peão · d7 preto peão · e7 preto peão · f7 preto peão · g7 preto peão · h7 preto peão · a2 branco peão · b2 branco peão · c2 branco peão · d2 branco peão · e2 branco peão · f2 branco peão · g2 branco peão · h2 branco peão · a1 branco bispo · b1 branco cavalo · c1 branco torre · d1 branco bispo · e1 branco cavalo · f1 branco rei · g1 branco torre · h1 branco rainha | a8 preto bispo · b8 preto cavalo · c8 preto torre · d8 preto bispo · e8 preto cavalo · f8 preto rei · g8 preto torre · h8 preto rainha · a7 preto peão · b7 preto peão · c7 preto peão · d7 preto peão · e7 preto peão · f7 preto peão · g7 preto peão · h7 preto peão · a2 branco peão · b2 branco peão · c2 branco peão · d2 branco peão · e2 branco peão · f2 branco peão · g2 branco peão · h2 branco peão · a1 branco bispo · b1 branco cavalo · c1 branco torre · d1 branco bispo · e1 branco cavalo · f1 branco rei · g1 branco torre · h1 branco rainha | a8 preto bispo · b8 preto cavalo · c8 preto torre · d8 preto bispo · e8 preto cavalo · f8 preto rei · g8 preto torre · h8 preto rainha · a7 preto peão · b7 preto peão · c7 preto peão · d7 preto peão · e7 preto peão · f7 preto peão · g7 preto peão · h7 preto peão · a2 branco peão · b2 branco peão · c2 branco peão · d2 branco peão · e2 branco peão · f2 branco peão · g2 branco peão · h2 branco peão · a1 branco bispo · b1 branco cavalo · c1 branco torre · d1 branco bispo · e1 branco cavalo · f1 branco rei · g1 branco torre · h1 branco rainha | a8 preto bispo · b8 preto cavalo · c8 preto torre · d8 preto bispo · e8 preto cavalo · f8 preto rei · g8 preto torre · h8 preto rainha · a7 preto peão · b7 preto peão · c7 preto peão · d7 preto peão · e7 preto peão · f7 preto peão · g7 preto peão · h7 preto peão · a2 branco peão · b2 branco peão · c2 branco peão · d2 branco peão · e2 branco peão · f2 branco peão · g2 branco peão · h2 branco peão · a1 branco bispo · b1 branco cavalo · c1 branco torre · d1 branco bispo · e1 branco cavalo · f1 branco rei · g1 branco torre · h1 branco rainha | a8 preto bispo · b8 preto cavalo · c8 preto torre · d8 preto bispo · e8 preto cavalo · f8 preto rei · g8 preto torre · h8 preto rainha · a7 preto peão · b7 preto peão · c7 preto peão · d7 preto peão · e7 preto peão · f7 preto peão · g7 preto peão · h7 preto peão · a2 branco peão · b2 branco peão · c2 branco peão · d2 branco peão · e2 branco peão · f2 branco peão · g2 branco peão · h2 branco peão · a1 branco bispo · b1 branco cavalo · c1 branco torre · d1 branco bispo · e1 branco cavalo · f1 branco rei · g1 branco torre · h1 branco rainha | 6 |
| 5 | a8 preto bispo · b8 preto cavalo · c8 preto torre · d8 preto bispo · e8 preto cavalo · f8 preto rei · g8 preto torre · h8 preto rainha · a7 preto peão · b7 preto peão · c7 preto peão · d7 preto peão · e7 preto peão · f7 preto peão · g7 preto peão · h7 preto peão · a2 branco peão · b2 branco peão · c2 branco peão · d2 branco peão · e2 branco peão · f2 branco peão · g2 branco peão · h2 branco peão · a1 branco bispo · b1 branco cavalo · c1 branco torre · d1 branco bispo · e1 branco cavalo · f1 branco rei · g1 branco torre · h1 branco rainha | a8 preto bispo · b8 preto cavalo · c8 preto torre · d8 preto bispo · e8 preto cavalo · f8 preto rei · g8 preto torre · h8 preto rainha · a7 preto peão · b7 preto peão · c7 preto peão · d7 preto peão · e7 preto peão · f7 preto peão · g7 preto peão · h7 preto peão · a2 branco peão · b2 branco peão · c2 branco peão · d2 branco peão · e2 branco peão · f2 branco peão · g2 branco peão · h2 branco peão · a1 branco bispo · b1 branco cavalo · c1 branco torre · d1 branco bispo · e1 branco cavalo · f1 branco rei · g1 branco torre · h1 branco rainha | a8 preto bispo · b8 preto cavalo · c8 preto torre · d8 preto bispo · e8 preto cavalo · f8 preto rei · g8 preto torre · h8 preto rainha · a7 preto peão · b7 preto peão · c7 preto peão · d7 preto peão · e7 preto peão · f7 preto peão · g7 preto peão · h7 preto peão · a2 branco peão · b2 branco peão · c2 branco peão · d2 branco peão · e2 branco peão · f2 branco peão · g2 branco peão · h2 branco peão · a1 branco bispo · b1 branco cavalo · c1 branco torre · d1 branco bispo · e1 branco cavalo · f1 branco rei · g1 branco torre · h1 branco rainha | a8 preto bispo · b8 preto cavalo · c8 preto torre · d8 preto bispo · e8 preto cavalo · f8 preto rei · g8 preto torre · h8 preto rainha · a7 preto peão · b7 preto peão · c7 preto peão · d7 preto peão · e7 preto peão · f7 preto peão · g7 preto peão · h7 preto peão · a2 branco peão · b2 branco peão · c2 branco peão · d2 branco peão · e2 branco peão · f2 branco peão · g2 branco peão · h2 branco peão · a1 branco bispo · b1 branco cavalo · c1 branco torre · d1 branco bispo · e1 branco cavalo · f1 branco rei · g1 branco torre · h1 branco rainha | a8 preto bispo · b8 preto cavalo · c8 preto torre · d8 preto bispo · e8 preto cavalo · f8 preto rei · g8 preto torre · h8 preto rainha · a7 preto peão · b7 preto peão · c7 preto peão · d7 preto peão · e7 preto peão · f7 preto peão · g7 preto peão · h7 preto peão · a2 branco peão · b2 branco peão · c2 branco peão · d2 branco peão · e2 branco peão · f2 branco peão · g2 branco peão · h2 branco peão · a1 branco bispo · b1 branco cavalo · c1 branco torre · d1 branco bispo · e1 branco cavalo · f1 branco rei · g1 branco torre · h1 branco rainha | a8 preto bispo · b8 preto cavalo · c8 preto torre · d8 preto bispo · e8 preto cavalo · f8 preto rei · g8 preto torre · h8 preto rainha · a7 preto peão · b7 preto peão · c7 preto peão · d7 preto peão · e7 preto peão · f7 preto peão · g7 preto peão · h7 preto peão · a2 branco peão · b2 branco peão · c2 branco peão · d2 branco peão · e2 branco peão · f2 branco peão · g2 branco peão · h2 branco peão · a1 branco bispo · b1 branco cavalo · c1 branco torre · d1 branco bispo · e1 branco cavalo · f1 branco rei · g1 branco torre · h1 branco rainha | a8 preto bispo · b8 preto cavalo · c8 preto torre · d8 preto bispo · e8 preto cavalo · f8 preto rei · g8 preto torre · h8 preto rainha · a7 preto peão · b7 preto peão · c7 preto peão · d7 preto peão · e7 preto peão · f7 preto peão · g7 preto peão · h7 preto peão · a2 branco peão · b2 branco peão · c2 branco peão · d2 branco peão · e2 branco peão · f2 branco peão · g2 branco peão · h2 branco peão · a1 branco bispo · b1 branco cavalo · c1 branco torre · d1 branco bispo · e1 branco cavalo · f1 branco rei · g1 branco torre · h1 branco rainha | a8 preto bispo · b8 preto cavalo · c8 preto torre · d8 preto bispo · e8 preto cavalo · f8 preto rei · g8 preto torre · h8 preto rainha · a7 preto peão · b7 preto peão · c7 preto peão · d7 preto peão · e7 preto peão · f7 preto peão · g7 preto peão · h7 preto peão · a2 branco peão · b2 branco peão · c2 branco peão · d2 branco peão · e2 branco peão · f2 branco peão · g2 branco peão · h2 branco peão · a1 branco bispo · b1 branco cavalo · c1 branco torre · d1 branco bispo · e1 branco cavalo · f1 branco rei · g1 branco torre · h1 branco rainha | 5 |
| 4 | a8 preto bispo · b8 preto cavalo · c8 preto torre · d8 preto bispo · e8 preto cavalo · f8 preto rei · g8 preto torre · h8 preto rainha · a7 preto peão · b7 preto peão · c7 preto peão · d7 preto peão · e7 preto peão · f7 preto peão · g7 preto peão · h7 preto peão · a2 branco peão · b2 branco peão · c2 branco peão · d2 branco peão · e2 branco peão · f2 branco peão · g2 branco peão · h2 branco peão · a1 branco bispo · b1 branco cavalo · c1 branco torre · d1 branco bispo · e1 branco cavalo · f1 branco rei · g1 branco torre · h1 branco rainha | a8 preto bispo · b8 preto cavalo · c8 preto torre · d8 preto bispo · e8 preto cavalo · f8 preto rei · g8 preto torre · h8 preto rainha · a7 preto peão · b7 preto peão · c7 preto peão · d7 preto peão · e7 preto peão · f7 preto peão · g7 preto peão · h7 preto peão · a2 branco peão · b2 branco peão · c2 branco peão · d2 branco peão · e2 branco peão · f2 branco peão · g2 branco peão · h2 branco peão · a1 branco bispo · b1 branco cavalo · c1 branco torre · d1 branco bispo · e1 branco cavalo · f1 branco rei · g1 branco torre · h1 branco rainha | a8 preto bispo · b8 preto cavalo · c8 preto torre · d8 preto bispo · e8 preto cavalo · f8 preto rei · g8 preto torre · h8 preto rainha · a7 preto peão · b7 preto peão · c7 preto peão · d7 preto peão · e7 preto peão · f7 preto peão · g7 preto peão · h7 preto peão · a2 branco peão · b2 branco peão · c2 branco peão · d2 branco peão · e2 branco peão · f2 branco peão · g2 branco peão · h2 branco peão · a1 branco bispo · b1 branco cavalo · c1 branco torre · d1 branco bispo · e1 branco cavalo · f1 branco rei · g1 branco torre · h1 branco rainha | a8 preto bispo · b8 preto cavalo · c8 preto torre · d8 preto bispo · e8 preto cavalo · f8 preto rei · g8 preto torre · h8 preto rainha · a7 preto peão · b7 preto peão · c7 preto peão · d7 preto peão · e7 preto peão · f7 preto peão · g7 preto peão · h7 preto peão · a2 branco peão · b2 branco peão · c2 branco peão · d2 branco peão · e2 branco peão · f2 branco peão · g2 branco peão · h2 branco peão · a1 branco bispo · b1 branco cavalo · c1 branco torre · d1 branco bispo · e1 branco cavalo · f1 branco rei · g1 branco torre · h1 branco rainha | a8 preto bispo · b8 preto cavalo · c8 preto torre · d8 preto bispo · e8 preto cavalo · f8 preto rei · g8 preto torre · h8 preto rainha · a7 preto peão · b7 preto peão · c7 preto peão · d7 preto peão · e7 preto peão · f7 preto peão · g7 preto peão · h7 preto peão · a2 branco peão · b2 branco peão · c2 branco peão · d2 branco peão · e2 branco peão · f2 branco peão · g2 branco peão · h2 branco peão · a1 branco bispo · b1 branco cavalo · c1 branco torre · d1 branco bispo · e1 branco cavalo · f1 branco rei · g1 branco torre · h1 branco rainha | a8 preto bispo · b8 preto cavalo · c8 preto torre · d8 preto bispo · e8 preto cavalo · f8 preto rei · g8 preto torre · h8 preto rainha · a7 preto peão · b7 preto peão · c7 preto peão · d7 preto peão · e7 preto peão · f7 preto peão · g7 preto peão · h7 preto peão · a2 branco peão · b2 branco peão · c2 branco peão · d2 branco peão · e2 branco peão · f2 branco peão · g2 branco peão · h2 branco peão · a1 branco bispo · b1 branco cavalo · c1 branco torre · d1 branco bispo · e1 branco cavalo · f1 branco rei · g1 branco torre · h1 branco rainha | a8 preto bispo · b8 preto cavalo · c8 preto torre · d8 preto bispo · e8 preto cavalo · f8 preto rei · g8 preto torre · h8 preto rainha · a7 preto peão · b7 preto peão · c7 preto peão · d7 preto peão · e7 preto peão · f7 preto peão · g7 preto peão · h7 preto peão · a2 branco peão · b2 branco peão · c2 branco peão · d2 branco peão · e2 branco peão · f2 branco peão · g2 branco peão · h2 branco peão · a1 branco bispo · b1 branco cavalo · c1 branco torre · d1 branco bispo · e1 branco cavalo · f1 branco rei · g1 branco torre · h1 branco rainha | a8 preto bispo · b8 preto cavalo · c8 preto torre · d8 preto bispo · e8 preto cavalo · f8 preto rei · g8 preto torre · h8 preto rainha · a7 preto peão · b7 preto peão · c7 preto peão · d7 preto peão · e7 preto peão · f7 preto peão · g7 preto peão · h7 preto peão · a2 branco peão · b2 branco peão · c2 branco peão · d2 branco peão · e2 branco peão · f2 branco peão · g2 branco peão · h2 branco peão · a1 branco bispo · b1 branco cavalo · c1 branco torre · d1 branco bispo · e1 branco cavalo · f1 branco rei · g1 branco torre · h1 branco rainha | 4 |
| 3 | a8 preto bispo · b8 preto cavalo · c8 preto torre · d8 preto bispo · e8 preto cavalo · f8 preto rei · g8 preto torre · h8 preto rainha · a7 preto peão · b7 preto peão · c7 preto peão · d7 preto peão · e7 preto peão · f7 preto peão · g7 preto peão · h7 preto peão · a2 branco peão · b2 branco peão · c2 branco peão · d2 branco peão · e2 branco peão · f2 branco peão · g2 branco peão · h2 branco peão · a1 branco bispo · b1 branco cavalo · c1 branco torre · d1 branco bispo · e1 branco cavalo · f1 branco rei · g1 branco torre · h1 branco rainha | a8 preto bispo · b8 preto cavalo · c8 preto torre · d8 preto bispo · e8 preto cavalo · f8 preto rei · g8 preto torre · h8 preto rainha · a7 preto peão · b7 preto peão · c7 preto peão · d7 preto peão · e7 preto peão · f7 preto peão · g7 preto peão · h7 preto peão · a2 branco peão · b2 branco peão · c2 branco peão · d2 branco peão · e2 branco peão · f2 branco peão · g2 branco peão · h2 branco peão · a1 branco bispo · b1 branco cavalo · c1 branco torre · d1 branco bispo · e1 branco cavalo · f1 branco rei · g1 branco torre · h1 branco rainha | a8 preto bispo · b8 preto cavalo · c8 preto torre · d8 preto bispo · e8 preto cavalo · f8 preto rei · g8 preto torre · h8 preto rainha · a7 preto peão · b7 preto peão · c7 preto peão · d7 preto peão · e7 preto peão · f7 preto peão · g7 preto peão · h7 preto peão · a2 branco peão · b2 branco peão · c2 branco peão · d2 branco peão · e2 branco peão · f2 branco peão · g2 branco peão · h2 branco peão · a1 branco bispo · b1 branco cavalo · c1 branco torre · d1 branco bispo · e1 branco cavalo · f1 branco rei · g1 branco torre · h1 branco rainha | a8 preto bispo · b8 preto cavalo · c8 preto torre · d8 preto bispo · e8 preto cavalo · f8 preto rei · g8 preto torre · h8 preto rainha · a7 preto peão · b7 preto peão · c7 preto peão · d7 preto peão · e7 preto peão · f7 preto peão · g7 preto peão · h7 preto peão · a2 branco peão · b2 branco peão · c2 branco peão · d2 branco peão · e2 branco peão · f2 branco peão · g2 branco peão · h2 branco peão · a1 branco bispo · b1 branco cavalo · c1 branco torre · d1 branco bispo · e1 branco cavalo · f1 branco rei · g1 branco torre · h1 branco rainha | a8 preto bispo · b8 preto cavalo · c8 preto torre · d8 preto bispo · e8 preto cavalo · f8 preto rei · g8 preto torre · h8 preto rainha · a7 preto peão · b7 preto peão · c7 preto peão · d7 preto peão · e7 preto peão · f7 preto peão · g7 preto peão · h7 preto peão · a2 branco peão · b2 branco peão · c2 branco peão · d2 branco peão · e2 branco peão · f2 branco peão · g2 branco peão · h2 branco peão · a1 branco bispo · b1 branco cavalo · c1 branco torre · d1 branco bispo · e1 branco cavalo · f1 branco rei · g1 branco torre · h1 branco rainha | a8 preto bispo · b8 preto cavalo · c8 preto torre · d8 preto bispo · e8 preto cavalo · f8 preto rei · g8 preto torre · h8 preto rainha · a7 preto peão · b7 preto peão · c7 preto peão · d7 preto peão · e7 preto peão · f7 preto peão · g7 preto peão · h7 preto peão · a2 branco peão · b2 branco peão · c2 branco peão · d2 branco peão · e2 branco peão · f2 branco peão · g2 branco peão · h2 branco peão · a1 branco bispo · b1 branco cavalo · c1 branco torre · d1 branco bispo · e1 branco cavalo · f1 branco rei · g1 branco torre · h1 branco rainha | a8 preto bispo · b8 preto cavalo · c8 preto torre · d8 preto bispo · e8 preto cavalo · f8 preto rei · g8 preto torre · h8 preto rainha · a7 preto peão · b7 preto peão · c7 preto peão · d7 preto peão · e7 preto peão · f7 preto peão · g7 preto peão · h7 preto peão · a2 branco peão · b2 branco peão · c2 branco peão · d2 branco peão · e2 branco peão · f2 branco peão · g2 branco peão · h2 branco peão · a1 branco bispo · b1 branco cavalo · c1 branco torre · d1 branco bispo · e1 branco cavalo · f1 branco rei · g1 branco torre · h1 branco rainha | a8 preto bispo · b8 preto cavalo · c8 preto torre · d8 preto bispo · e8 preto cavalo · f8 preto rei · g8 preto torre · h8 preto rainha · a7 preto peão · b7 preto peão · c7 preto peão · d7 preto peão · e7 preto peão · f7 preto peão · g7 preto peão · h7 preto peão · a2 branco peão · b2 branco peão · c2 branco peão · d2 branco peão · e2 branco peão · f2 branco peão · g2 branco peão · h2 branco peão · a1 branco bispo · b1 branco cavalo · c1 branco torre · d1 branco bispo · e1 branco cavalo · f1 branco rei · g1 branco torre · h1 branco rainha | 3 |
| 2 | a8 preto bispo · b8 preto cavalo · c8 preto torre · d8 preto bispo · e8 preto cavalo · f8 preto rei · g8 preto torre · h8 preto rainha · a7 preto peão · b7 preto peão · c7 preto peão · d7 preto peão · e7 preto peão · f7 preto peão · g7 preto peão · h7 preto peão · a2 branco peão · b2 branco peão · c2 branco peão · d2 branco peão · e2 branco peão · f2 branco peão · g2 branco peão · h2 branco peão · a1 branco bispo · b1 branco cavalo · c1 branco torre · d1 branco bispo · e1 branco cavalo · f1 branco rei · g1 branco torre · h1 branco rainha | a8 preto bispo · b8 preto cavalo · c8 preto torre · d8 preto bispo · e8 preto cavalo · f8 preto rei · g8 preto torre · h8 preto rainha · a7 preto peão · b7 preto peão · c7 preto peão · d7 preto peão · e7 preto peão · f7 preto peão · g7 preto peão · h7 preto peão · a2 branco peão · b2 branco peão · c2 branco peão · d2 branco peão · e2 branco peão · f2 branco peão · g2 branco peão · h2 branco peão · a1 branco bispo · b1 branco cavalo · c1 branco torre · d1 branco bispo · e1 branco cavalo · f1 branco rei · g1 branco torre · h1 branco rainha | a8 preto bispo · b8 preto cavalo · c8 preto torre · d8 preto bispo · e8 preto cavalo · f8 preto rei · g8 preto torre · h8 preto rainha · a7 preto peão · b7 preto peão · c7 preto peão · d7 preto peão · e7 preto peão · f7 preto peão · g7 preto peão · h7 preto peão · a2 branco peão · b2 branco peão · c2 branco peão · d2 branco peão · e2 branco peão · f2 branco peão · g2 branco peão · h2 branco peão · a1 branco bispo · b1 branco cavalo · c1 branco torre · d1 branco bispo · e1 branco cavalo · f1 branco rei · g1 branco torre · h1 branco rainha | a8 preto bispo · b8 preto cavalo · c8 preto torre · d8 preto bispo · e8 preto cavalo · f8 preto rei · g8 preto torre · h8 preto rainha · a7 preto peão · b7 preto peão · c7 preto peão · d7 preto peão · e7 preto peão · f7 preto peão · g7 preto peão · h7 preto peão · a2 branco peão · b2 branco peão · c2 branco peão · d2 branco peão · e2 branco peão · f2 branco peão · g2 branco peão · h2 branco peão · a1 branco bispo · b1 branco cavalo · c1 branco torre · d1 branco bispo · e1 branco cavalo · f1 branco rei · g1 branco torre · h1 branco rainha | a8 preto bispo · b8 preto cavalo · c8 preto torre · d8 preto bispo · e8 preto cavalo · f8 preto rei · g8 preto torre · h8 preto rainha · a7 preto peão · b7 preto peão · c7 preto peão · d7 preto peão · e7 preto peão · f7 preto peão · g7 preto peão · h7 preto peão · a2 branco peão · b2 branco peão · c2 branco peão · d2 branco peão · e2 branco peão · f2 branco peão · g2 branco peão · h2 branco peão · a1 branco bispo · b1 branco cavalo · c1 branco torre · d1 branco bispo · e1 branco cavalo · f1 branco rei · g1 branco torre · h1 branco rainha | a8 preto bispo · b8 preto cavalo · c8 preto torre · d8 preto bispo · e8 preto cavalo · f8 preto rei · g8 preto torre · h8 preto rainha · a7 preto peão · b7 preto peão · c7 preto peão · d7 preto peão · e7 preto peão · f7 preto peão · g7 preto peão · h7 preto peão · a2 branco peão · b2 branco peão · c2 branco peão · d2 branco peão · e2 branco peão · f2 branco peão · g2 branco peão · h2 branco peão · a1 branco bispo · b1 branco cavalo · c1 branco torre · d1 branco bispo · e1 branco cavalo · f1 branco rei · g1 branco torre · h1 branco rainha | a8 preto bispo · b8 preto cavalo · c8 preto torre · d8 preto bispo · e8 preto cavalo · f8 preto rei · g8 preto torre · h8 preto rainha · a7 preto peão · b7 preto peão · c7 preto peão · d7 preto peão · e7 preto peão · f7 preto peão · g7 preto peão · h7 preto peão · a2 branco peão · b2 branco peão · c2 branco peão · d2 branco peão · e2 branco peão · f2 branco peão · g2 branco peão · h2 branco peão · a1 branco bispo · b1 branco cavalo · c1 branco torre · d1 branco bispo · e1 branco cavalo · f1 branco rei · g1 branco torre · h1 branco rainha | a8 preto bispo · b8 preto cavalo · c8 preto torre · d8 preto bispo · e8 preto cavalo · f8 preto rei · g8 preto torre · h8 preto rainha · a7 preto peão · b7 preto peão · c7 preto peão · d7 preto peão · e7 preto peão · f7 preto peão · g7 preto peão · h7 preto peão · a2 branco peão · b2 branco peão · c2 branco peão · d2 branco peão · e2 branco peão · f2 branco peão · g2 branco peão · h2 branco peão · a1 branco bispo · b1 branco cavalo · c1 branco torre · d1 branco bispo · e1 branco cavalo · f1 branco rei · g1 branco torre · h1 branco rainha | 2 |
| 1 | a8 preto bispo · b8 preto cavalo · c8 preto torre · d8 preto bispo · e8 preto cavalo · f8 preto rei · g8 preto torre · h8 preto rainha · a7 preto peão · b7 preto peão · c7 preto peão · d7 preto peão · e7 preto peão · f7 preto peão · g7 preto peão · h7 preto peão · a2 branco peão · b2 branco peão · c2 branco peão · d2 branco peão · e2 branco peão · f2 branco peão · g2 branco peão · h2 branco peão · a1 branco bispo · b1 branco cavalo · c1 branco torre · d1 branco bispo · e1 branco cavalo · f1 branco rei · g1 branco torre · h1 branco rainha | a8 preto bispo · b8 preto cavalo · c8 preto torre · d8 preto bispo · e8 preto cavalo · f8 preto rei · g8 preto torre · h8 preto rainha · a7 preto peão · b7 preto peão · c7 preto peão · d7 preto peão · e7 preto peão · f7 preto peão · g7 preto peão · h7 preto peão · a2 branco peão · b2 branco peão · c2 branco peão · d2 branco peão · e2 branco peão · f2 branco peão · g2 branco peão · h2 branco peão · a1 branco bispo · b1 branco cavalo · c1 branco torre · d1 branco bispo · e1 branco cavalo · f1 branco rei · g1 branco torre · h1 branco rainha | a8 preto bispo · b8 preto cavalo · c8 preto torre · d8 preto bispo · e8 preto cavalo · f8 preto rei · g8 preto torre · h8 preto rainha · a7 preto peão · b7 preto peão · c7 preto peão · d7 preto peão · e7 preto peão · f7 preto peão · g7 preto peão · h7 preto peão · a2 branco peão · b2 branco peão · c2 branco peão · d2 branco peão · e2 branco peão · f2 branco peão · g2 branco peão · h2 branco peão · a1 branco bispo · b1 branco cavalo · c1 branco torre · d1 branco bispo · e1 branco cavalo · f1 branco rei · g1 branco torre · h1 branco rainha | a8 preto bispo · b8 preto cavalo · c8 preto torre · d8 preto bispo · e8 preto cavalo · f8 preto rei · g8 preto torre · h8 preto rainha · a7 preto peão · b7 preto peão · c7 preto peão · d7 preto peão · e7 preto peão · f7 preto peão · g7 preto peão · h7 preto peão · a2 branco peão · b2 branco peão · c2 branco peão · d2 branco peão · e2 branco peão · f2 branco peão · g2 branco peão · h2 branco peão · a1 branco bispo · b1 branco cavalo · c1 branco torre · d1 branco bispo · e1 branco cavalo · f1 branco rei · g1 branco torre · h1 branco rainha | a8 preto bispo · b8 preto cavalo · c8 preto torre · d8 preto bispo · e8 preto cavalo · f8 preto rei · g8 preto torre · h8 preto rainha · a7 preto peão · b7 preto peão · c7 preto peão · d7 preto peão · e7 preto peão · f7 preto peão · g7 preto peão · h7 preto peão · a2 branco peão · b2 branco peão · c2 branco peão · d2 branco peão · e2 branco peão · f2 branco peão · g2 branco peão · h2 branco peão · a1 branco bispo · b1 branco cavalo · c1 branco torre · d1 branco bispo · e1 branco cavalo · f1 branco rei · g1 branco torre · h1 branco rainha | a8 preto bispo · b8 preto cavalo · c8 preto torre · d8 preto bispo · e8 preto cavalo · f8 preto rei · g8 preto torre · h8 preto rainha · a7 preto peão · b7 preto peão · c7 preto peão · d7 preto peão · e7 preto peão · f7 preto peão · g7 preto peão · h7 preto peão · a2 branco peão · b2 branco peão · c2 branco peão · d2 branco peão · e2 branco peão · f2 branco peão · g2 branco peão · h2 branco peão · a1 branco bispo · b1 branco cavalo · c1 branco torre · d1 branco bispo · e1 branco cavalo · f1 branco rei · g1 branco torre · h1 branco rainha | a8 preto bispo · b8 preto cavalo · c8 preto torre · d8 preto bispo · e8 preto cavalo · f8 preto rei · g8 preto torre · h8 preto rainha · a7 preto peão · b7 preto peão · c7 preto peão · d7 preto peão · e7 preto peão · f7 preto peão · g7 preto peão · h7 preto peão · a2 branco peão · b2 branco peão · c2 branco peão · d2 branco peão · e2 branco peão · f2 branco peão · g2 branco peão · h2 branco peão · a1 branco bispo · b1 branco cavalo · c1 branco torre · d1 branco bispo · e1 branco cavalo · f1 branco rei · g1 branco torre · h1 branco rainha | a8 preto bispo · b8 preto cavalo · c8 preto torre · d8 preto bispo · e8 preto cavalo · f8 preto rei · g8 preto torre · h8 preto rainha · a7 preto peão · b7 preto peão · c7 preto peão · d7 preto peão · e7 preto peão · f7 preto peão · g7 preto peão · h7 preto peão · a2 branco peão · b2 branco peão · c2 branco peão · d2 branco peão · e2 branco peão · f2 branco peão · g2 branco peão · h2 branco peão · a1 branco bispo · b1 branco cavalo · c1 branco torre · d1 branco bispo · e1 branco cavalo · f1 branco rei · g1 branco torre · h1 branco rainha | 1 |
|   | a | b | c | d | e | f | g | h |   |

## Competições
O enxadrismo contemporâneo é um esporte organizado com campeonatos, torneios, ligas e congressos em nível nacional e internacional. A entidade mundial responsável pelo enxadrismo é a Federação Internacional de Xadrez (FIDE). A maioria dos países também possui as suas organizações nacionais, tais como a Confederação Brasileira de Xadrez e a Federação Portuguesa de Xadrez, que são, por sua vez, membros da FIDE. A FIDE é membro do Comitê Olímpico Internacional (COI), entretanto o enxadrismo ainda não participou como uma das modalidades nos Jogos Olímpicos, possuindo a sua própria Olimpíada Mundial de Xadrez, que ocorre a cada dois anos, com a participação de times vindos de todos os países do mundo.
Oficialmente, o primeiro campeão do mundo de xadrez foi Wilhelm Steinitz. O título de primeira campeã do mundo coube à Vera Menchik, conquistado no Torneio das Nações no ano de 1927 em Londres. Torneio das Nações é a denominação original da moderna Olimpíada Mundial de Xadrez.
O atual campeão do mundo (2023) é o Chinês Ding Liren, porém, é o ex-campeão do mundo, Magnus Carlsen, que detém o maior rating Elo. A campeã mundial feminina é a chinesa Ju Wenjun. Todavia, a enxadrista com o maior rating Elo do mundo em atividade é a chinesa e também ex-campeã do mundo feminina Hou Yifan.
Outras competições de caráter individual incluem o Campeonato Mundial de Xadrez Juvenil, o Campeonato Europeu de Xadrez e os campeonatos nacionais. Os principais torneios, cuja participação se dá apenas por convite, atraem os mais fortes enxadristas, tais como o Torneio de Linhares na Espanha, o Melody Amber, o Dortmund Sparkassen, o M-tel Masters e o Wijk aan Zee. Eventos para times de enxadristas incluem a já mencionada Olimpíada de Xadrez e o Campeonato Europeu por Equipes. O Campeonato Mundial de Solução de Problemas e o Campeonato Mundial de Xadrez Postal também são eventos onde podem com participação individual ou por times.

Ao lado destes prestigiosas competições existem milhares de outros torneios, matches e festivais que ocorrem em todo o mundo todos os anos, com a participação de enxadristas de todos os nível, do principiante ao grande mestre.

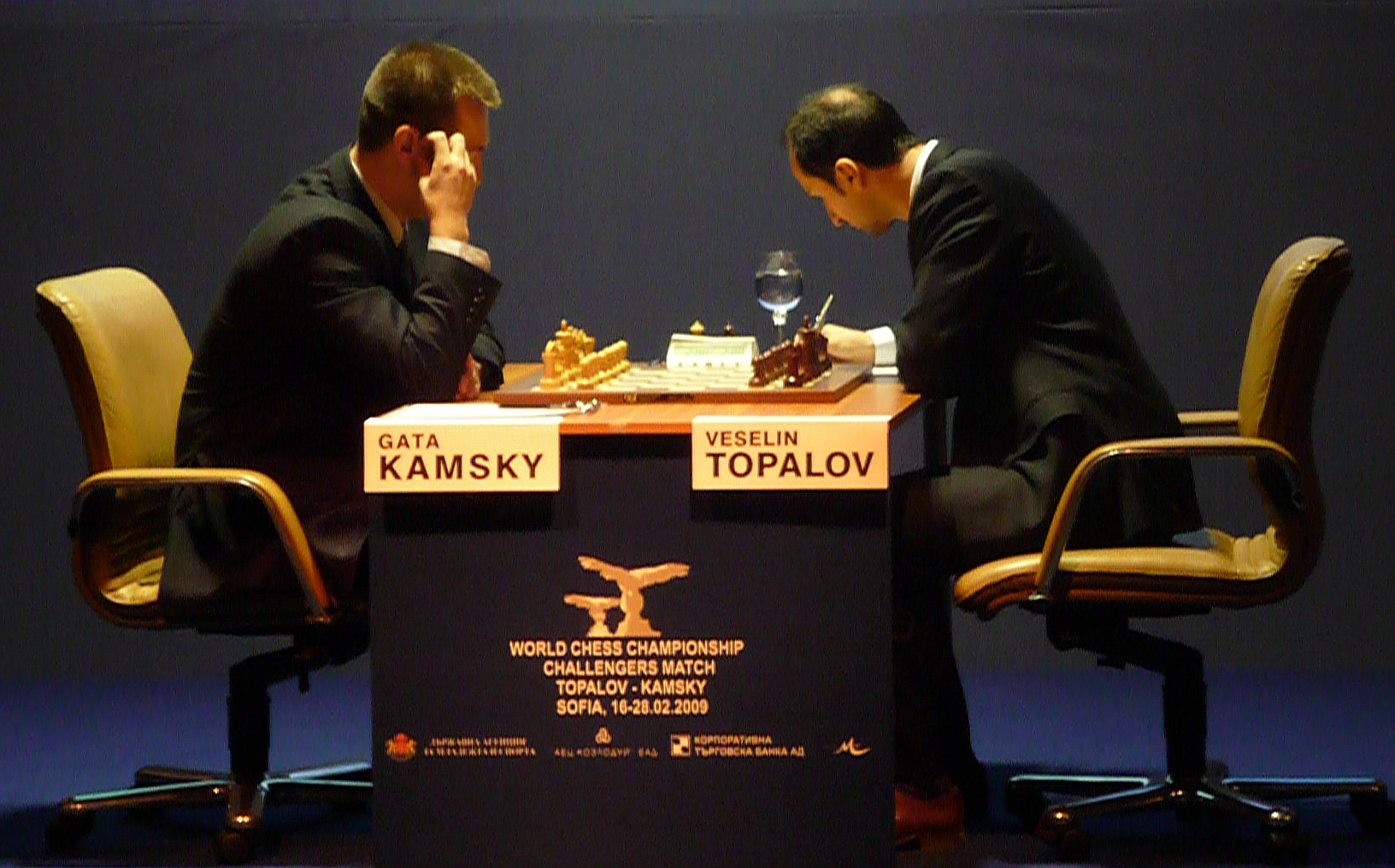
Partida entre Veselin Topalov e Gata Kamsky, durante o Campeonato Mundial de Enxadrismo (Sófia, fevereiro de 2009)

## Variantes
Existem muitas variantes das regras de xadrez. Os tipos mais aceitos alteram apenas as regras de tempo de uma partida, porém existem muitas variantes criadas com a finalidade de divertir ou de aumentar as possibilidades do jogo, como o Xadrez de Capablanca e Xadrez de Fischer (ou Xadrez Aleatório de Fischer). Algumas variedades propõem até mesmo a adoção de tabuleiros diferenciados, como o caso do Xadrez Rex e do Xadrez Hexagonal.
Uma das variantes mais populares na atualidade, o Xadrez de Fischer foi criado pelo ex-campeão mundial Robert Fischer e apresentado ao grande público oficialmente em 19 de junho de 1996 na cidade de Buenos Aires. No Xadrez de Fischer, a posição inicial das peças é aleatória, o que torna inútil a memorização por parte dos enxadristas de movimentos iniciais de abertura. Segundo Robert Fischer, essa característica de sua variante é muito importante para o desenvolvimento da criatividade e do talentos dos praticantes do enxadrismo.
As variantes podem ser divididas em:
- Antecessoras diretas do xadrez, tais como o chaturanga;
- Variantes tradicionais de caráter regional ou nacional, tais como o xiangqi, shogi, janggi e o makruk, que compartilham as mesmas origens do Xadrez Ocidental;
- Modernas variantes do xadrez, tais como o Xadrez de Fischer, Xadrez grande,[158] de Capablanca ou o Xadrez Rex, Xadrez australiano, Xadrez 360 (modalidade online), Xadrez para quatro pessoas, dentre outras.

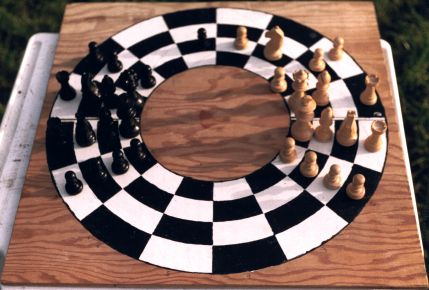
Um tabuleiro de Xadrez Circular, uma das inúmeras variantes do Xadrez Tradicional.
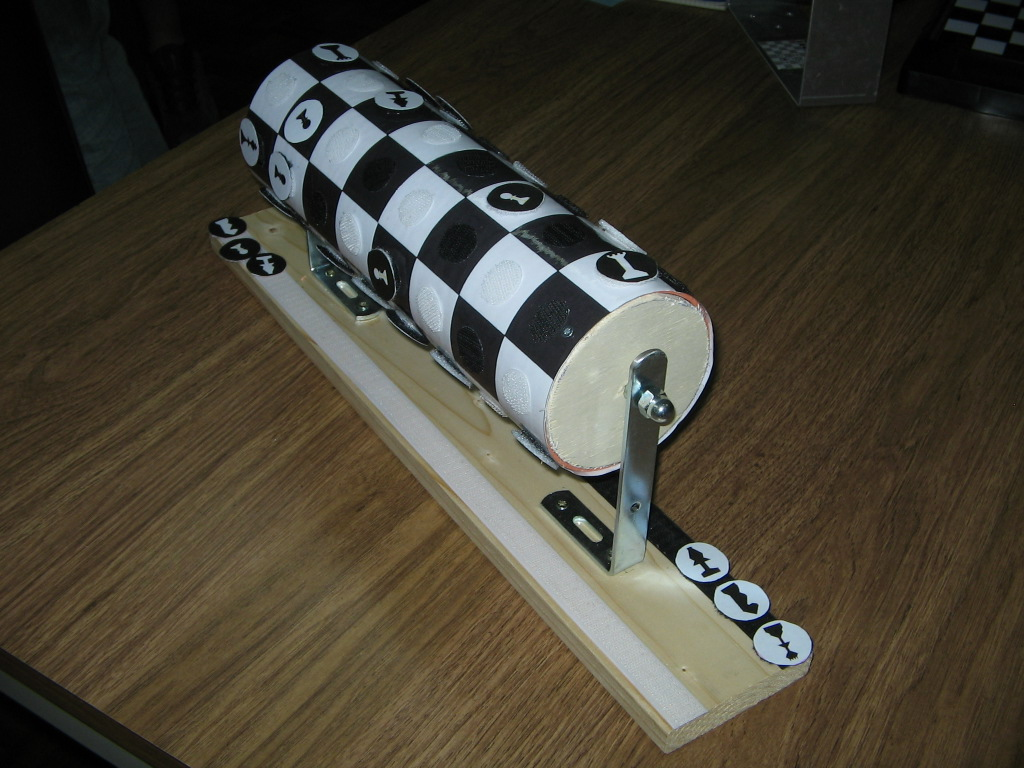
Xadrez Cilíndrico, uma outra variante do Xadrez Clássico (tabuleiro cilíndrico criado por Emanuela Ughi, Universidade de Perúgia).
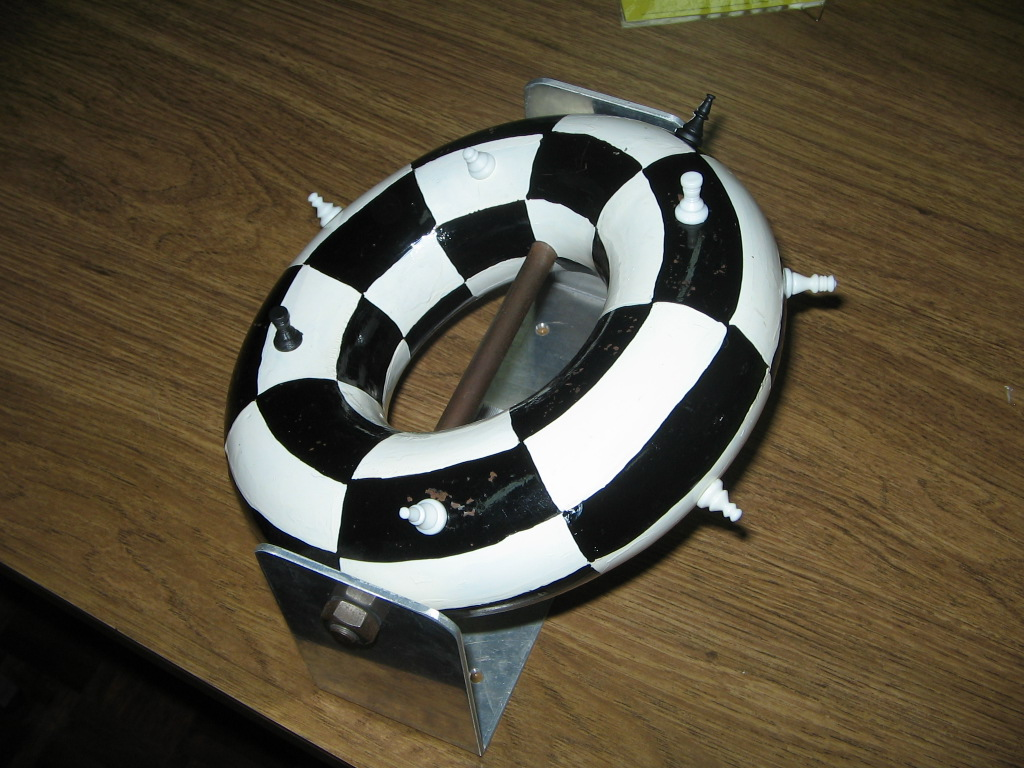
Xadrez Toroidal (tabuleiro no formato de toroide, por Emanuela Ughi, Universidade de Perúgia).
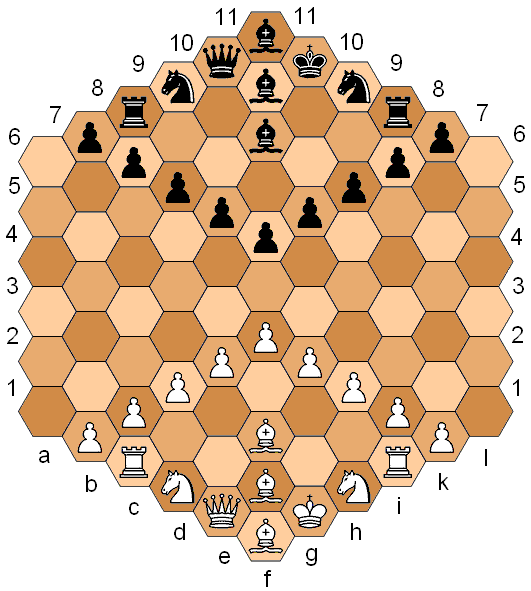
Xadrez Hexagonal é uma variante com tabuleiro hexagonal criado por Glinski.

- Commons
- Wikiquote
- Wikilivros